# サロン・ド・パリ
サロン・ド・パリ（フランス語: Salon de Paris）は、フランスの王立絵画彫刻アカデミーが18世紀にパリで開催するようになった公式美術展覧会。その後、フランスの政体が変わりながらも1880年までアカデミーまたは政府によって開催されたので官展ともいう。1881年以降は、フランス芸術家協会が開催する民間のサロンに引き継がれた。

## 概要
サロンの起源は、王立絵画彫刻アカデミーが、会員に作品を展示する展覧会を開いたことにあり、1737年以降ほぼ定期的に、ルーヴル宮殿のサロン・カレ（方形の間）で展覧会を開催したことから名付けられた。当時はロココ美術全盛の時代であり、フランソワ・ブーシェらが活躍していた。1745年、ロココ美術の余りに官能的な描写の氾濫に対する危惧もあって、アカデミーの改革が行われ、不適切な作品は投票で排除するというサロンの審査制度が明確化された。18世紀後半になると、徐々に新古典主義的な作品が奨励されるようになり、1785年のサロンにジャック＝ルイ・ダヴィッドが『ホラティウス兄弟の誓い』を出品したことで、新古典主義は完成の域に達した。
1789年にフランス革命が起きると、サロンに出品できるのはアカデミーの正会員と準会員に限られないことになり、公募制がとられた。当初は無審査の自由サロンであったが、出品数の激増によって運営が困難になったことから、1798年から審査制度が行われた。審査制度が行われたことによって、画家たちはアカデミーの主流である新古典主義に沿った作品を提出しようとし、19世紀を通じて、新古典主義はサロンの規範となった。新古典主義の正統を受け継いだのが、1824年のサロンで『ルイ13世の誓い』が成功したドミニク・アングルであった。これに対し、テオドール・ジェリコーが1819年のサロンに『メデューズ号の筏』を出品し、ウジェーヌ・ドラクロワが1824年のサロンに『キオス島の虐殺』を出品するなど、新古典主義に対立するロマン主義の潮流も生まれた。
ルイ・フィリップによる7月王政で、1833年から、しばらく隔年開催となっていたサロンは毎年開催となり、展示作品を3000点超まで増やすといった改革が行われ、芸術の大衆化が進んだ。サロンは、新興市民階級に買手を求める画家にとっての商品展示場としての性格を強めた。新古典主義とロマン主義の中庸派に立つオラース・ヴェルネやポール・ドラローシュも活躍した。
2月革命後の短い第二共和政では、サロンの民主化が行われ、1848年のサロンは無審査とされたが、玉石混交を招き、1849年から審査制度が復活した。そうした中、ギュスターヴ・クールベやジャン＝フランソワ・ミレーといった、庶民の生活を描く写実主義（レアリスム）の画家がサロンに登場してきた。
ナポレオン3世の第二帝政の時期には、ジョルジュ・オスマンによるパリ大改造によって、パリはヨーロッパ最先端の文化都市となり、サロンが社会的行事として定着し、美術批評もさかんになった。画家が作品を売るためには、サロンでの成功が不可欠であった。サロンの審査委員は、画家による選挙と美術行政による任命によって選ばれていたが、結局はアカデミー会員が多くを占めたため、審査は新古典主義を規範とする保守的なアカデミズムに則って行われた。1855年のサロンは、パリ万国博覧会に吸収されたが、この時から、シャンゼリゼ通りの産業館で開催されるようになった。ただ、既に定着していた「サロン」という名称は残った。1863年のサロンの審査は特に厳格で、落選者が続出したが、ナポレオン3世の命令で落選展が開かれた。エドゥアール・マネがその落選展で出品した『草上の昼食』と、1865年のサロンに出品した『オランピア』は美術界にスキャンダルを巻き起こし、新たな絵画の訪れを告げた。この頃パリに集まったクロード・モネやピエール＝オーギュスト・ルノワールといったバティニョール派と呼ばれる若手画家たちもサロンに応募したが、審査委員にバルビゾン派の画家が入って審査が寛容になった年は、入選を勝ち得たものの、審査が厳格な年は、多くが落選を強いられた。
普仏戦争後の第三共和政の下でも、サロンの審査は保守的であった。これに不満を抱いたバティニョール派の画家たちは、1874年以降、サロンから独立したグループ展（印象派展）を開くようになった。サロンは、依然として大きな集客力と社会的影響を持ち続けていたが、1880年を最後に、美術行政とアカデミーとの対立を機に、国家主催のサロンは取りやめられた。
その後は、フランス芸術家協会がサロンを開催したほか、複数の団体がサロンを開催するようになったが、徐々にサロンやアカデミーの権威は低下していった。

## ブルボン朝

### 起源
フランスで王立絵画彫刻アカデミーが設立されたのは、ブルボン朝のアンヌ・ドートリッシュ摂政時代の1648年であった。これを主導したのは画家シャルル・ルブランであり、それまでの同業者組合に代わり、作品の受注・制作と職業養成を行おうとするもので、絵画と彫刻の社会的地位の向上を目指していた。1651年にアカデミーは同業者組合との合併を余儀なくされたが、1655年、ジュール・マザランの保護の下、再び独立し、国王ルイ14世から公的な教育と講演の独占の権利など、特権を与えられた。アカデミーは、1667年にパレ＝ロワイヤル中庭で初めて公式の展覧会を開催し、以後、1687年まで断続的に行われてしばらく中断した。1699年にフランソワ・ジラルドンの『ルイ14世騎馬像』除幕式典の関連事業として、ルーヴル宮殿大ギャラリーで展覧会が開催されたことを機に、再開された。
1737年、アカデミーが、ルーヴル宮殿のサロン・カレ（方形の間。当時はグラン・サロンと呼ばれていた）で、一般市民が無料で観覧できる展覧会を開き、以後、ほぼ毎年、開催するようになった。そのことからサロンと呼ばれるようになった。サロンに出品できるのは、アカデミーの正会員と準会員だけであった。1751年からは隔年の開催となった。当時、王侯貴族以外にも美術を楽しむ層が拡大しており、公衆が美術を鑑賞できる場としてサロンが求められ、また、美術家の側も、自分の作品を公開することで顧客を掘り起こすことができるというメリットがあった。また、サロンの定期的開催によって、美術の専門家ではない文学者や思想家による美術批評も広がっていき、美術家はそれを無視できなくなっていった。

### 1737年
18世紀のフランスは、アントワーヌ・ヴァトーの後を継ぐロココ美術全盛の時代であり、フランソワ・ブーシェ、シャルル＝ジョゼフ・ナトワール、シャルル＝アンドレ・ヴァン・ロー（カルル・ヴァン・ロー）といった画家が活躍していた。その背景には、ルイ15世の時代、国王権力の絶対性が弱まり、貴族がパリのブルジョワ的な生活に親しんだ結果、感性や恋愛を重視する美術が好まれたことがある。
|  | シャルル＝アンドレ・ヴァン・ロー 『恋人にコンサートを聞かせるトルコの太守』 1737年。油彩、キャンバス、72.5 × 91 cm。ウォレス・コレクション。 |

### 1738年
18世紀、肖像画は、歴史画に次いで格の高いジャンルとされており、ジャン＝マルク・ナティエ、ルイ・トッケ、モーリス・カンタン・ド・ラ・トゥール、ジョセフ・アヴェドといった肖像画家が活躍した。
|  | ジャン＝マルク・ナティエ 『Mathilde de Canisy, Marquise d'Antinの肖像』 1738年。油彩、キャンバス、118 × 96 cm。 ジャックマール＝アンドレ美術館。 |

### 1740年
ジャン・シメオン・シャルダンは、享楽的なブーシェの作品とは対照的に、厳しい造形の静物画や肖像画を制作した。1737年以降のサロンにも毎回出品し、展覧会の展示係を任されていた。
|  | ジャン・シメオン・シャルダン 『食前の祈り』 油彩、キャンバス、49 × 41 cm。 ルーヴル美術館。 |

### 1741年
ジョセフ・アヴェドは、1734年、肖像画家としてアカデミー会員となり、1741年のサロンに出品した『クロザ婦人』の肖像画など、緻密な表現で知られる。
|  | ジョセフ・アヴェド 『クロザ夫人』 油彩、キャンバス、138.5 × 105 cm。ファーブル美術館 |  | シャルダン 『朝の身繕い』 油彩、キャンバス、49 × 39 cm。スウェーデン国立美術館 |

### 1742年
|  | フランソワ・ブーシェ 『水浴のディアナ』1742年。 57 × 73 cm。 ルーヴル美術館。 |  | ジャン＝バティスト・ピガール 『メルクリウス』1744年。 大理石、58 × 35 × 33 cm。 ルーヴル美術館 （1742年サロンに展示されたのはこのテラコッタ像）。 |

### 1745年
18世紀半ば、ルノルマン・ド・トゥルヌエムによるアカデミーの改革が行われ、1745年以降、サロンの審査制度が明確化された。アカデミー院長以下15人の歴史画家を中心とする19人の委員が、ルーヴル宮殿のアポロンの間で出品作の審査をし、不適切な作品を投票で排除するというものであった。
審査制度が始まった背景には、ロココ美術が頂点を迎える中、度の過ぎた官能的描写が氾濫していることへの危惧があったと考えられる。
|  | ジャン＝マルク・ナティエ 『ヘベに扮したショーヌ公爵夫人』 1744年。油彩、キャンバス、144 × 110 cm。 ルーヴル美術館。 |

### 1746年
1746年のサロンを機に、文芸愛好家ラ・フォン・ド・サン＝チエンヌが『フランス絵画の現状に関する考察および1746年のサロン出品作の検証』という書物を発表し、大きな議論を巻き起こした。ラ・フォンは、フランソワ・ブーシェやシャルル＝アンドレ・ヴァン・ロー（カルル・ヴァン・ロー）といったロココ美術の主導者を、古典主義から逸脱するものとして批判し、シャルダンやヴェルネに送った。アカデミーに属さない非専門家によるこうした美術批評に対しては、アカデミー関係者から強い反発があった。

### 1747年
|  | フランソワ・ブーシェ 『エウロペの掠奪』1747年。 油彩、キャンバス、160.5 × 193.5 cm。 ルーヴル美術館。 |  | シャルル＝アンドレ・ヴァン・ロー 『王妃マリー・レクザンスカ』 274 × 193 cm。 ヴェルサイユ宮殿。 |

### 1753年
|  | モーリス・カンタン・ド・ラ・トゥール 『ジャン・ル・ロン・ダランベールの肖像』 1753年。パステル、55 × 45.8 cm。 ルーヴル美術館。 |

### 1755年
ジャン＝バティスト・グルーズは、ロココから新古典主義的な世界に移行する時代に脚光を浴びた画家であり、1755年のサロンで『聖書を説明する父親』などの作品で賞賛された。
|  | モーリス・カンタン・ド・ラ・トゥール 『ポンパドゥール夫人の肖像』1755年。 パステル、177 × 130 cm。 ルーヴル美術館。 |  | ジャン＝バティスト・グルーズ 『聖書を説明する父親』1755年。 ルーヴル美術館。 |

### 1757年
|  | フランソワ・ブーシェ 『ウルカヌスの鍛冶場』 1757年。油彩、キャンバス、320 × 320 cm。 ルーヴル美術館。 |

### 1761年
グルーズは、イタリア留学から帰国後の1761年のサロンで、『村の花嫁』によって名声を確立した。
|  | ジャン＝バティスト・グルーズ 『村の花嫁』1761年。 油彩、キャンバス、92 × 117 cm。 ルーヴル美術館。 |

### 1763年
1763年のサロンでは、ジョセフ＝マリー・ヴィアンが、古代ギリシャ趣味の『アモルを売る女』を出品して注目を浴びた。18世紀前半から始まったヘルクラネウムやポンペイの発掘で古代への関心が高まる中、ヴィアンのギリシャ趣味は、新古典主義を先取りするものであった。『アルトワ伯とクロティルド王女』は、ポンパドゥール夫人のお気に入りであった肖像画家ドルーエが制作した宮廷趣味の作品である。
|  | クロード・ジョセフ・ヴェルネ 『アルプスの羊飼いの娘』 1763年。油彩、キャンバス。 トゥール美術館。                            |  | ジョセフ＝マリー・ヴィアン 『アモルを売る女br>1763年。油彩、キャンバス、117 × 140 cm。 フォンテーヌブロー宮殿美術館。 |
|  | フランソワ＝ユベール・ドルーエ 『アルトワ伯とクロティルド王女』 1763年。油彩、キャンバス、129.5 × 97.5 cm。 ルーヴル美術館。 |  | |

### 1765年
1765年のサロンには、ローマ留学から帰国したフラゴナールが、アカデミー準会員となるため、『コレシュスとカリロエ』を出品した。この作品は、ディドロから賞賛された。しかし、フラゴナールは、1767年のサロンを最後に出品をやめた。ノエル・アレの歴史画では、ブーシェのような華やかな女神たちは現れず、動きが少なく、安定した画面構成に向かっていることが窺える。
|  | ジャン・オノレ・フラゴナール 『コレシュスとカリロエ』1765年。 ルーヴル美術館。 |  | ノエル・アレ 『トラヤヌス帝の正義』1765年。 油彩、キャンバス、265 × 302 cm。 マルセイユ美術館。 |

### 1767年

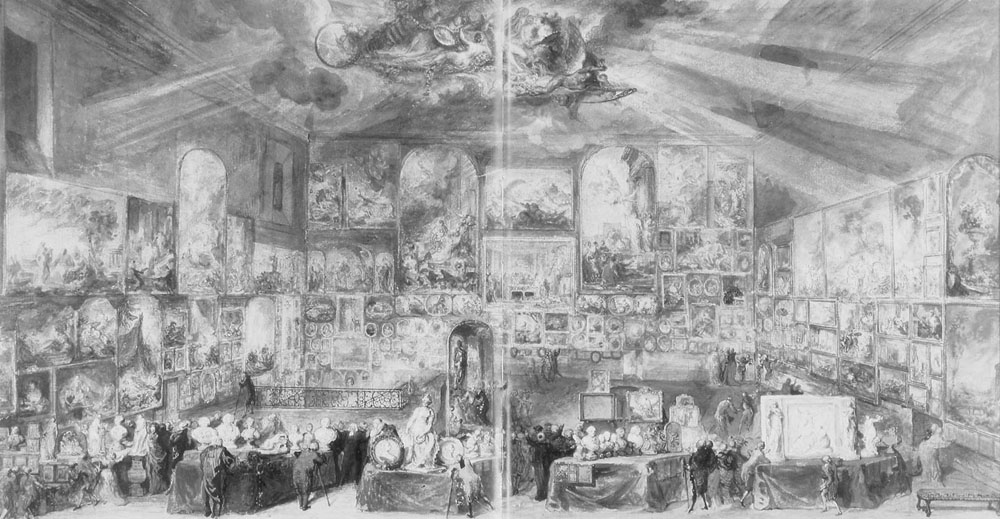
1767年のサロンの様子。

1767年のサロンには、ローマから帰国したユベール・ロベールが『ローマの港』を出品した。ロベールは、この作品で、一気にアカデミーの準会員・正会員となるという異例の待遇を受け、サロンでも好評を博した。ディドロは、この作品について、色彩と技巧を賞賛する一方、魂を打つ力はないと手厳しい批評をしている。

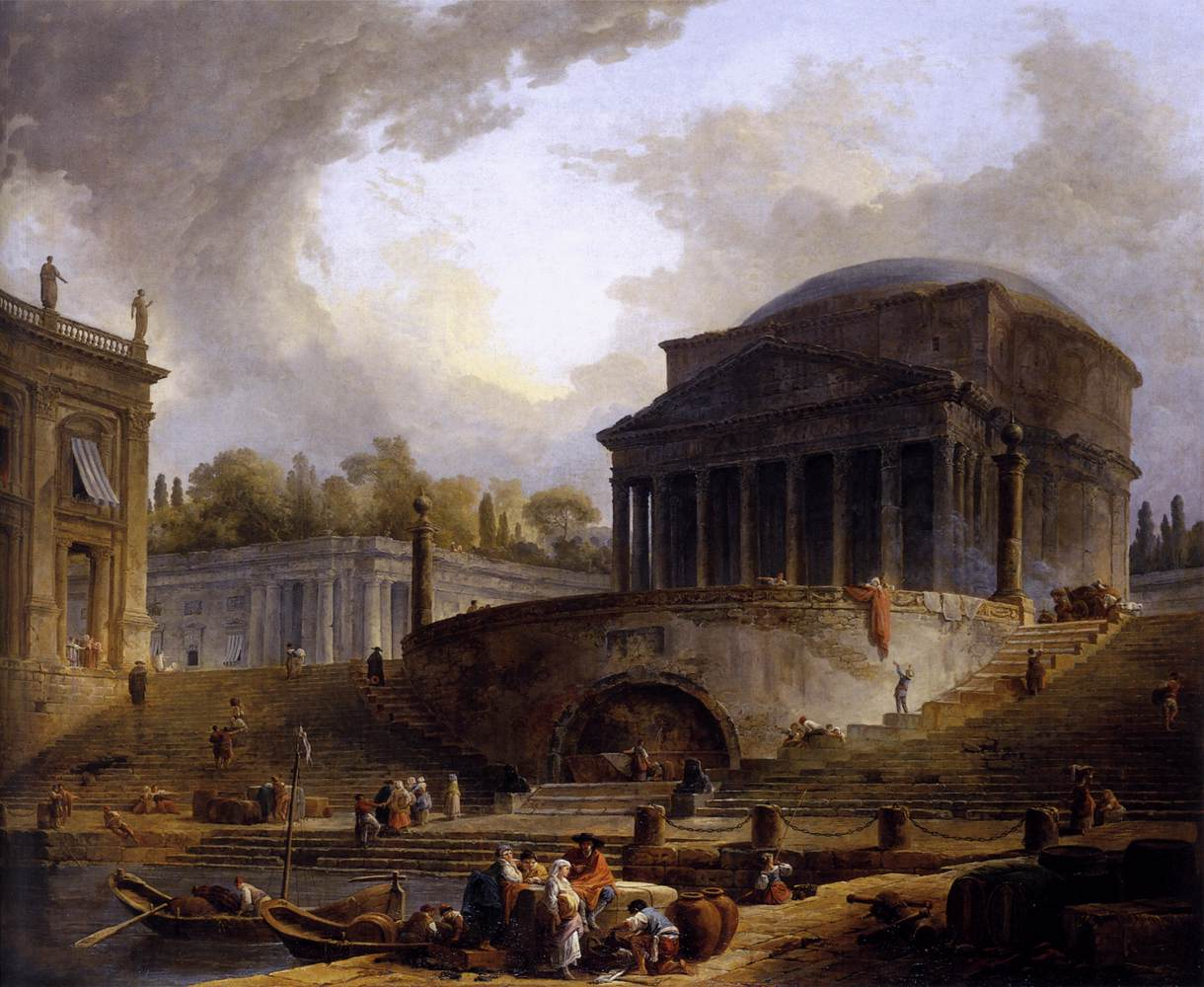
ユベール・ロベール『ローマの港』1866年。油彩、キャンバス、119 × 145 cm。パリ国立美術学校。
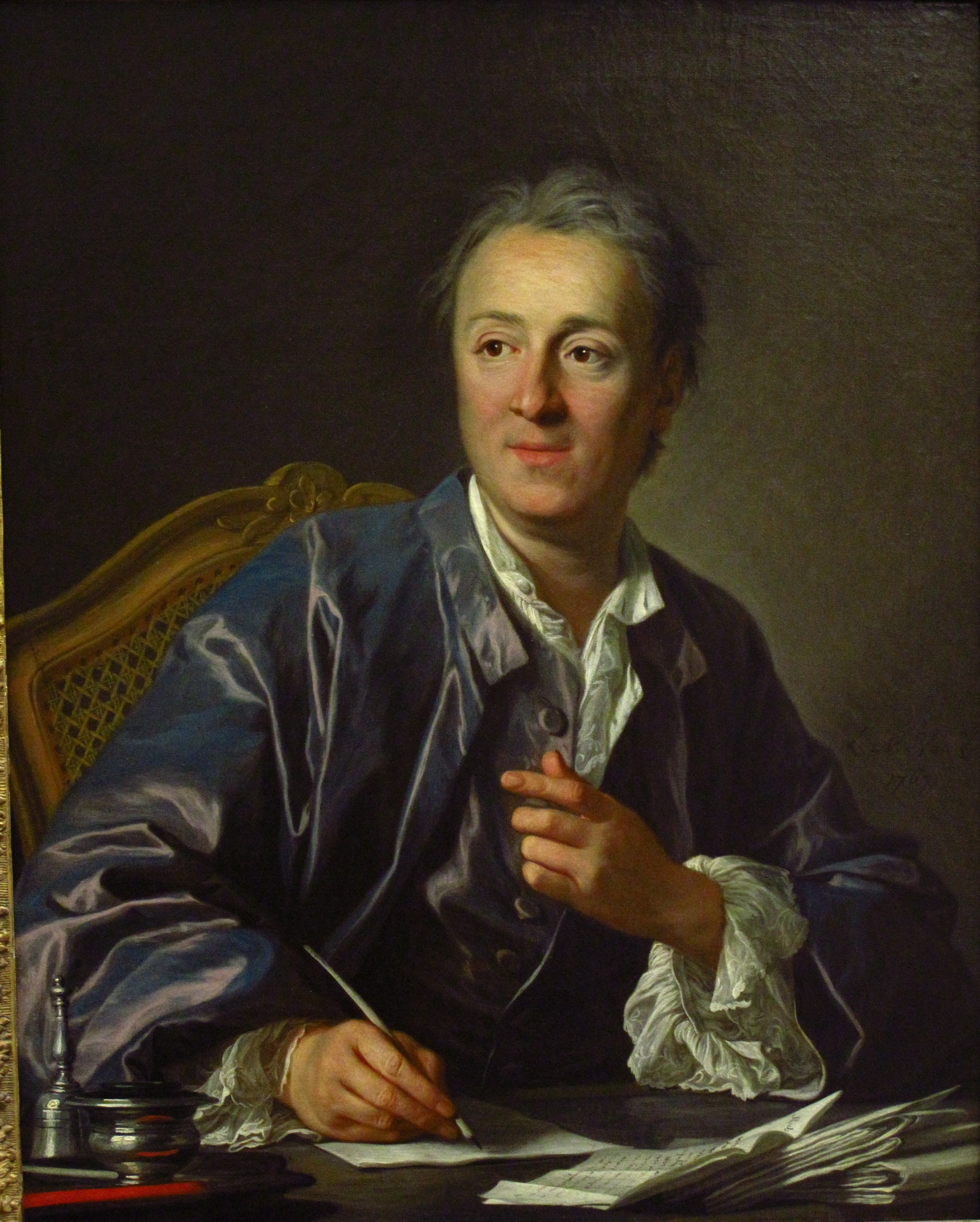
ルイ＝ミシェル・ヴァン・ロー『ディドロの肖像』油彩、キャンバス、71 × 65 cm。ルーヴル美術館[36]。

### 1769年
1769年のサロンでは、ジャン＝バティスト・グルーズが歴史画家としての承認を求めて『セプティミウス・セウェルス帝とカラカラ』を出品したが、歴史画家としてのアカデミー入会は認められず、風俗画家としての入会となった。ドゥニ・ディドロからは、サロン評で「グルーズは自分の領分を放棄した。自然の熱心な研究者である彼は、歴史画が必要とする誇張の域に達することができなかった」と批判された。これ以後、グルーズは、フランス革命までの時期にはサロンに出品しなくなった。既に名声を得ていたグルーズにとっては、市民層のために制作を続ければ経済的に成り立つため、名誉が得られないのであればサロンに出品する必要はなかった。
|  | ジャン＝バティスト・グルーズ 『セプティミウス・セウェルス帝とカラカラ』1869年。 油彩、キャンバス、124 × 160 cm。 ルーヴル美術館。 |

### 1773年
ニコラ・ベルナール・レピシエは、歴史画家として認められていたが、『ファンションの起床』のような新古典主義に通じる秩序を持った風俗画を描いた。
|  | ニコラ・ベルナール・レピシエ 『ファンションの起床』1773年。 油彩、キャンバス、74 × 93 cm。 オテル・サンドラン美術館。 |

### 1775年
1774年にルイ16世が即位した。この頃から、啓蒙主義・合理主義の潮流が勢いを増し、美術界においても、ロココから、古代ギリシャを模範に普遍的な理想美を追求する新古典主義への転換が本格的に起こってきた。

### 1777年
王室建造物局総監を継いだダンジヴィレ伯爵と国王首席画家・アカデミー院長ジャン＝バティスト・マリー・ピエールは、「大様式」と呼ばれる古典主義的な歴史画の再興を図った。1775年、アカデミーで、歴史画と偉人の大理石彫像の制作を奨励し、完成作は買い取るとともにサロンに展示するという方針が発表された。これを受けて、1777年から1789年にかけてのサロンで奨励制作の作品が発表された。

### 1779年
1779年のサロンには、ダヴィッドのライバルであるフランソワ＝アンドレ・ヴァンサンが、第2回奨励制作として、フロンドの乱で母后アンヌ・ドートリッシュと高等法院との和解に努めたモレの愛国的行為を描いた作品を提出し、賞賛を浴びた。
|  | フランソワ＝アンドレ・ヴァンサン 『高等法院長モレと反徒たち』 1779年。油彩、キャンバス、325 × 325 cm。 ブルボン宮殿。 |

### 1781年
ジャック＝ルイ・ダヴィッドは、1780年のローマ留学から帰国し、『施しを乞うベリサリウス』でアカデミー準会員になって、1781年のサロンにこれを出展した。この作品は、「フランスで真に新古典主義と呼べる最初の大作」だと賞賛された。メナジョの『レオナルドの死』は、第3回奨励制作による作品であり、レオナルド・ダ・ヴィンチを庇護したフランソワ1世を称揚するものである。

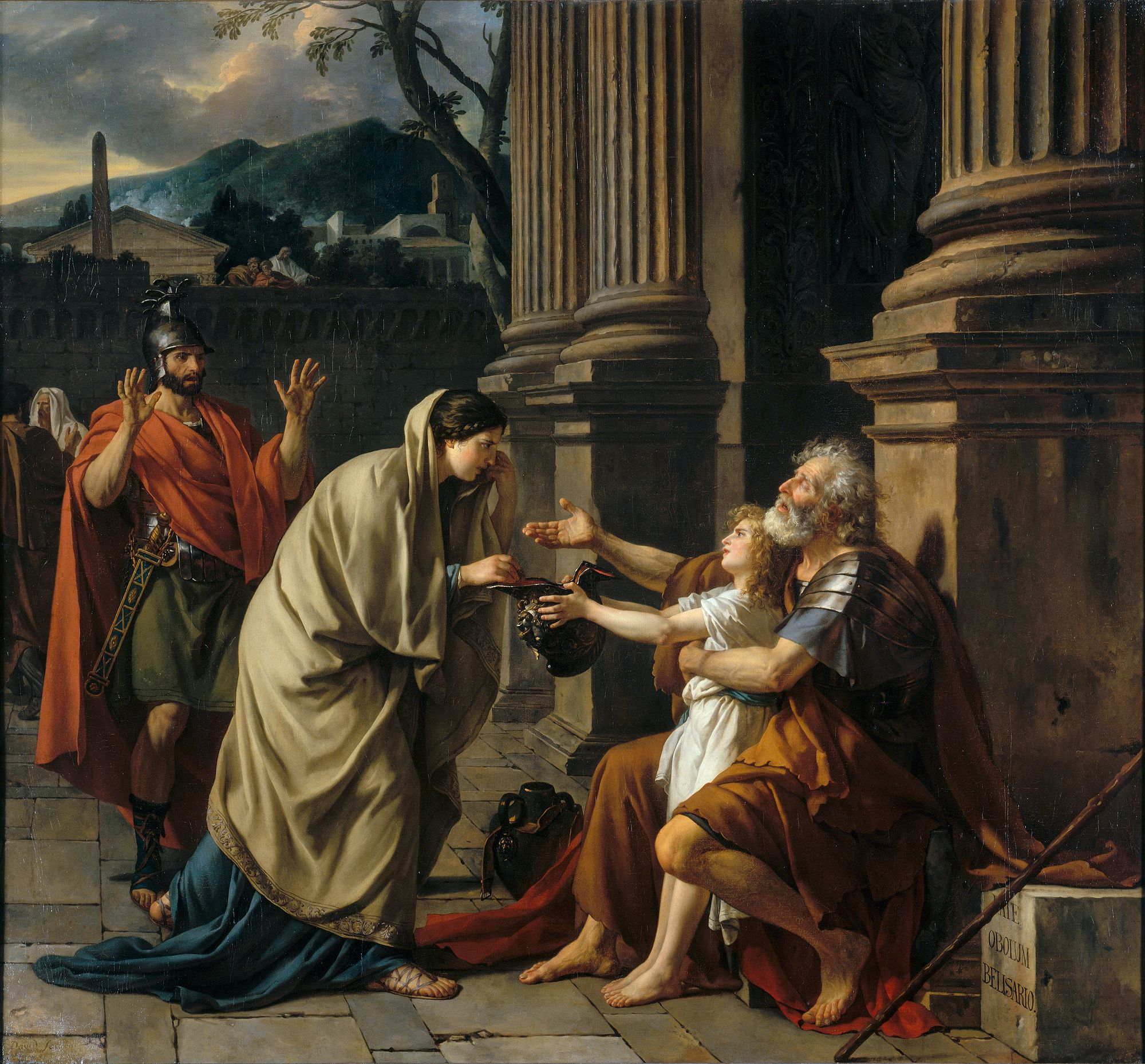
ジャック＝ルイ・ダヴィッド『施しを乞うベリサリウス』1781年。油彩、キャンバス、288 × 312 cm。リール宮殿美術館[47]。
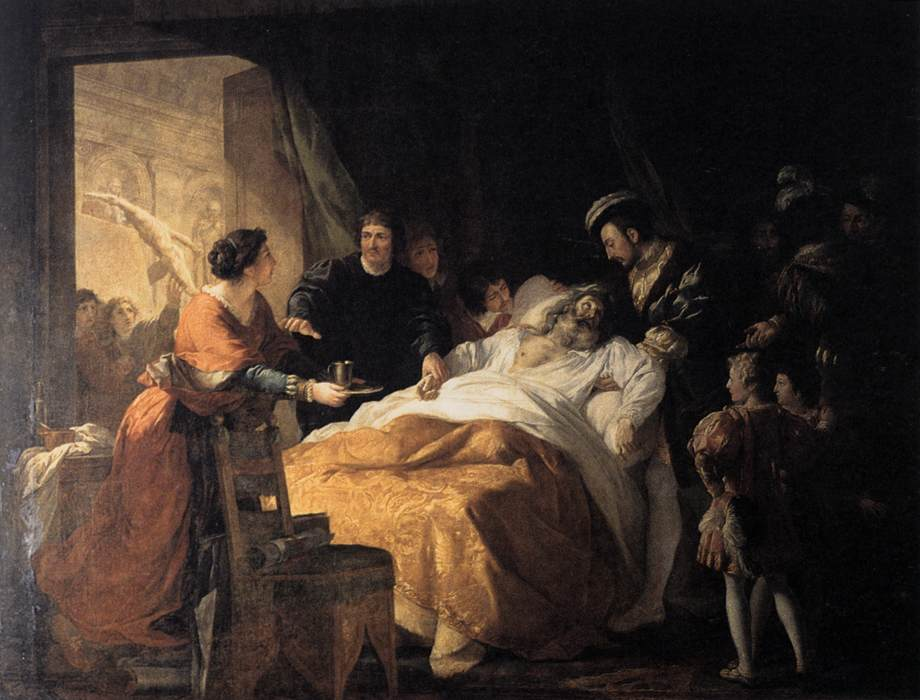
フランソワ＝ギヨーム・メナジョ（英語版）『レオナルドの死』1781年。油彩、キャンバス、278 × 357 cm。アンボワーズ市庁舎[48]。

### 1783年
ダヴィッドは、1783年のサロンで、奨励制作よりもアカデミー入会作品を優先させ、『ヘクトルの死を悼むアンドロマケ』を出展してアカデミー正会員になった。

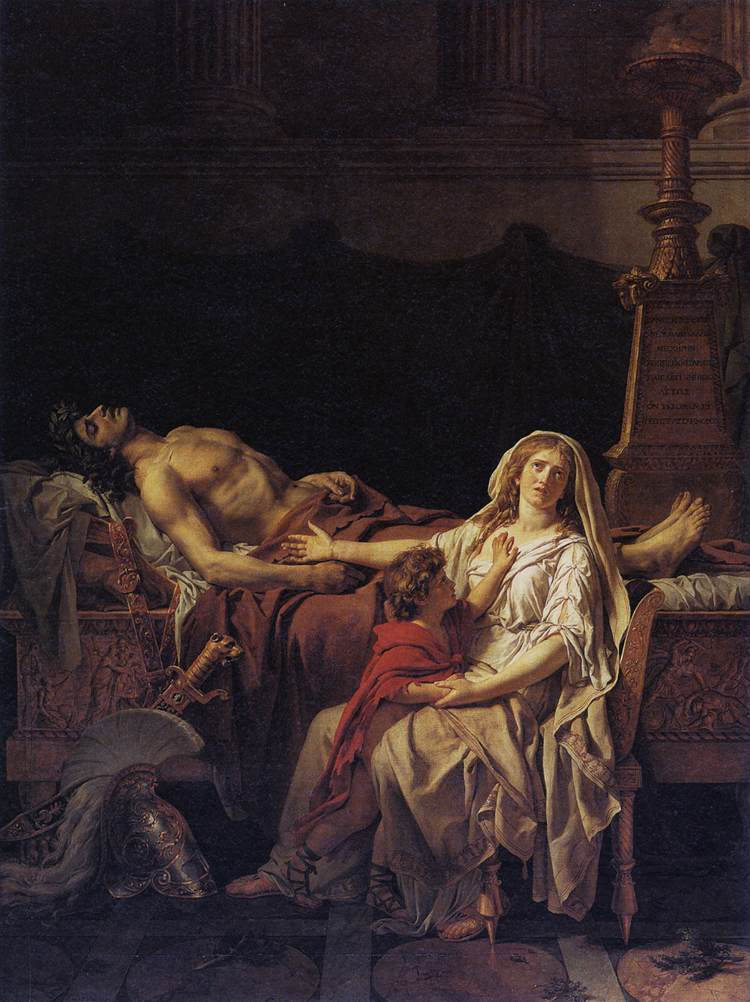
ジャック＝ルイ・ダヴィッド『ヘクトルの死を悼むアンドロマケ』1783年。油彩、キャンバス、275 × 203 cm。ルーヴル美術館[50]。
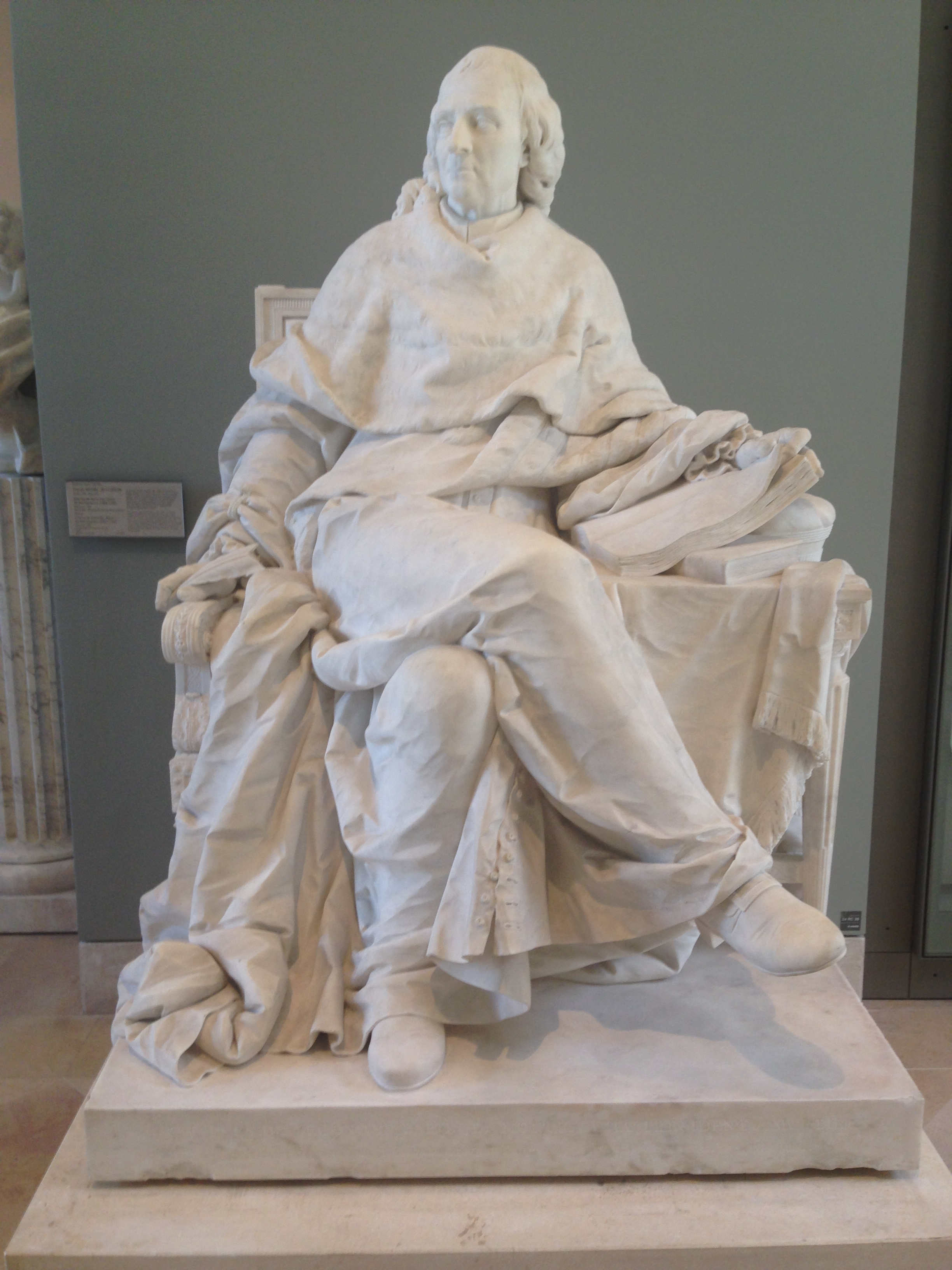
クロード・ミシェル（英語版）（クローディオン）『モンテスキュー像』1783年（石膏像は1779年サロン）。大理石、H 164 × 122 × 122 cm。ルーヴル美術館[51]。

### 1785年
ジャック＝ルイ・ダヴィッドが1785年のサロンに展示した『ホラティウス兄弟の誓い』は、新古典主義の理念の結晶といえる作品である。ダヴィッドのライバル、ピエール・ペイロンも、第5回奨励制作として『アルケスティスの死』を展示し、サロンで賞賛を浴びた。

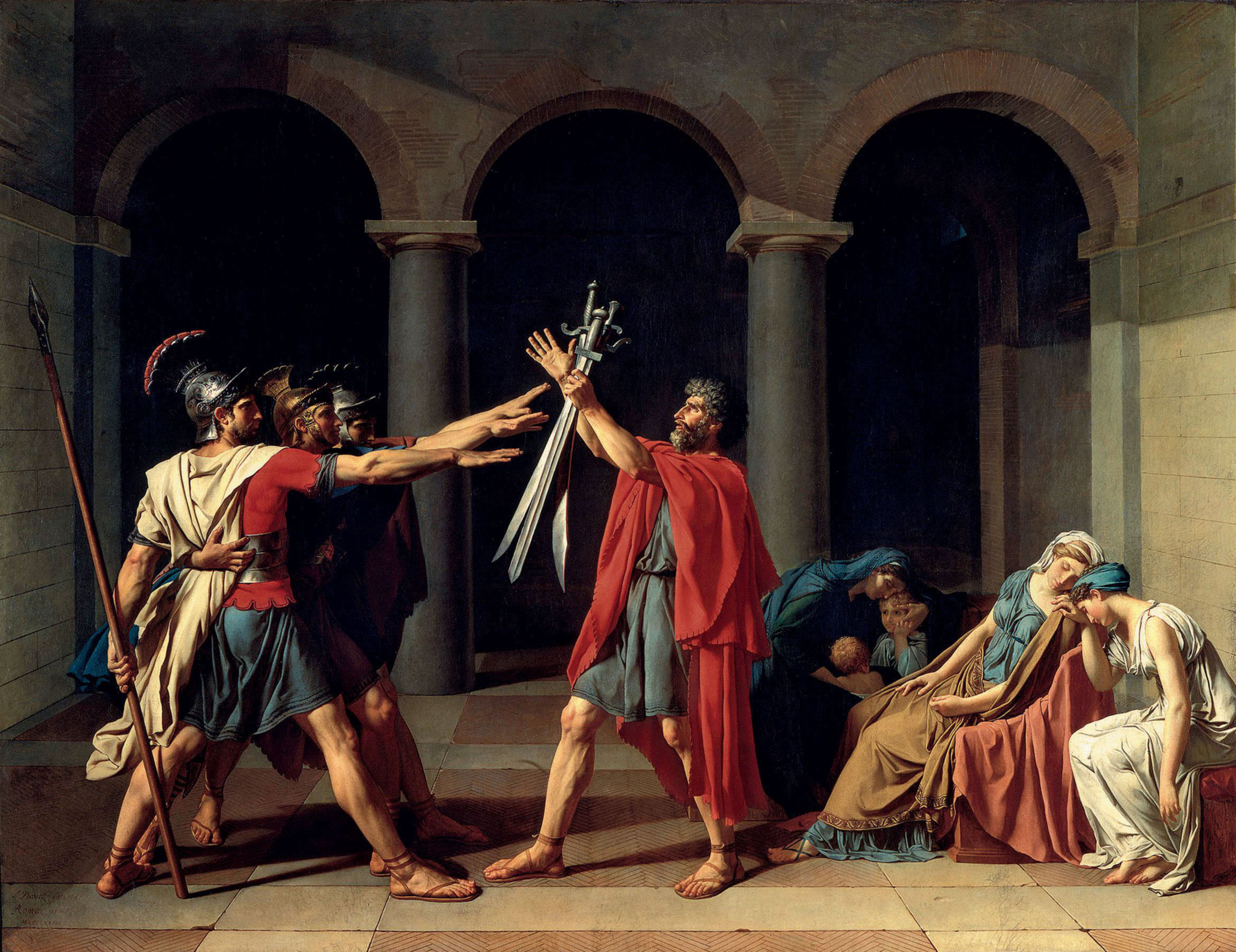
ジャック＝ルイ・ダヴィッド『ホラティウス兄弟の誓い』1784年。油彩、キャンバス、330 × 425 cm。ルーヴル美術館
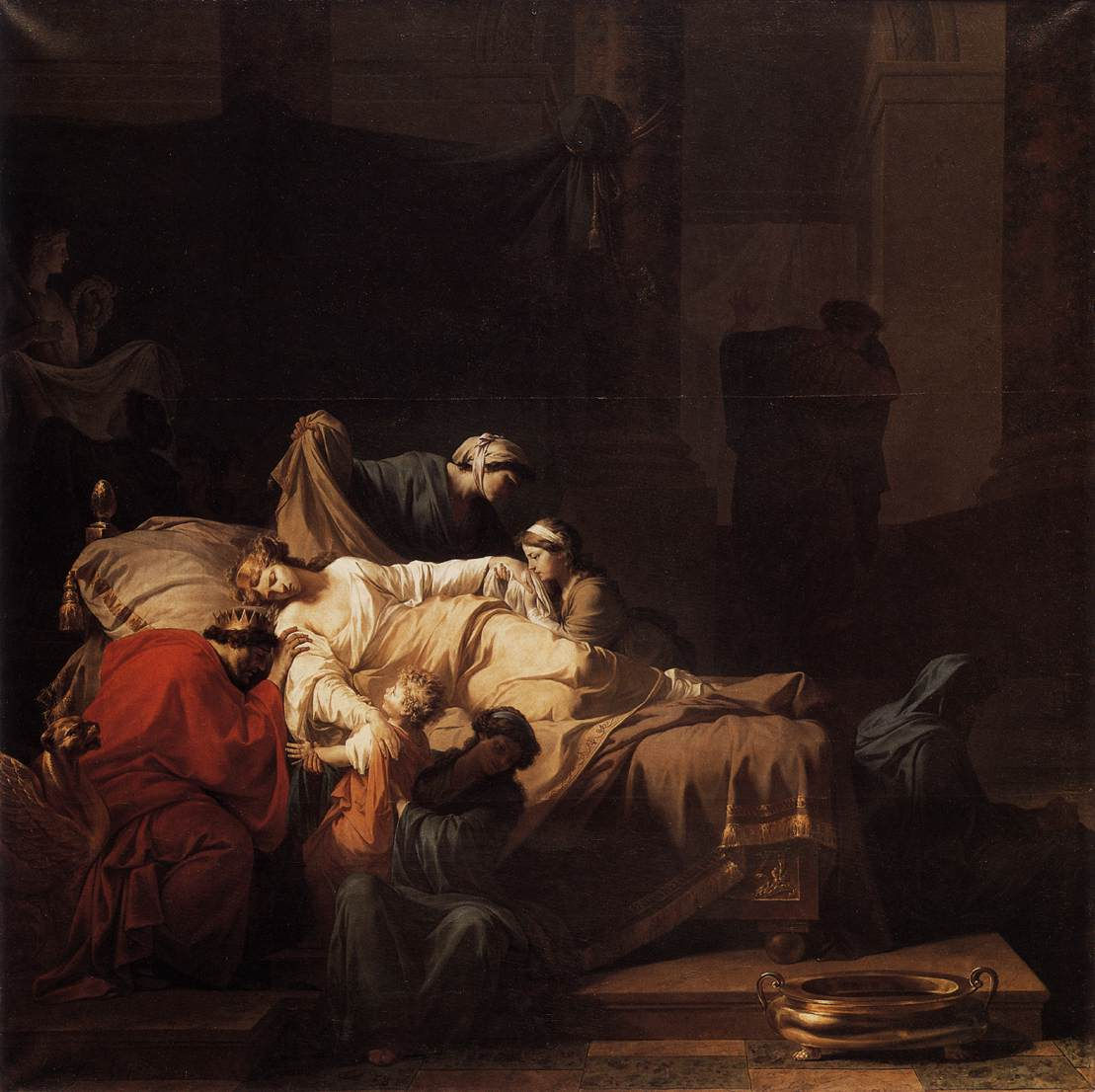
ジャン＝フランソワ・ピエール・ペイロン『アルケスティスの死』1785年。油彩、キャンバス、327 × 325 cm。ルーヴル美術館[54]。
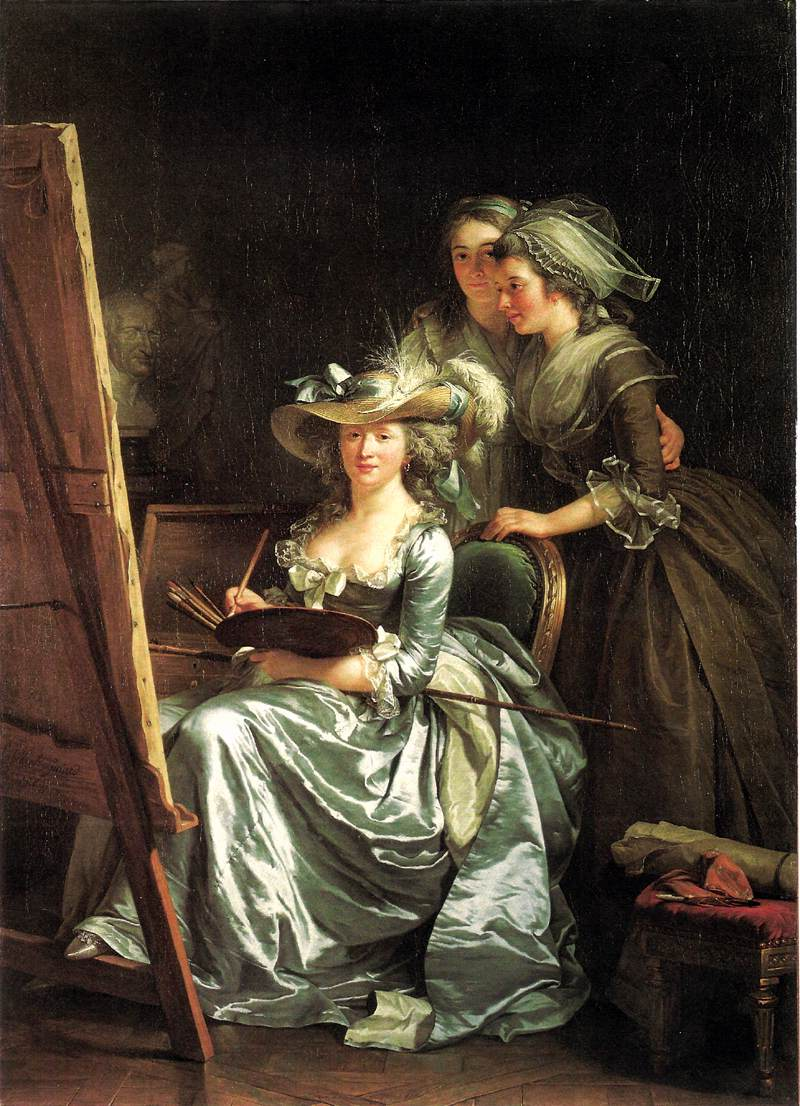
アデライド・ラビーユ＝ギアール『2人の生徒といる自画像』1785年。油彩、キャンバス、211 × 151 cm。メトロポリタン美術館[55]。

### 1787年

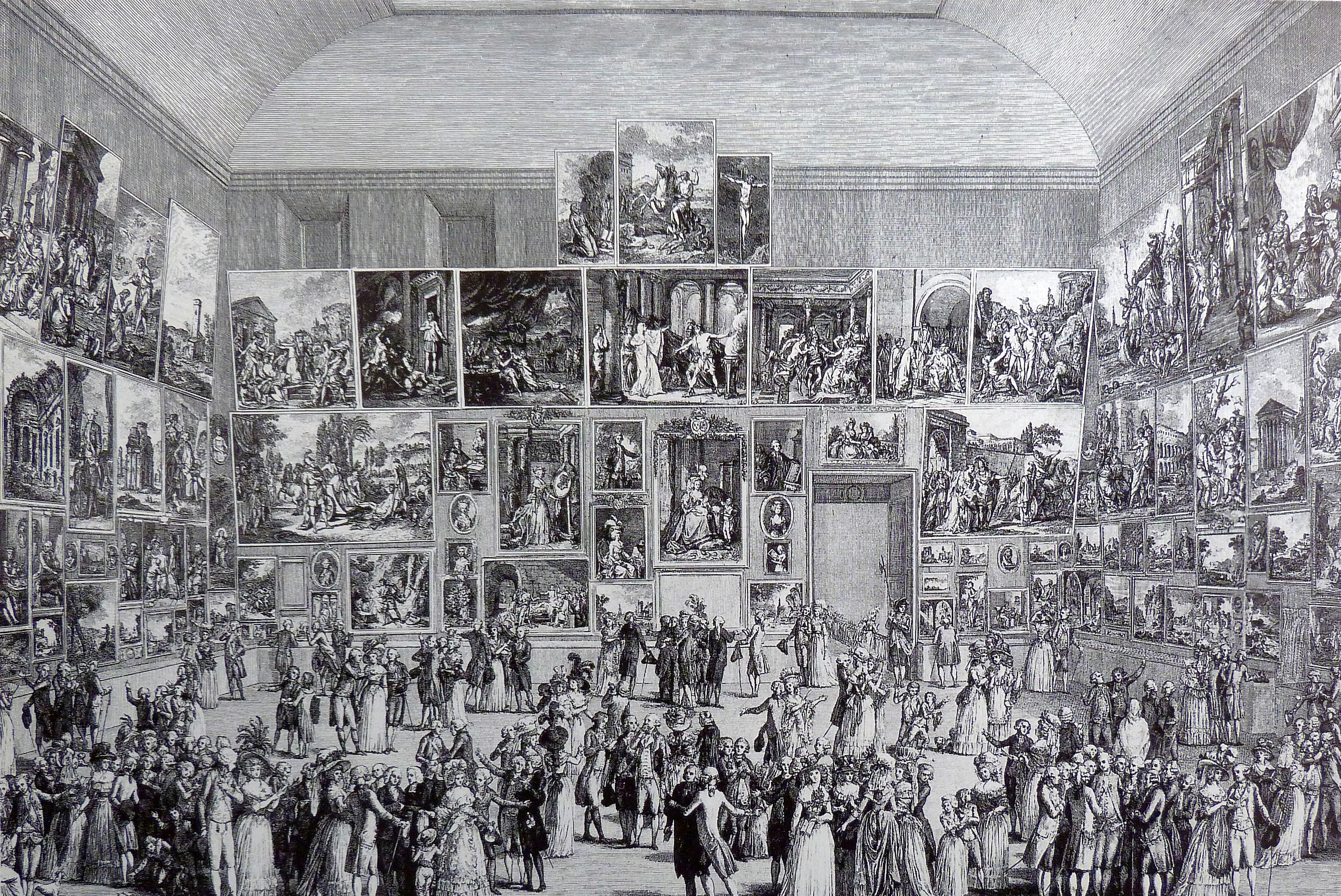
1787年のサロンの様子。

女性画家エリザベート＝ルイーズ・ヴィジェ＝ルブランは、王妃マリー・アントワネット付きの画家として多くの肖像画を制作した。

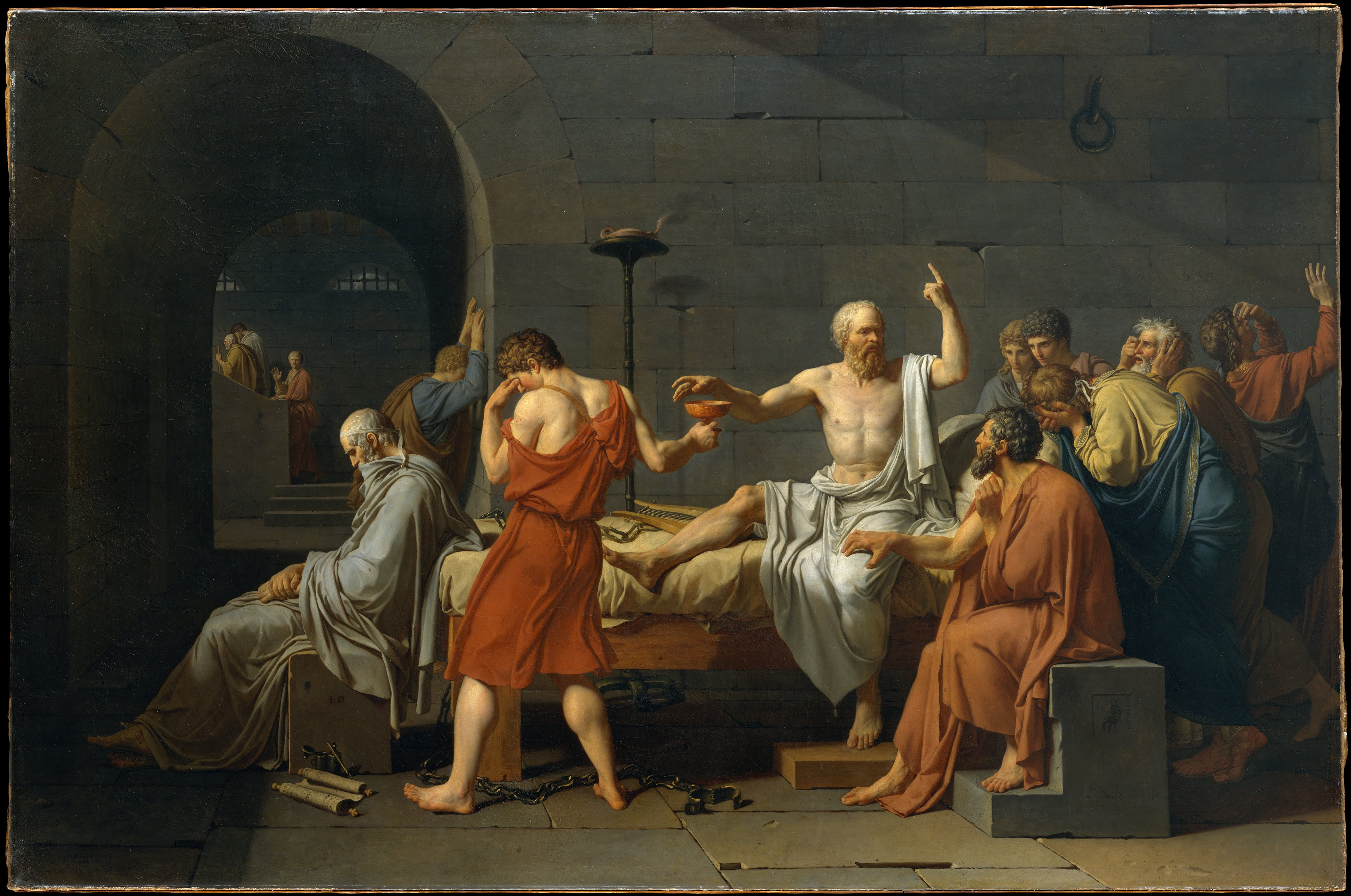
ダヴィッド『ソクラテスの死』1787年。油彩、キャンバス、129.5 × 196.2 cm。メトロポリタン美術館[57]。
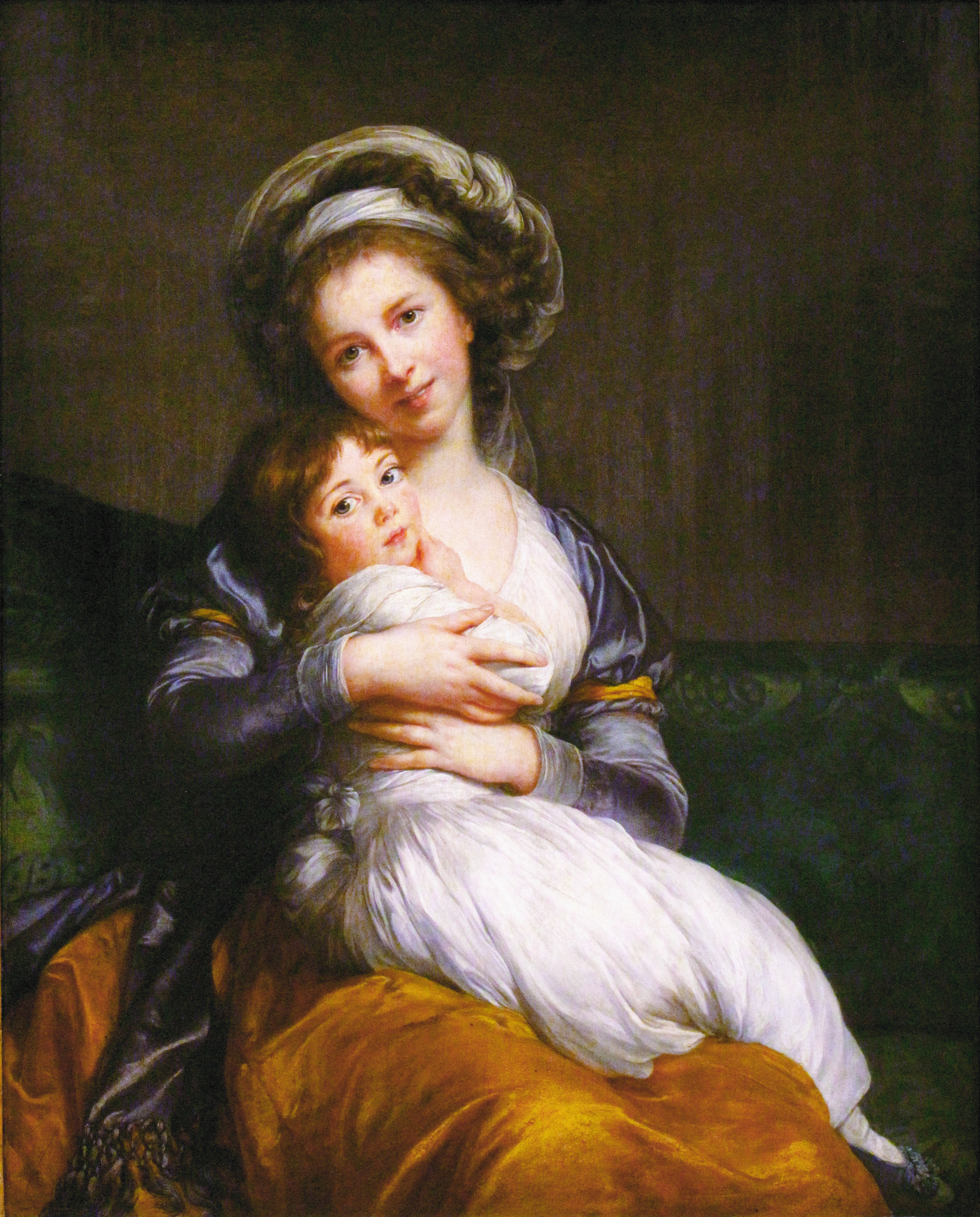
エリザベート＝ルイーズ・ヴィジェ＝ルブラン『ヴィジェ＝ルブラン夫人とその娘』1786年。油彩、キャンバス、105 × 84 cm。ルーヴル美術館[58]。

### 1789年

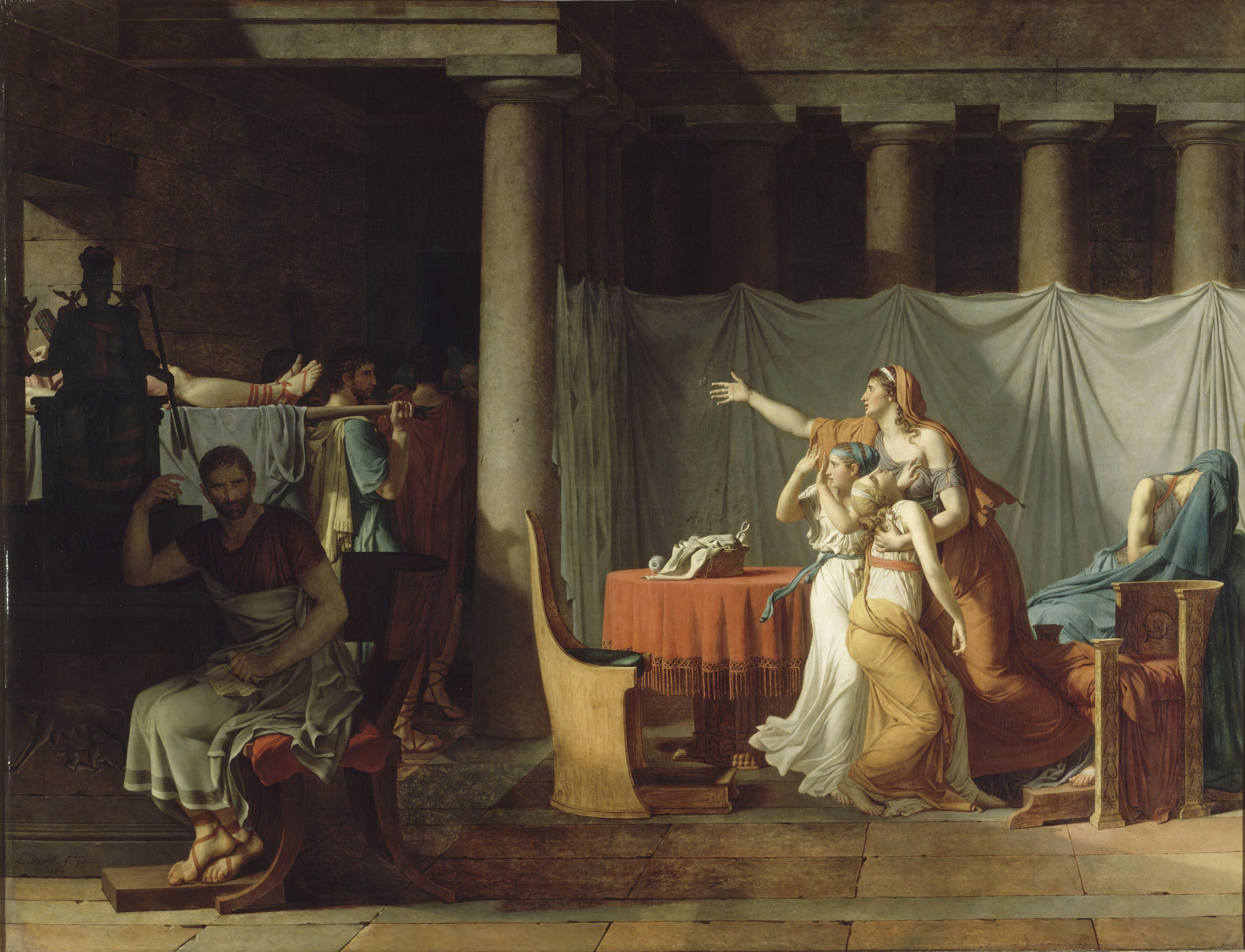
ジャック＝ルイ・ダヴィッド『ブルートゥス邸に息子たちの遺骸を運ぶ警士たち』1789年。油彩、キャンバス、323 × 422 cm。ルーヴル美術館[59]。
フランソワ＝アンドレ・ヴァンサン『ゼウクシスとクロトンの娘たち』1789年。油彩、キャンバス、323 ×　415 cm。ルーヴル美術館[60]。

## フランス革命期

### 1791年
1791年、フランス革命の「自由と平等」のスローガンの下、無審査で誰もが出品できる自由サロンが開催され、1798年に再び審査制度がとられるまで続いた。アンシャン・レジーム期と異なり、サロンに出品することができるのはアカデミーの正会員と準会員に限られるわけではなく、公募制になった。

### 1793年
1793年、国民公会で、王立絵画彫刻アカデミーが旧体制の特権階級とみなされ、その廃止が決定された。サロンの審査に不満を抱いていたダヴィッドも、アカデミーの廃止運動を主導した。この年のサロンでは、ダヴィッドの弟子アンヌ＝ルイ・ジロデ＝トリオゾンが、5年のイタリア留学時代に制作した『エンデュミオーンの眠り』を出品し、反響を呼んだ。

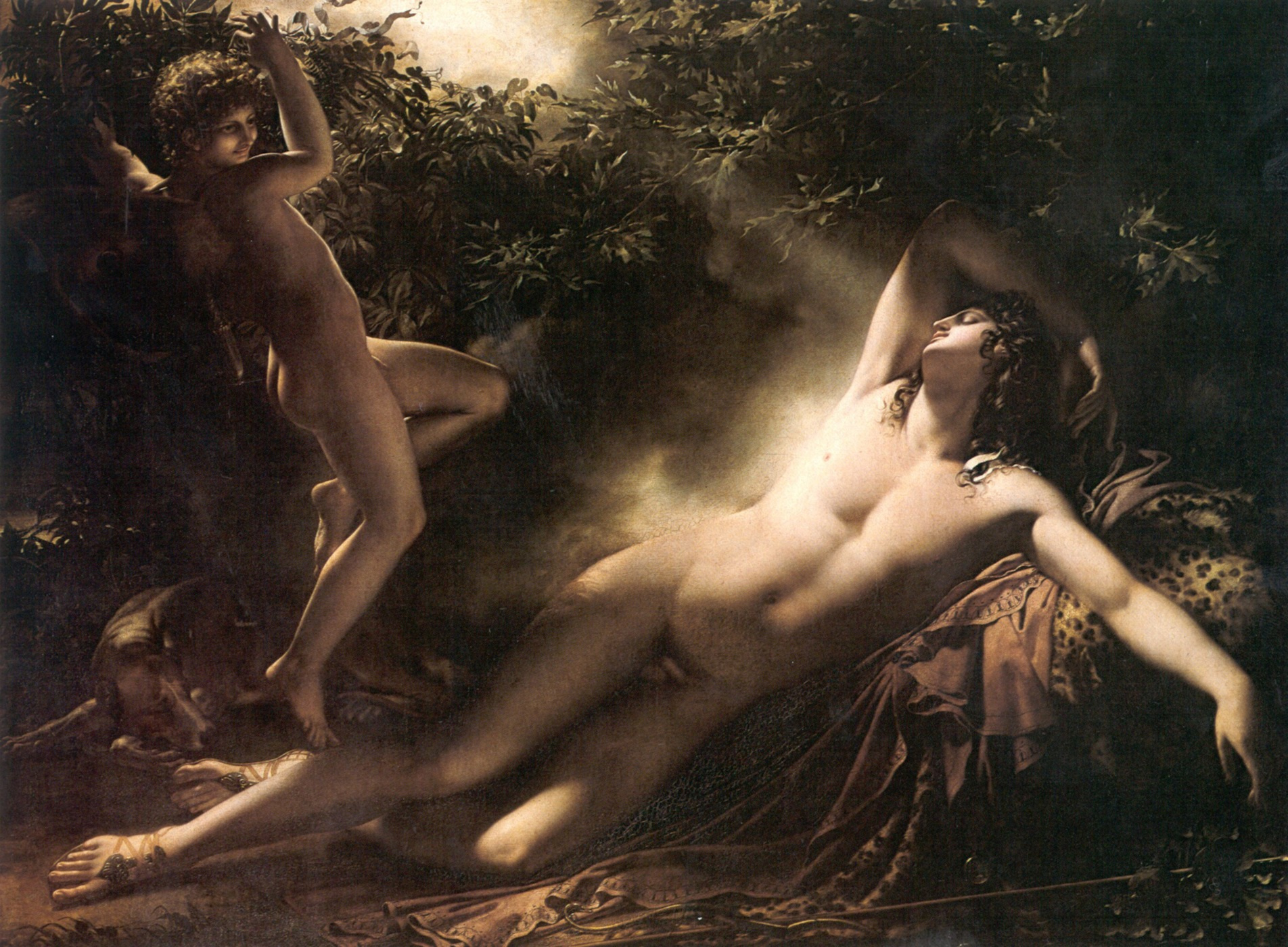
アンヌ＝ルイ・ジロデ＝トリオゾン『エンデュミオーンの眠り（フランス語版）』1791年。198 × 261 cm。ルーヴル美術館[64]。

### 1795年
1795年、廃止されたアカデミーに代わって、フランス学士院が設置され、ダヴィッド、フランソワ＝アンドレ・ヴァンサン、ジャン＝バプティスト・ルニョーらが終身会員に就いた。

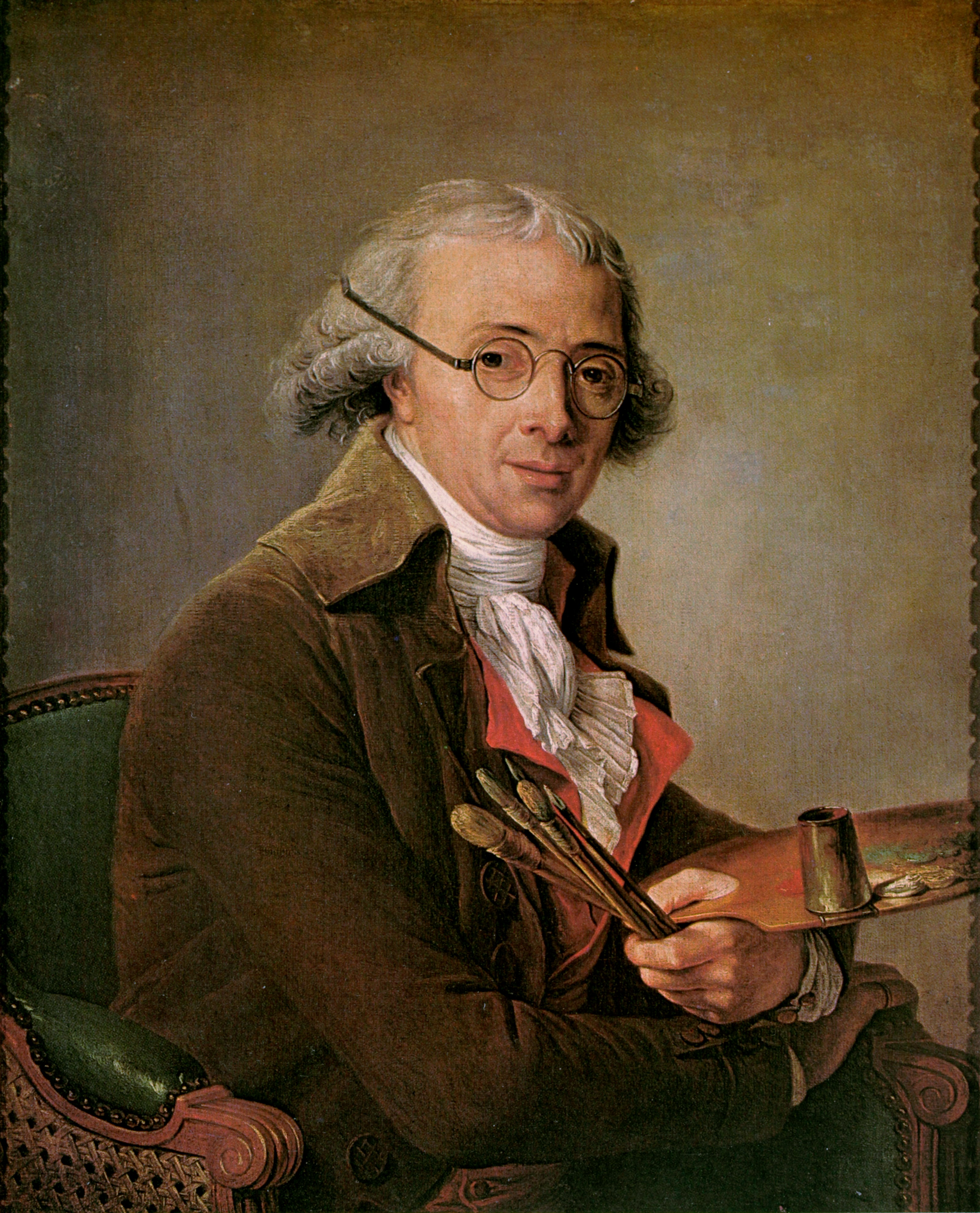
アデライド・ラビーユ＝ギアール『フランソワ＝アンドレ・ヴァンサンの肖像』1795年。油彩、キャンバス、73 × 59 cm。ルーヴル美術館[66]。

### 1796年

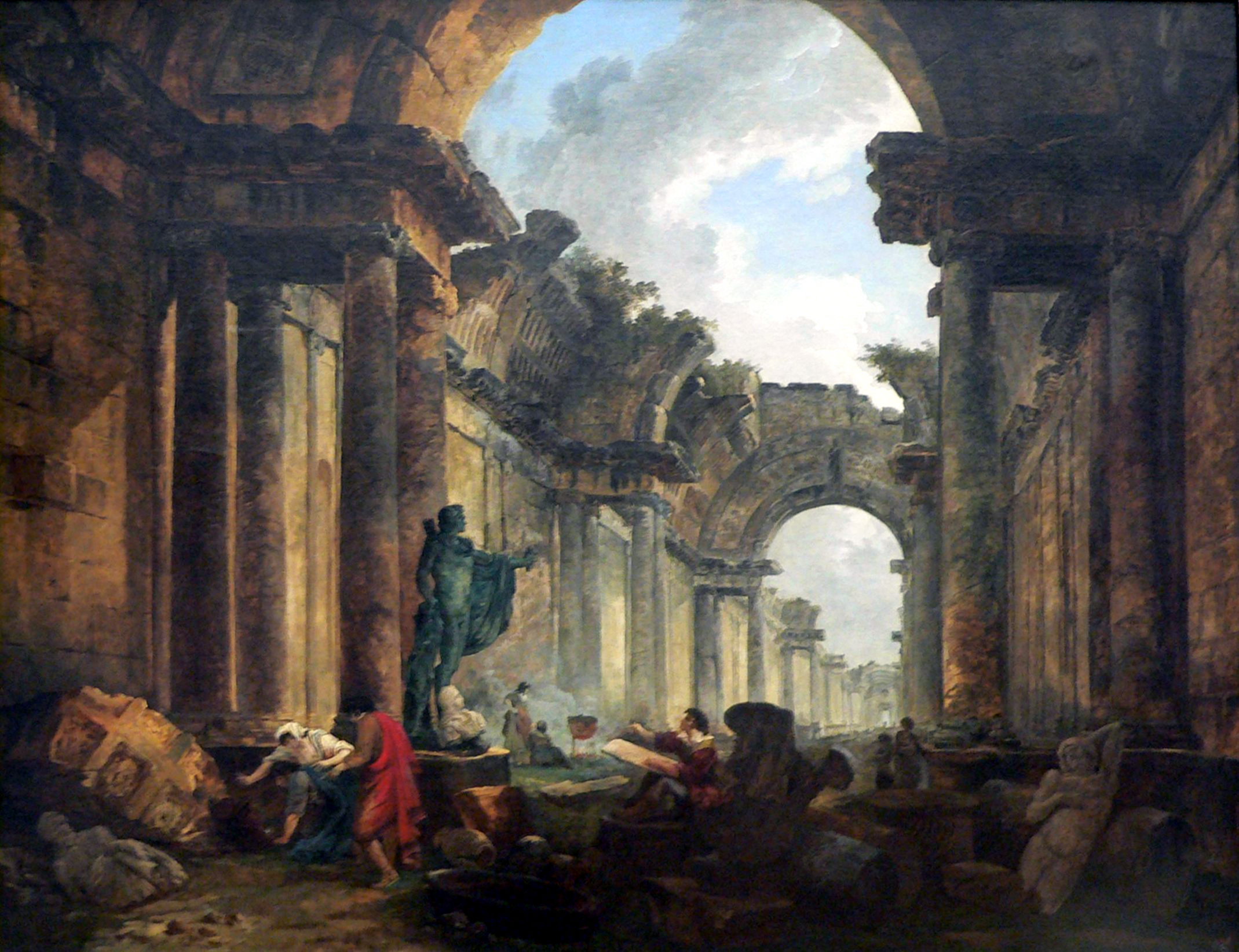
ユベール・ロベール『廃墟となったルーヴルのグランド・ギャラリーの想像図』1796年。油彩、キャンバス、115 × 145 cm。ルーヴル美術館[67]。

### 1798年
無審査の自由サロンは、出品数の激増によって運営が困難になり、1798年、審査制度が採用された。このことで、画家たちは、審査に通るため、アカデミーの主流である新古典主義に沿った作品を制作しようという傾向が強まった。この年のサロンでは、ダヴィッドの弟子フランソワ・ジェラールが出品した『アモーレとプシュケ』が議論を巻き起こした。

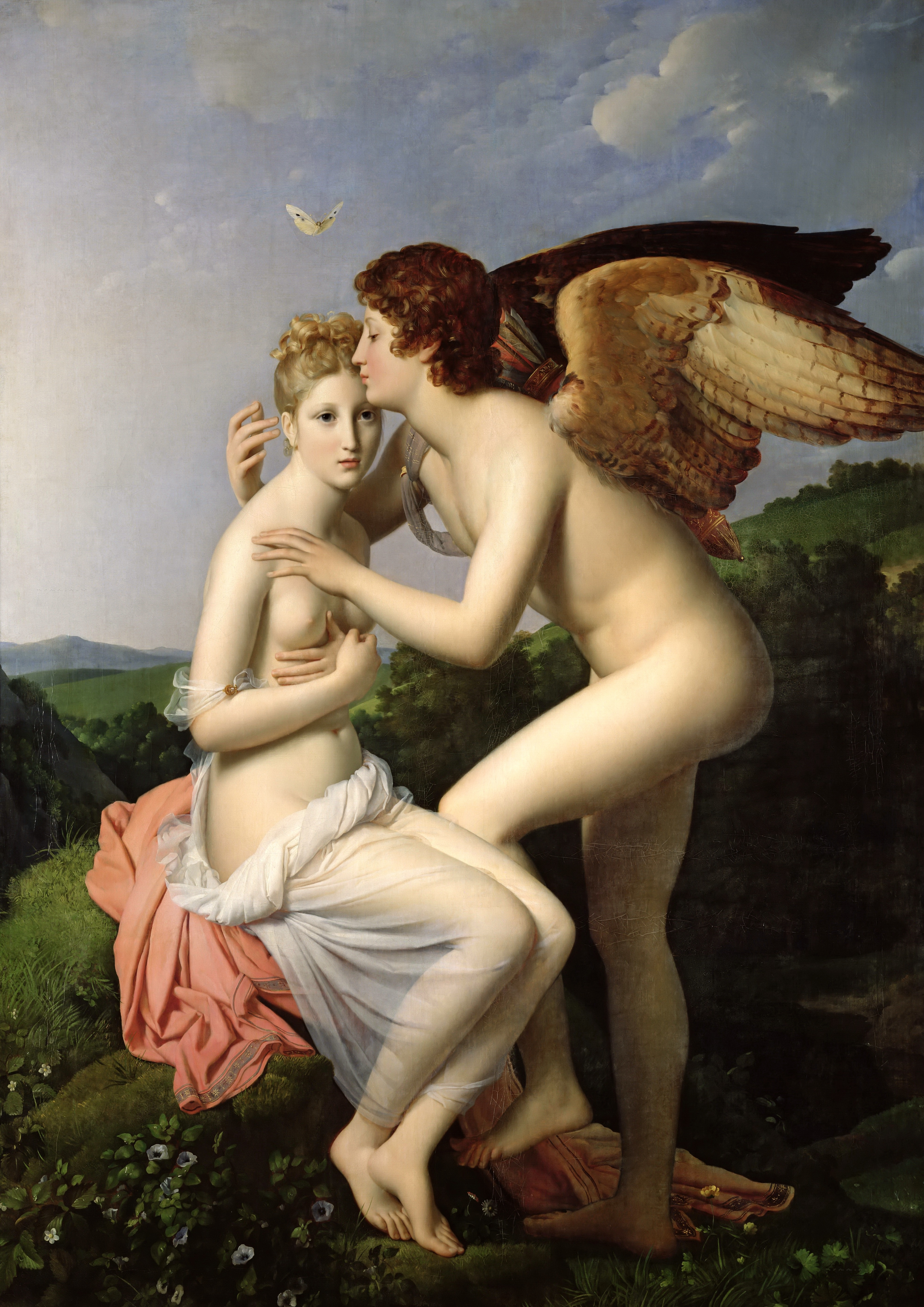
フランソワ・ジェラール『アモーレとプシュケ』油彩、キャンバス、186 × 132 cm。ルーヴル美術館[69]。

### 1799年
1799年のサロンには、ダヴィッドの弟子ゲランが、古代ローマのマルクス・セクストゥスが帰郷して妻の死に直面する場面を描いた『マルクス・セクストゥスの帰還』を出品した。執政政府の時代に、亡命先から帰国してきたフランスの貴族たちは、この作品に自分たちを重ね合わせた。ゲランは、この作品の評判によって、師ダヴィッドをしのぐ名声を得た。

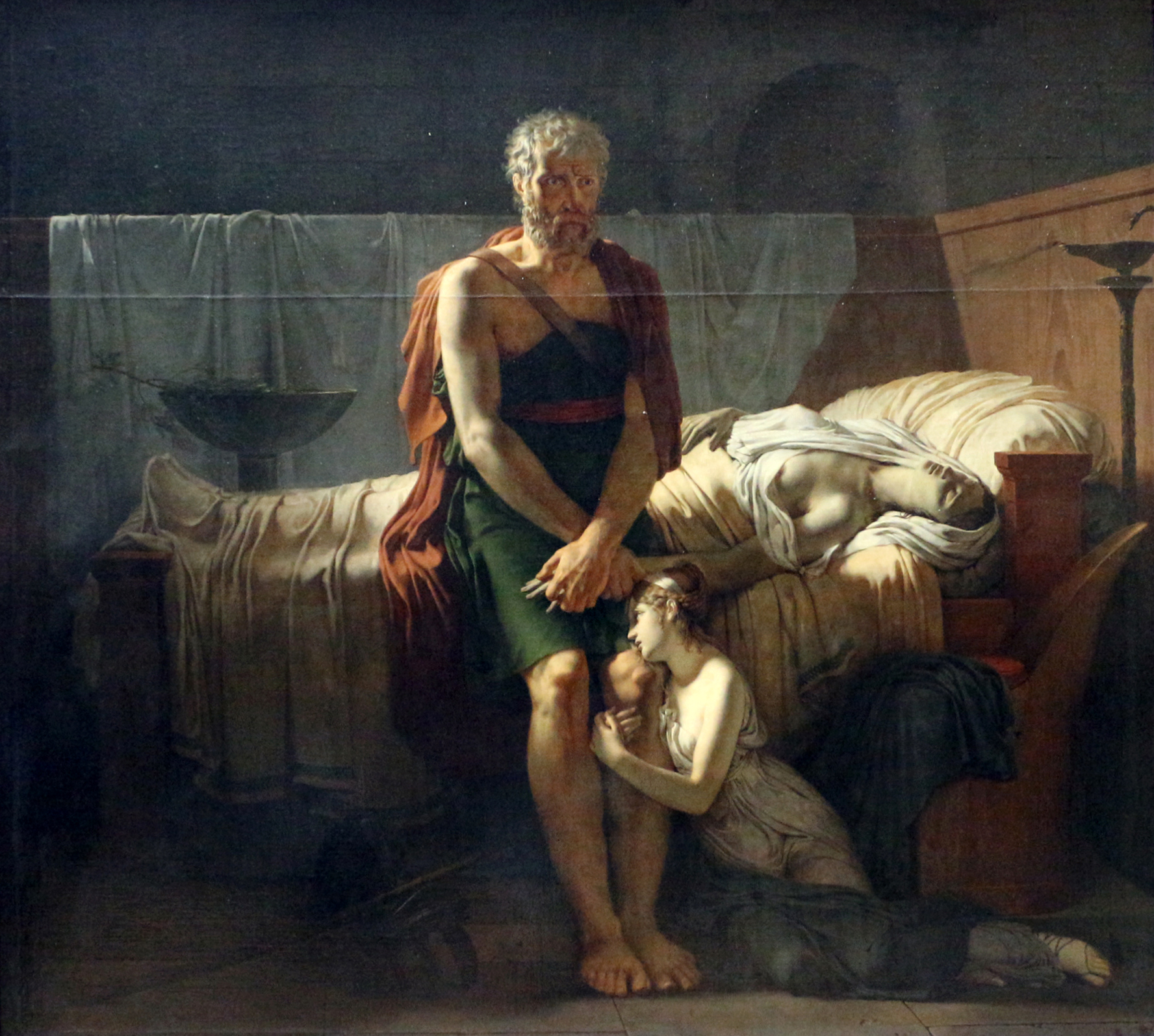
ピエール＝ナルシス・ゲラン『マルクス・セクストゥスの帰還（フランス語版）』217 × 243 cm。ルーヴル美術館[71]。

### 1800年

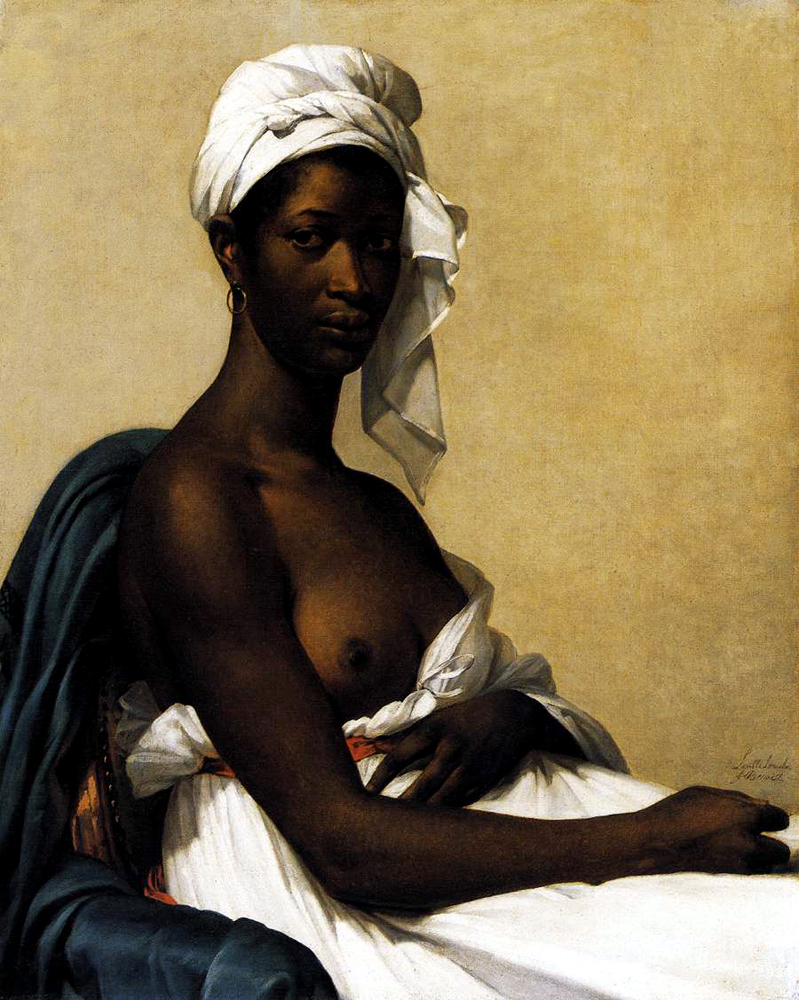
マリー＝ギエルミーヌ・ブノワ『黒人女性の肖像』65 × 81 cm。ルーヴル美術館。

### 1801年
ダヴィッドの弟子の1人、アントワーヌ＝ジャン・グロは、後の皇妃ジョゼフィーヌ・ド・ボアルネを通じてナポレオンの寵愛を受けるようになり、ナポレオンの武勲を伝える作品を数々制作した。

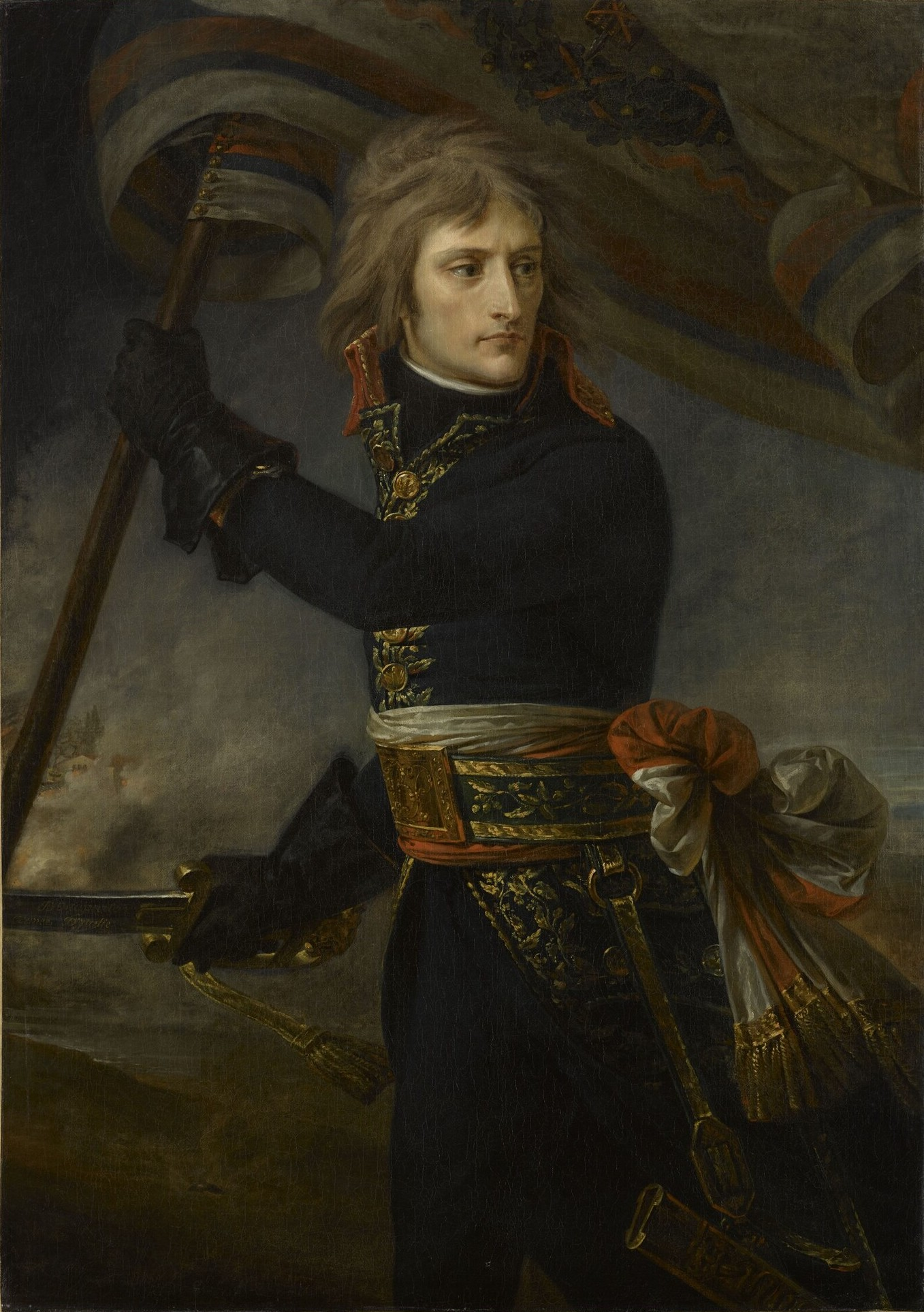
アントワーヌ＝ジャン・グロ『アルコレ橋のボナパルト』1796年。油彩、キャンバス、130 × 94 cm。ヴェルサイユ宮殿[73]。
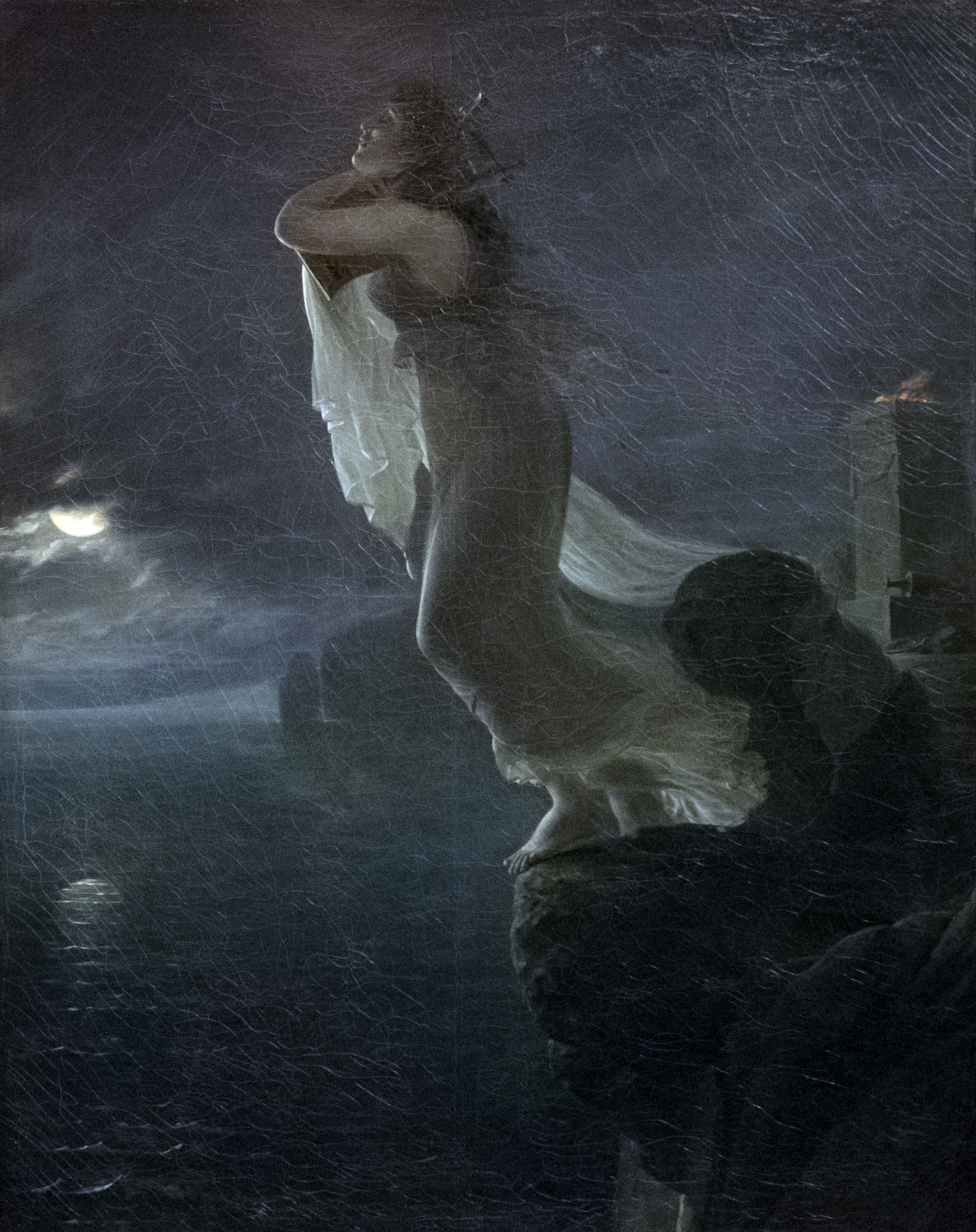
アントワーヌ＝ジャン・グロ『レフカス島のサッフォー』1801年。油彩、キャンバス、122×100cm。ジェラール男爵美術館
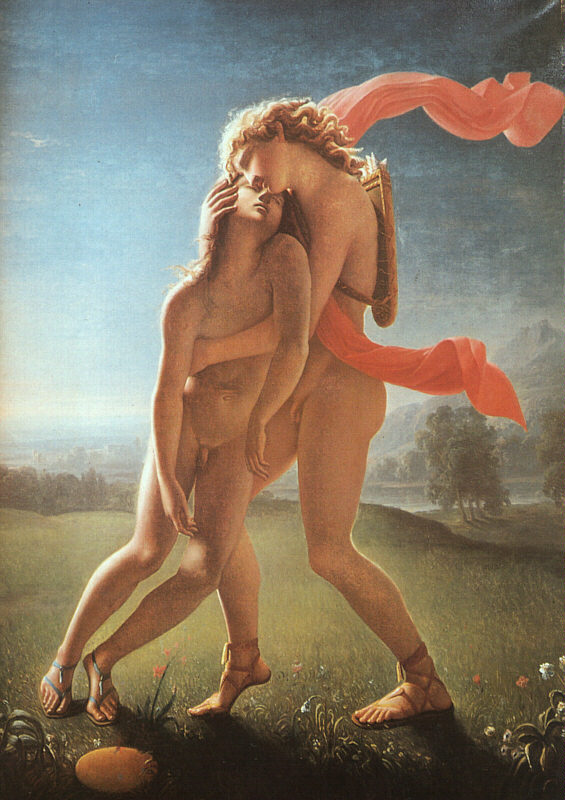
ジャン・ブロック『ヒュアキントスの死』1801年。油彩、キャンバス、175×120cm。サントクロワ美術館（英語版）

### 1802年
ジロデが、戦死したナポレオンの将軍たちの霊が天国で詩人オシアンに迎えられるという場面を描いた『自由を求める戦いにおいて祖国のために死んだフランスの英雄たちの称揚』を出品した。

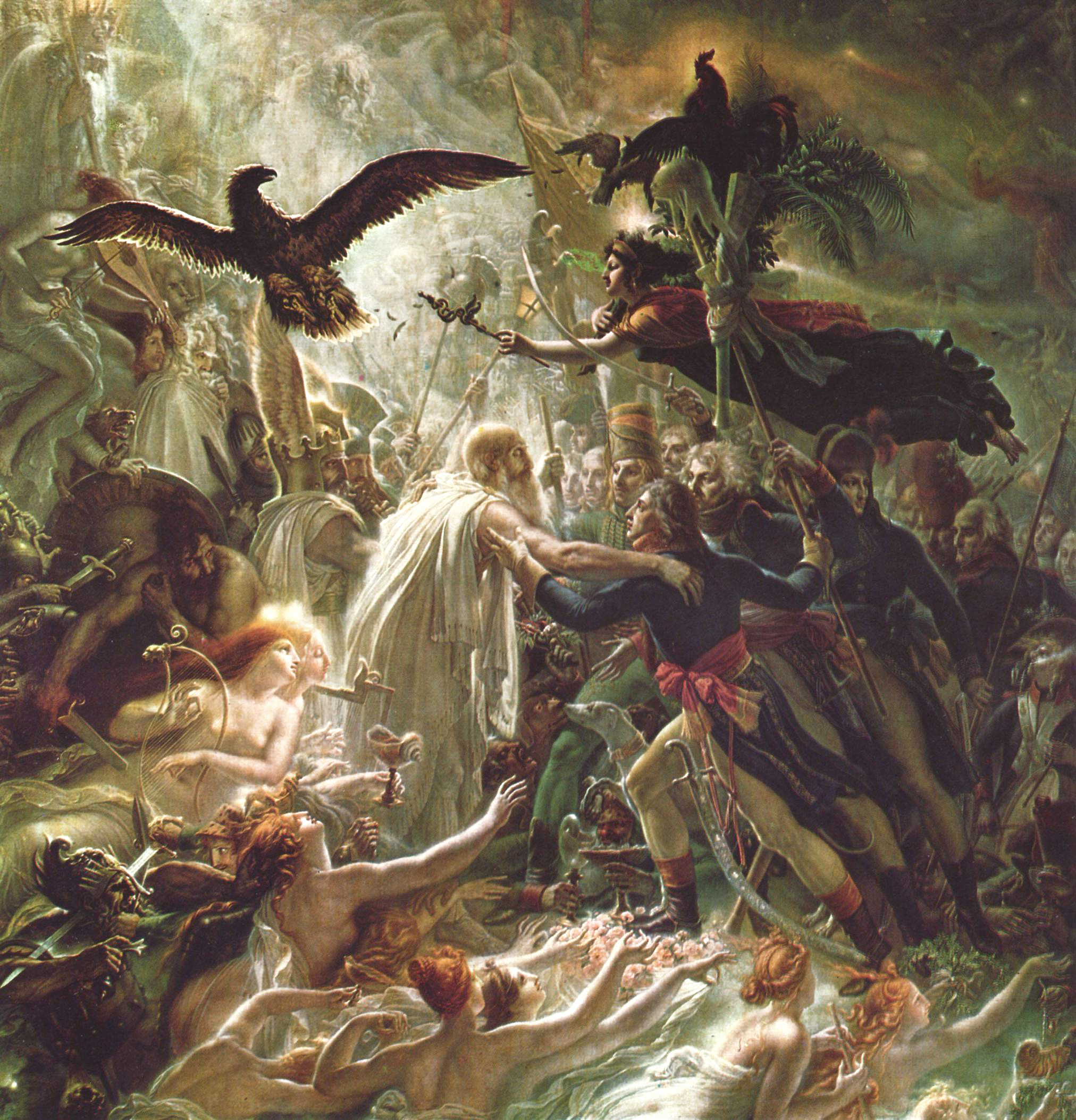
ジロデ『自由を求める戦いにおいて祖国のために死んだフランスの英雄たちの称揚』192 × 182 cm。マルメゾン国立美術館[74]。
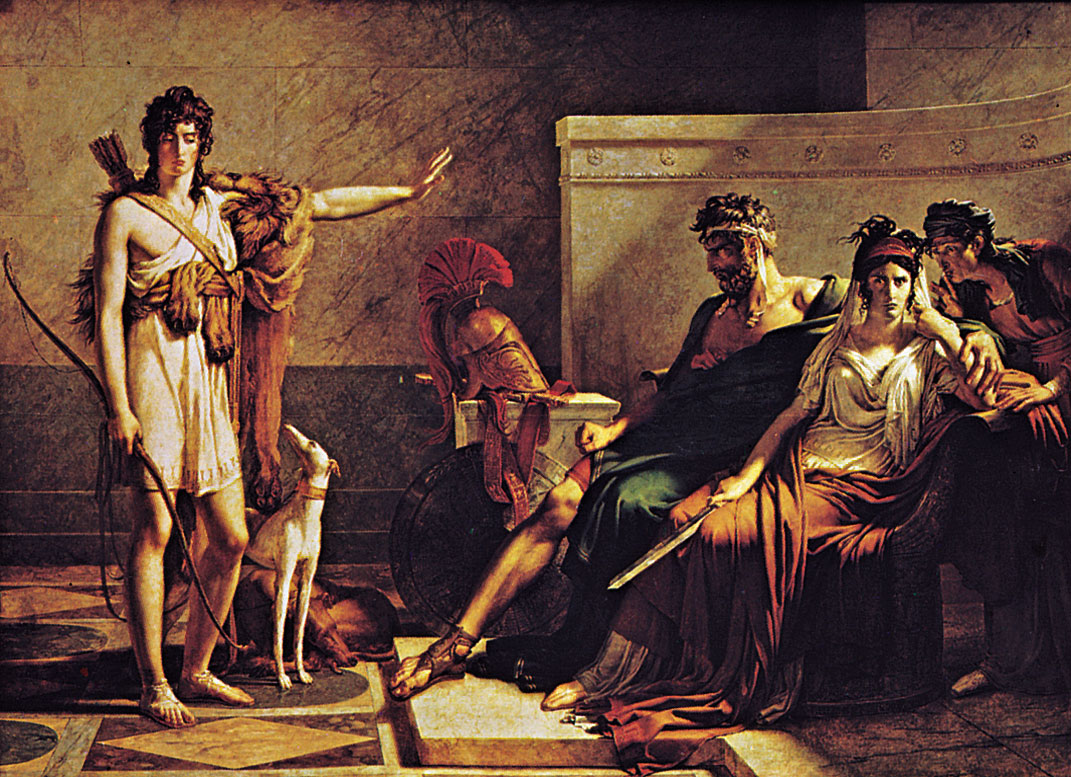
ピエール＝ナルシス・ゲラン『パイドラとヒッポリュトス』1802年。油彩、キャンバス、257×337cm。ルーヴル美術館
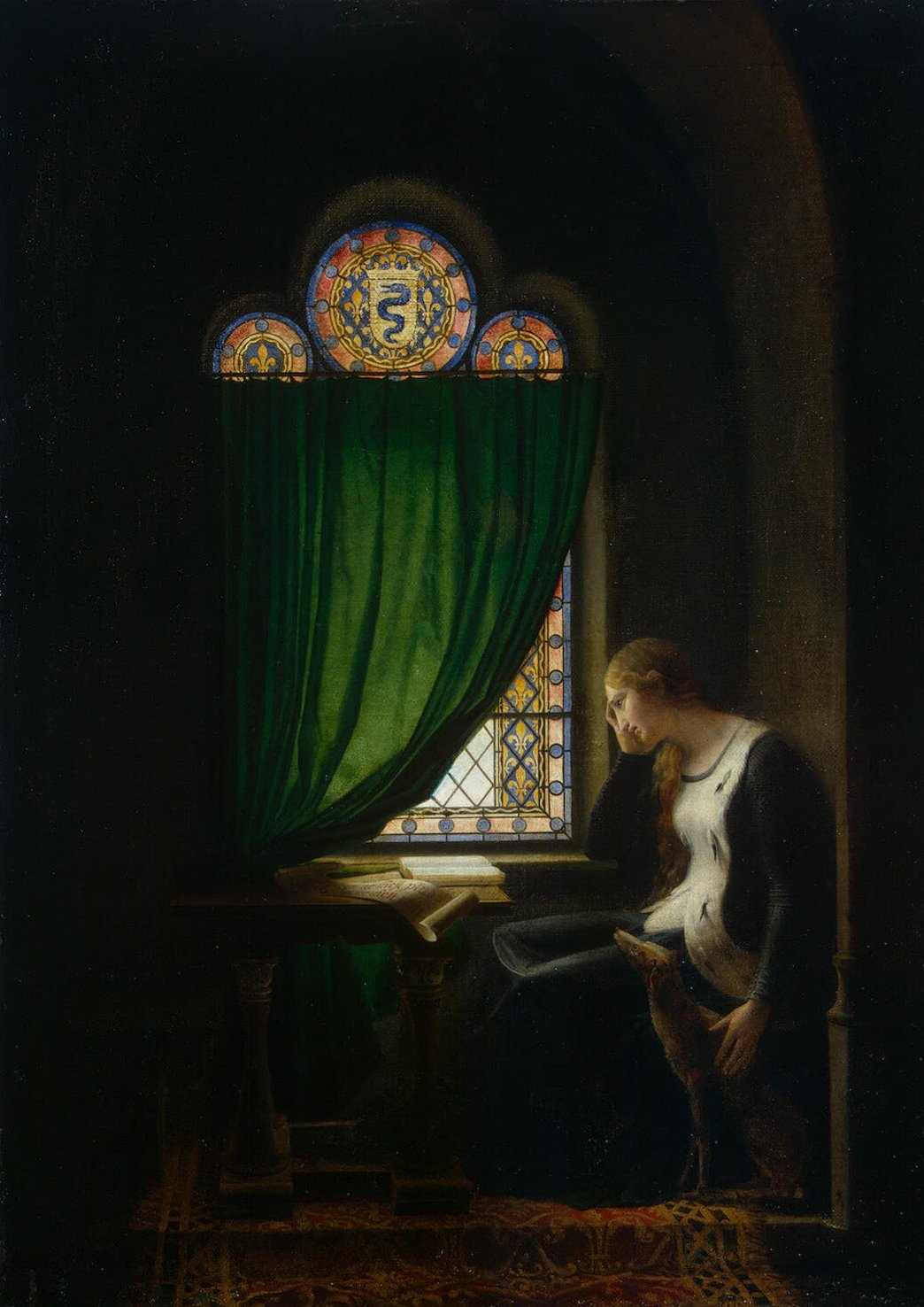
フルーリー・フランソワ・リチャード（英語版）『オルレアン公ルイの死を悼むミラノのヴァランティーヌ』1802年。油彩、キャンバス、55×43cm。エルミタージュ美術館

## 第一帝政
ナポレオン・ボナパルトは、1804年、皇帝の座に就き、フランス第一帝政を始めた。この時代は、美術が新しい皇帝と帝国のための政治的プロパガンダに利用されたことが特徴である。

### 1804年

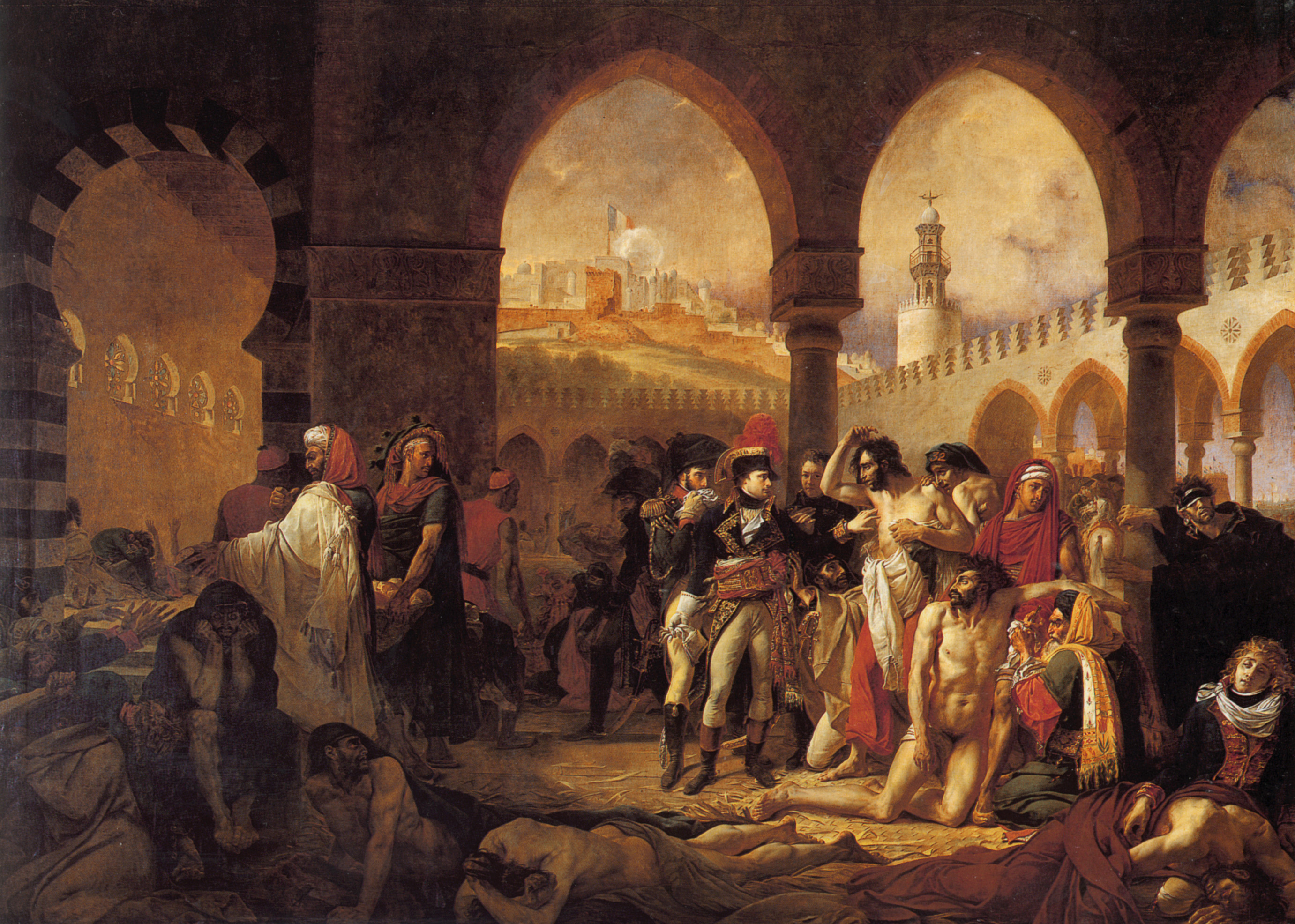
アントワーヌ＝ジャン・グロ『ヤッファのペスト患者を見舞うボナパルト（英語版）』1804年。523 × 715 cm。ルーヴル美術館[76]。

### 1806年
ダヴィッドに学んだドミニク・アングルは、1806年のサロンに『玉座のナポレオン』を出展したが、当時は高い評価を得られなかった。

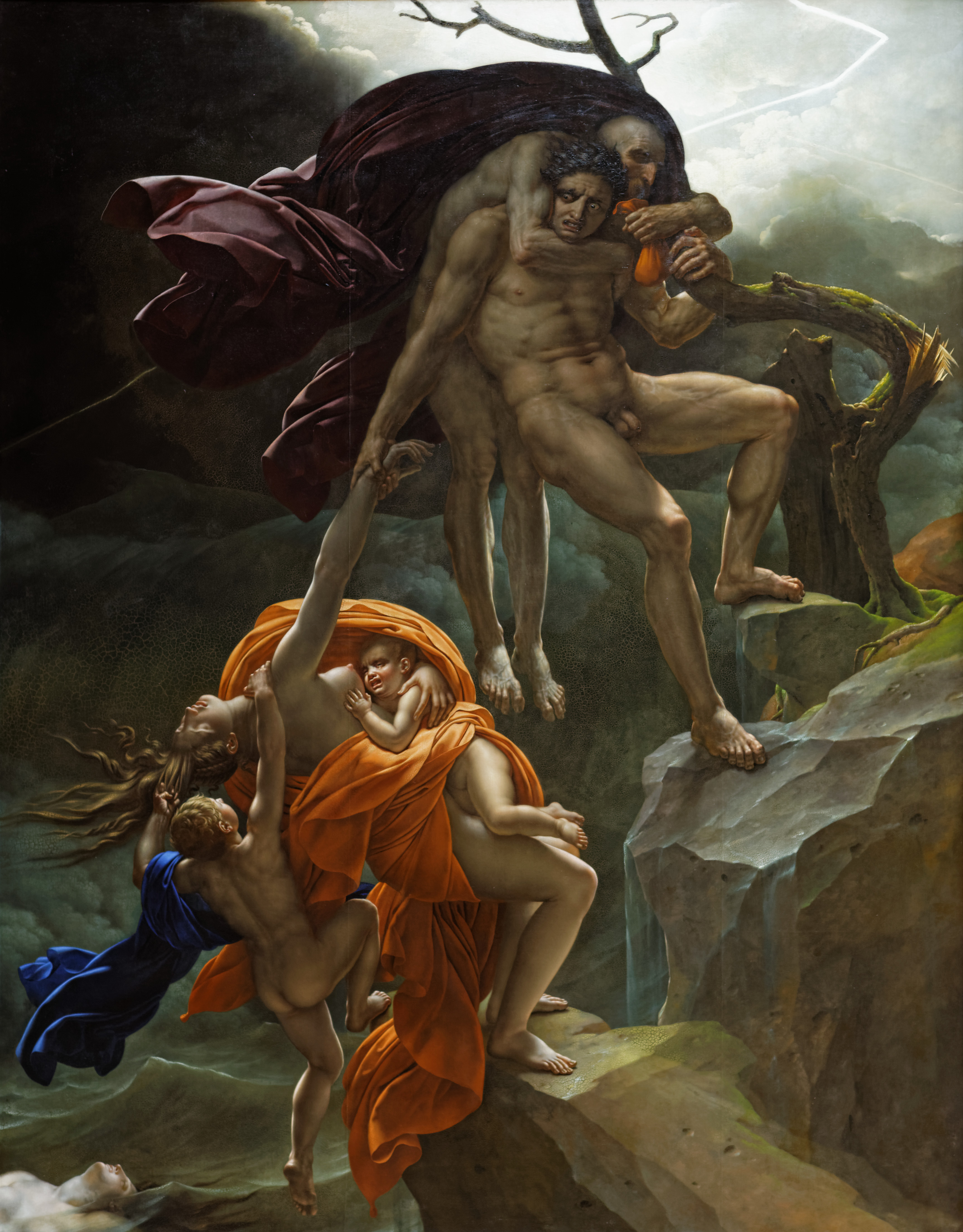
アンヌ＝ルイ・ジロデ＝トリオゾン『洪水の光景』1806年。油彩、キャンバス、441×341cm。ルーヴル美術館
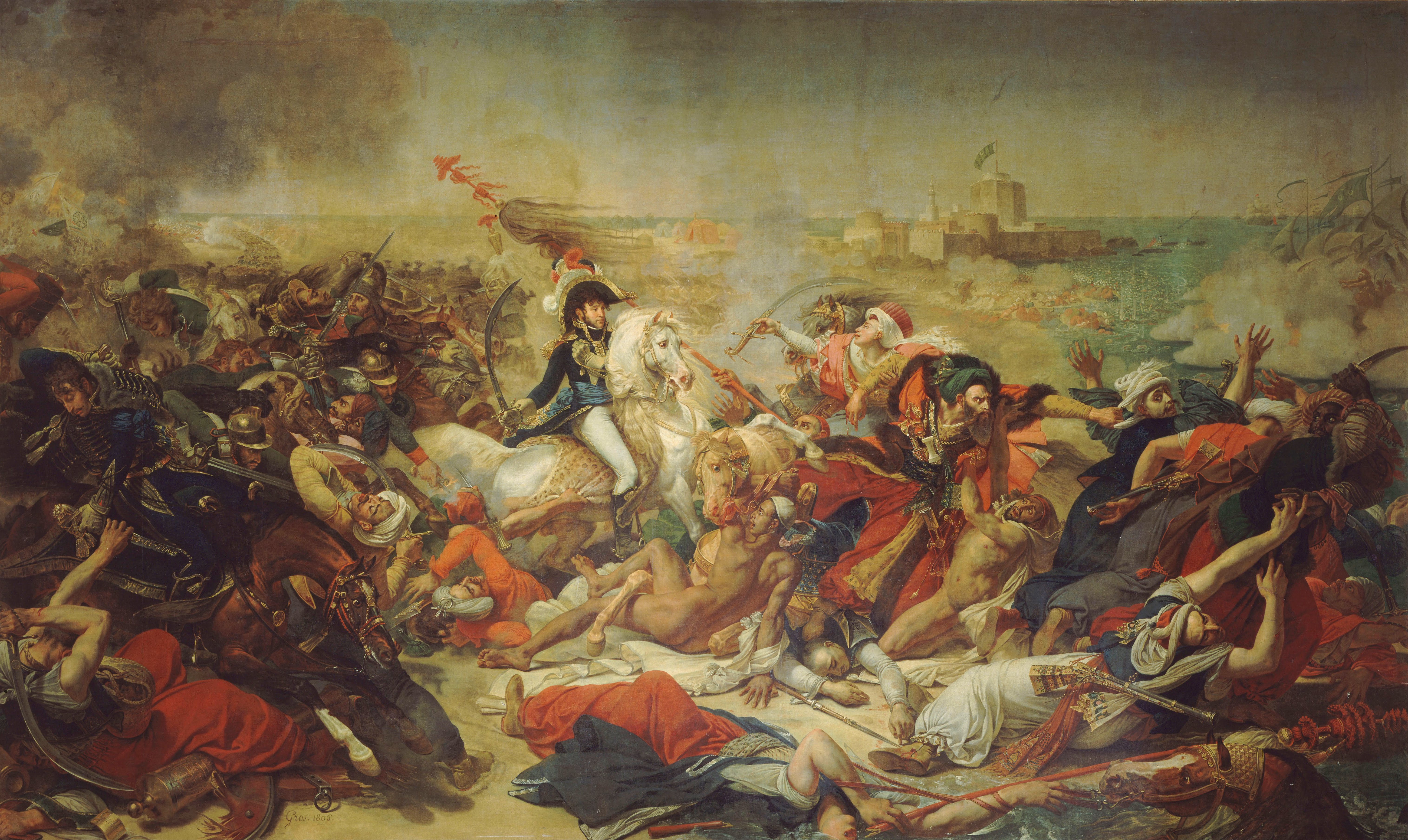
アントワーヌ＝ジャン・グロ『アブキールの戦い』1806年。油彩、キャンバス、578 × 968 cm。ヴェルサイユ宮殿[78]。
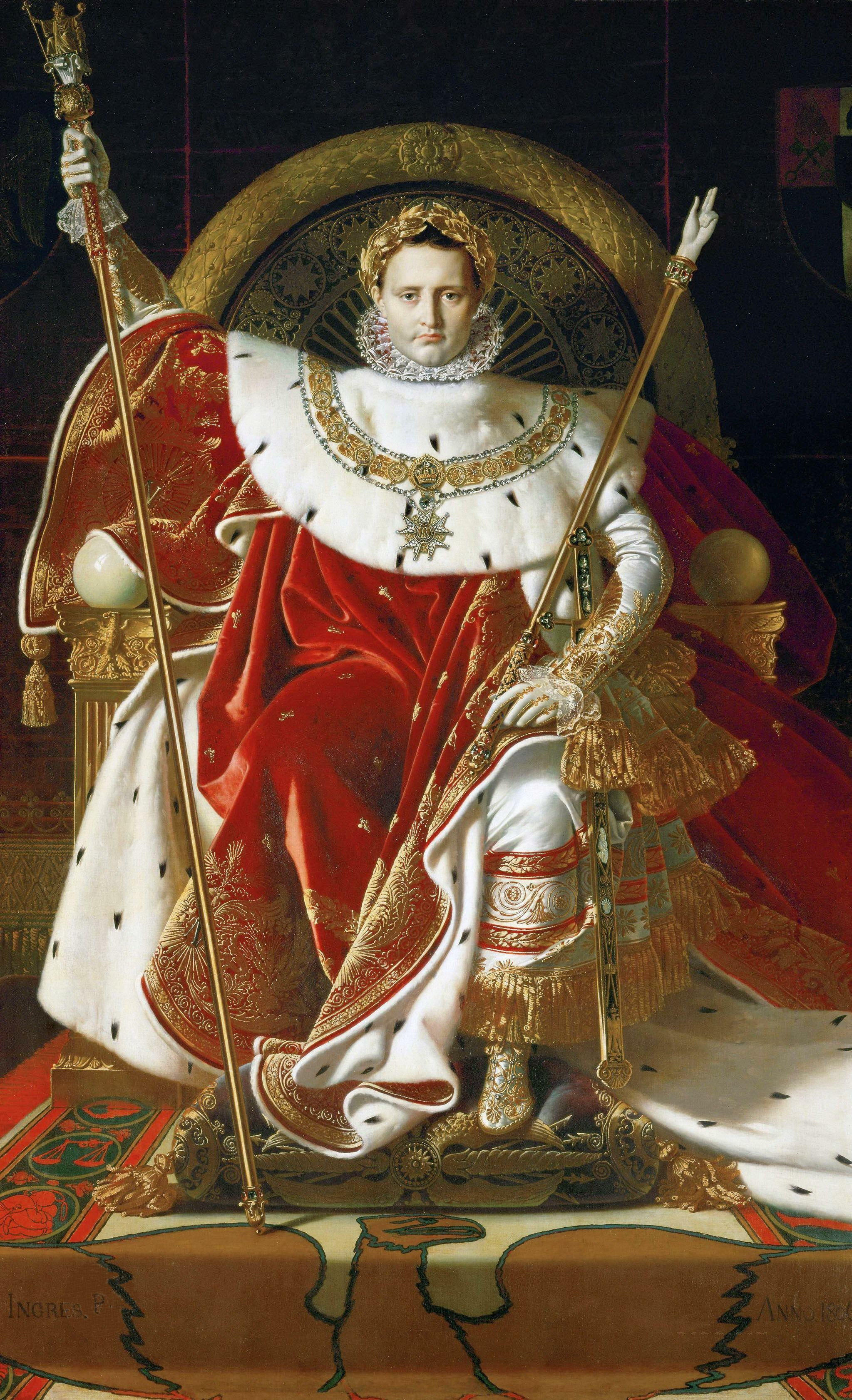
ドミニク・アングル『玉座のナポレオン』1806年。油彩、キャンバス、260 × 163 cm。フランス軍事博物館[79]。
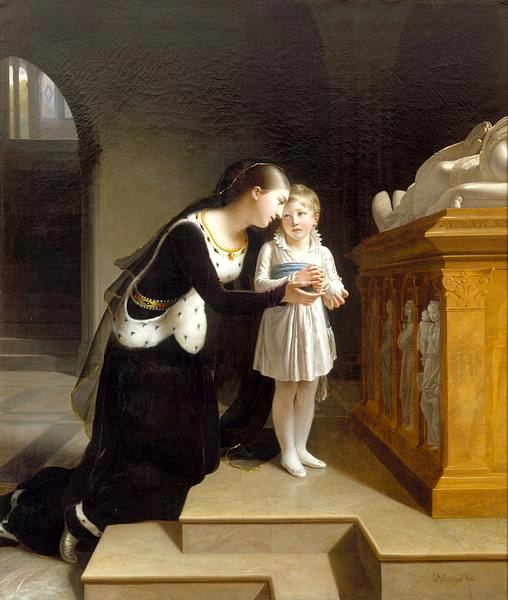
アンリエット・ロリミエ『ナヴァールのジャンヌ』1806年。油彩、キャンバス、191×158cm。マルメゾン城美術館

### 1808年
ナポレオン戴冠式の直後、ジャック＝ルイ・ダヴィッドが皇帝の首席画家に就任し、1805年末に着手した『ナポレオン一世の戴冠式と皇妃ジョゼフィーヌの戴冠』を1808年のサロンで発表した。画面の中で空間が完結せずに視線が列席者たちに次々誘導される構図は、伝統的な歴史画からは外れるものであったが、ナポレオンは、その迫真性を喜んだ。
プリュードンは、『プシュケーの誘拐』で、ロココの優美さを受け継ぎながら、後のロマン派につながる感情表現を示している。

ダヴィッド『ナポレオン一世の戴冠式と皇妃ジョゼフィーヌの戴冠』1806-07年。油彩、キャンバス、621 × 979 cm。ルーヴル美術館[82]。
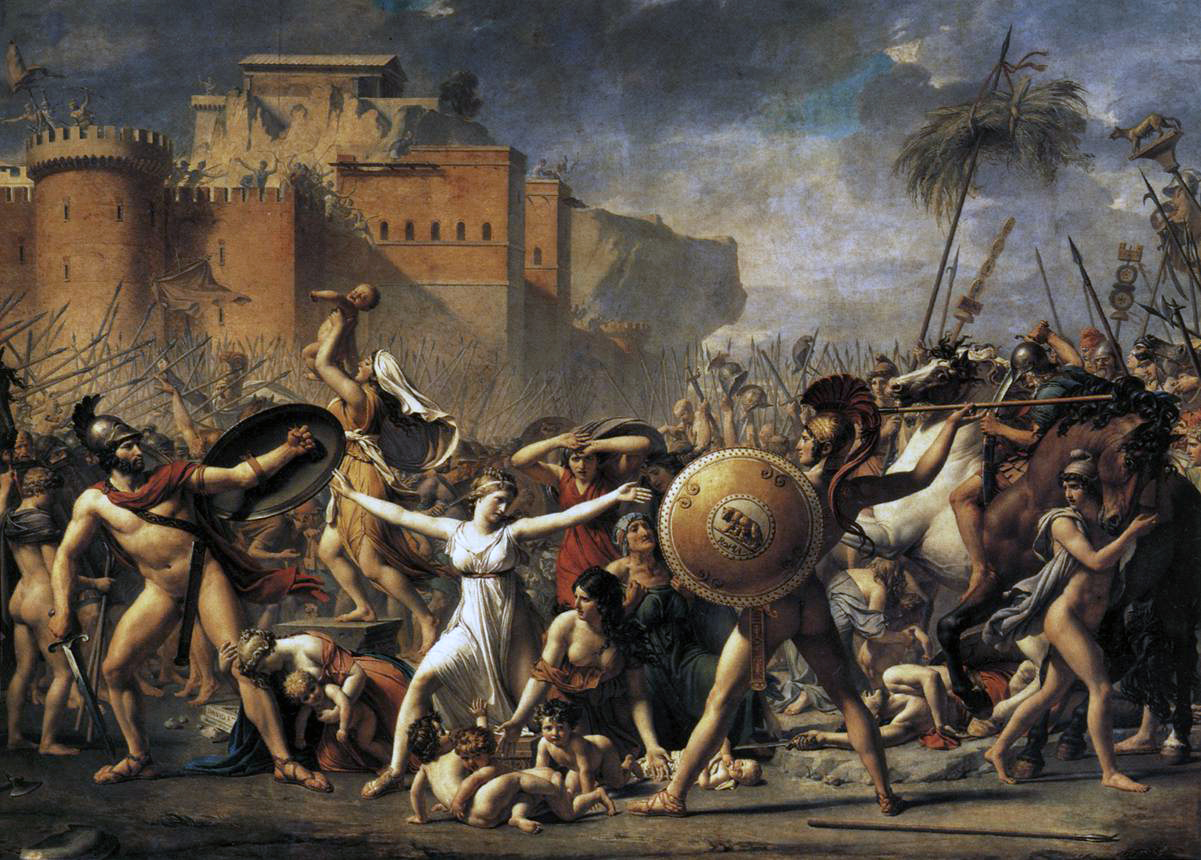
ダヴィッド『サビニの女たち』1799年。385 × 522 cm。ルーヴル美術館[83]。
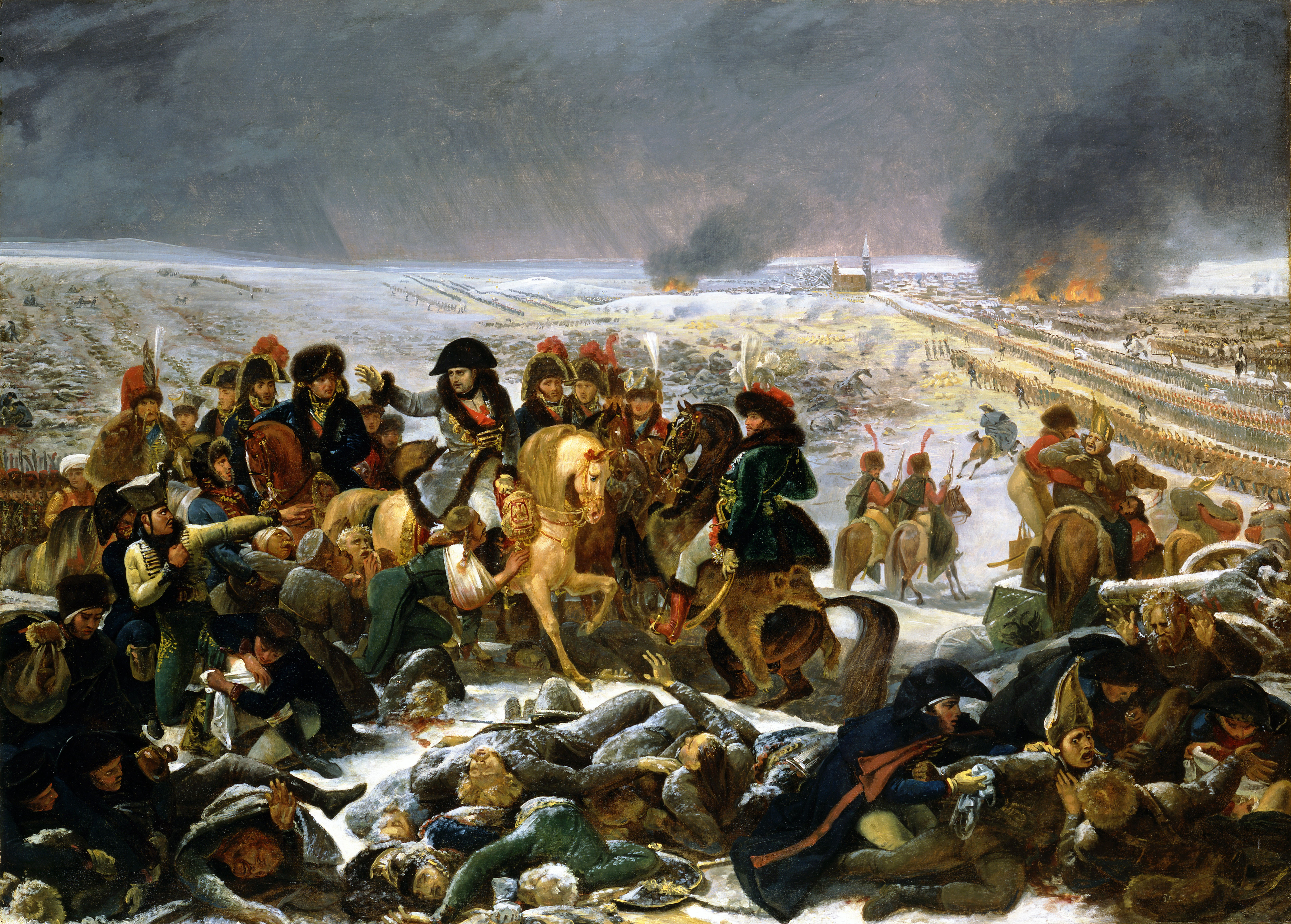
グロ『アイラウの戦場におけるナポレオン』1808年。521 × 784 cm。ルーヴル美術館[84]。
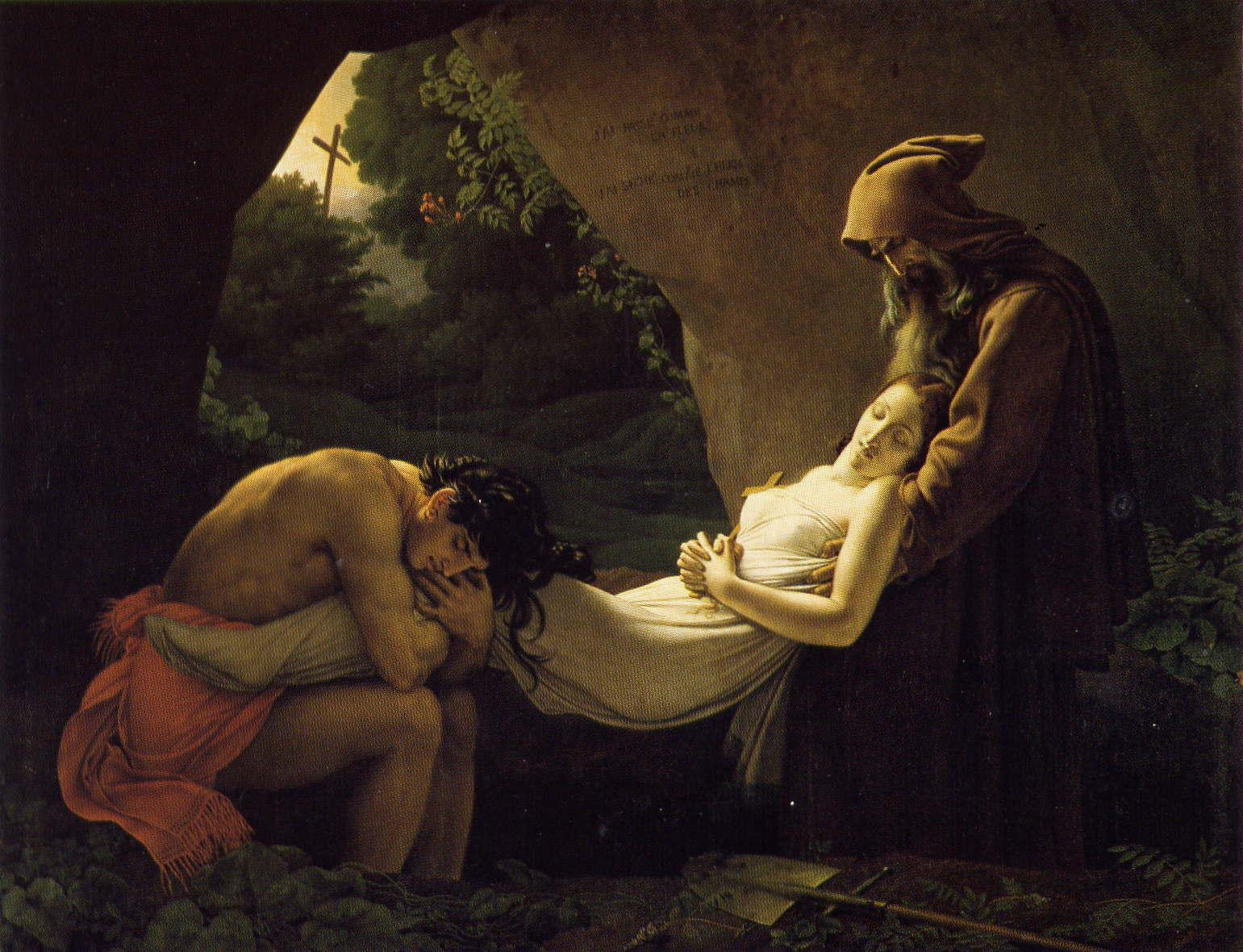
アンヌ＝ルイ・ジロデ＝トリオゾン『アタラの埋葬』207 × 267 cm。ルーヴル美術館[85]。
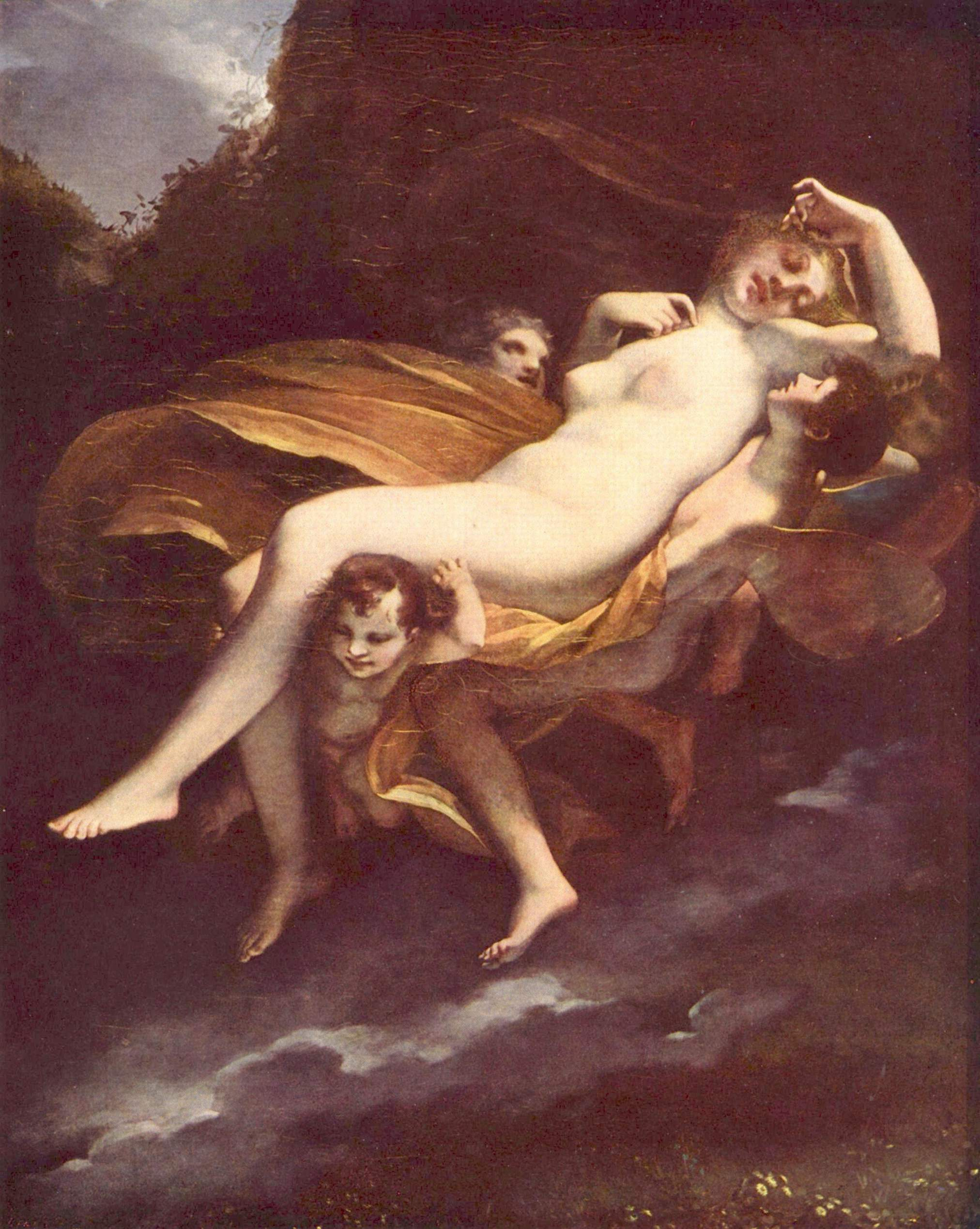
ピエール＝ポール・プリュードン『プシュケーの誘拐』油彩、キャンバス、195 × 157 cm。ルーヴル美術館[86]。

### 1810年

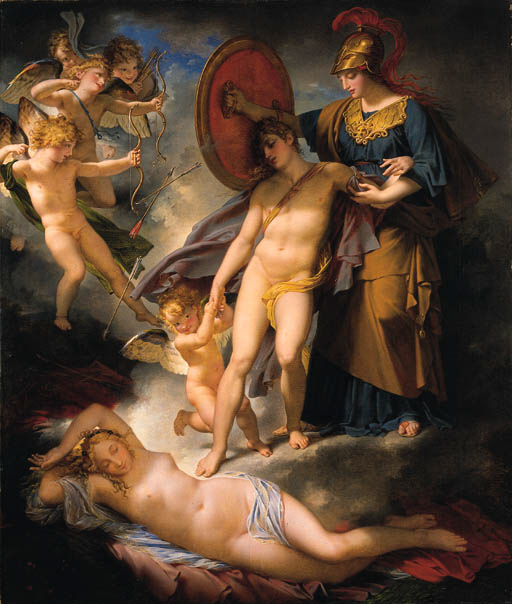
シャルル・メニエ『愛に対して若者を守る知恵』1810年頃。油彩、キャンバス、242×206cm。カナダ国立美術館
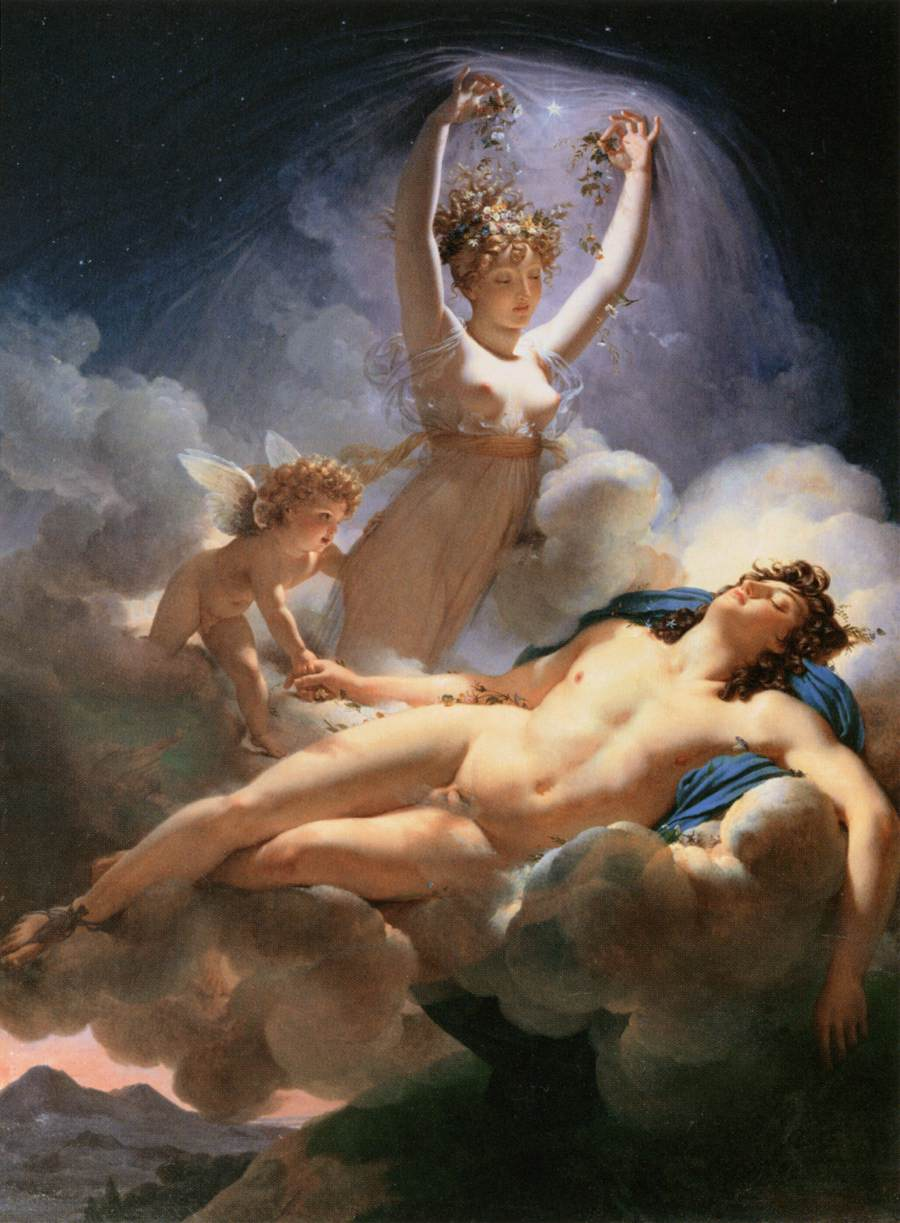
ピエール＝ナルシス・ゲラン『アウロラとケファロス』1810年。油彩、キャンバス、254×186cm。ルーヴル美術館
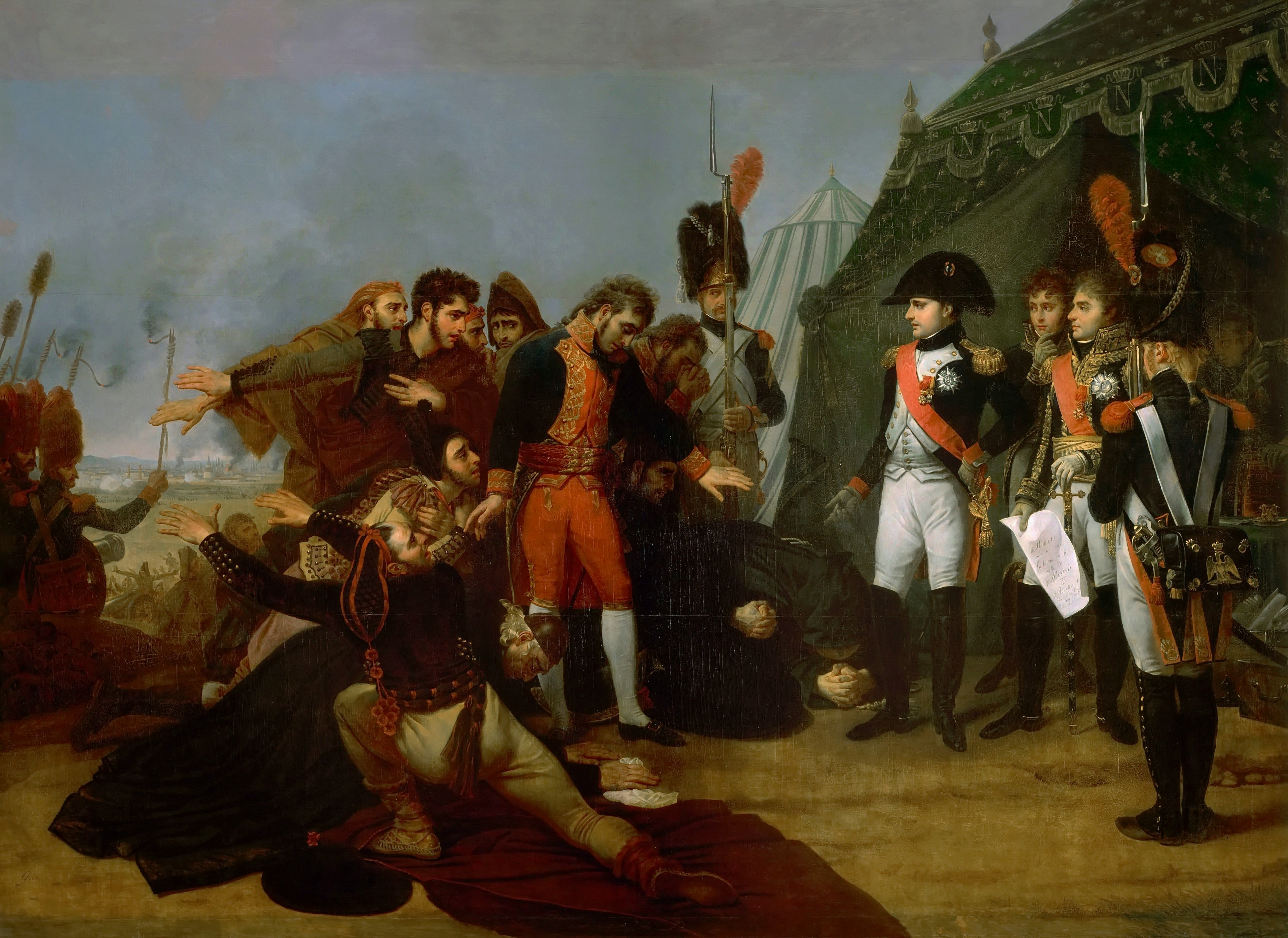
アントワーヌ＝ジャン・グロ『1808年12月4日、マドリードの降伏を受け入れるナポレオン』1810年。油彩、キャンバス、361×500cm。フランス歴史博物館（フランス語版）
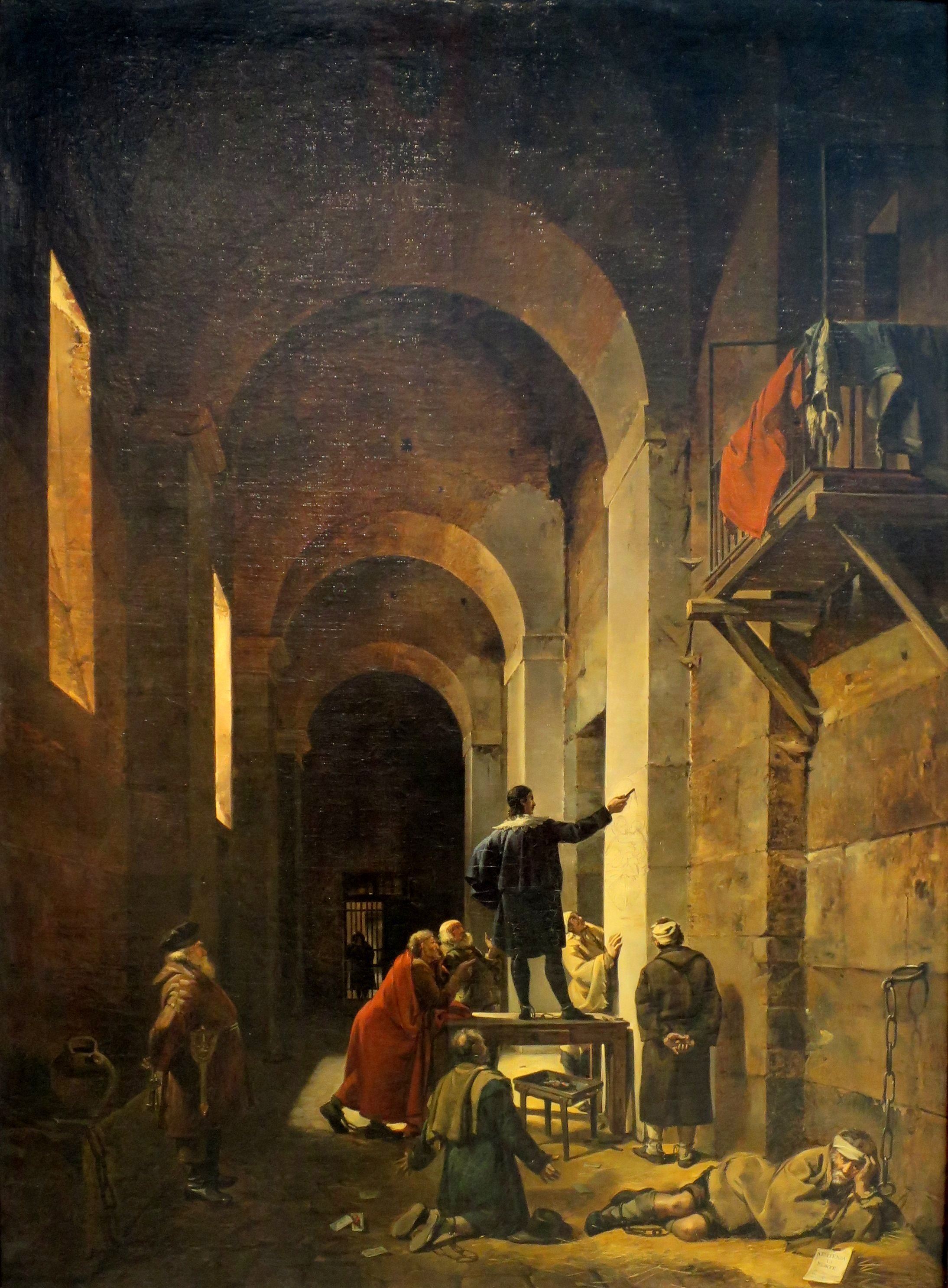
フランソワ・マリウス・グラネ『刑務所のステラ』1810年。油彩、キャンバス、194×144cm。プーシキン美術館

### 1812年
この年、テオドール・ジェリコーが力動感あふれる『近衛騎兵隊の士官』でサロンにデビューしている。

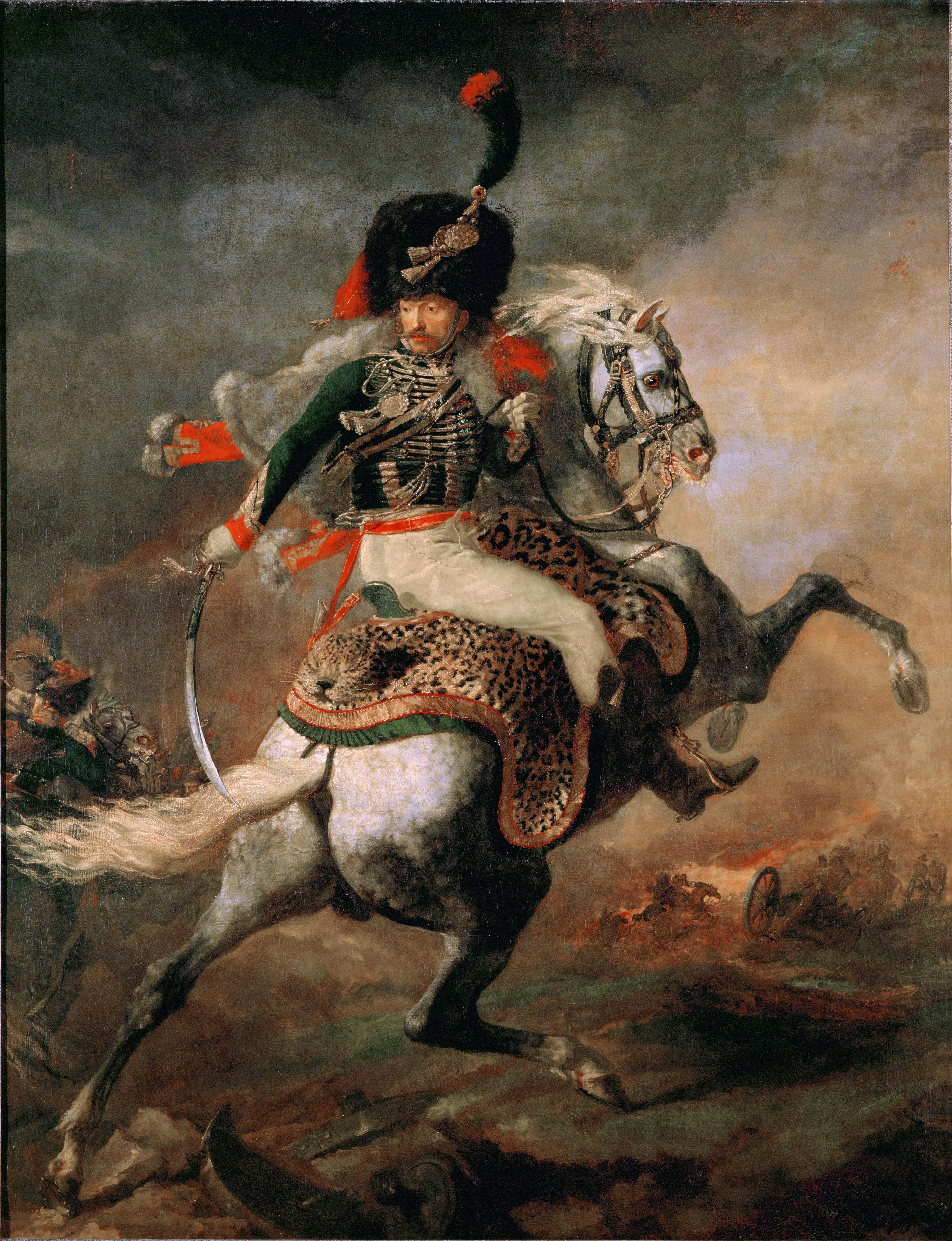
テオドール・ジェリコー『近衛騎兵隊の士官（英語版）』1812年。油彩、キャンバス、349 × 266 cm。ルーヴル美術館[88]。

## 復古王政

### 1814年
1814年、ナポレオンが皇帝を退位し、ルイ18世が即位してフランス復古王政が始まった。ダヴィッドは亡命を余儀なくされたが、彼の弟子たちが古典主義の美学を堅持していた。ルイ18世は、1816年に学士院を改組して美術アカデミーの名称を復活させた。

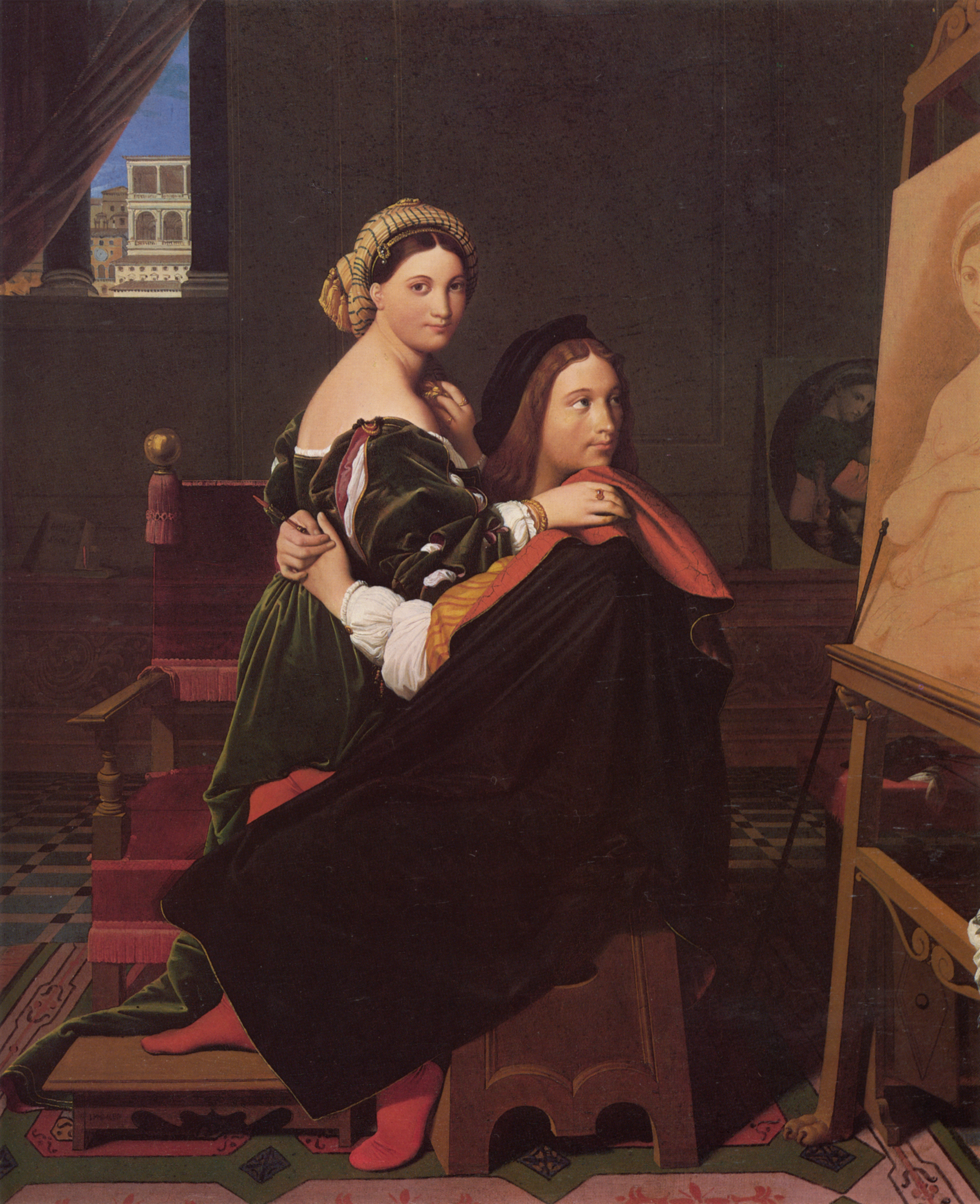
ドミニク・アングル『ラファエロとフォルナリーナ』1814年。油彩、キャンバス、64.8 × 53.3 cm。フォッグ美術館[90]。
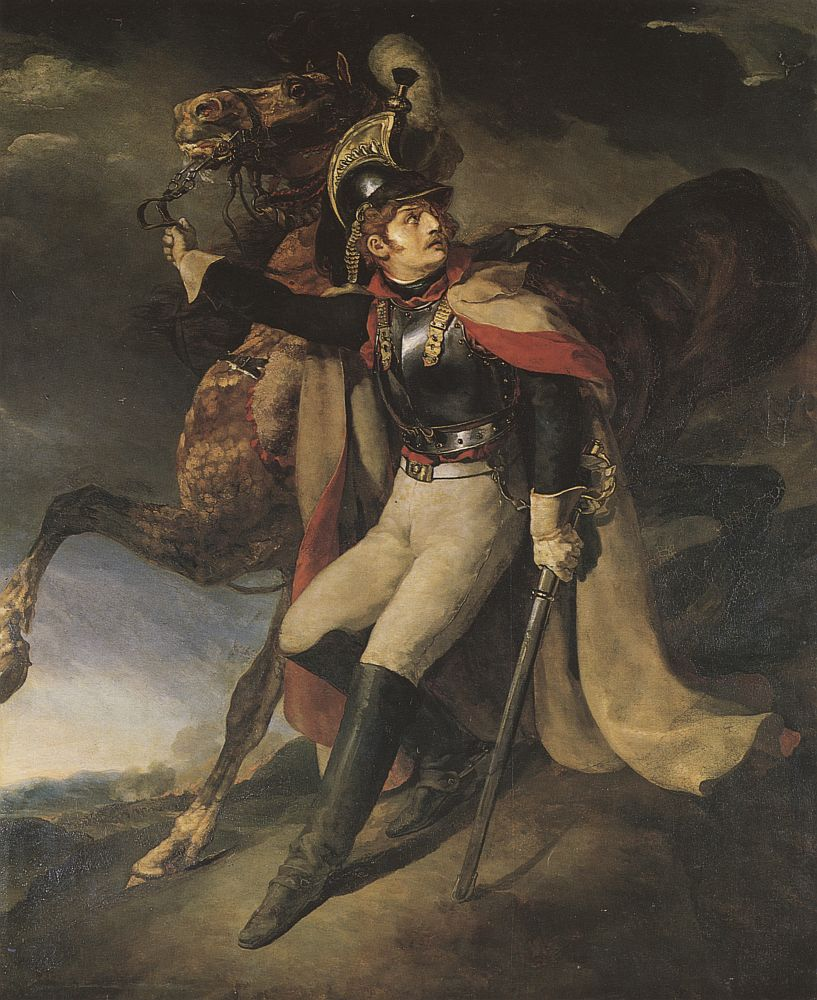
テオドール・ジェリコー『傷つける胸甲騎兵（英語版）』1814年。油彩、キャンバス、358 × 294 cm。ルーヴル美術館[91]。

### 1817年

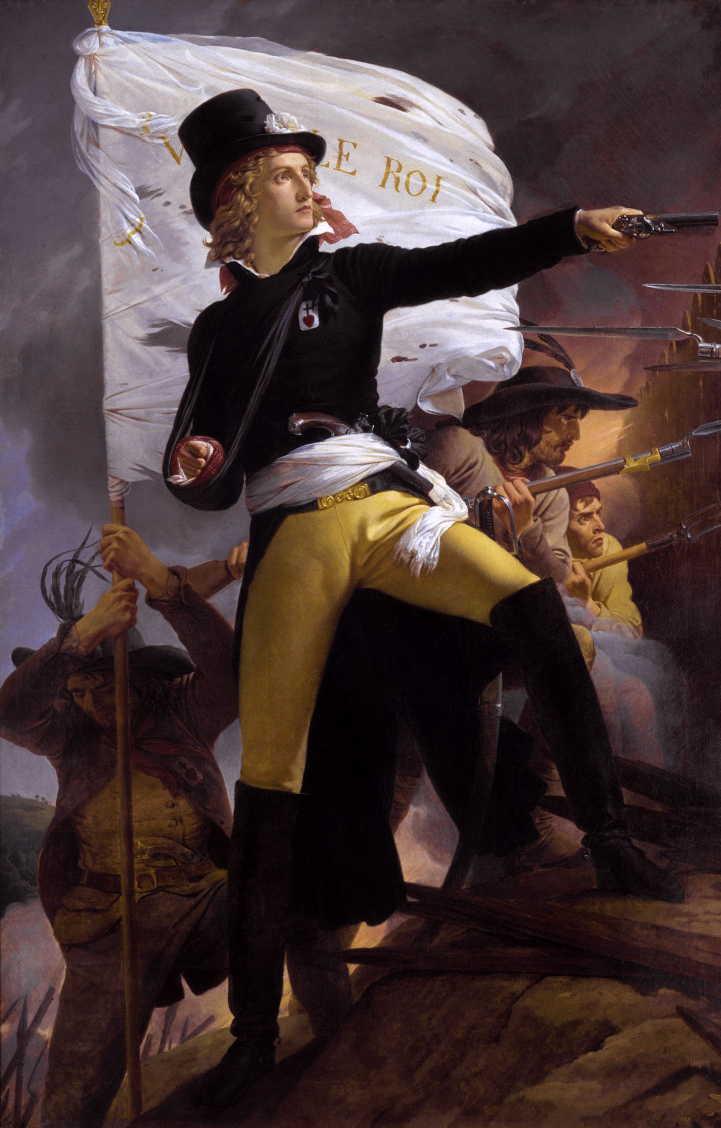
ピエール＝ナルシス・ゲラン『アンリ・ド・ラ・ロシュジャクラン』1816年頃。油彩、キャンバス、216×142cm。ショレ美術歴史博物館（フランス語版）

### 1819年
テオドール・ジェリコーが、1816年に発生したフランス海軍のメデュース号の難破事件を題材とした『メデューズ号の筏』を出品し、大きな議論を呼び起こした。同時代の社会的事件を大きな画面で描く姿勢は、ロマン主義の産声といえる。

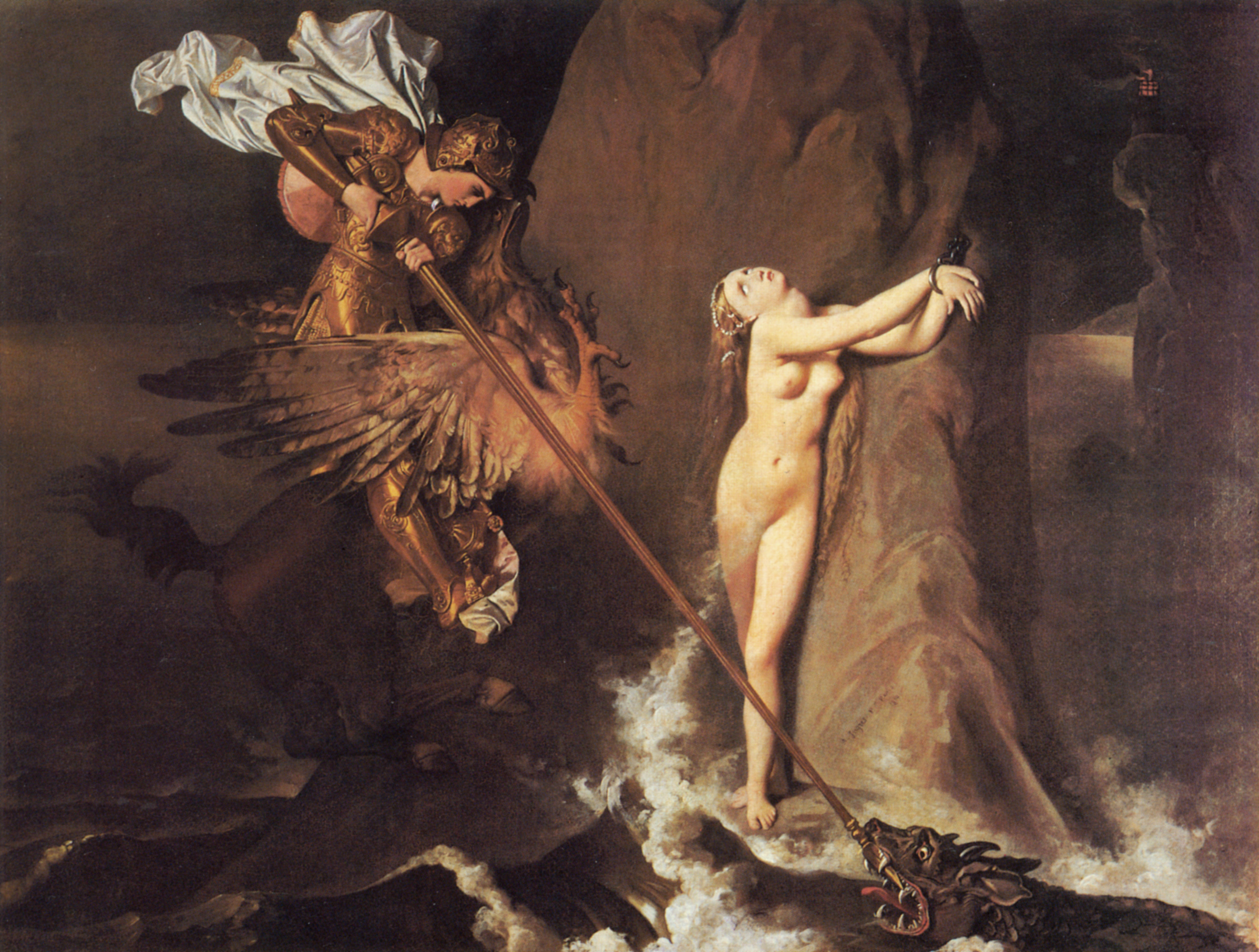
ドミニク・アングル『アンジェリカとルッジェーロ』147 x 190 cm。ルーヴル美術館[93]。
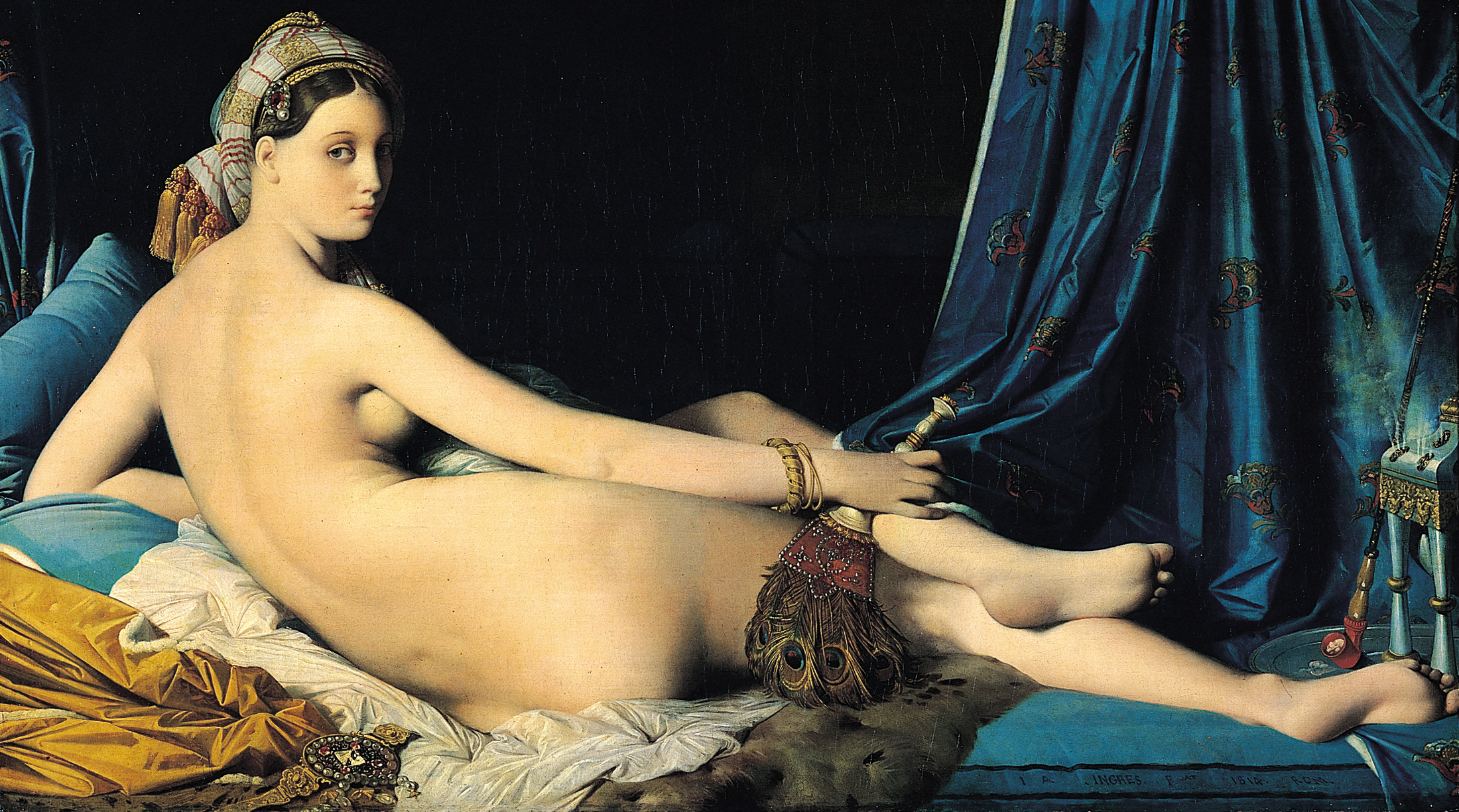
ドミニク・アングル『グランド・オダリスク』1814年。91 × 162 cm。ルーヴル美術館[94]。
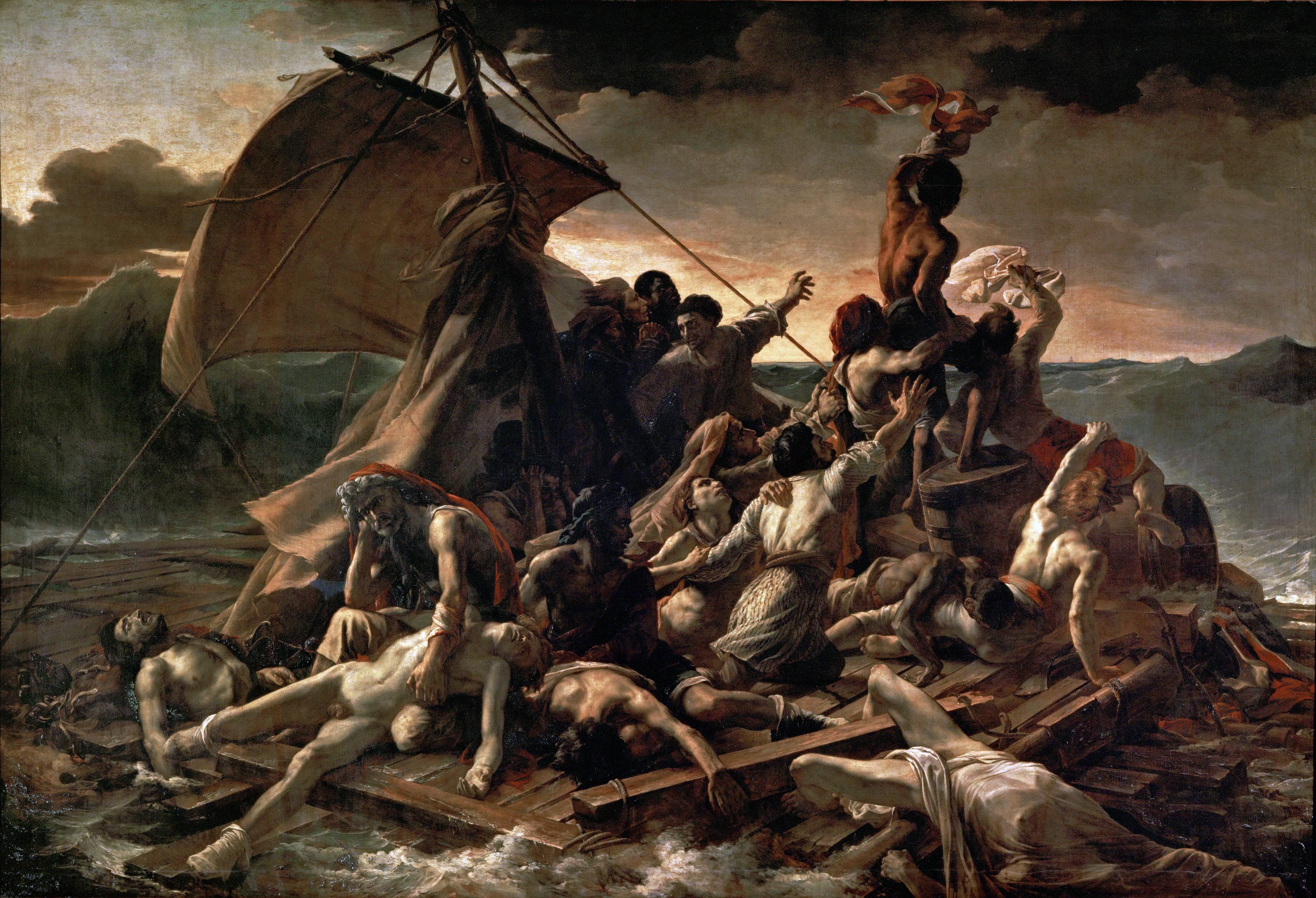
テオドール・ジェリコー『メデューズ号の筏』491 × 716 cm。ルーヴル美術館[95]。
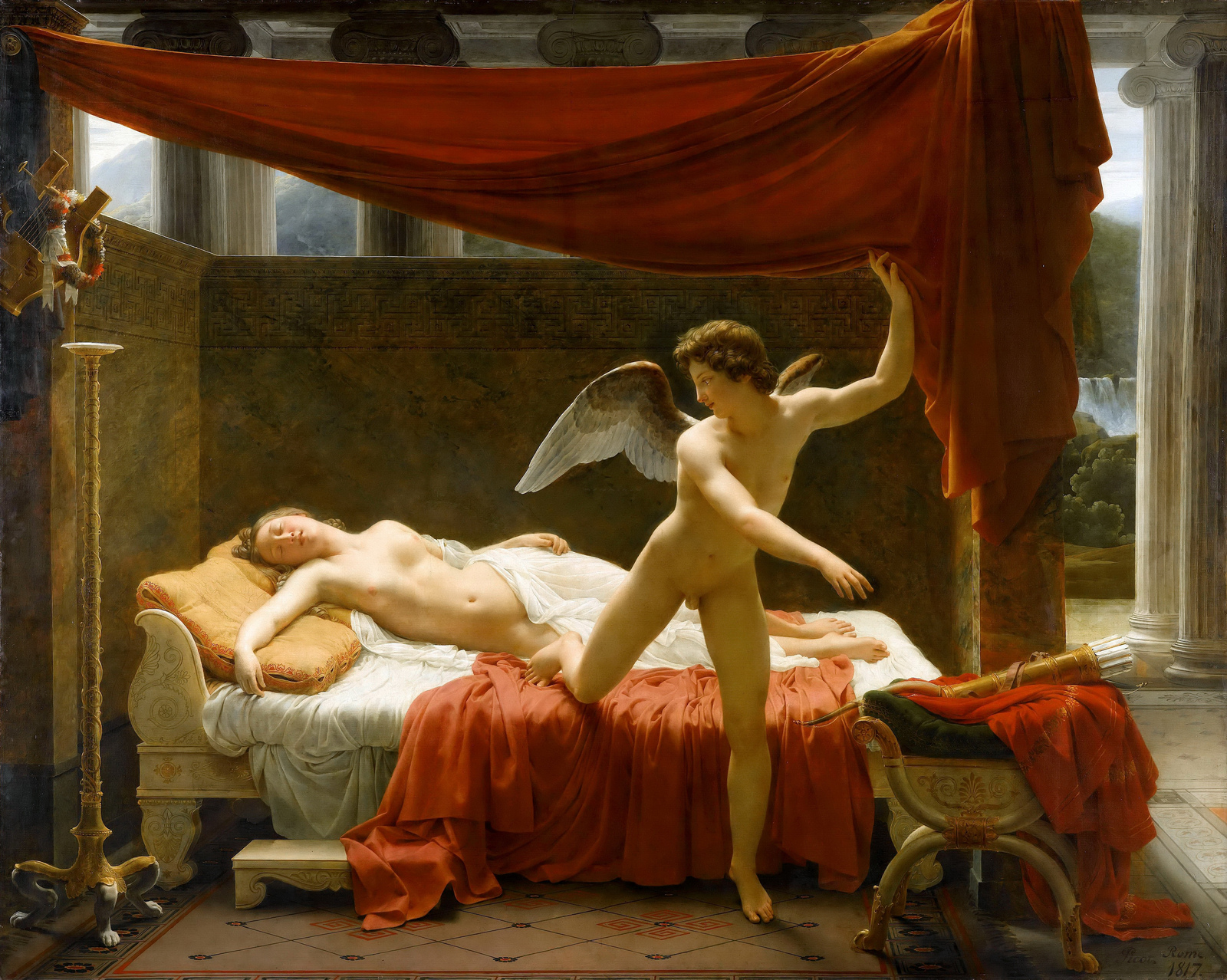
フランソワ＝エドゥアール・ピコ『アモルとプシュケ』1817年。233 × 291 cm。ルーヴル美術館[96]。
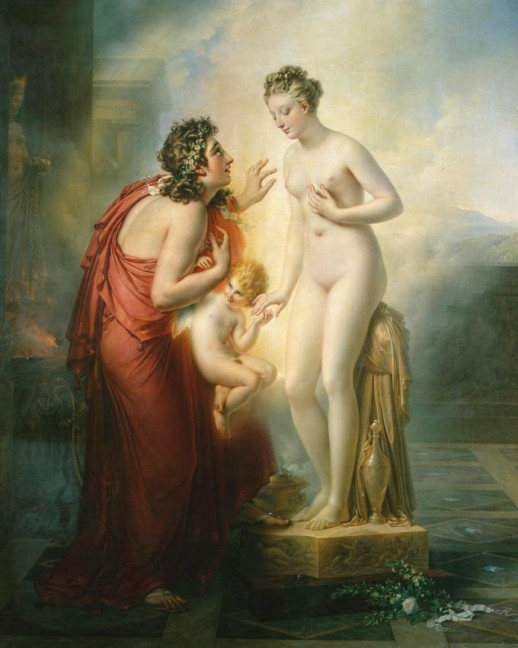
アンヌ＝ルイ・ジロデ＝トリオゾン『ピグマリオンとガラテア』253 × 202 cm。ルーヴル美術館[97]。

### 1822年
1822年のサロンには、ウジェーヌ・ドラクロワが『ダンテの小舟』を初出品し、その名が知られるようになった。ダンテの『神曲』地獄篇に題材をとった劇的な内容と、激しい色彩表現のため、激しい非難を浴びたが、グロはドラクロワの才能を評価した。
この年、オラース・ヴェルネは、納得し難い政治的理由で落選した作品をまとめて、自分のアトリエで展示した。これは19世紀最初の個展の先駆けといえる。

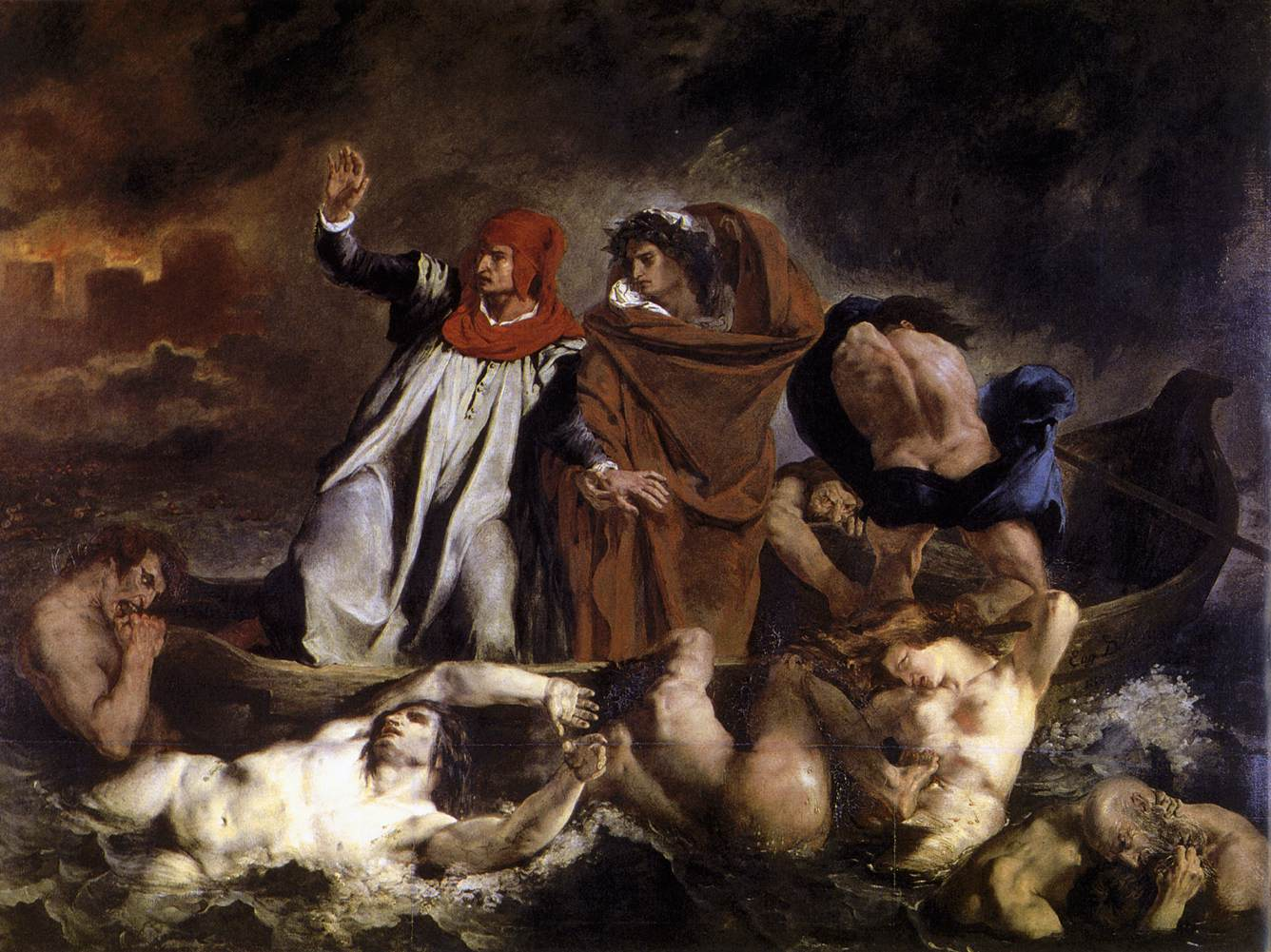
ウジェーヌ・ドラクロワ『ダンテの小舟（英語版）』1822年。油彩、キャンバス、189 × 246 cm。ルーヴル美術館[100]。

### 1824年

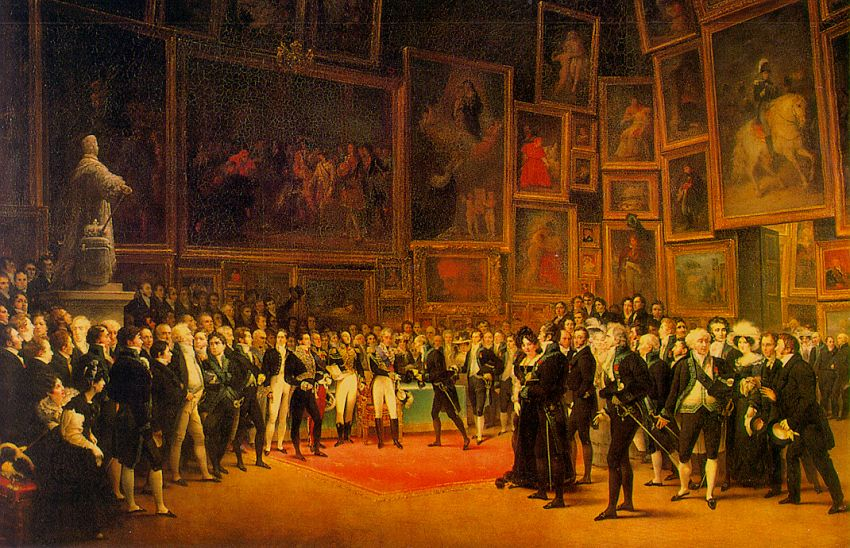
1824年のサロンの様子。

ウジェーヌ・ドラクロワが『キオス島の虐殺』を出品した。ギリシャ独立戦争中の1822年にキオス島でオスマン・トルコにより実行された虐殺事件を描いた作品で、1824年のサロンでは『キオス島の虐殺からの一場面――死、あるいは奴隷となる運命を待つ家族――数々の解説や今日の新聞を見よ』という時事的な見出しが付けられ、ギリシャへの救援を訴えるメッセージに多くの観衆が共感した。他方で、グロからは「絵画の虐殺」と批判され、ドラクロワは失望した。この年のサロンには、オラース・ヴェルネの『モンミライユの戦い』も出品された。スタンダールは、サロン評で、ダヴィッドの一派は終わった、現代の新しい絵画は魂を表現し、人の感情に訴えるべきだと書いた。こうした1824年のサロンは、「ロマン主義のサロン」と言われる。
一方、ドミニク・アングルは、1806年以来イタリアに滞在していたが、4年をかけて『ルイ13世の誓願』を完成させ、サロンに出品した。この作品で高い評価を受けたことから、アングルは1825年、パリにアトリエを開いた。以後、アングルは、プッサンとダヴィッドの後継者として、新古典主義の指導的立場に立った。
ジョン・コンスタブル、リチャード・パークス・ボニントン、コプリー・フィールディングら多くのイギリス人画家の作品が出品され、この3人はサロンで金賞を授与された。このことから、1824年のサロンは「イギリス人のサロン」とも呼ばれた。

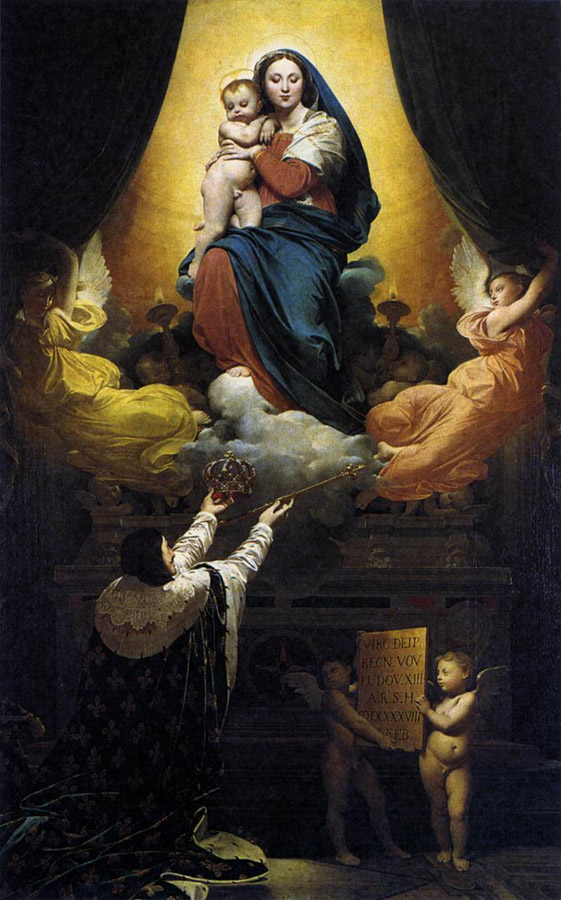
ドミニク・アングル『ルイ13世の誓願』421 × 262 cm。モントーバン大聖堂（英語版）。
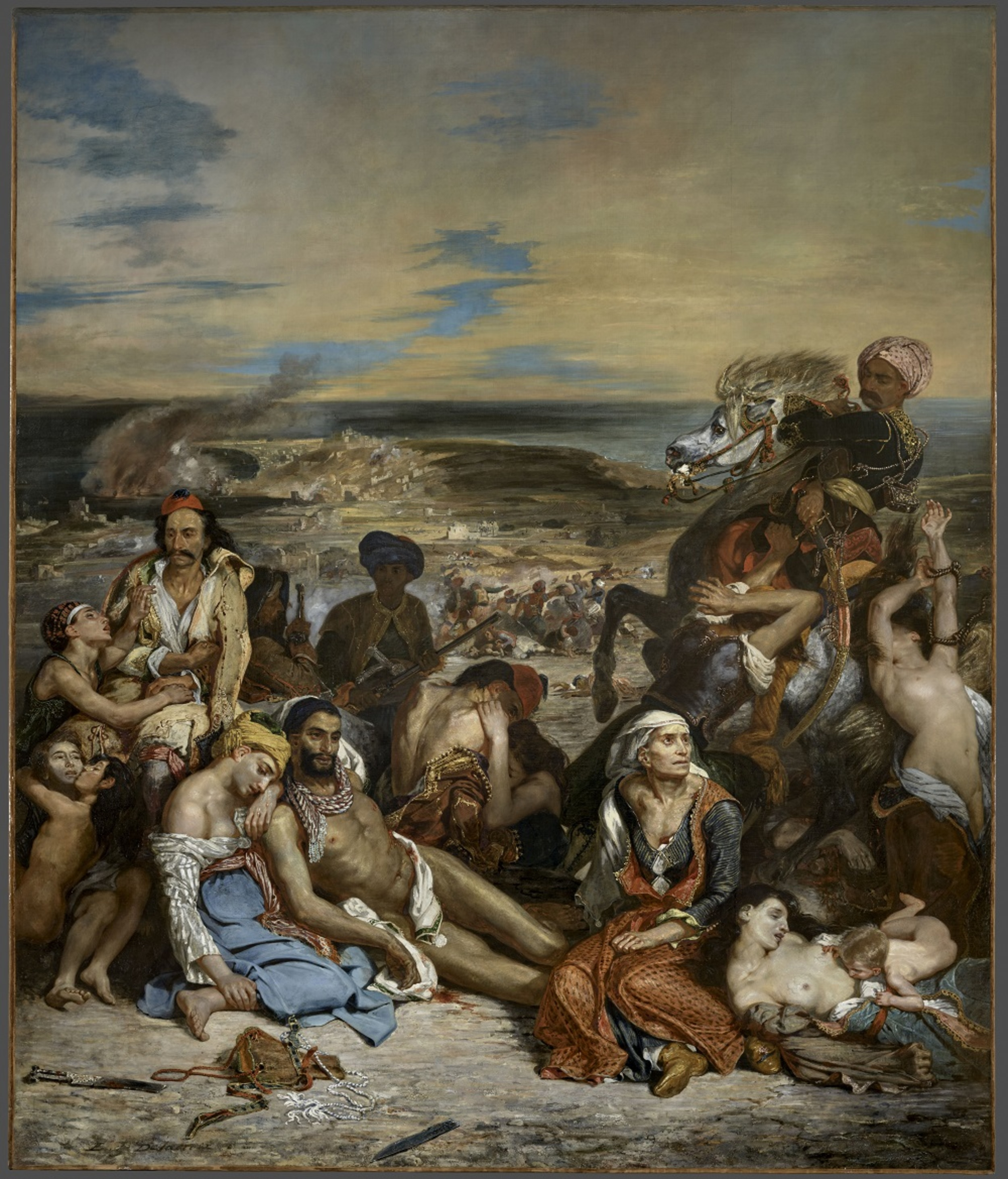
ウジェーヌ・ドラクロワ『キオス島の虐殺』1824年。油彩。419 × 354 cm。ルーヴル美術館[105]。
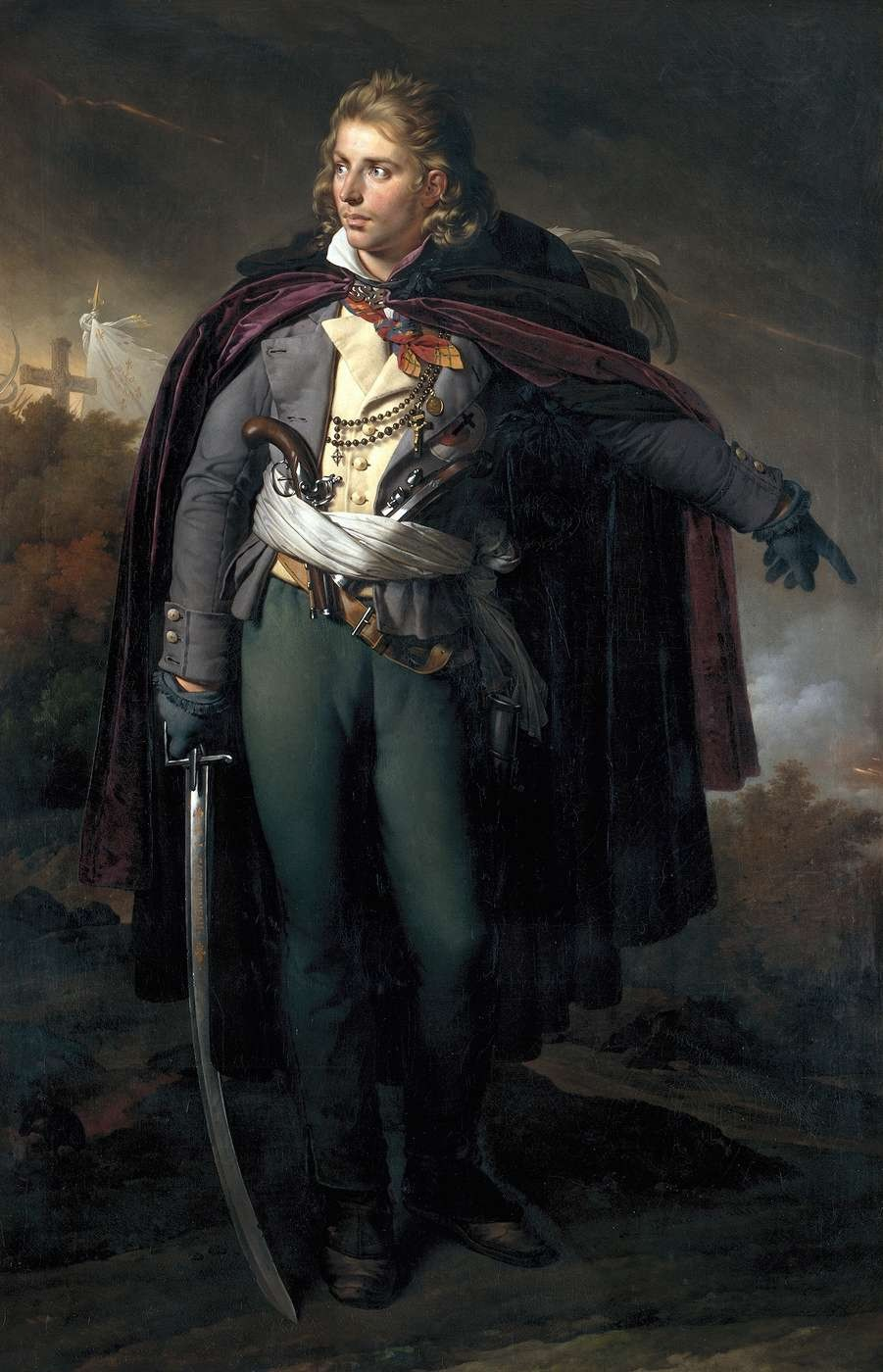
アンヌ＝ルイ・ジロデ＝トリオゾン『ヴァンデの大元帥ジャック・カトリノー』1816年。220 × 150 cm。ショレ美術歴史博物館。
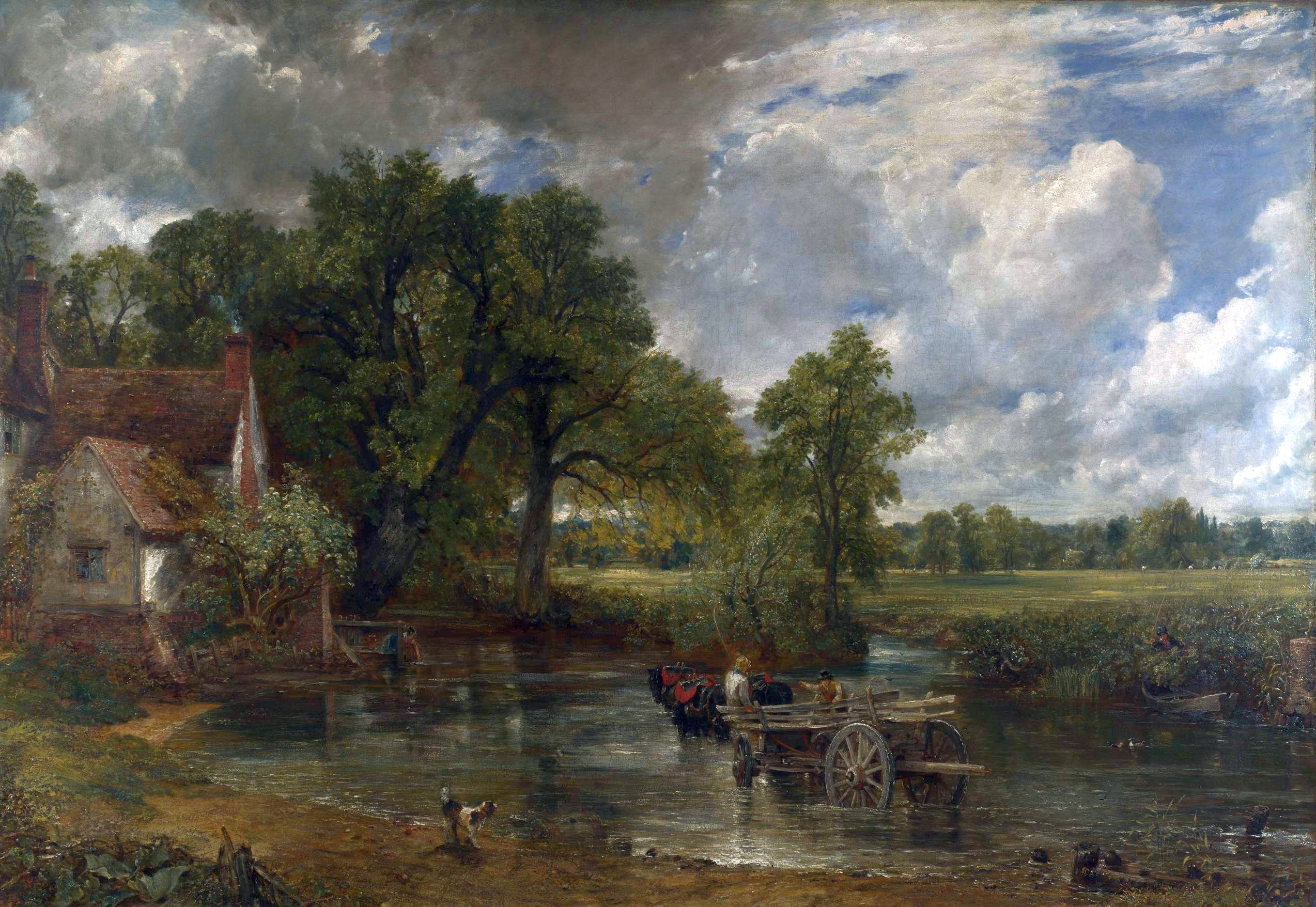
コンスタブル『干草車』1821年。油彩、キャンバス、130.2 × 185.4 cm。ナショナル・ギャラリー（ロンドン）[106]。

### 1827年
新古典主義のリーダーとして期待を集めるドミニク・アングルが、大作『ホメロス礼賛』を出品した。古代ギリシャの詩人ホメーロスを頂点に、17世紀古典主義の代表的画家ニコラ・プッサンを配するなど、古代からルネサンス、古典主義と受け継がれてきた正統な芸術を継承することを示した作品である。
ドラクロワは、イギリス旅行から帰国後、1827年のサロンに『サルダナパールの死』など7点を出品して、ロマン派の中心的画家とみなされるようになった。
一方、風景画家ジャン＝バティスト・カミーユ・コローがイタリア留学中に『ナルニの橋』と『ローマ近郊の田園』をサロンに送り、初入選を果たした。

ドミニク・アングル『ホメロス礼賛（英語版）』1827年。386 × 512 cm。ルーヴル美術館[110]。
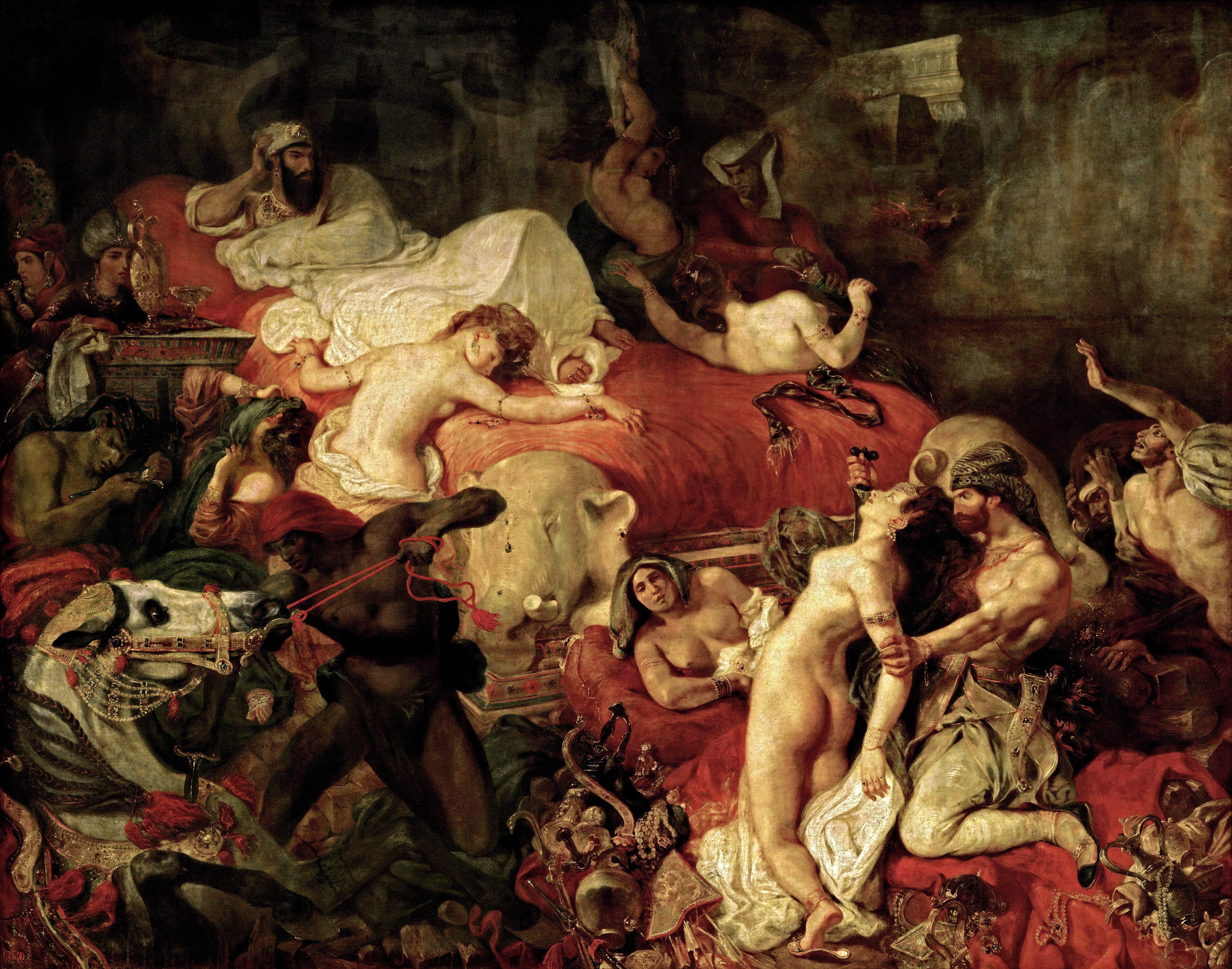
ウジェーヌ・ドラクロワ『サルダナパールの死』392 × 496 cm。ルーヴル美術館[111]。
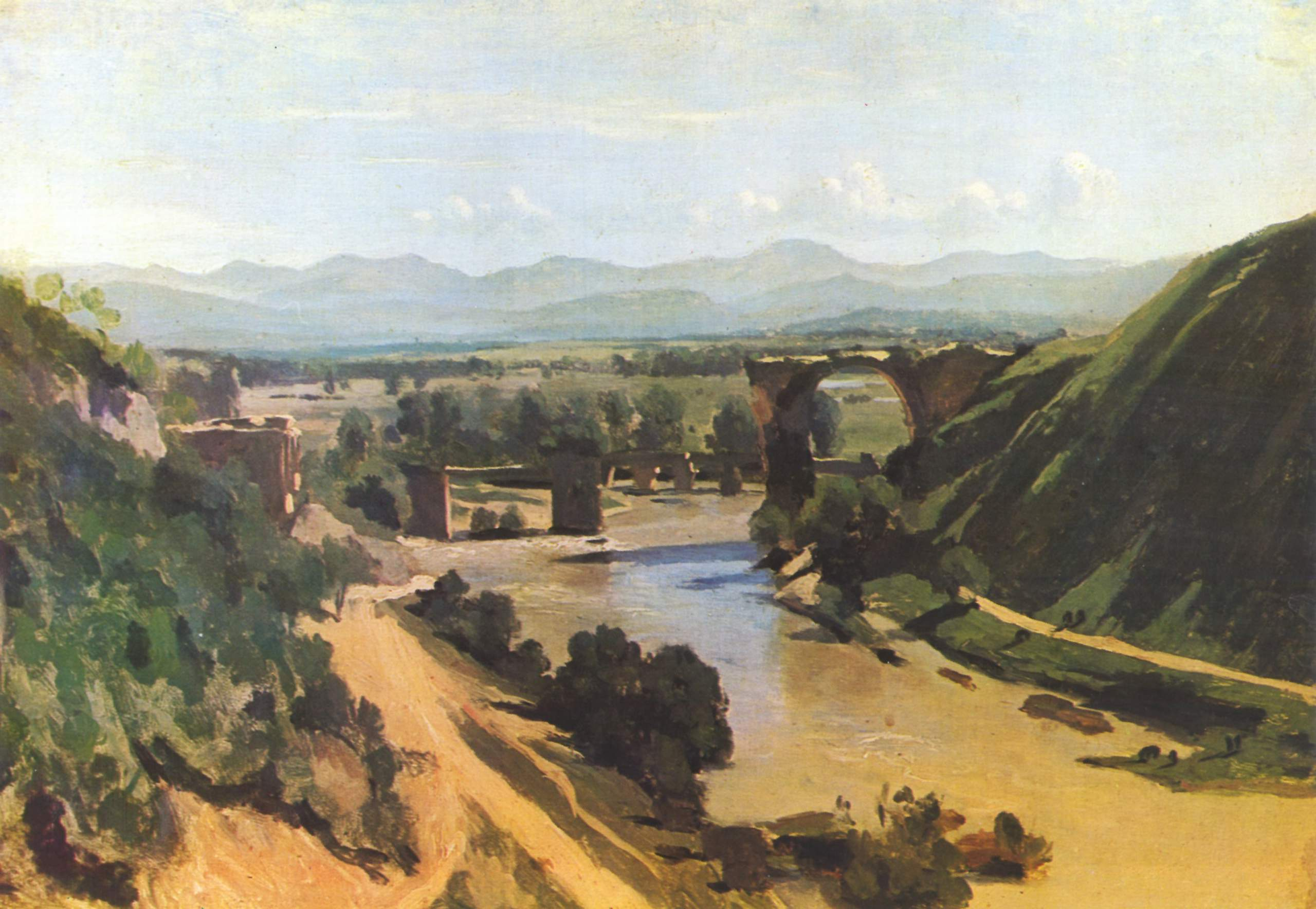
ジャン＝バティスト・カミーユ・コロー『ナルニの橋（英語版）』1826年。油彩、紙・キャンバス、34 × 48 cm。ルーヴル美術館[112]。
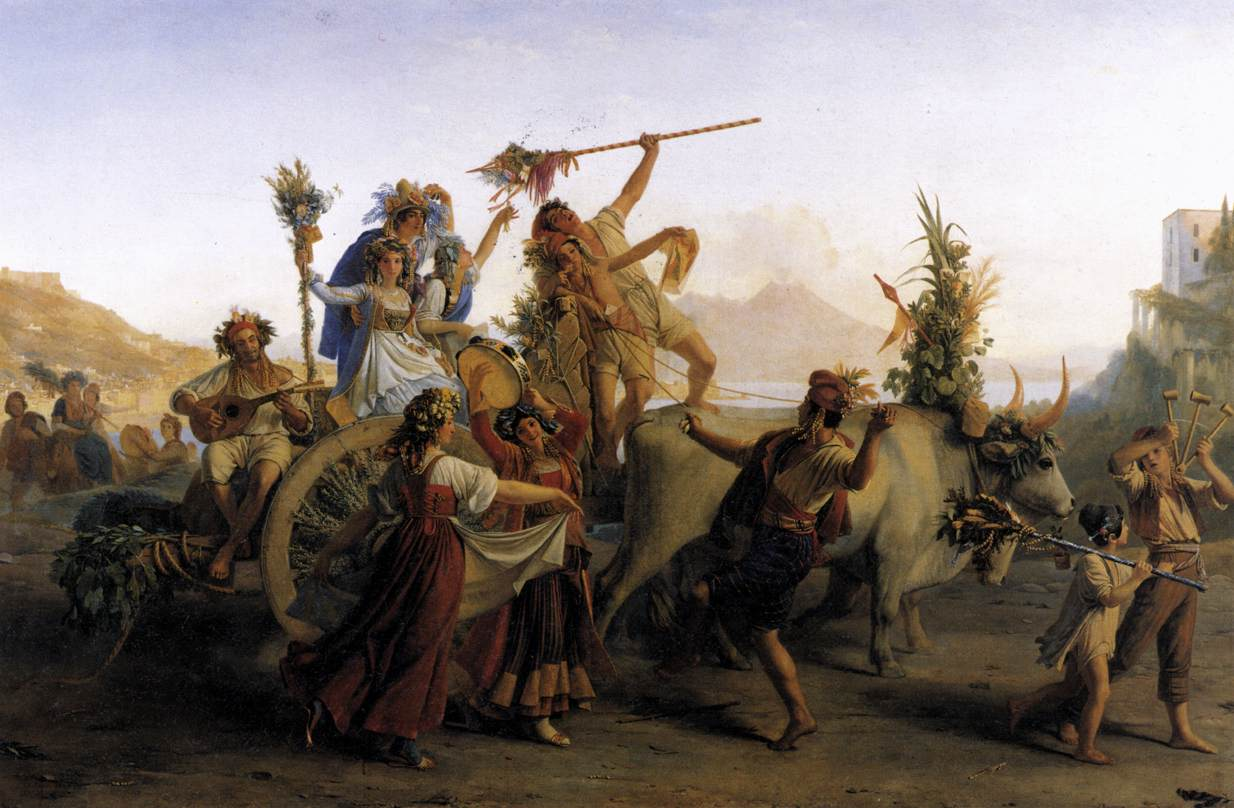
ルイ・レオポルド・ロベール『マドンナ・デラルコへの巡礼』1827年。油彩、キャンバス、142 × 212 cm。ルーヴル美術館[113]。

## 7月王政
1830年7月、シャルル10世が議会の解散等を命ずる勅令を発したことをきっかけに、フランス7月革命が勃発し、ブルボン王朝は再び倒れた。共和派、ボナパルト派、王党派の妥協の産物として、ルイ・フィリップが王位に就き7月王政となった。ルイ・フィリップは、美術の面では、自由主義者であることを示そうとして、公的注文やサロンでの政府買上げにおいて、幅広い流派を採用した。また、彼は、1833年、芸術家らの要望を受け、アカデミーの反対にかかわらず、サロンを毎年開催とし、さらに、展示作品数も3000点超まで増やした。そのことも芸術の大衆化を進める要因となった。歴史画の大作より、新興ブルジョワジーの家庭に飾るのに適した風景画、風俗画、肖像画が好まれるようになってきた。多くの美術批評家が生まれ、文芸誌にサロン評を掲載するようになった。サロンは、画家と、絵画の新しいパトロンである新興市民階級が出会うほとんど唯一のまとまった展覧会であったため、商品展示場としての性格を強めた。
こうした8月王政下のサロンの在り方について、オノレ・ド・バルザックは、次のように批判している。

### 1831年
ルイ・フィリップは、1831年のサロンに出品されたドラクロワの『民衆を導く自由の女神』を政府買上げにし、共和派の期待に応えた。
1820年代から1830年代に登場した、異国趣味の画家（オリエンタリスト）の1人、アレクサンドル＝ガブリエル・ドゥカンは、小アジア旅行の経験を基に、1831年のサロンに『スミルナの夜警』を出品して好評を得た。バルビゾン派のテオドール・ルソーは、この年、『オーヴェルニュ風景』で初入選している。

ウジェーヌ・ドラクロワ『民衆を導く自由の女神』1830年。260 × 325 cm。ルーヴル美術館[120]。
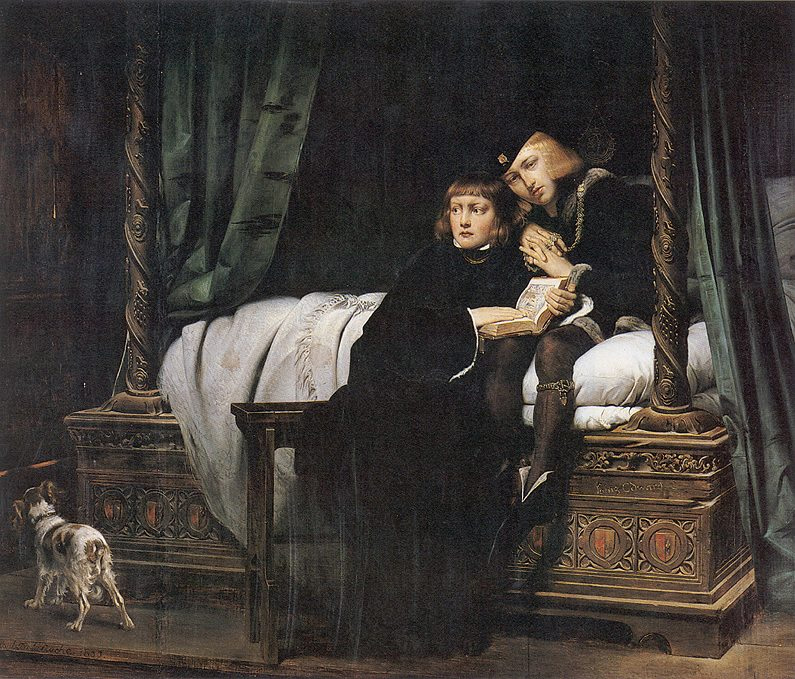
ポール・ドラローシュ『幼きイングランド王エドワード5世とその弟ヨーク公リチャード』181 × 215 cm。ルーヴル美術館[121]。
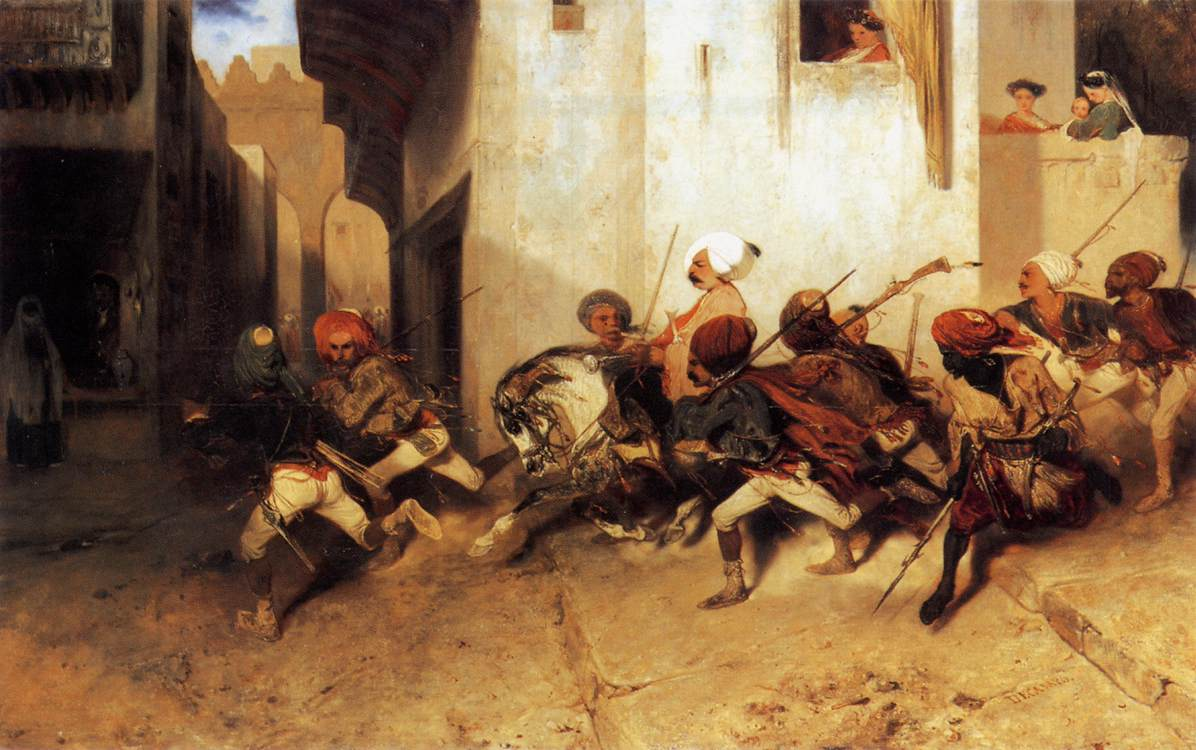
アレクサンドル＝ガブリエル・ドゥカン『スミルナの夜警』1831年。油彩、キャンバス、115 × 179 cm。ウォレス・コレクション[122]。

### 1833年
1833年以降、サロンは毎年開催となっている。画壇では、オラース・ヴェルネが、ルイ・フィリップの庇護を受けて地位を築いた。『パリ市庁舎に向かうためにパレ・ロワイヤルを後にするオルレアン公、1830年7月31日』のように、同時代の事件や中世の歴史を題材としながら、様式的にはロマン主義の画家と異なり冷たい仕上げを行ったヴェルネは、新古典主義とロマン主義の中庸派（妥協派）という立場に立つことで、政府や大衆からの支持を得ることができた。
テオドール・ルソーは、初期の代表作といえる『グランヴィル近郊の眺め』で、若い風景画家やテオフィル・トレらの批評家から賞賛を受けた。

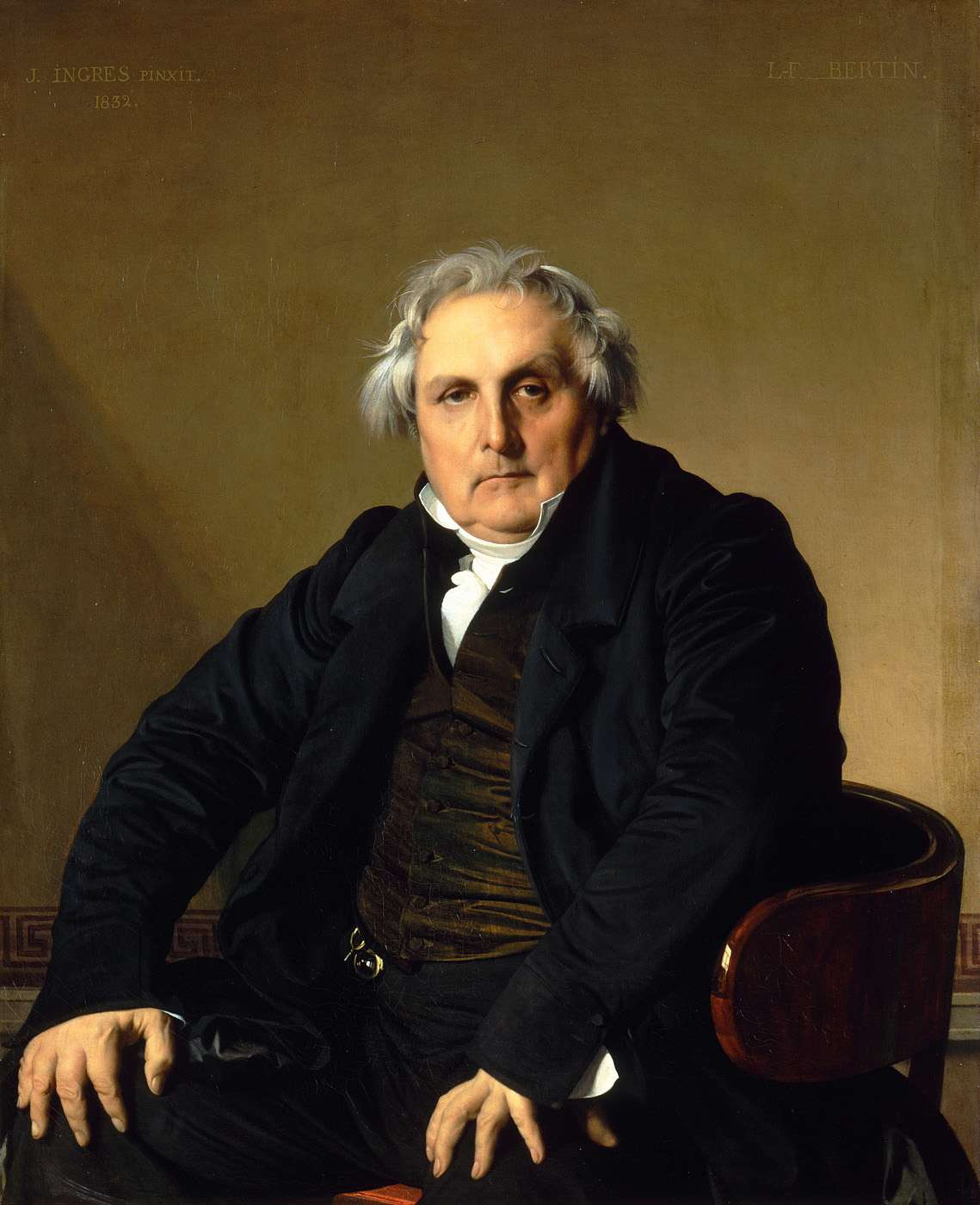
ドミニク・アングル『ルイ＝フランソワ・ベルタン氏』1832年。116 × 96 cm。ルーヴル美術館[125]。
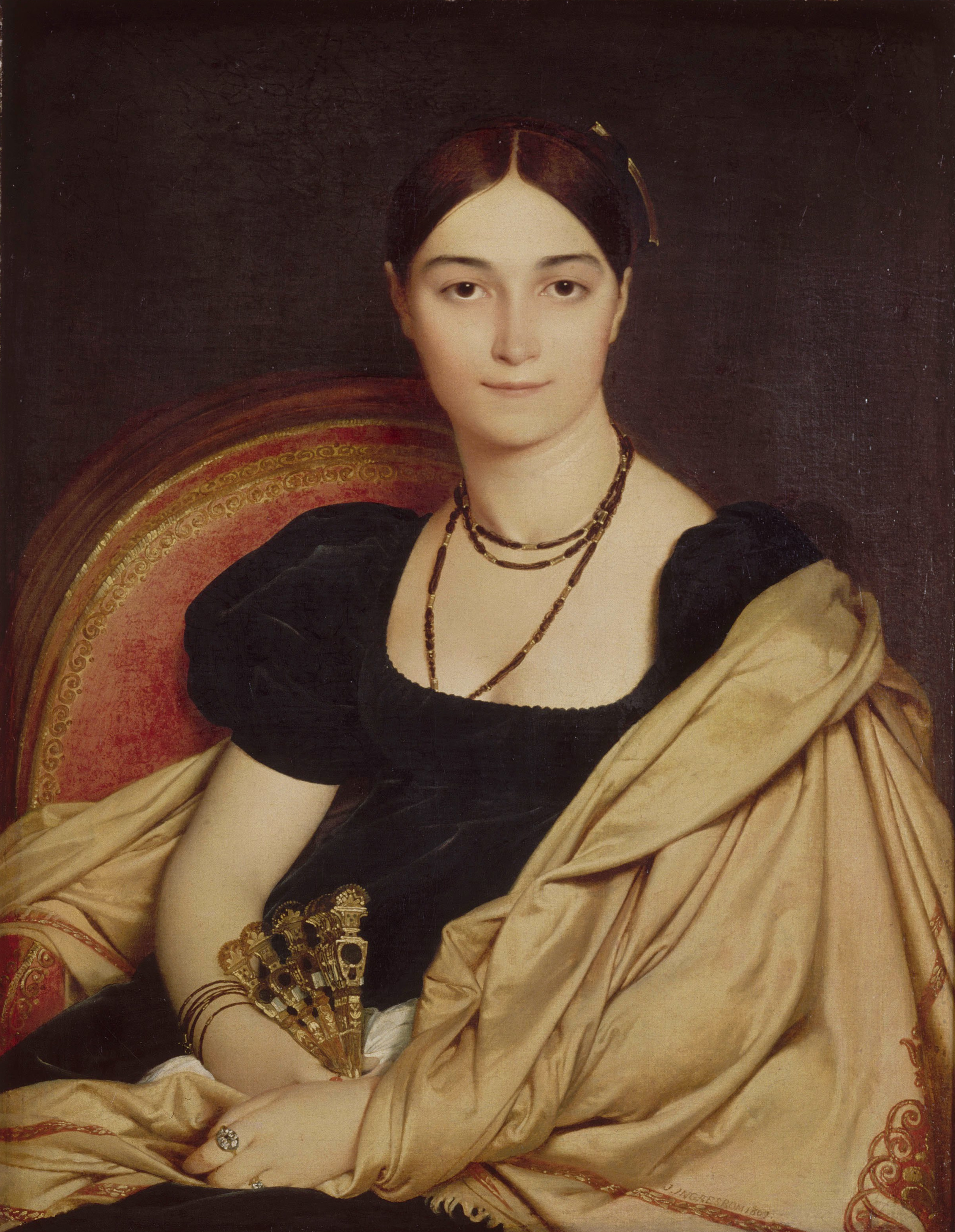
ドミニク・アングル『ドヴォーセ夫人』1807年。76 × 59 cm。コンデ美術館[126]。
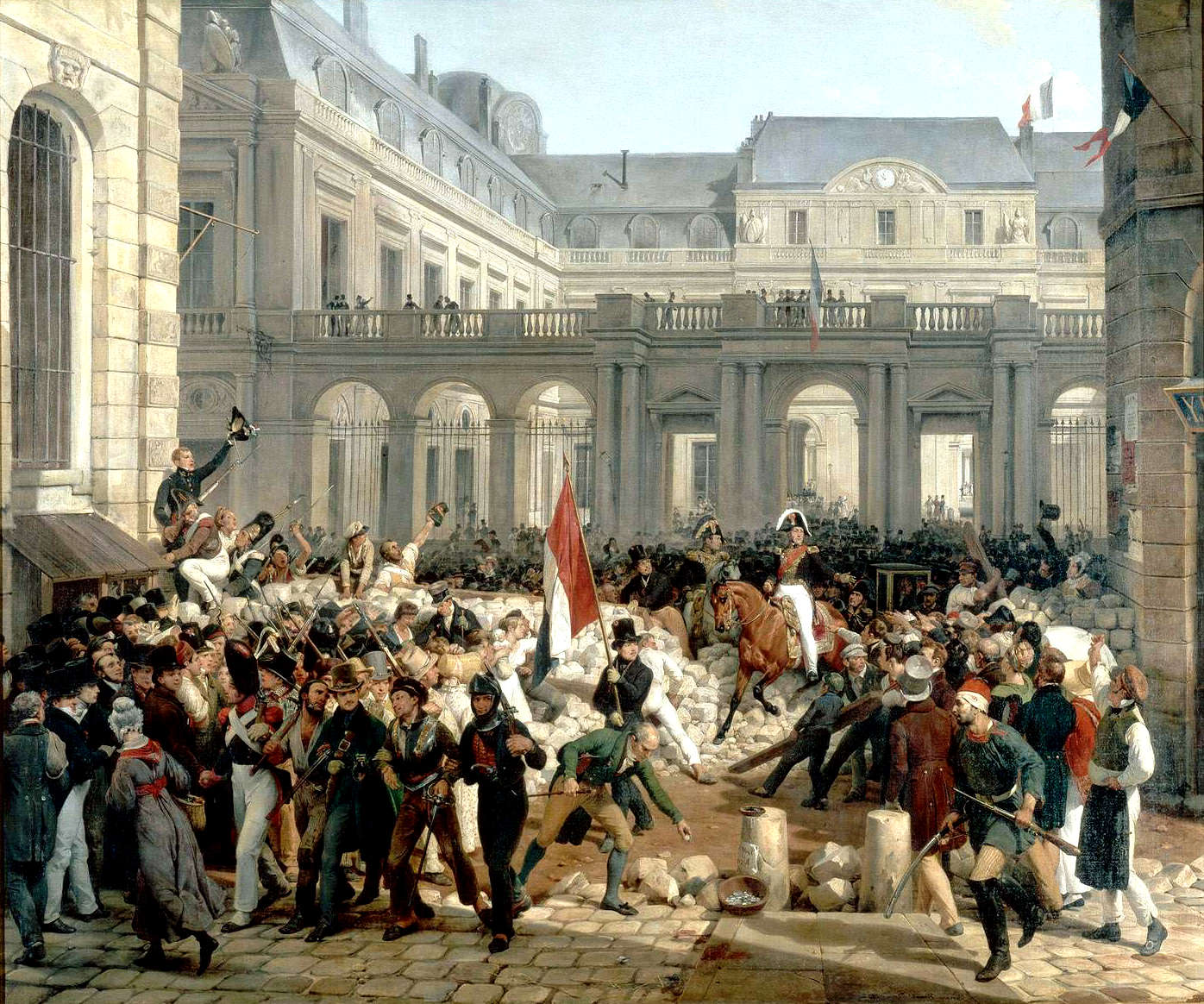
オラース・ヴェルネ『パリ市庁舎に向かうためにパレ・ロワイヤルを後にするオルレアン公、1830年7月31日』1833年。228 × 258 cm。ヴェルサイユ宮殿美術館[127]。
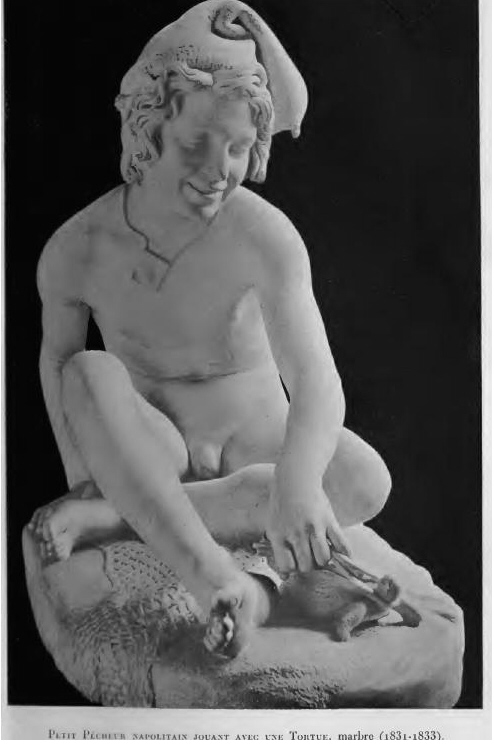
フランソワ・リュード『亀と遊ぶナポリの若い漁師』1833年。大理石。H 82 × W 88 × D 48 cm。ルーヴル美術館[128]。
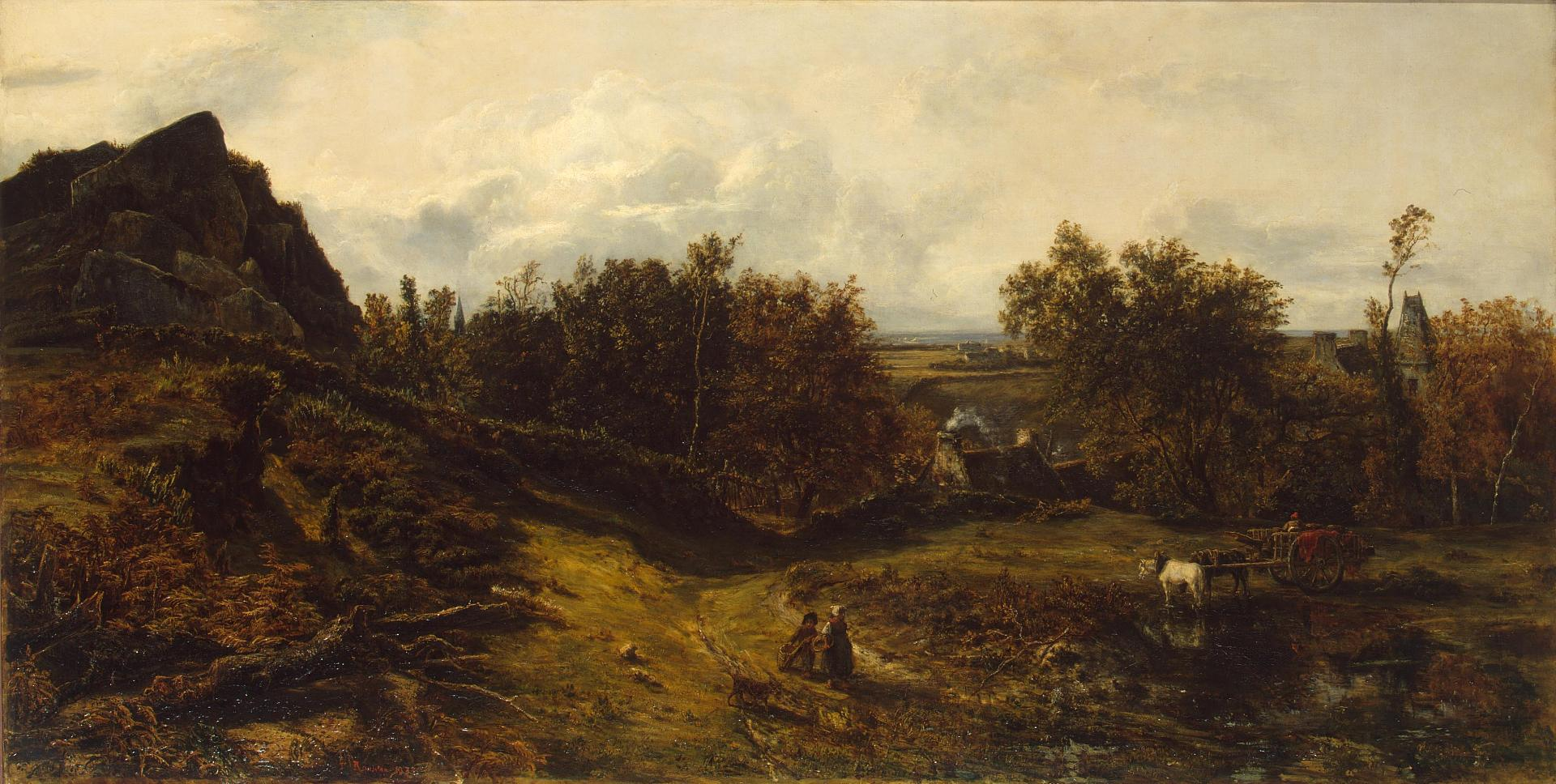
テオドール・ルソー『グランヴィル近郊の眺め』1833年。油彩、キャンバス、83 × 165 cm。エルミタージュ美術館[129]。

### 1834年
1834年のサロンでは、ドラクロワがモロッコ旅行の成果として『アルジェの女たち』を出品し、政府買上げとなった。
また、中庸派のポール・ドラローシュが出品した『レディ・ジェーン・グレイの処刑』が評判となった。ドラローシュは、1832年にアカデミー会員、国立美術学校教授となっており、アカデミーが新古典主義一辺倒ではなくなってきたことを示している。他方、アングルは、1834年のサロンで『サンフォリアンの殉教』が不評だったのを最後に、サロンへの出品をやめ、パリを去った。

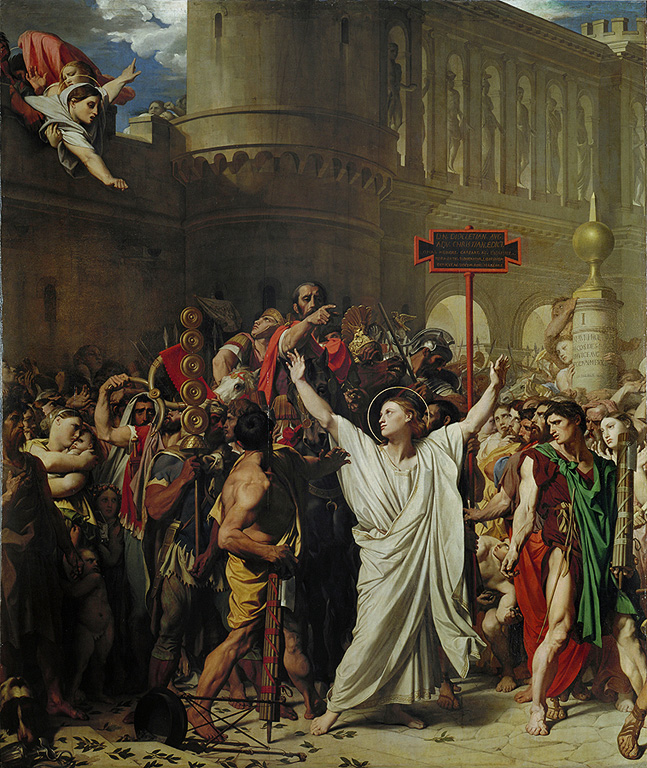
ドミニク・アングル『聖サンフォリアンの殉教（英語版）』油彩、キャンバス、407 × 339 cm。オータン大聖堂（英語版）。
ウジェーヌ・ドラクロワ『アルジェの女たち』180 × 229 cm。ルーヴル美術館[133]。
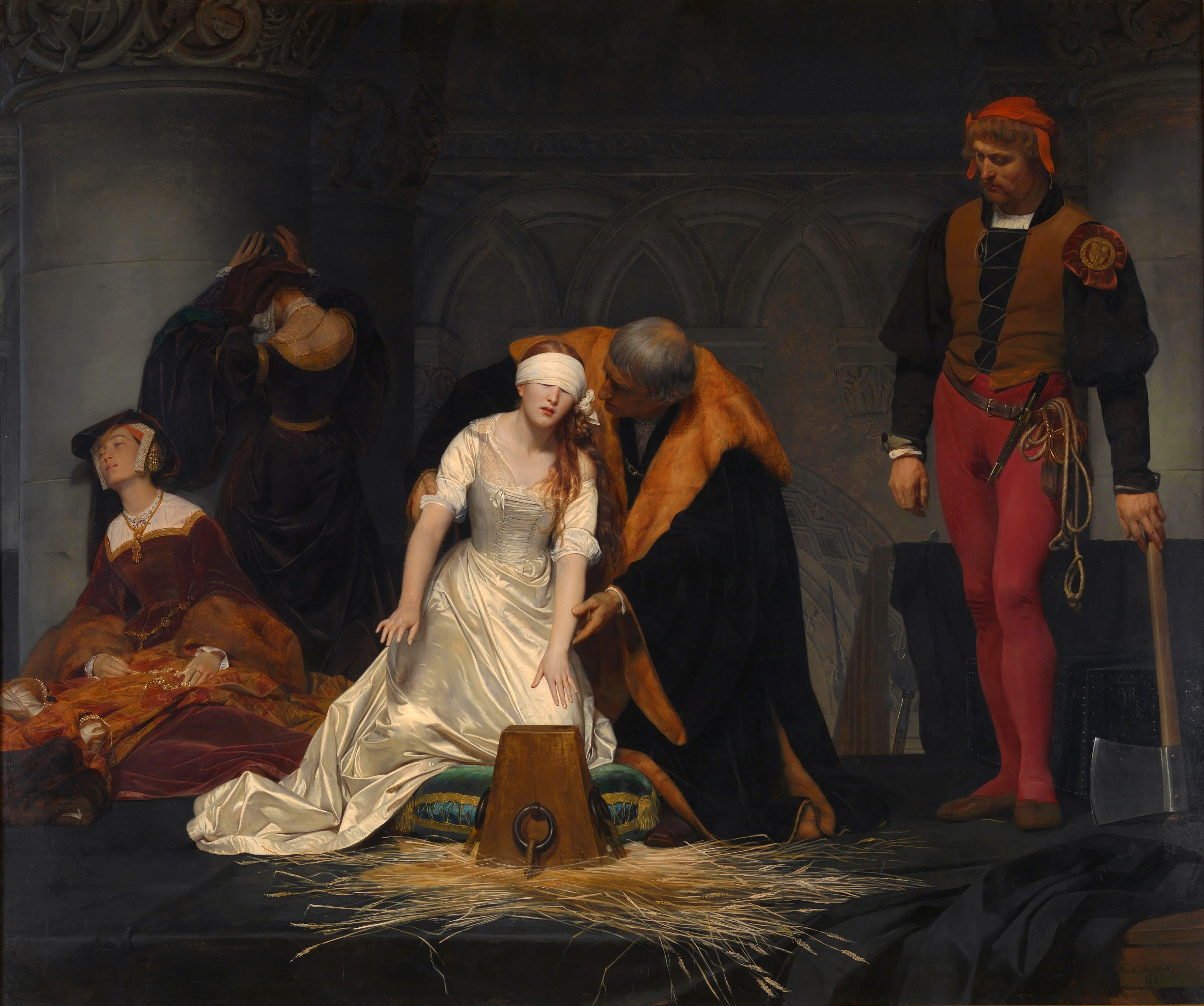
ポール・ドラローシュ『レディ・ジェーン・グレイの処刑』1833年。油彩、キャンバス、246 × 297 cm。ナショナル・ギャラリー（ロンドン）[134]。
ジャン＝バティスト・カミーユ・コロー『フォンテーヌブローの森』1834年。油彩、キャンバス、175.6 × 242.6 cm。ナショナル・ギャラリー（ワシントンD.C.）[135]。

### 1835年

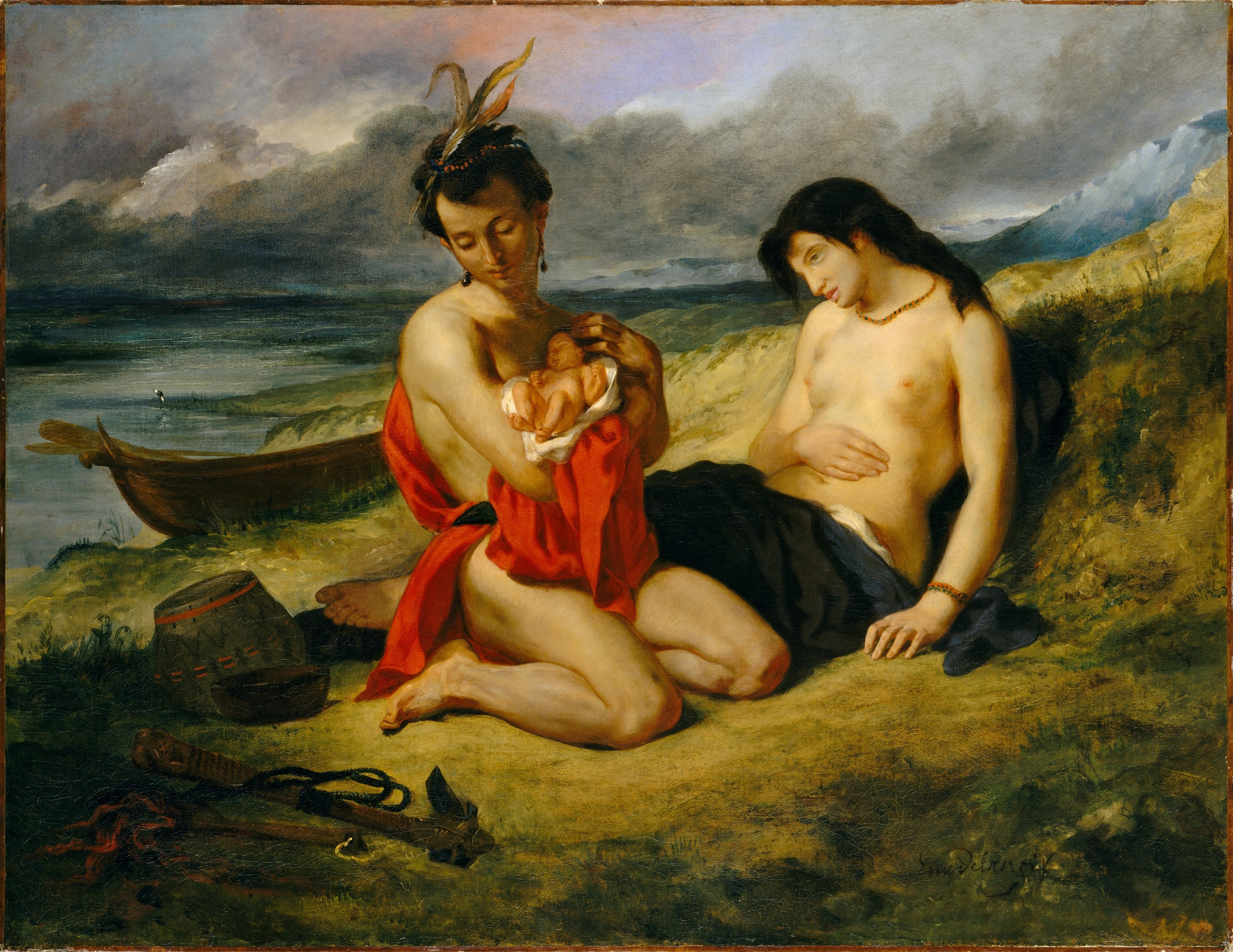
ウジェーヌ・ドラクロワ『ナチェズ族』1823年‐1835年。90.2 × 116.8 cm。メトロポリタン美術館[136]。

### 1836年
バルビゾン派のテオドール・ルソーは、1836年のサロンに大作『ジュラ山脈の山下り』を出品したが、落選し、その後も落選を続けて「偉大なる落選画家」と呼ばれるようになる。
この年、オラース・ヴェルネとポール・ドラローシュが、首尾一貫しない審査に抗議して審査委員を辞任した。これは、テオドール・ルソーの落選と関係があるようである。

### 1839年

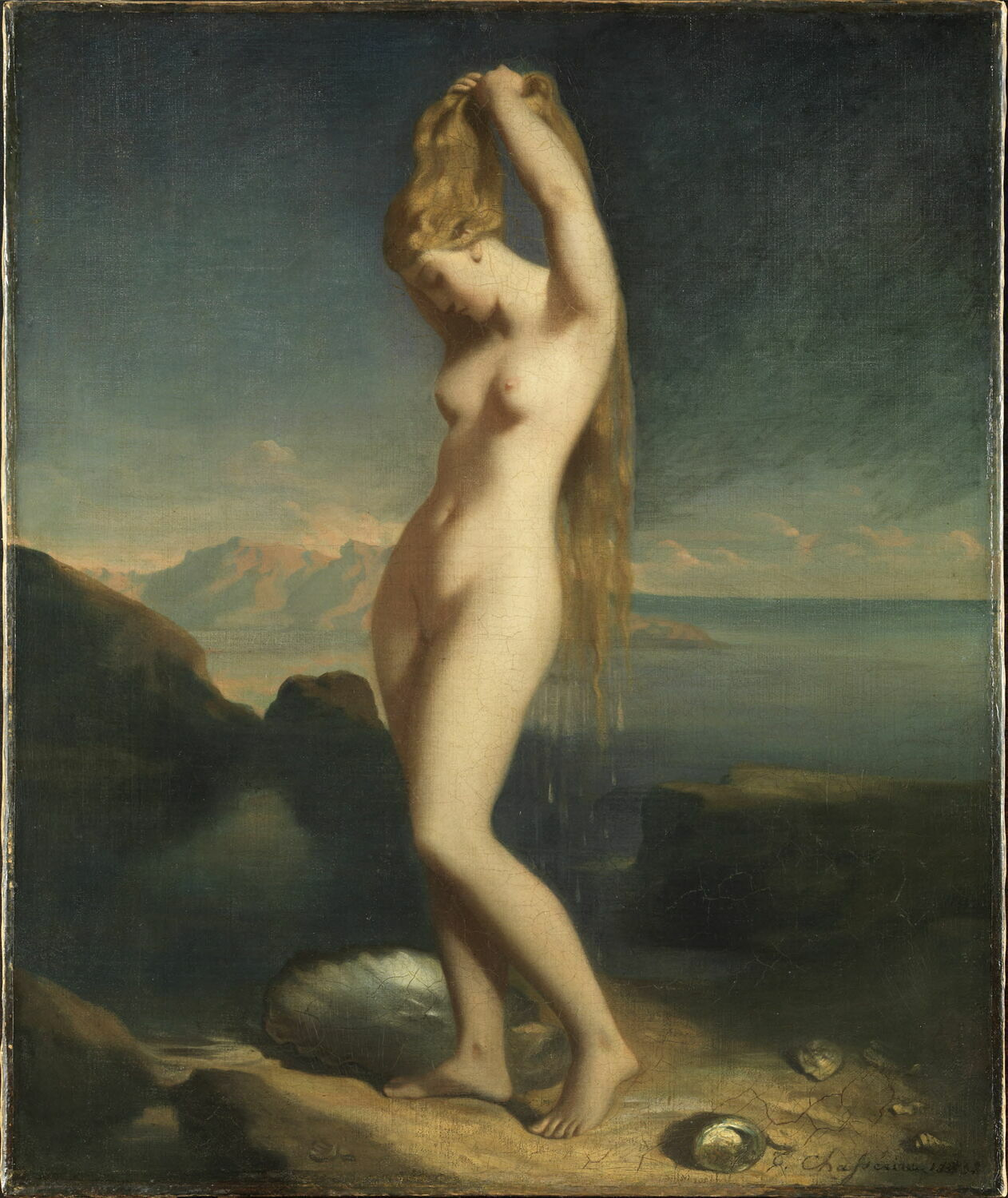
テオドール・シャセリオー『海から上がるヴィーナス』1838年。油彩、キャンバス、65 × 55 cm。ルーヴル美術館[138]。

### 1840年
1840年のサロンでは、ジャン＝フランソワ・ミレーが、親友の父親を描いた『ルフラン氏の肖像』を提出して初入選した。

### 1841年
8月王政期には、壮大な神話画や歴史画よりも、身近な肖像画、風景画、静物画が好まれた。1841年のサロンでは、出品絵画約2000点のうち、約500点が肖像画であった。アカデミーの美学は依然権威を誇っていたが、有産階級市民の趣味は写実的表現に傾いていったことが分かる。

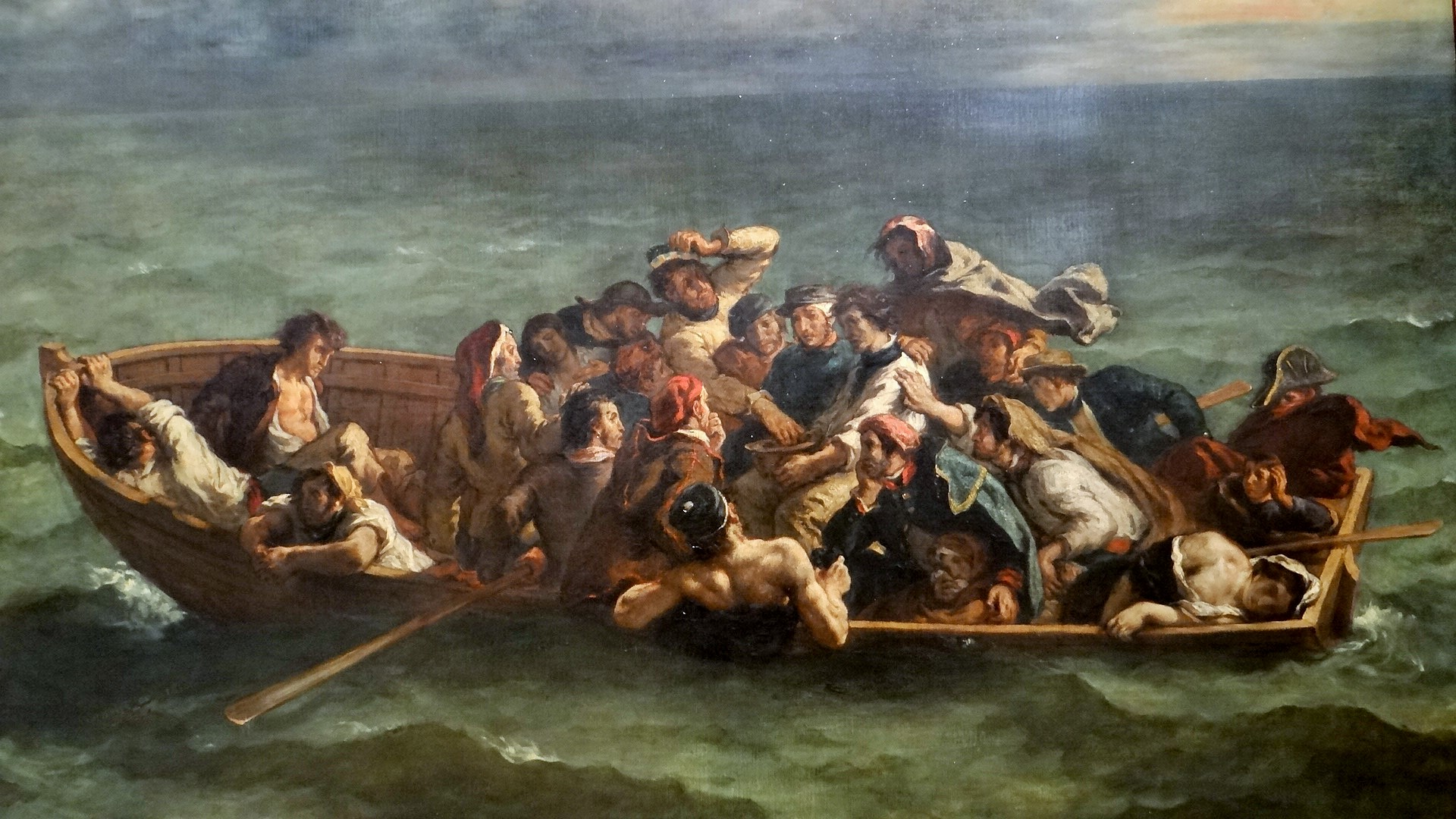
ウジェーヌ・ドラクロワ『ドン・ジュアンの難破』油彩、キャンバス、135 × 177cm。ルーヴル美術館[141]。

### 1842年

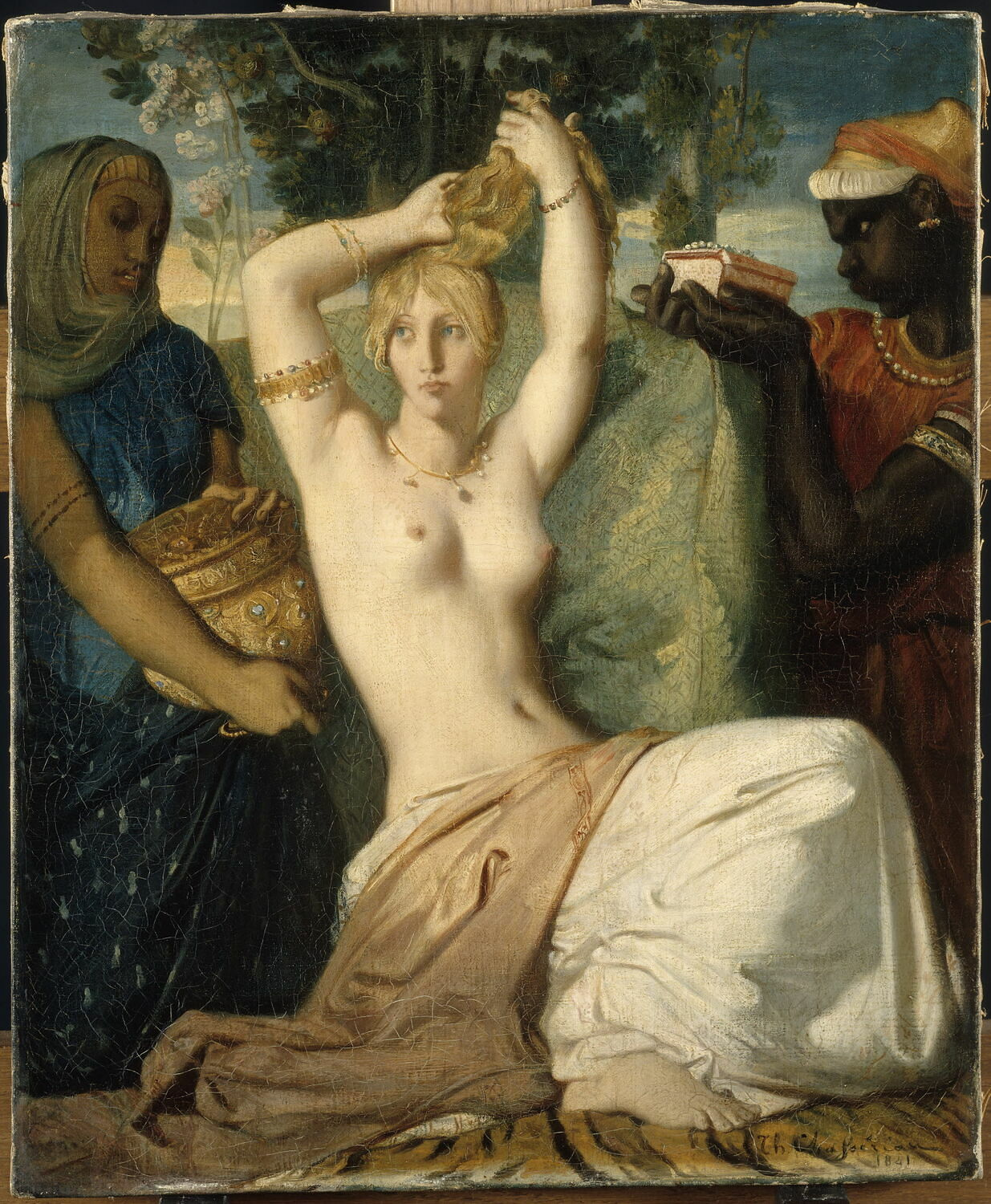
テオドール・シャセリオー『エステルの化粧』1841年。油彩、キャンバス、45 × 35 cm。ルーヴル美術館[142]。

### 1843年

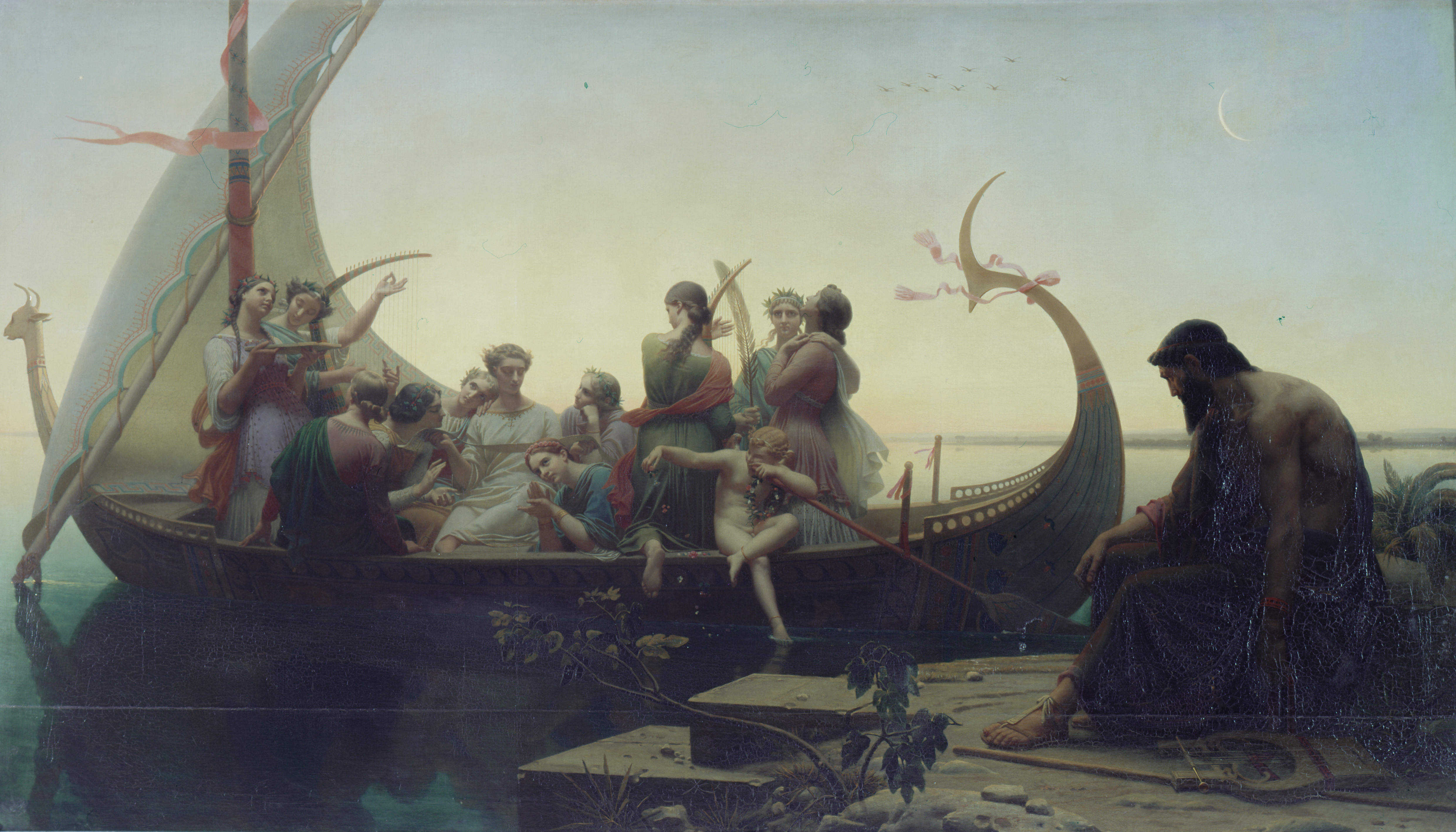
シャルル・グレール『夕べ（失われた幻想）』油彩、キャンバス、157 × 238 cm。ルーヴル美術館[143]。
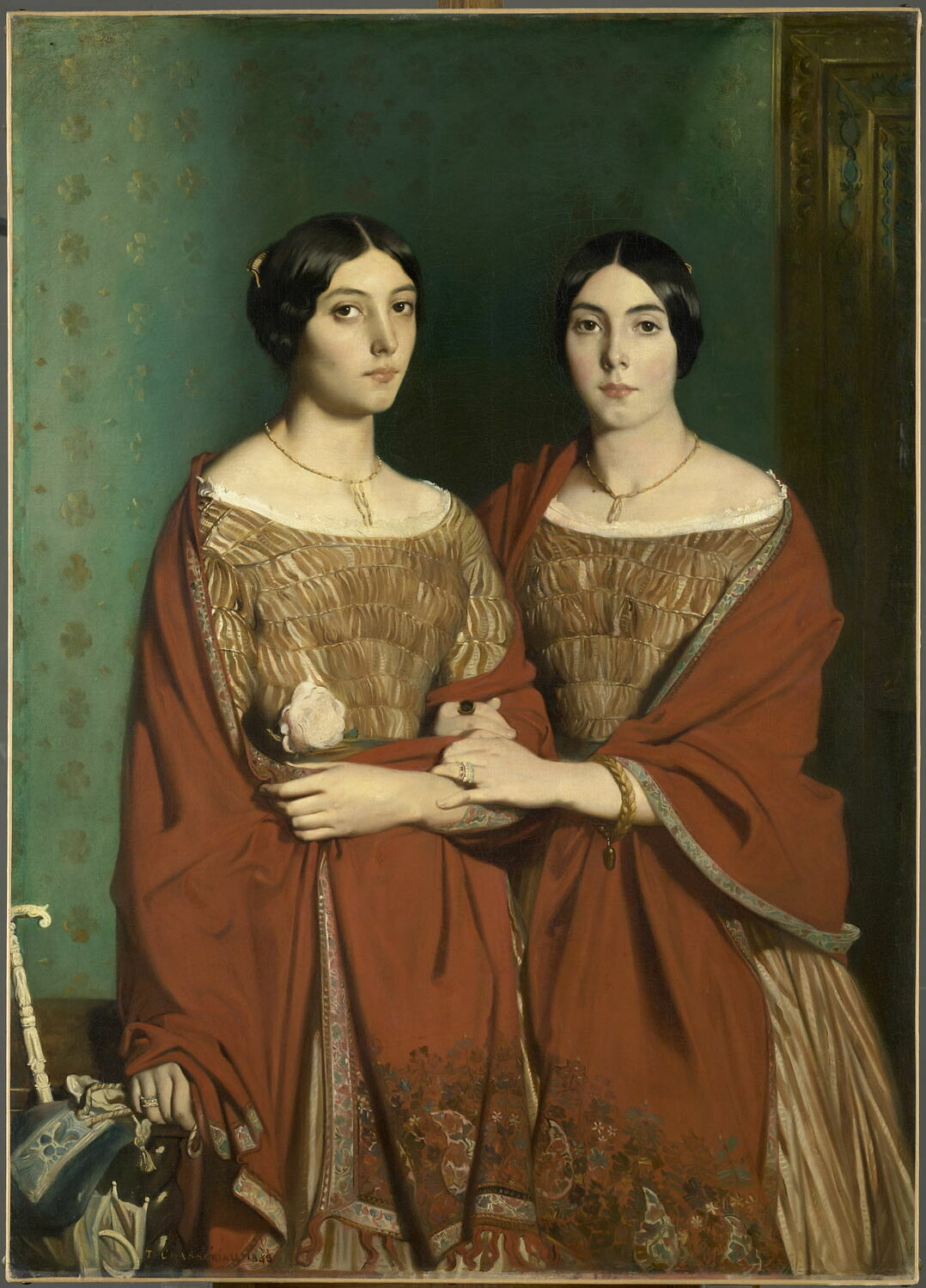
テオドール・シャセリオー『二人の姉妹』1843年。油彩、キャンバス、180 × 135 cm。[144]。

### 1844年

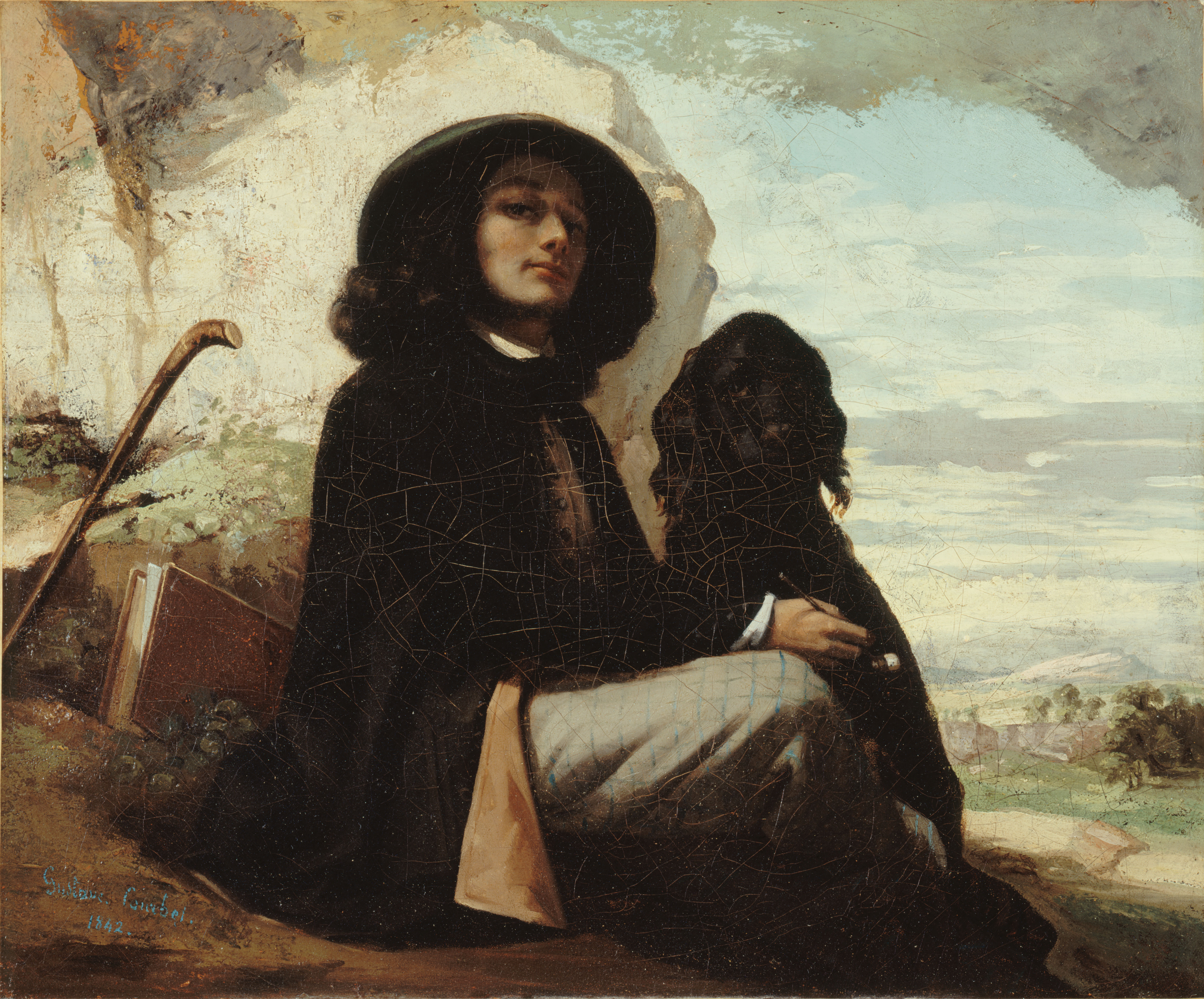
ギュスターヴ・クールベ『黒い犬を連れた自画像』1842-44年。油彩、キャンバス、46.3 × 55.5 cm。プティ・パレ[145]。

### 1845年

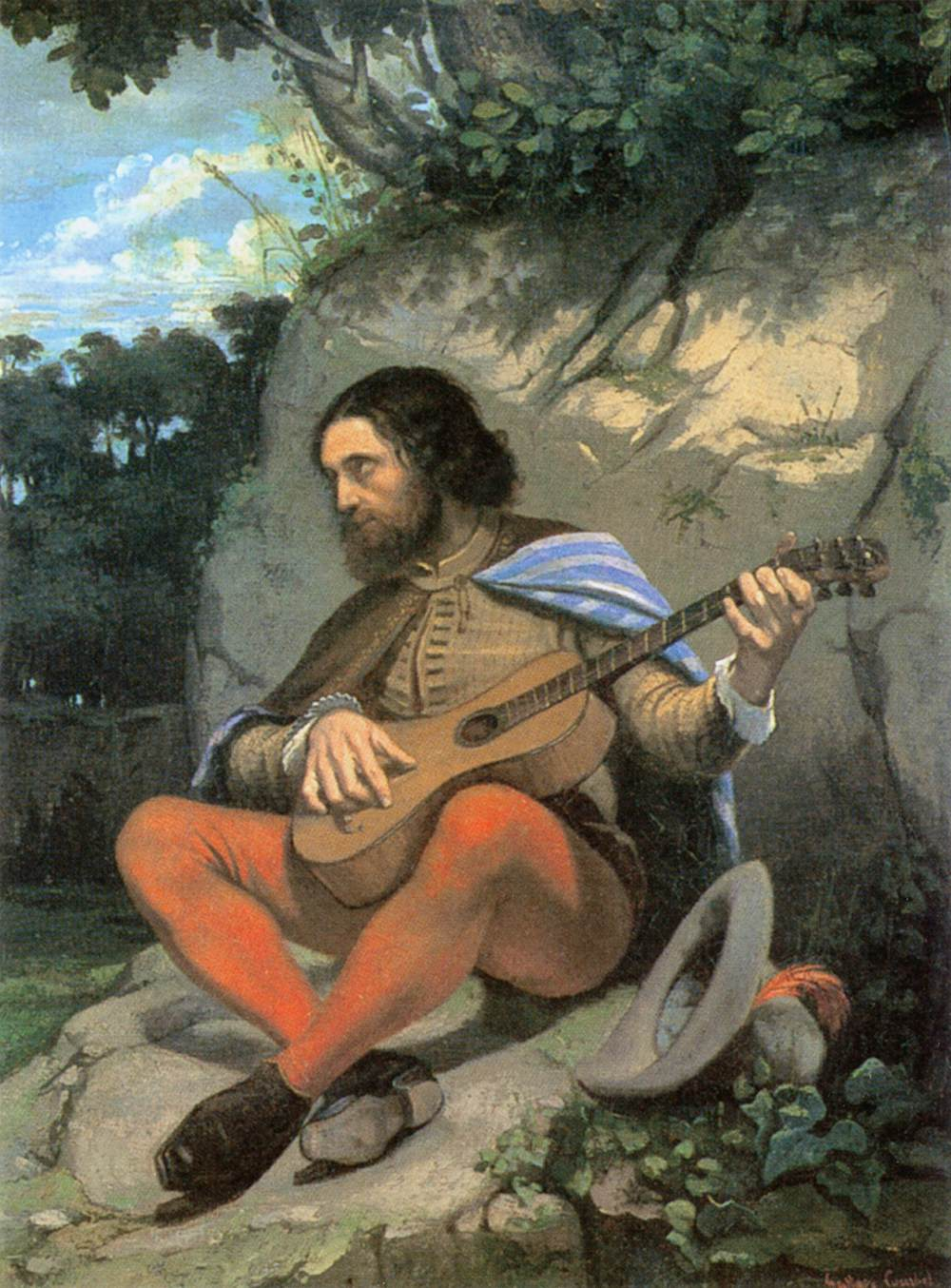
ギュスターヴ・クールベ『ギタレロ』1844年。油彩、キャンバス、55 × 41 cm。私蔵[146]。

### 1846年
コローは、1846年、『フォンテーヌブローの森』を出品した。画面から黒が追放され、明るい色彩で柔和な光と大気を描いており、テオフィル・ゴーティエやボードレールから高く評価された。

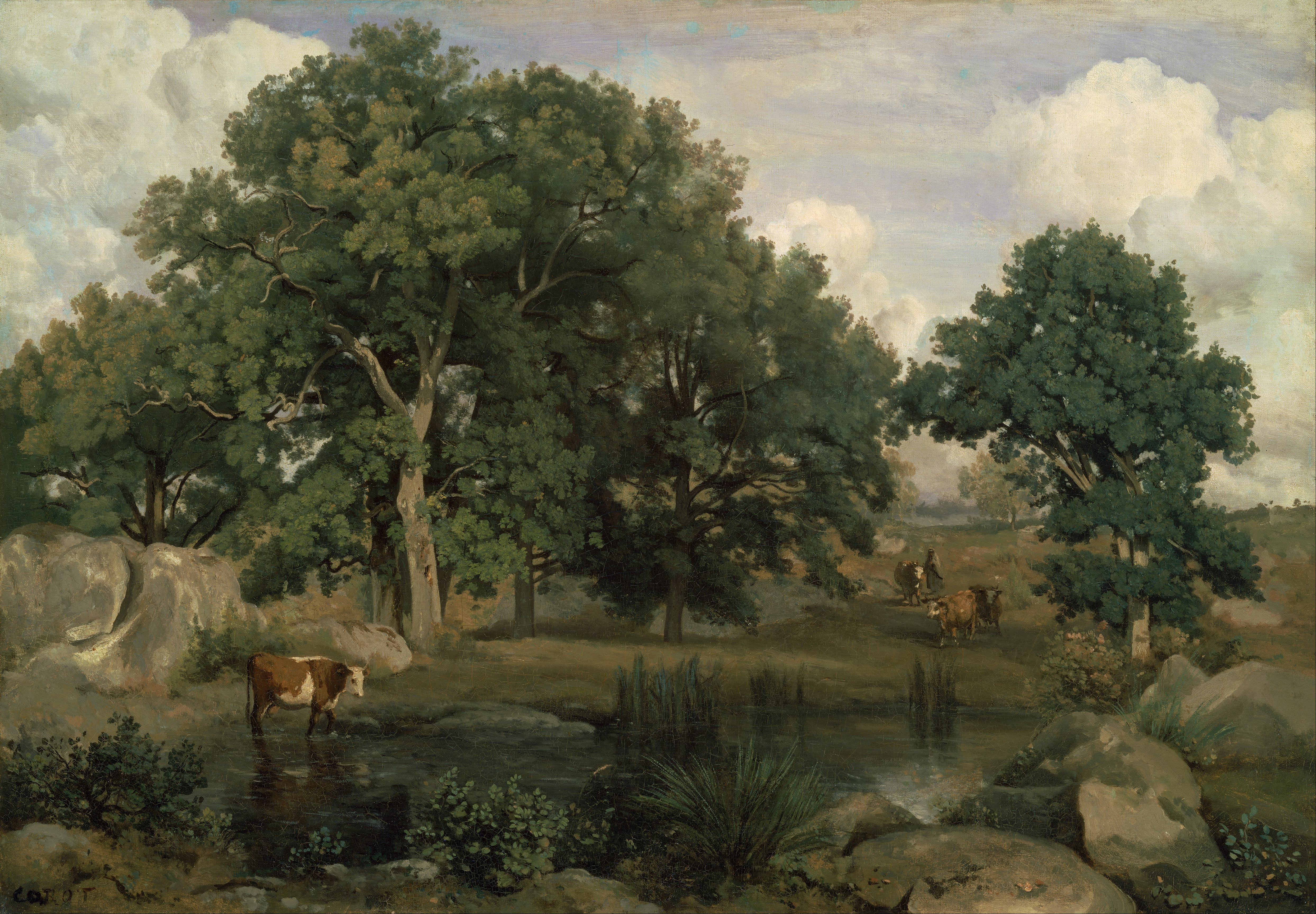
ジャン＝バティスト・カミーユ・コロー『フォンテーヌブローの森』1846年。油彩、キャンバス、90.2 × 128.8 cm。ボストン美術館[148]。
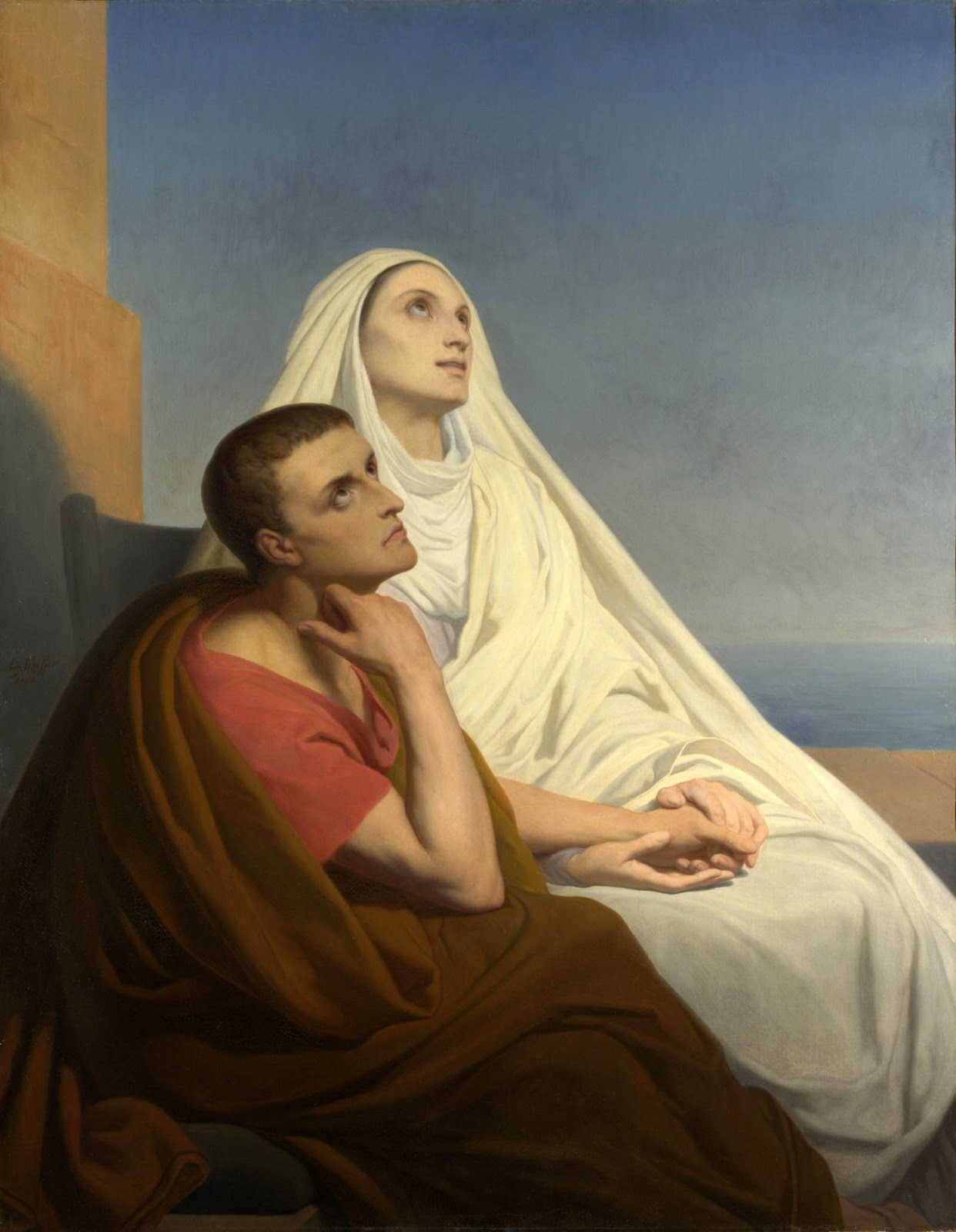
アリ・シェフェール『聖アウグスティヌスと聖モニカ』1846年。油彩、キャンバス、135.2 × 104.8 cm。ナショナル・ギャラリー[149]。

### 1847年
1847年のサロンでは、ジャン＝レオン・ジェロームが『闘鶏（闘鶏をする若いギリシャ人たち）』でデビューした。彼は、古代世界を舞台に現代的な風俗を描く新ギリシャ派の代表者である。
ミレーは、ギリシャ神話を主題にした歴史画に挑戦し、『樹から降ろされるエディプス』を入選させた。

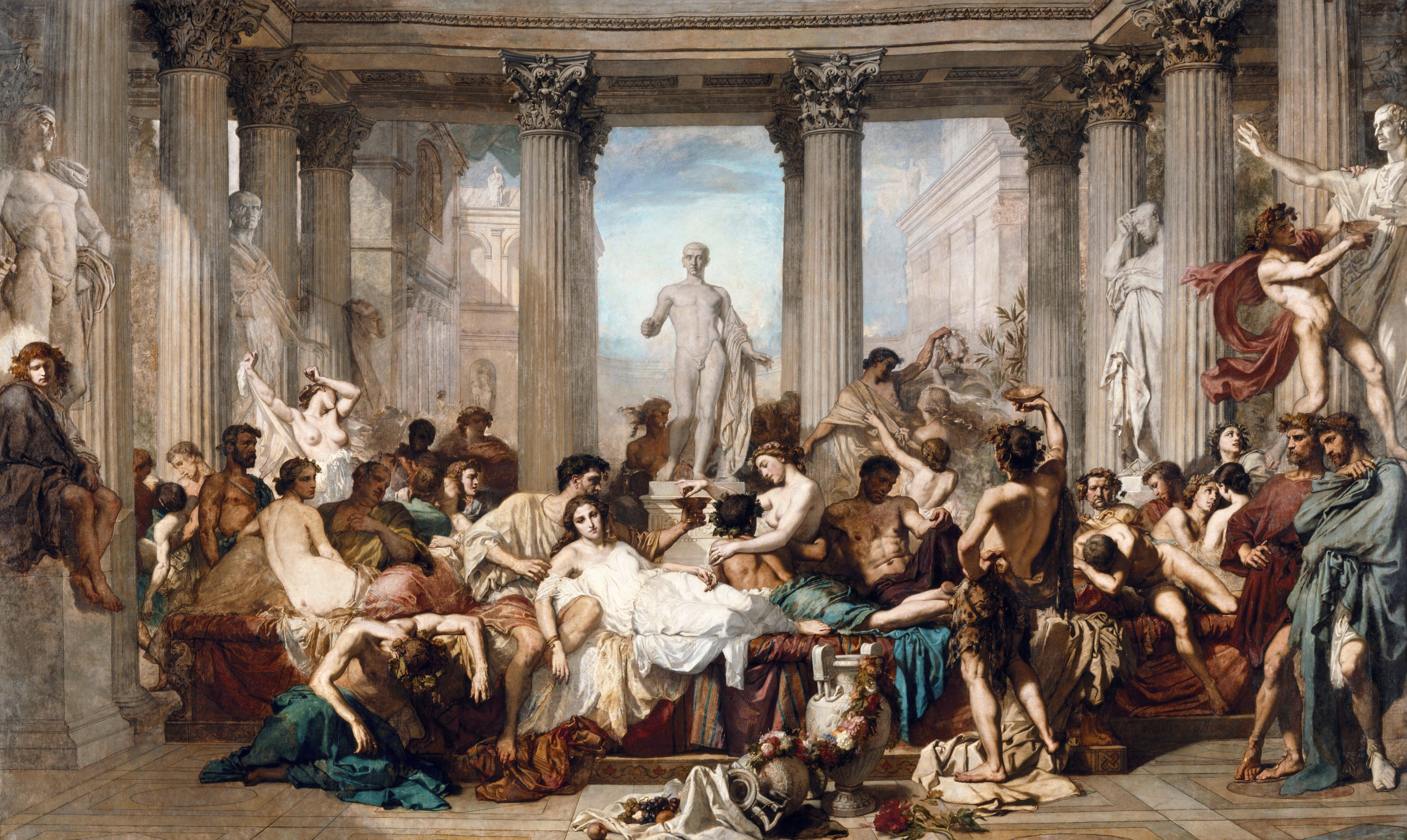
トマ・クチュール『退廃期のローマ人たち』油彩、キャンバス、472 × 772 cm。オルセー美術館[152]。
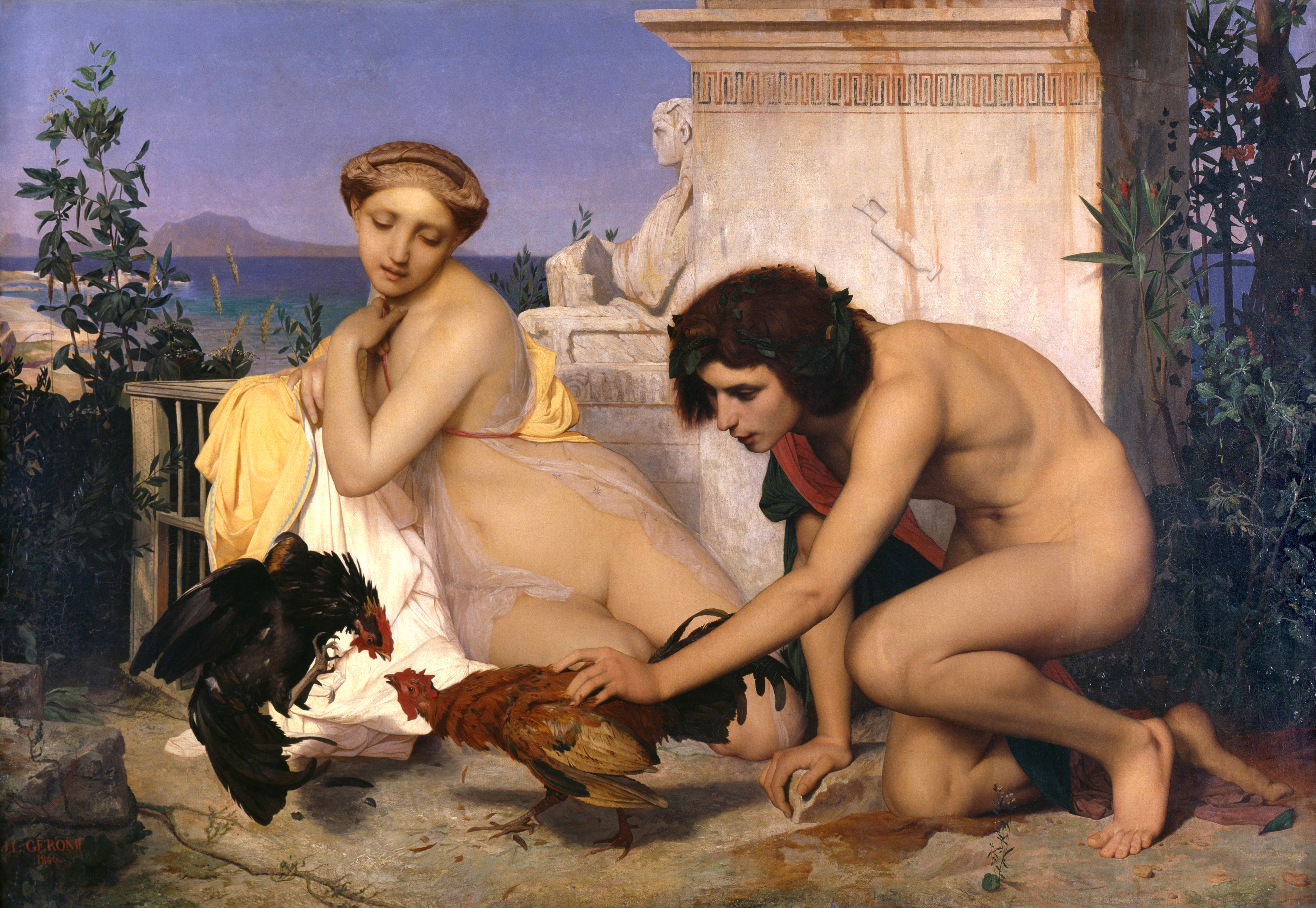
ジャン＝レオン・ジェローム『闘鶏（英語版）』1846年。油彩、キャンバス、143 × 204 cm。オルセー美術館[153]。
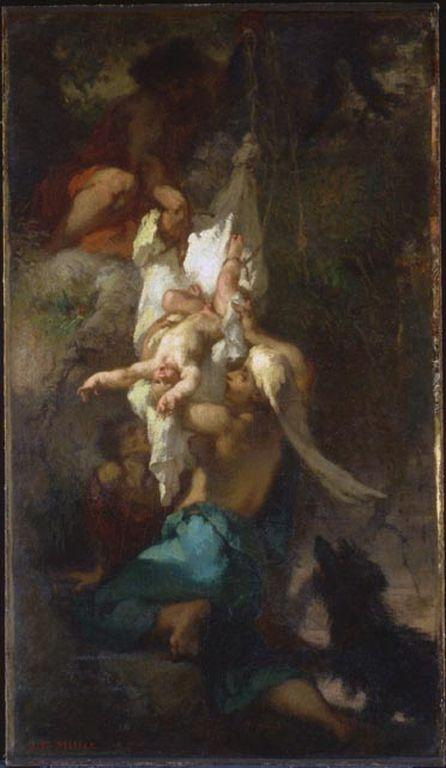
ジャン＝フランソワ・ミレー『樹から降ろされるエディプス』1847年。油彩、キャンバス、135.9 × 77.5 cm。カナダ国立美術館[154]。

## 第二共和政
1848年2月、パリで、ルイ・フィリップ国王の立憲君主制に対し、共和主義を掲げた民衆の武装蜂起が起こり、ルイ・フィリップは亡命した（1848年のフランス革命、2月革命）。さらに、保守化した共和派に対し労働者が六月蜂起を起こして鎮圧されるなど、政治的混乱が続いた。12月、ルイ・ナポレオンがフランス第二共和政の大統領に当選した。第二共和政下では、内務大臣ルドリュ＝ロラン、国立美術館総局長フィリップ＝オーギュスト・ジャンロン、美術長官シャルル・ブランの3人を中心に、民主化が進められた。

### 1848年
1848年のサロンは、民主化の結果として、無審査で、全応募作品5180点を入選させるという画期的な措置がとられた。
国立美術館総局長ジャンロンがこの年のサロンで重視したのが、庶民の貧困や労働を描くレアリスム（写実主義）の画家たちであり、ミレーも『箕をふるう人』で認められ、政府注文を受けることができ、その報酬でバルビゾン移住がかなった。これがミレーの農民画の出発点となった。他方で、ミレーが同時に出品した歴史画『バビロン捕囚』は評判が悪かった。

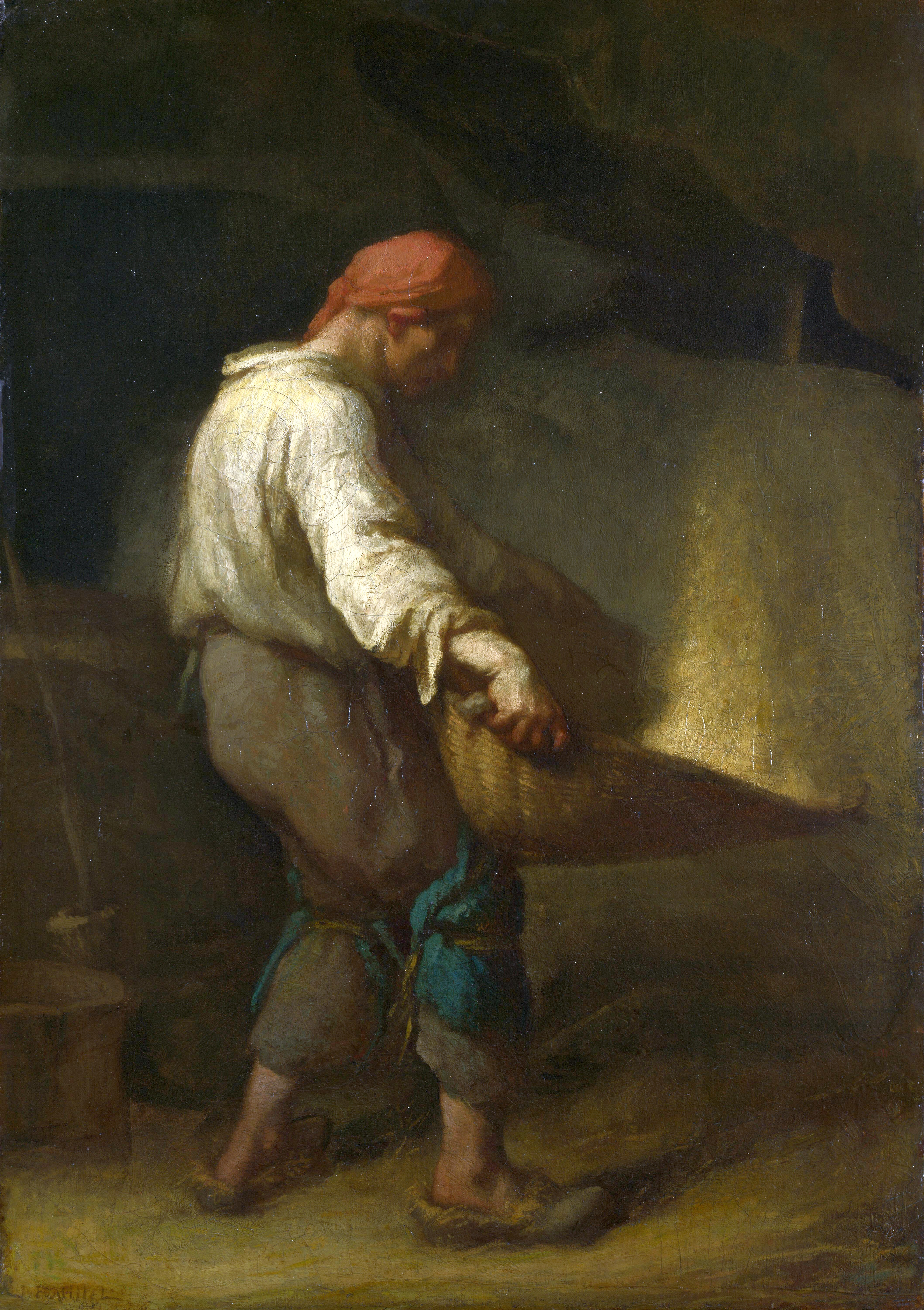
ジャン＝フランソワ・ミレー『箕をふるう人』1847-48頃。油彩、キャンバス、100.5 × 71 cm。ナショナル・ギャラリー（ロンドン）[158]。
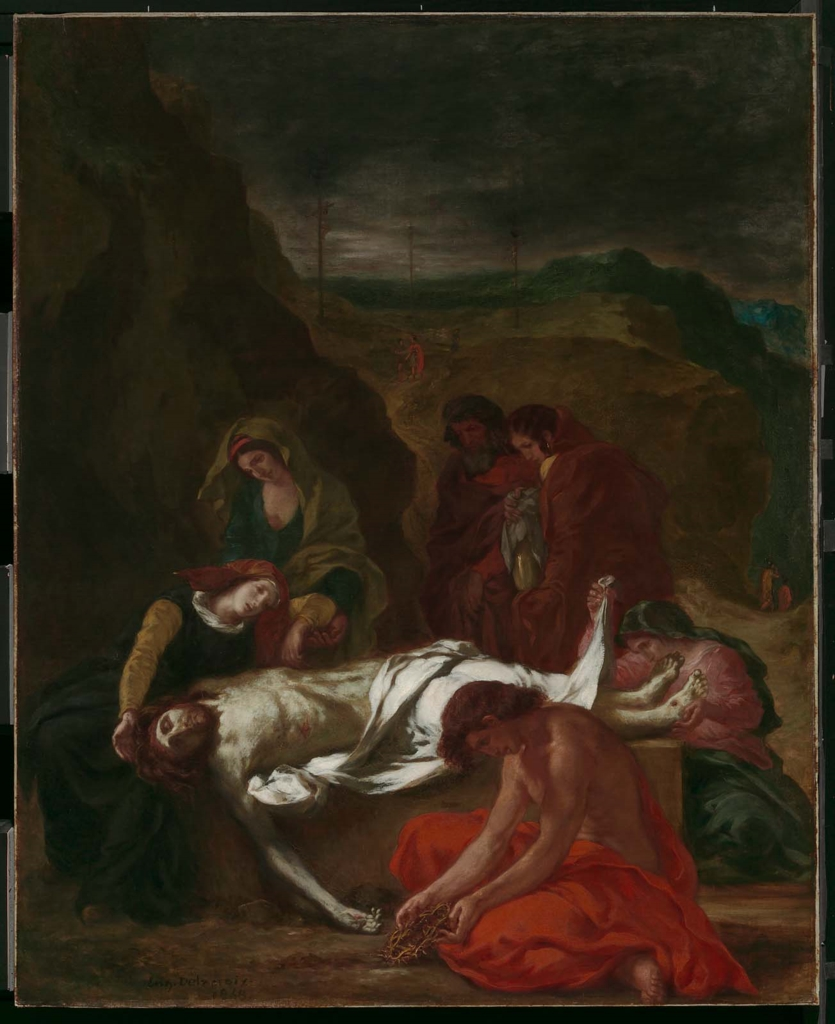
ウジェーヌ・ドラクロワ『キリストの哀悼』1848年。油彩、キャンバス、162.6 × 132.1 cm。ボストン美術館[159]。
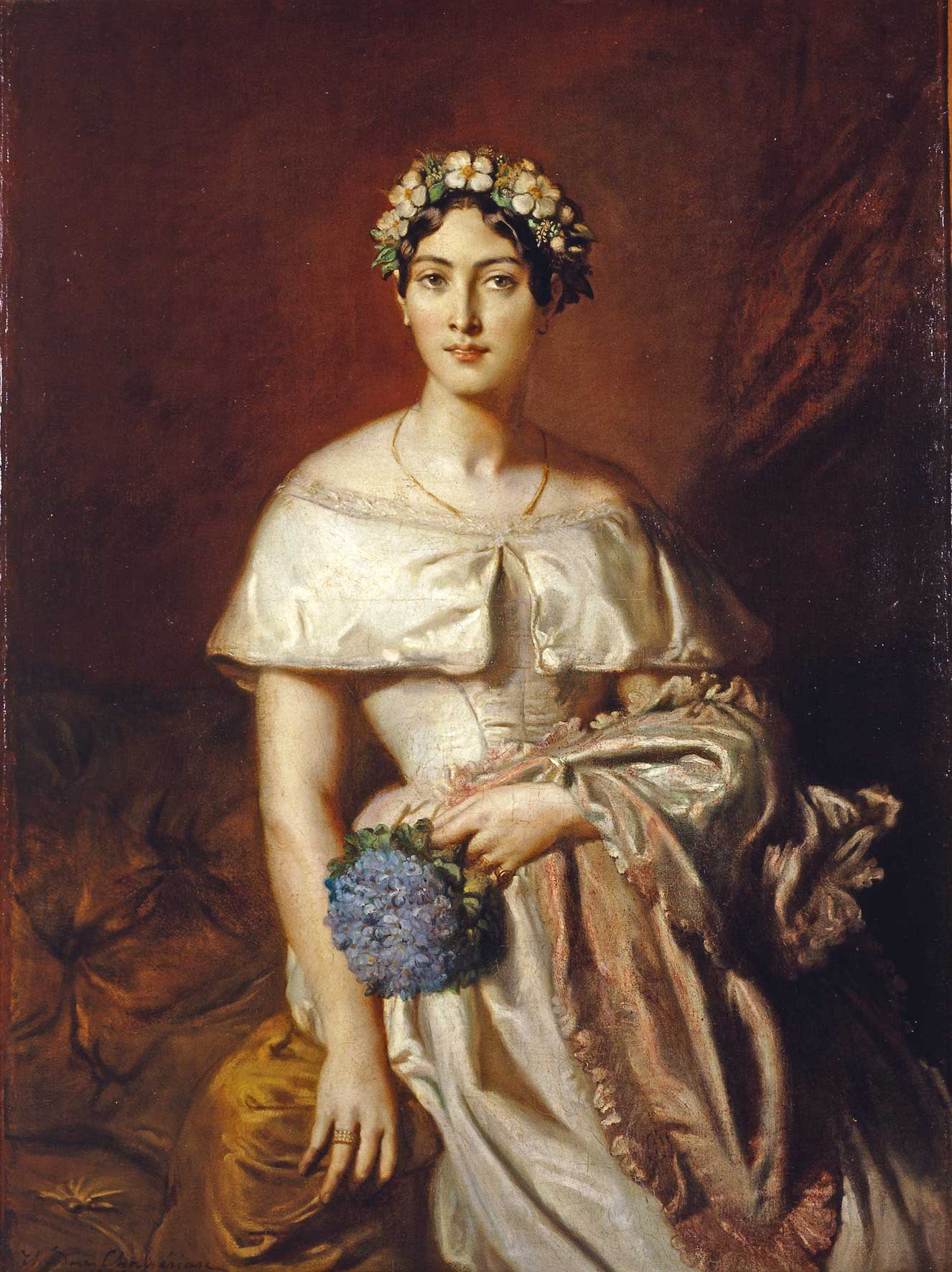
テオドール・シャセリオー『カバリュス嬢の肖像』1848年。油彩、キャンバス、135 cm × 97,7 cm。カンペール美術館[160]。
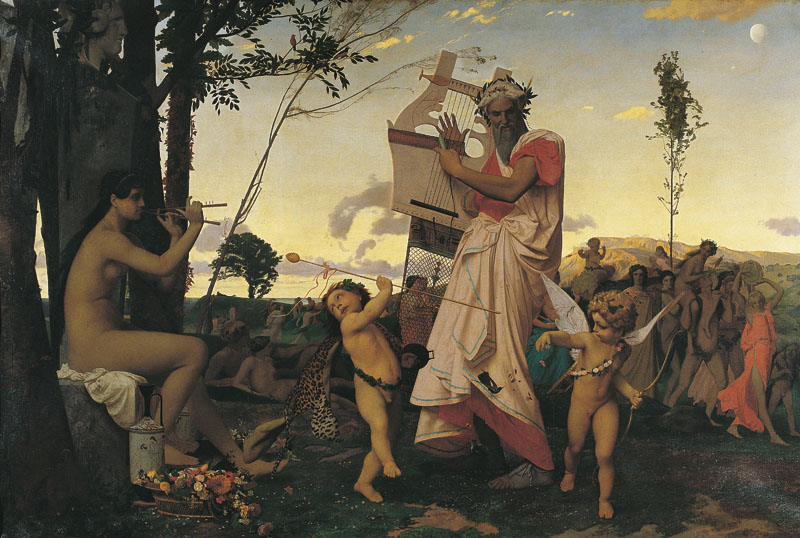
ジャン＝レオン・ジェローム『アナクレオンとバッカス、アモール』1848年。油彩、キャンバス、136 cm × 211 cm。オーギュスタン美術館[161]。

### 1849年
1849年のサロンは、前年のサロンが無審査としたことで玉石混交を招いたという反省から、審査委員会を設けることにした。しかし、美術アカデミー会員による審査ではなく、これまでのサロン出品者の選挙によって決定された。その結果、入選作品数は2586点まで絞られた。テオドール・ルソーは、長い落選時代を抜け出し、1等賞を得た。ギュスターヴ・クールベは、『オルナンの食休み』が2等賞で政府買上げとなり、自信を深めた。

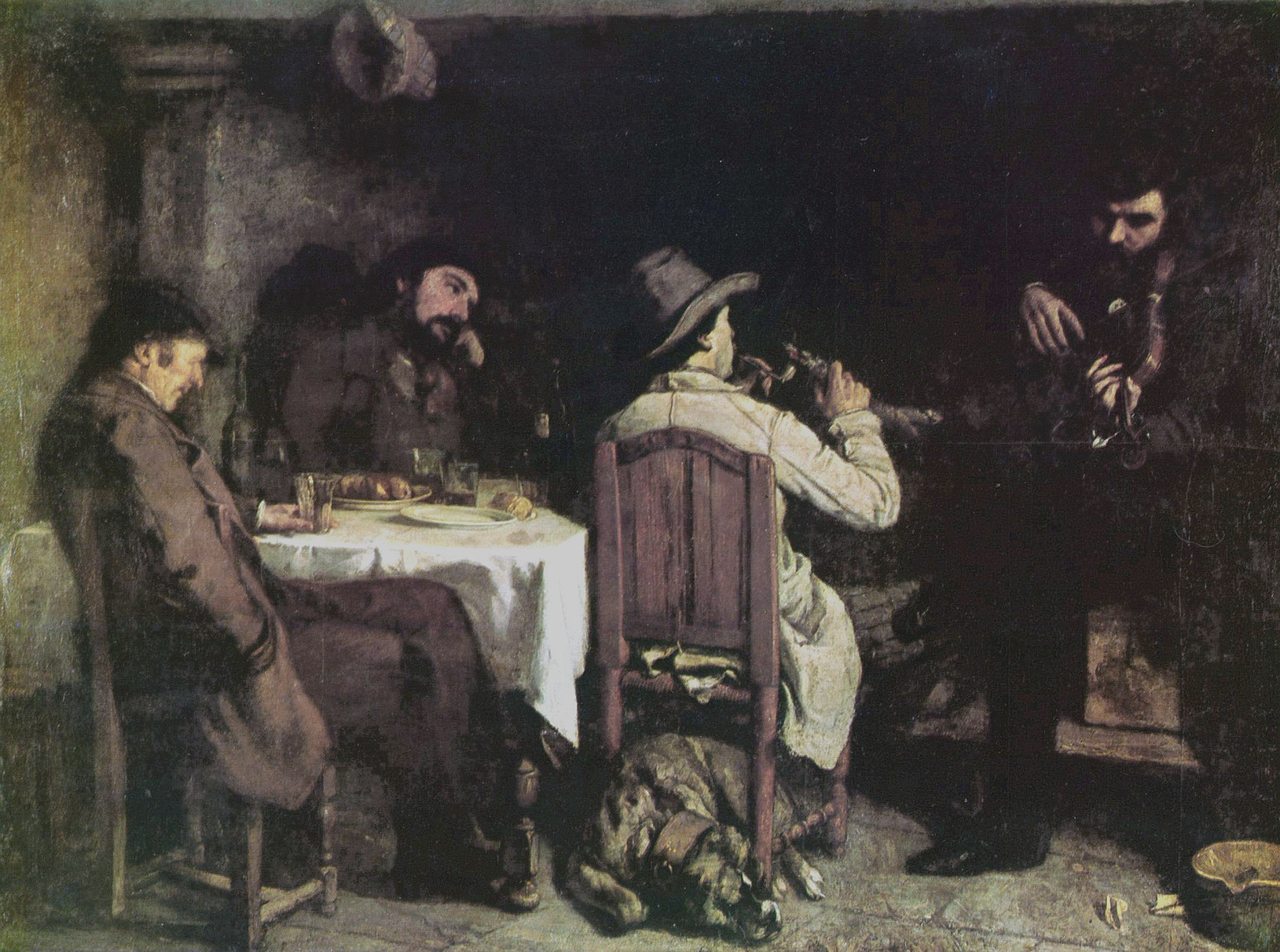
ギュスターヴ・クールベ『オルナンの食休み』1848-49年。油彩、キャンバス、 195 × 275 cm。リール宮殿美術館。

### 1850年-51年
1850年と1851年は、2年にまたがってサロンが開催された。入選作品数は約4000点に上った。サロンの会場は、初めて、ルーヴル美術館からパレ・ロワイヤルに移された。1850年のサロンの開催時期が遅れ、1851年1月に持ち越されたのは、1849年にとられた投票審査制度が混乱を招いたためであった。
1等賞を獲得したのは、アレクサンドル・アンティーニャの『火災』であった。このように、民衆の現実を劇的に描く作品が、一般市民に親しまれ、評価を受けた。そのほか、オクターヴ・タサエールの『不幸な家族（自殺）』、イジドール・ピルスの『愛徳修道女の死』、ジュール・ブルトンの『飢餓』などが注目を浴びた。
しかし、この時のサロンで最も革新的だったのは、ギュスターヴ・クールベの『オルナンの埋葬』であり、レアリスム（写実主義）絵画の代表作といえる。本来は歴史画で用いられる特大サイズのキャンバスに、平凡な地方ブルジョワの埋葬場面を描き出したのに対し、世間からは、卑俗で醜いという非難が寄せられた。さらに、|ジャン＝フランソワ・ミレーが出品した『種まく人』も大きな議論を巻き起こした。保守派・ブルジョワからは、労働者の悲惨な生活を訴える社会主義的な主張を含むものと受け取られ、拒絶反応があった。クールベやミレーの登場によって、1851年のサロンは後に「レアリスムの最初のサロン」と呼ばれる。

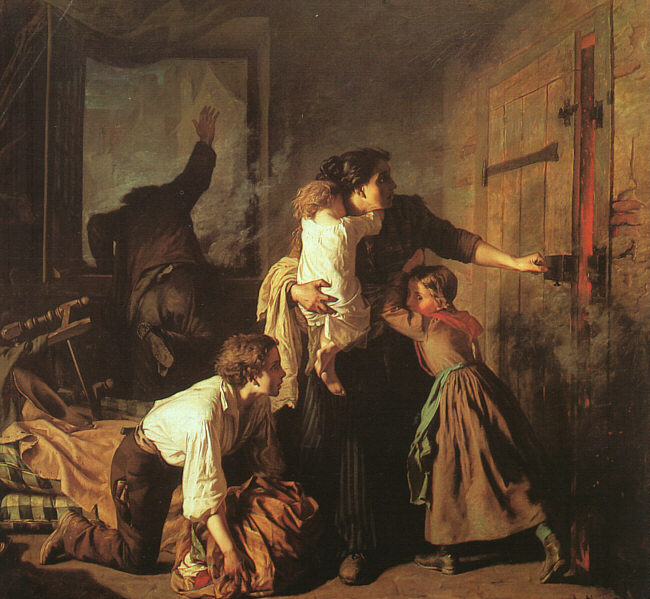
アレクサンドル・アンティーニャ（英語版）『火災』油彩、キャンバス。オルレアン美術館。
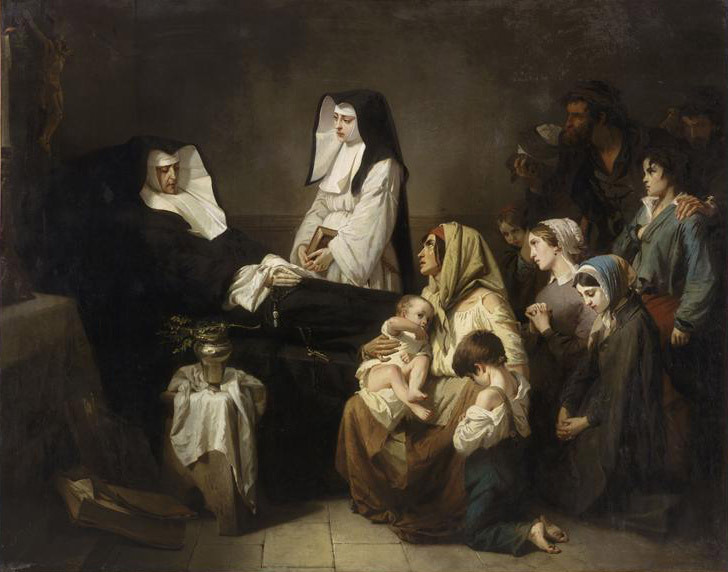
イジドール・ピルス『愛徳修道女の死』1850年。油彩、キャンバス、243 × 308 cm。オルセー美術館[169]。
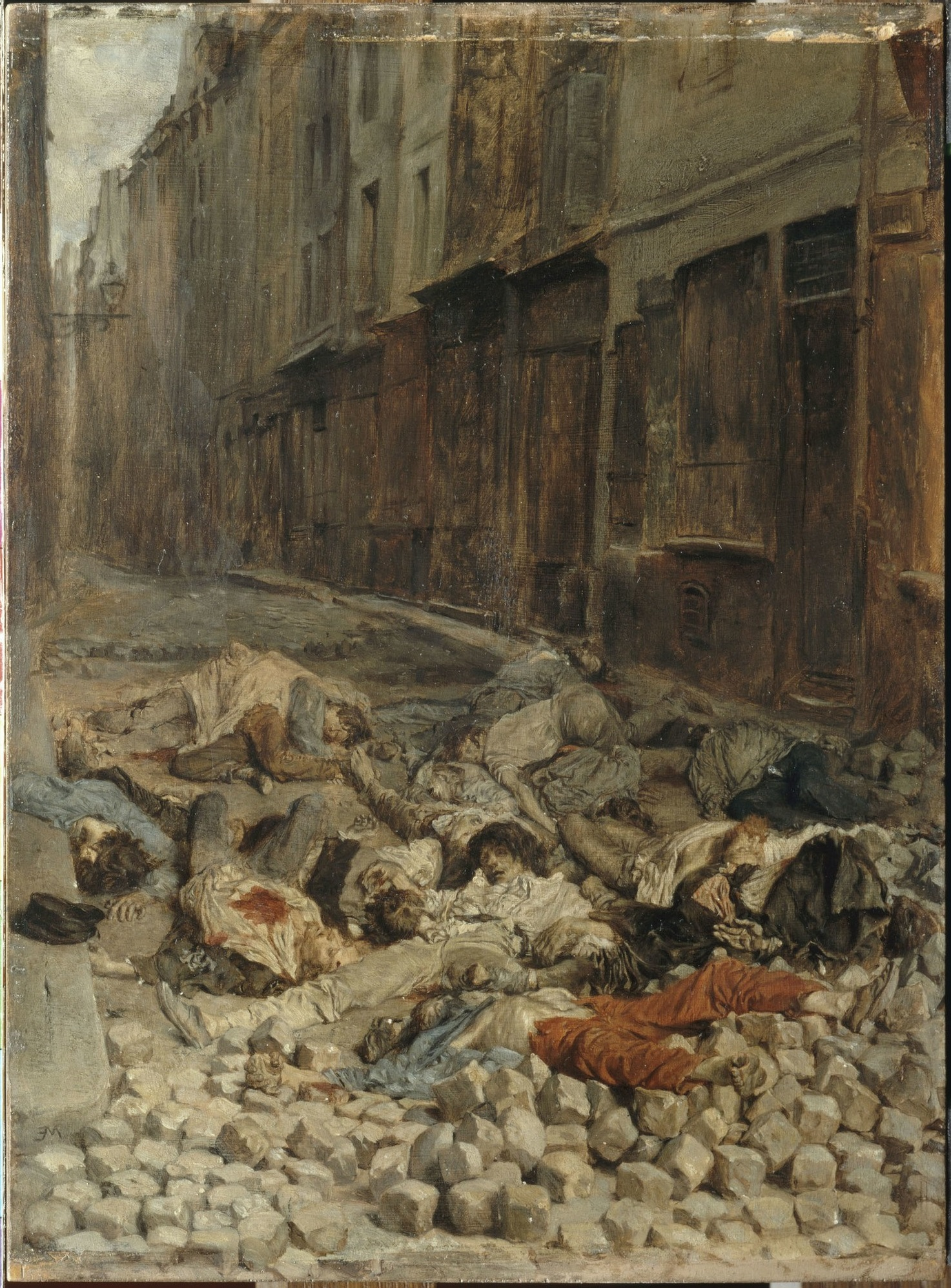
ジャン＝ルイ＝エルネスト・メソニエ『内戦の記憶』29 × 22 cm。ルーヴル美術館[170]。
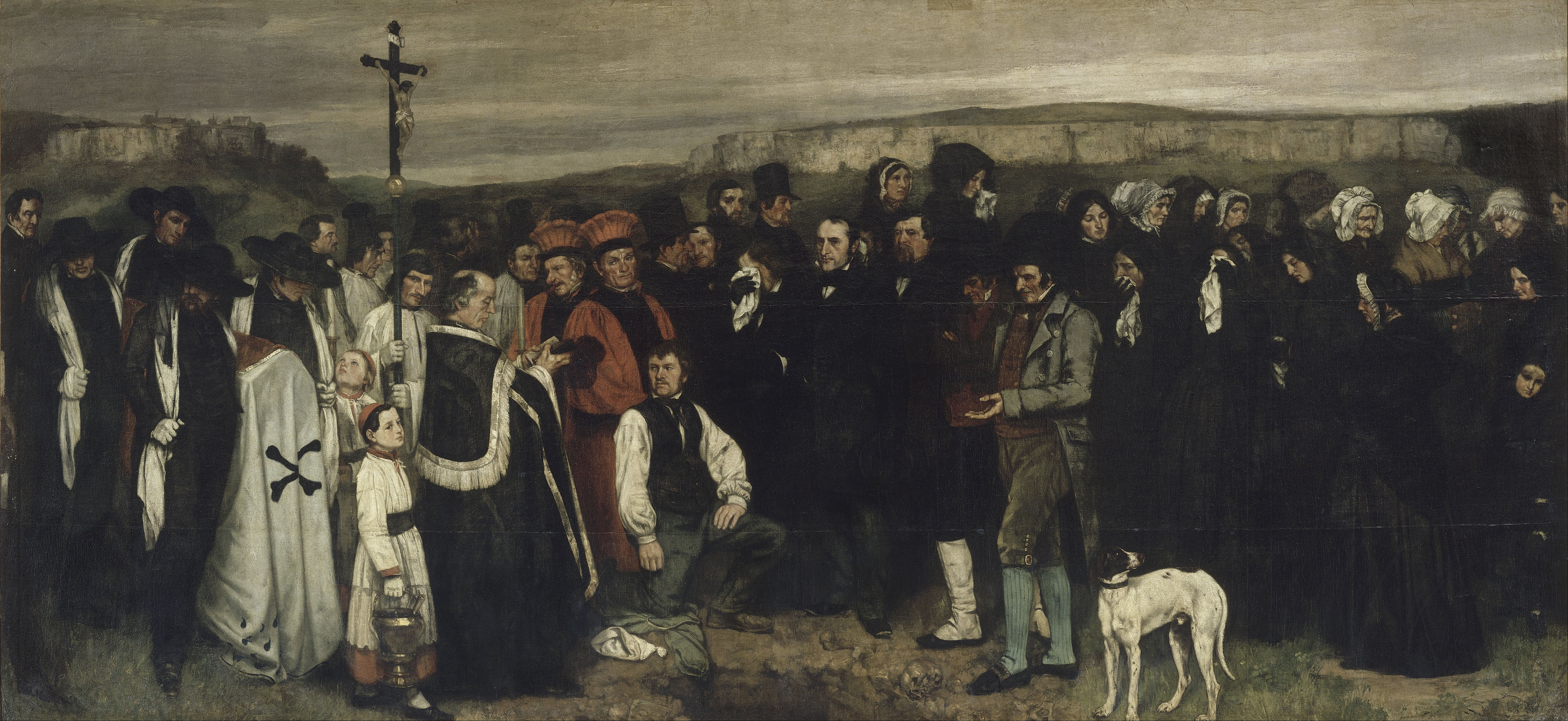
ギュスターヴ・クールベ『オルナンの埋葬』1849-50年。油彩、キャンバス、315 × 668 cm。オルセー美術館[171]。
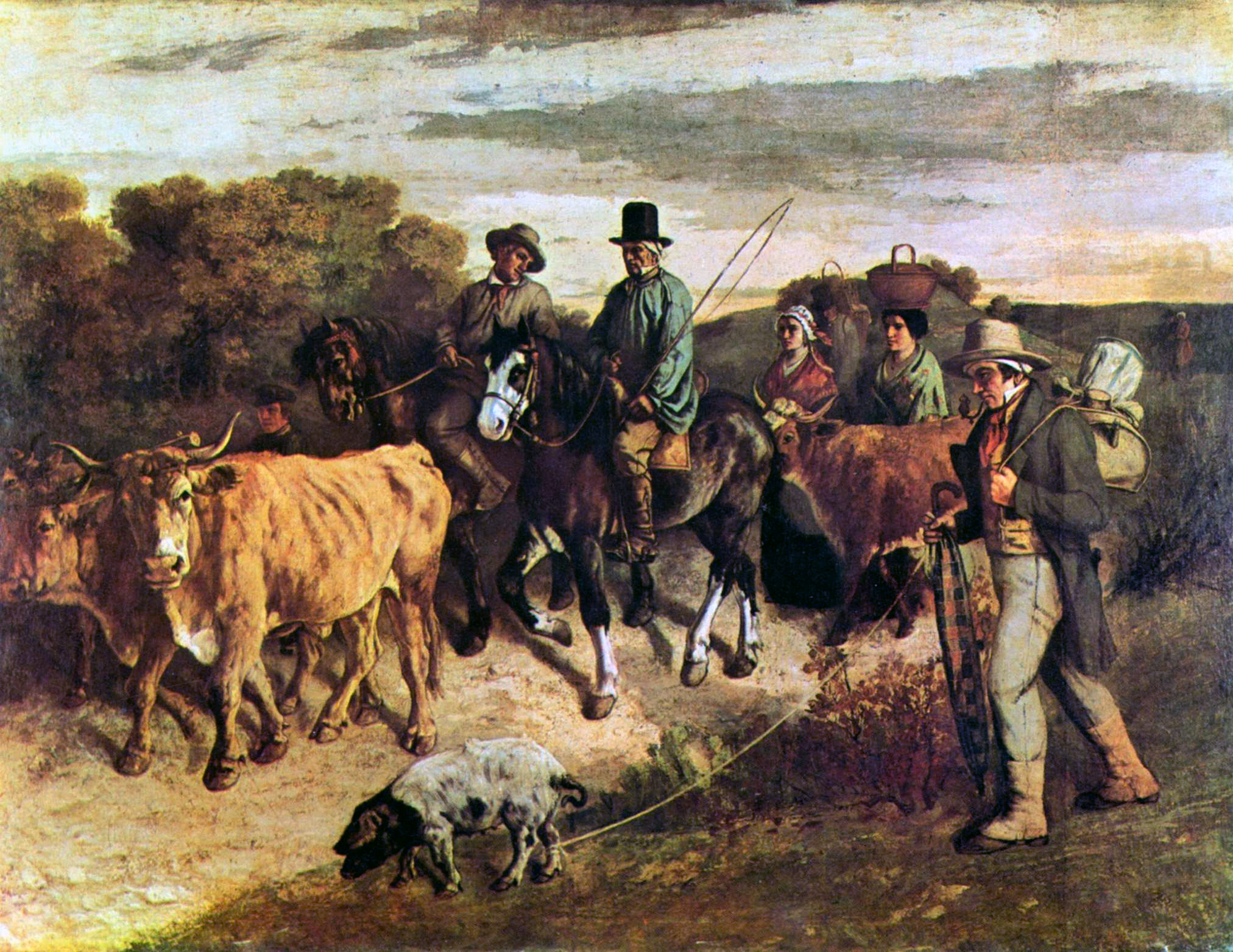
クールベ『市から帰るフラジェイの農民たち』1850年。油彩、キャンバス、208.5 × 275.5 cm。ブザンソン美術館。
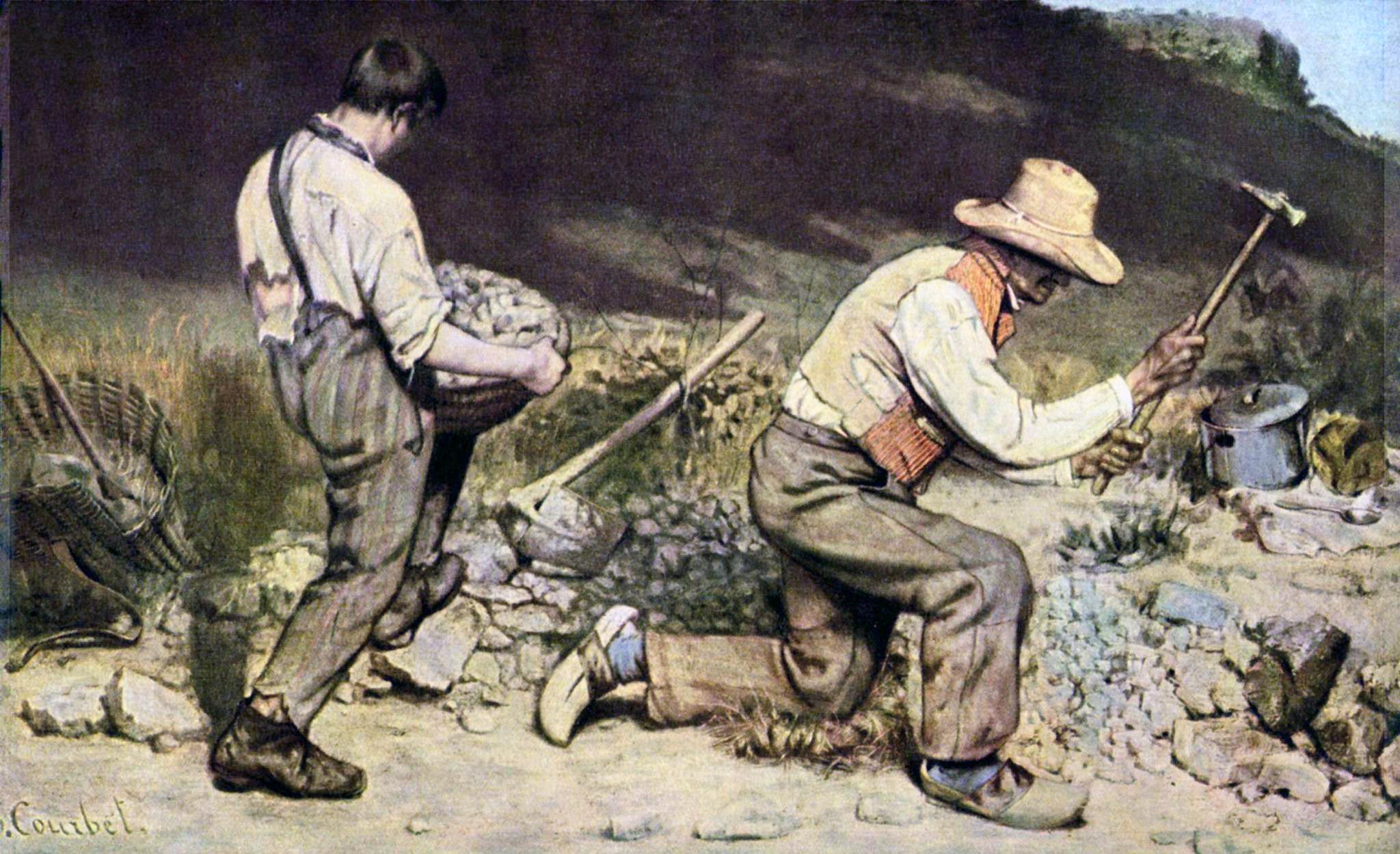
クールベ『石割り』1849-50年。油彩、キャンバス、165 × 257 cm。焼失。
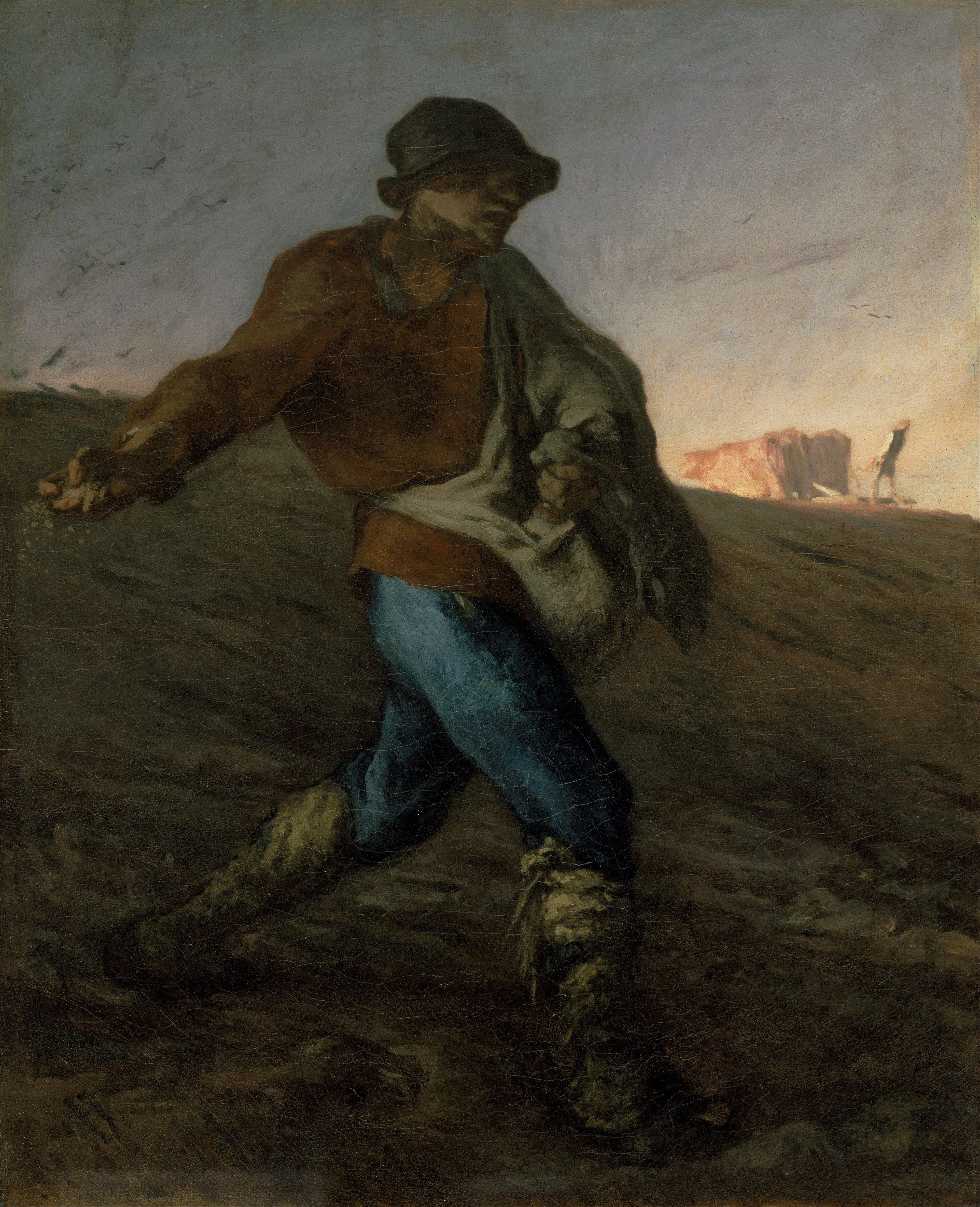
ジャン＝フランソワ・ミレー『種まく人』1850年。油彩、キャンバス、101.6 × 82.6 cm。ボストン美術館[172][注釈 1]。
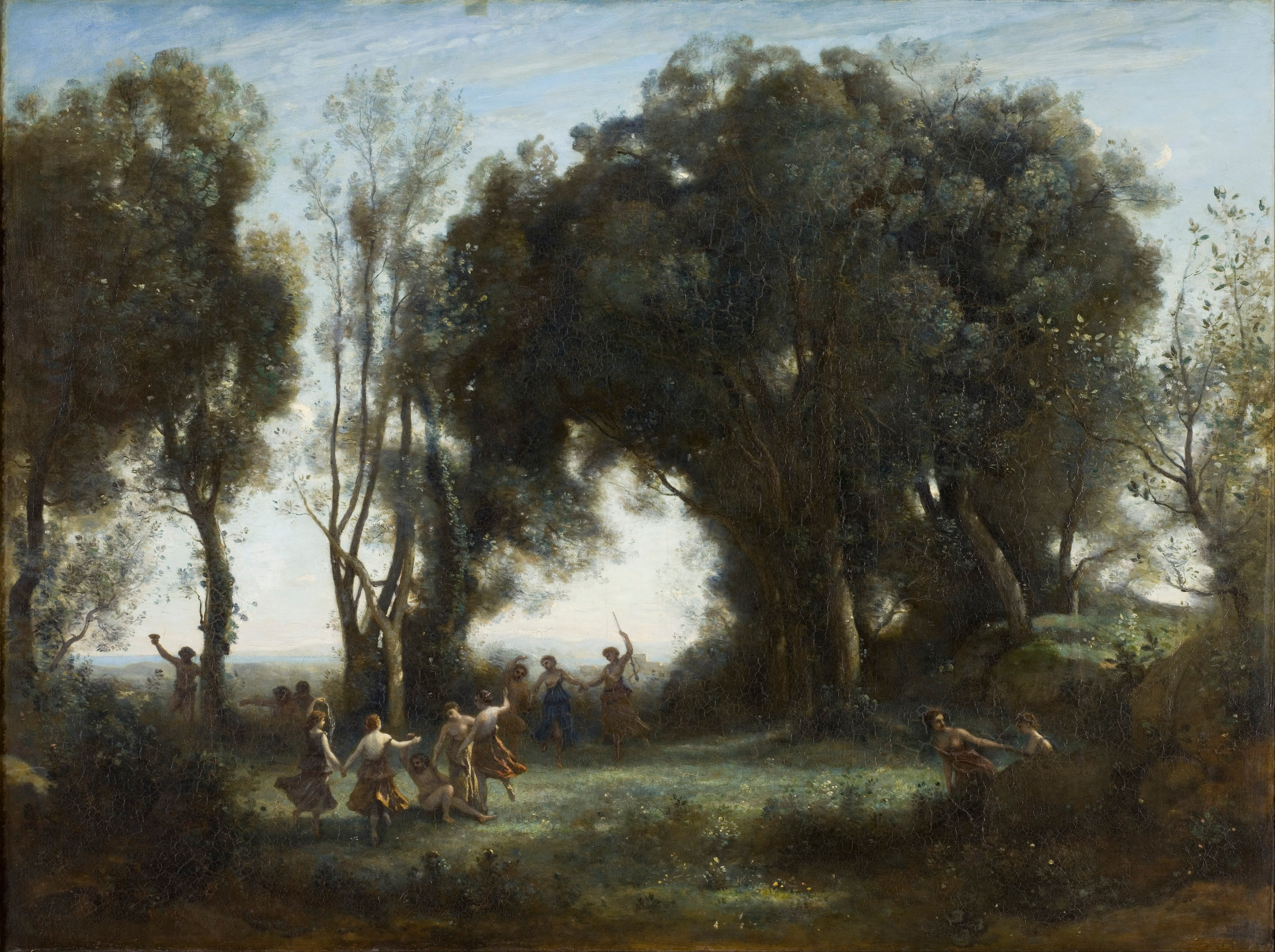
ジャン＝バティスト・カミーユ・コロー『ニンフの踊り』1850年頃。油彩、キャンバス、97.7 × 130.5 cm。オルセー美術館[173]。
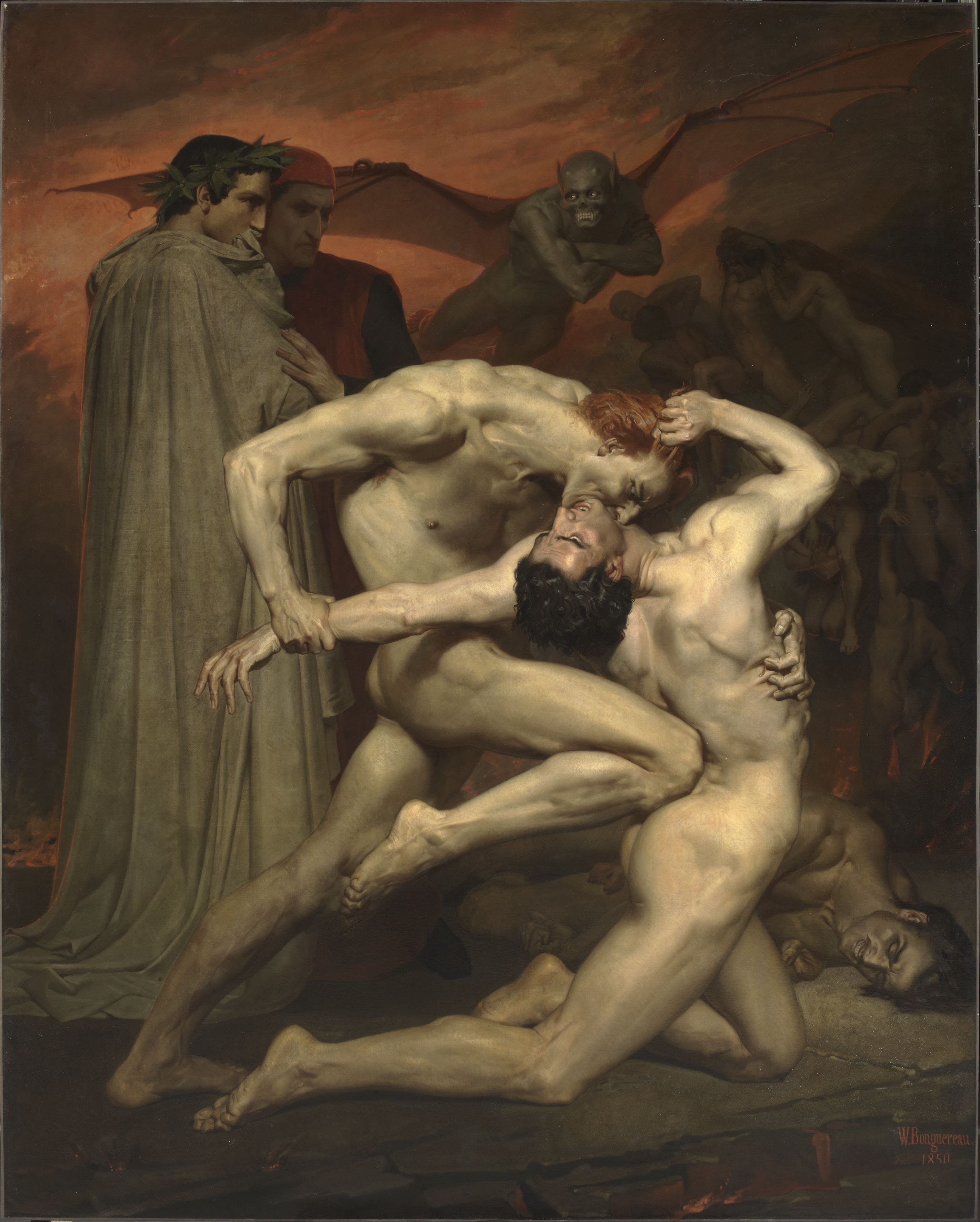
ウィリアム・アドルフ・ブグロー『ダンテとウェルギリウス』1850年。油彩、キャンバス、280.5 × 225.3 cm。オルセー美術館[174]。

## 第二帝政
第二共和政のフランスで有産階級と無産階級の対立が激しくなる中、ルイ・ナポレオンが1851年12月にクーデターを起こし、1852年12月に皇帝に即位してナポレオン3世となった（フランス第二帝政）。ナポレオン3世は、ジョルジュ・オスマンをセーヌ県知事に任命し、パリ市街の大改造を行わせた。これによって中産階級の市民生活は大幅に近代化され、パリはヨーロッパ最先端の文化都市となった。サロンも社会的行事として定着した。この時期、絵画界を支配したのは新古典主義を受け継ぐアカデミズム絵画であった。画家の出世コースは、まずエコール・デ・ボザールで教育を受け、ローマ賞で大賞をとればローマのフランス・アカデミーに国費留学ができ、さらにサロンで入選すれば画家として認められ、評価が高まれば政府買上げの対象となり、最終的には芸術アカデミー会員（絵画部門は14名）に選ばれるというものであった。ローマ賞コンクールやサロンの審査委員を務めたのも、保守的な芸術アカデミー会員であった。もっとも、第二帝政政府の帝室美術館総局長（のち美術総監）エミリアン・ド・ニューウェルケルクが取り仕切る美術行政の側は、芸術アカデミーの余りの保守性を好まず、芸術アカデミーの弱体化を図る政策を打ち出していった。

### 1852年
第二帝政の初期、サロンの審査委員は、半数が画家による選挙で選ばれ、残りの半数が美術行政によって選ばれた。画家による選出委員のほとんどがアカデミー会員であり、美術行政も新古典主義を規範としていたため、審査もそうした規範に則ったものとなった。

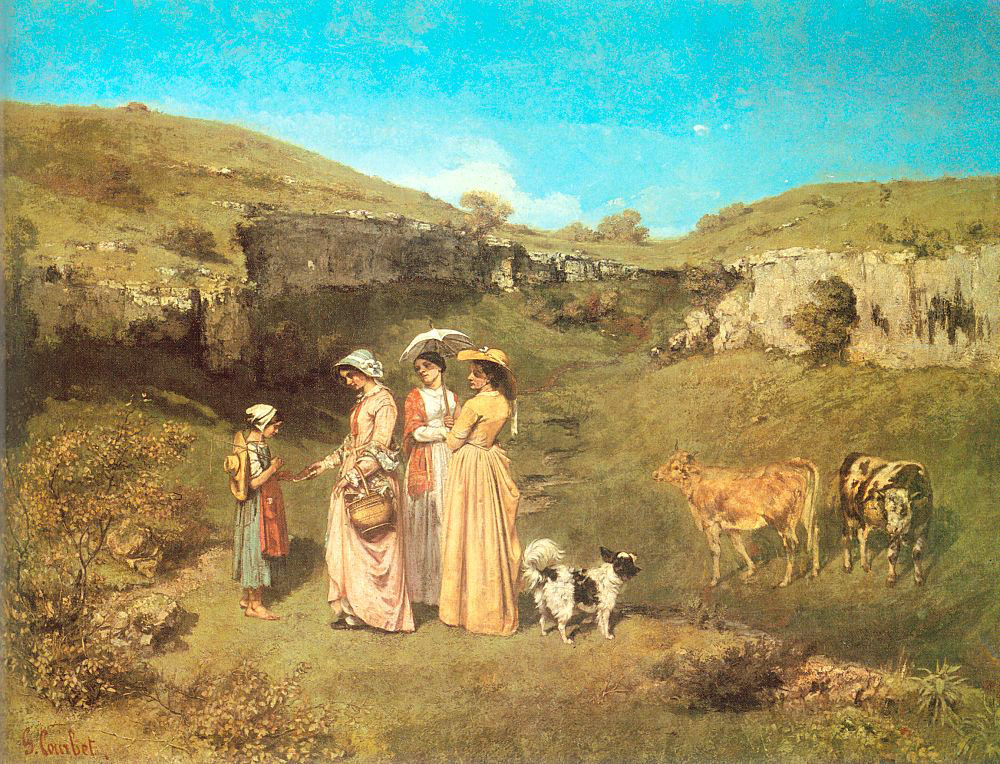
ギュスターヴ・クールベ『村のお嬢様たち』1851-52年。油彩、キャンバス、194.9 × 261 cm。メトロポリタン美術館[176]。
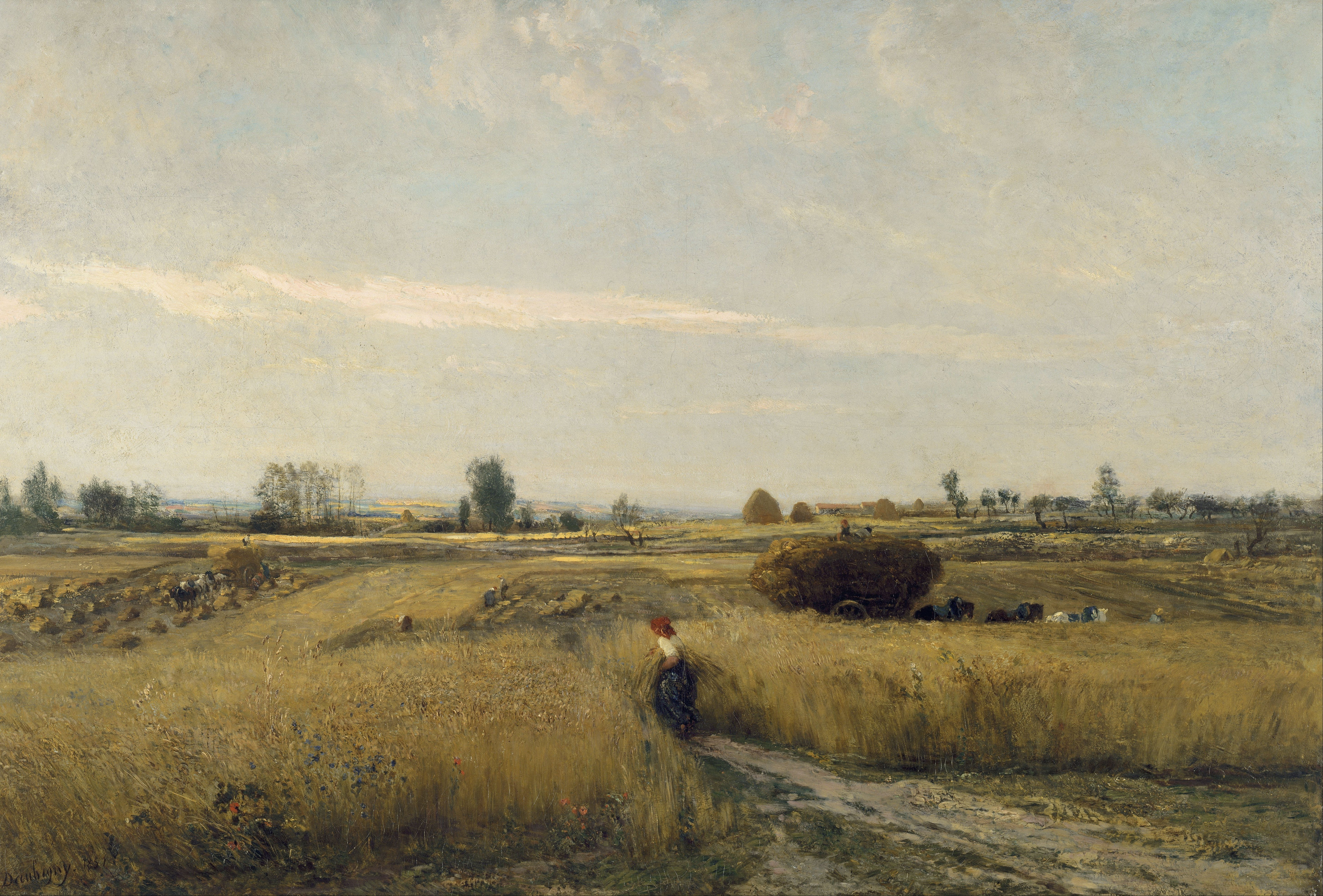
シャルル＝フランソワ・ドービニー『収穫』1851年。油彩、キャンバス、135 × 196 cm。オルセー美術館[177]。

### 1853年
1853年から、作品の質を高めるという目的で、サロンは隔年の開催になった。帝室美術館総局長ニューウェルケルクの考え方を反映して、新古典主義的な作品のみが入選した。
ミレーは『旧約聖書』の「ルツ記」から題材をとった『刈入れ人たちの昼食（ルツとボアズ）』が2等賞を受け、1859年までの間、無鑑査の資格を得ることができた。

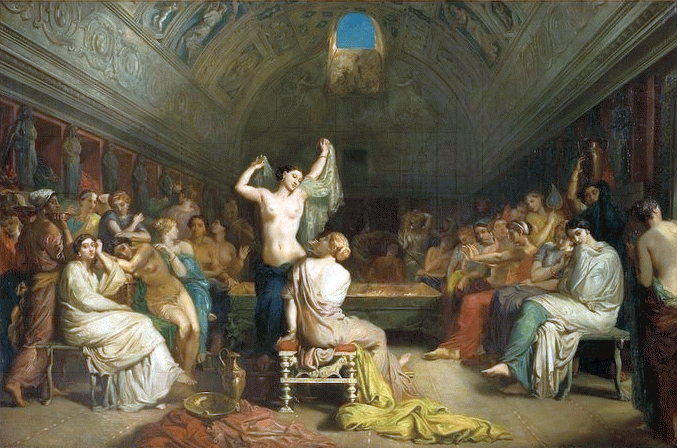
テオドール・シャセリオー『テピダリウム』1853年。油彩、キャンバス、171 × 258cm。オルセー美術館[180]。
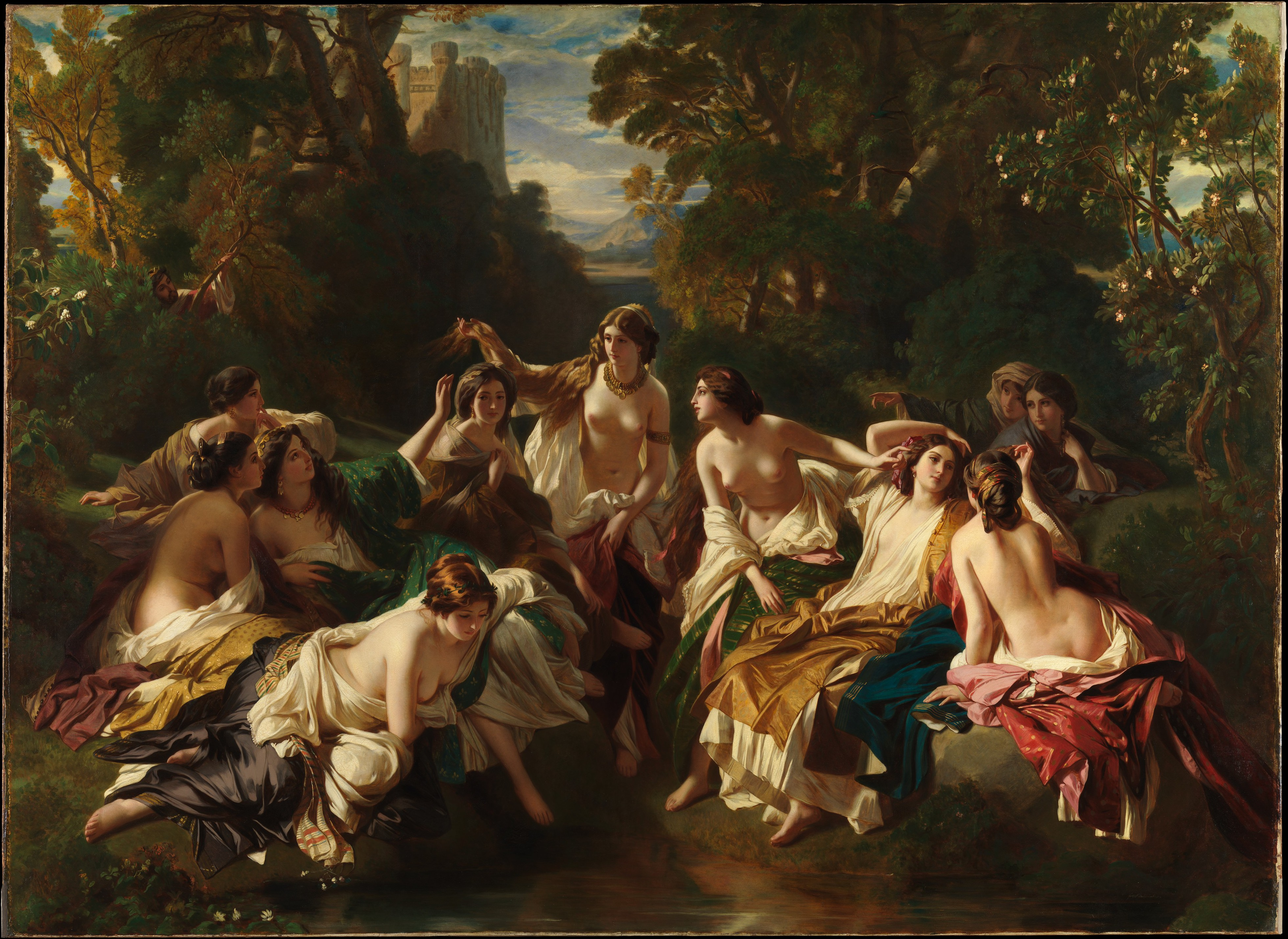
フランツ・クサーヴァー・ヴィンターハルター『フロリンダ』1853年。油彩、キャンバス、178.4 x 245.7cm。メトロポリタン美術館[181]。
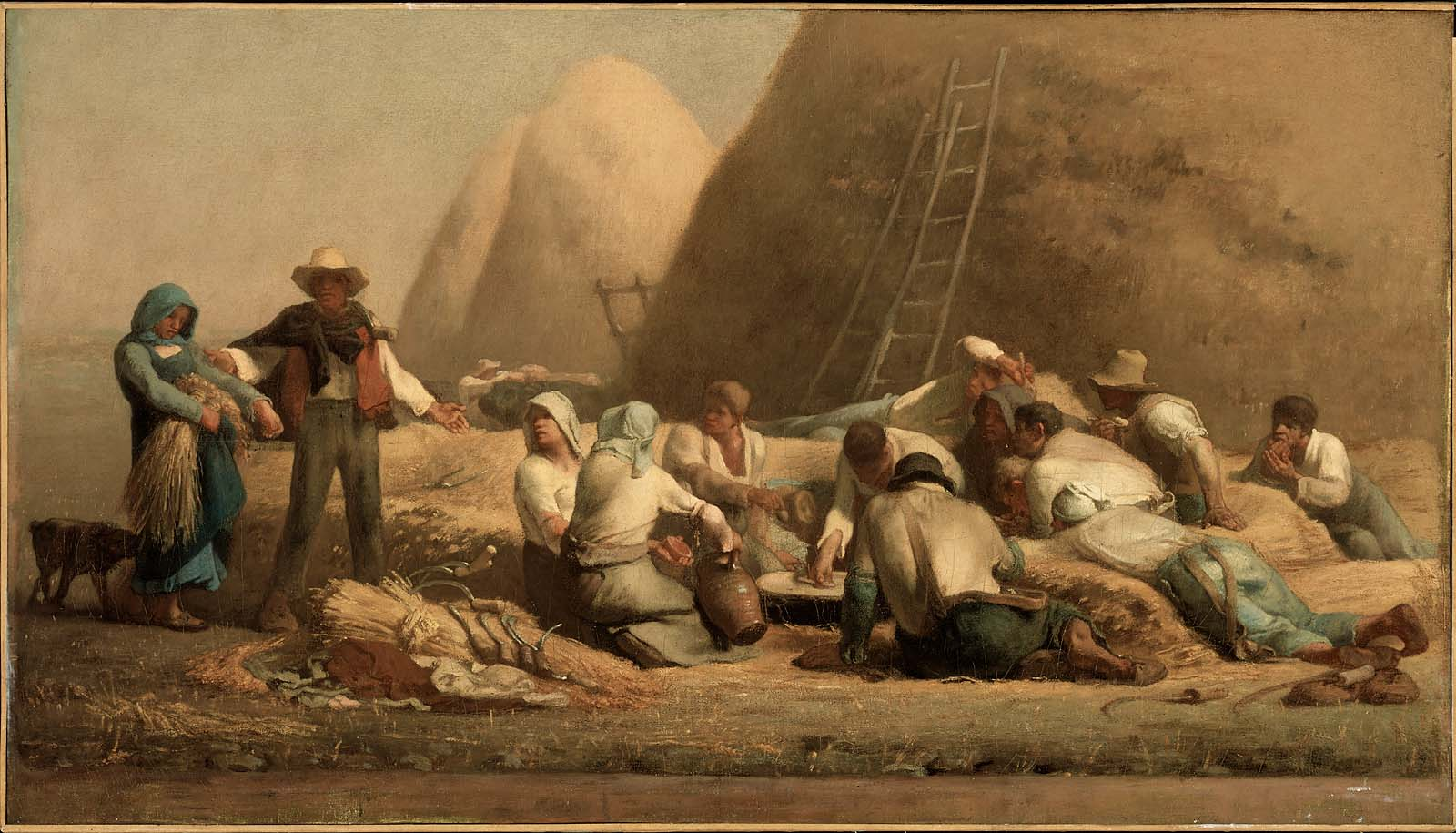
ジャン＝フランソワ・ミレー『刈入れ人たちの昼食（ルツとボアズ）』油彩、キャンバス、67.3 × 119.7 cm。ボストン美術館[182]。
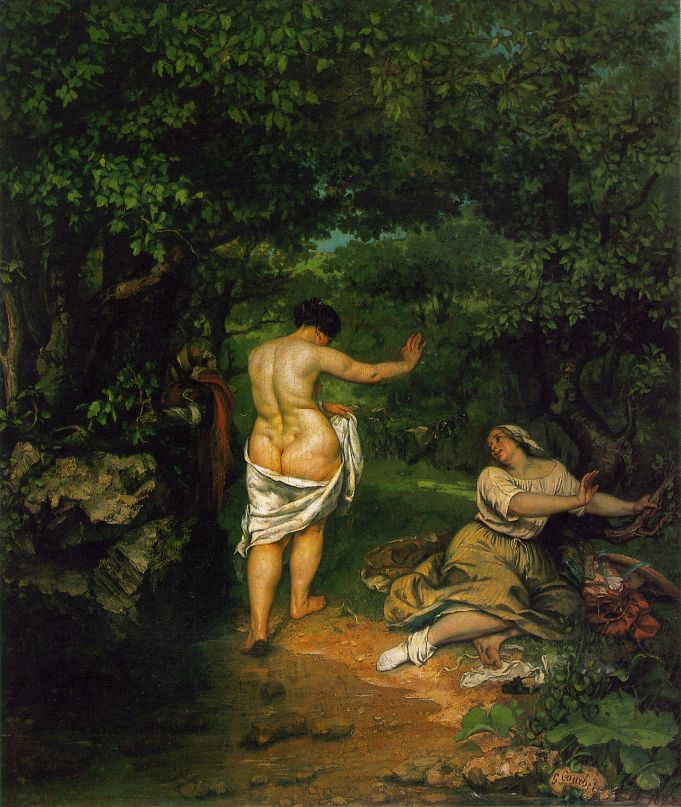
ギュスターヴ・クールベ『浴女たち』1853年。油彩、キャンバス、227 × 193cm。ファーブル美術館[183]。

### 1855年

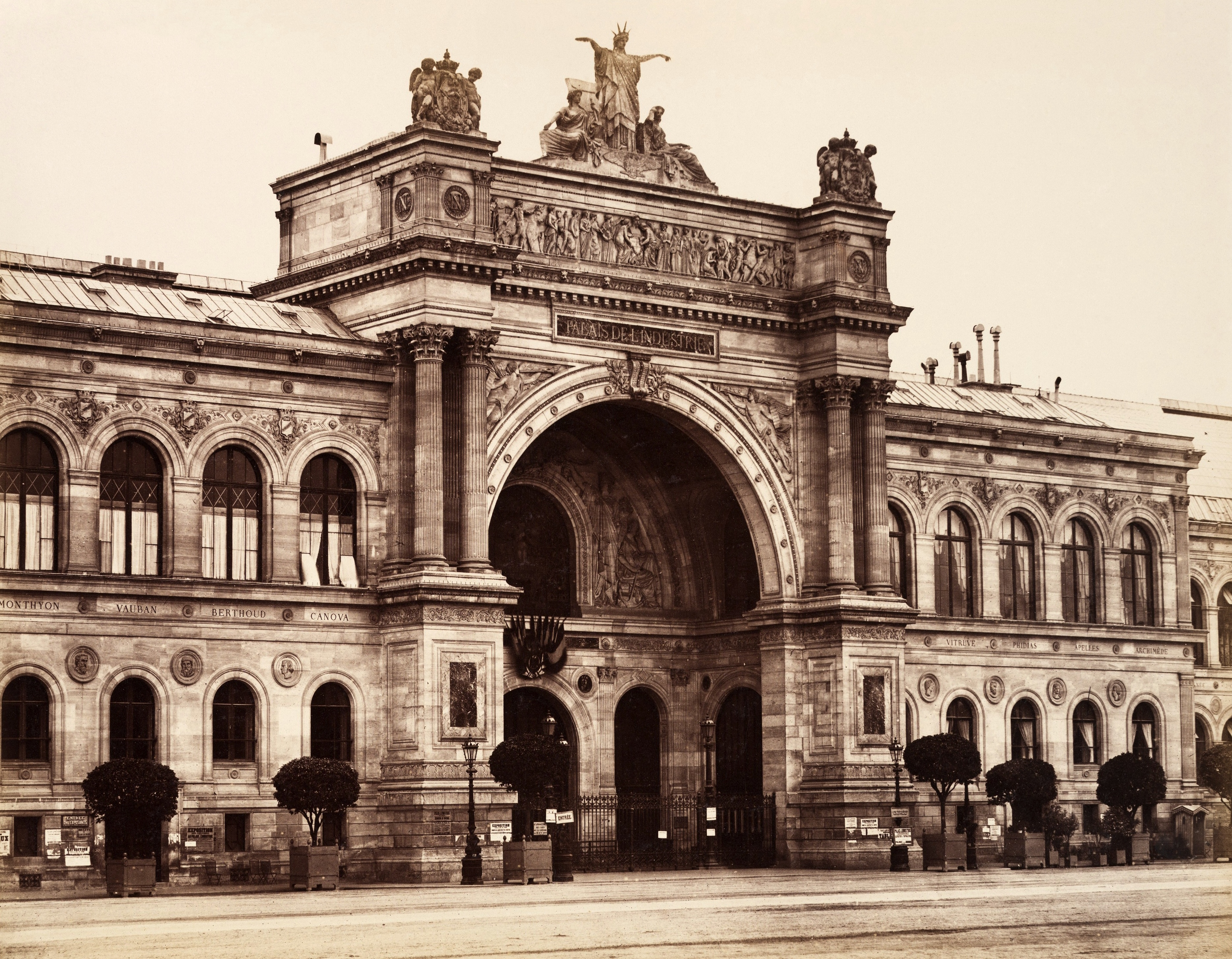
1855年以降サロンの会場となった産業館。

1855年のサロンは、パリ万国博覧会の美術展覧会に吸収された。会場は、博覧会のためにシャンゼリゼ通りに面して建設された産業館であり、以降のサロンも、恒常的に産業館で開催されるようになった。ただ、既に定着していた「サロン」という名称は残った。博覧会では、コローが、『ディアナの水浴』など6点を出品し、ドラクロワやアングルを抑えてグランプリを獲得し、注文が殺到するようになった。トロワイヨンは、最高傑作ともいえる『耕作に向かう牛、朝の印象』を出品し、高い評価を得た。クールベは、博覧会のために大作『画家のアトリエ』を制作したが、拒否され、博覧会会場の近くに小屋を建てて個展を開くという革新的な取組をした。

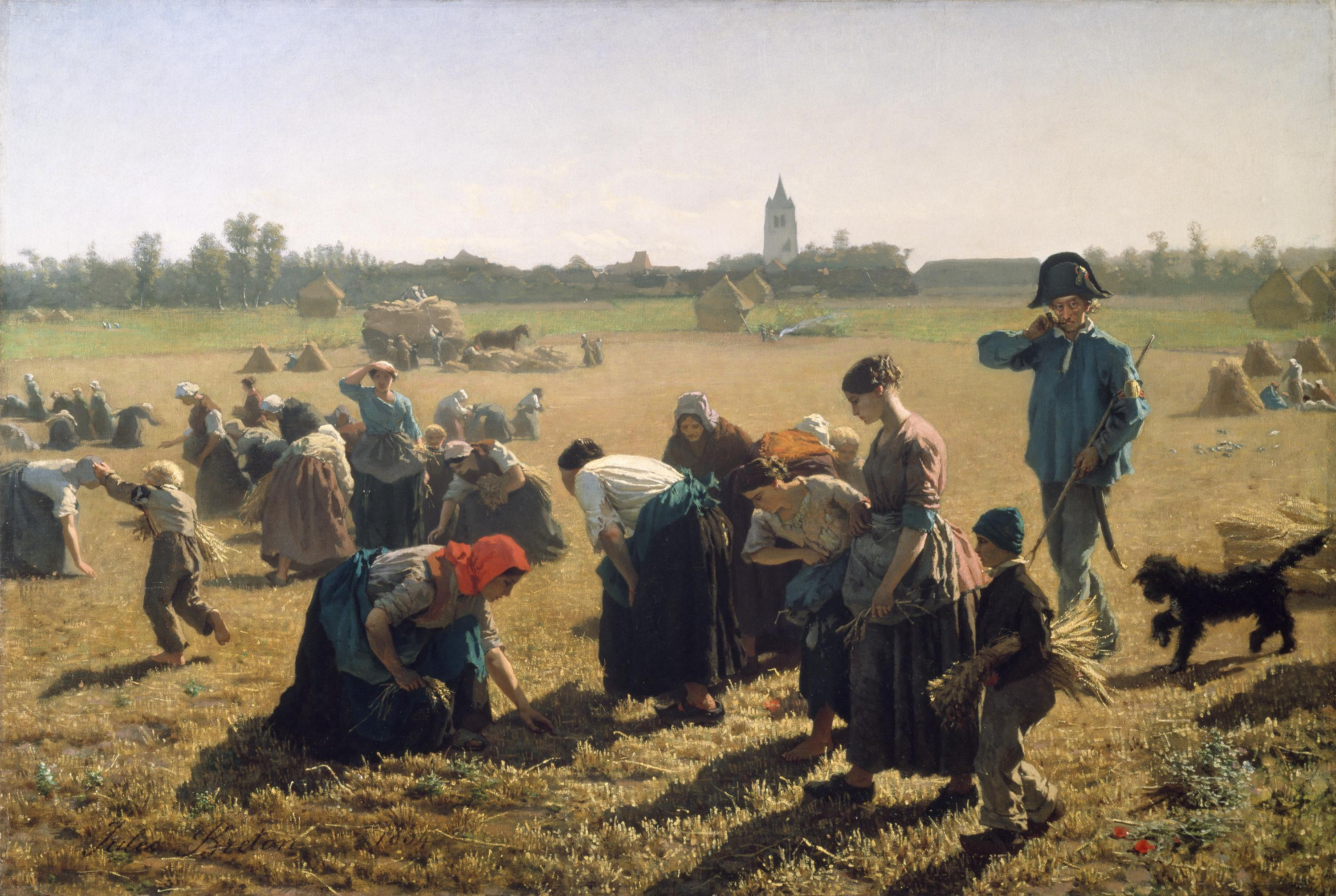
ジュール・ブルトン『落穂拾い』1854年。油彩、キャンバス、93 × 138 cm。アイルランド国立美術館。
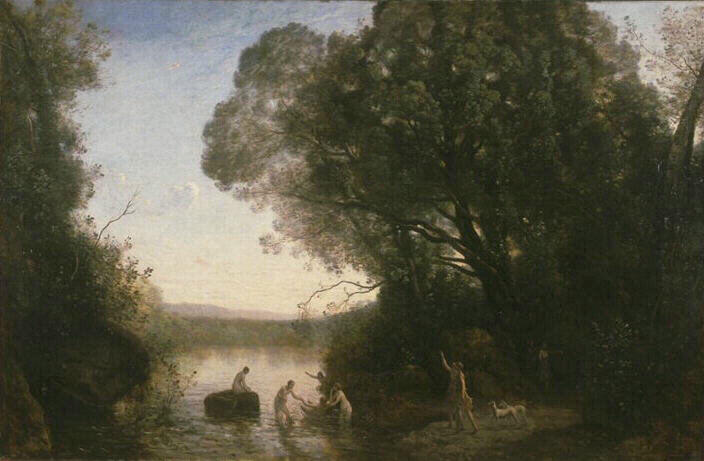
ジャン＝バティスト・カミーユ・コロー『ディアナの水浴』1855年。油彩、キャンバス、22.2 × 31.2 cm。ボルドー美術館[189]。
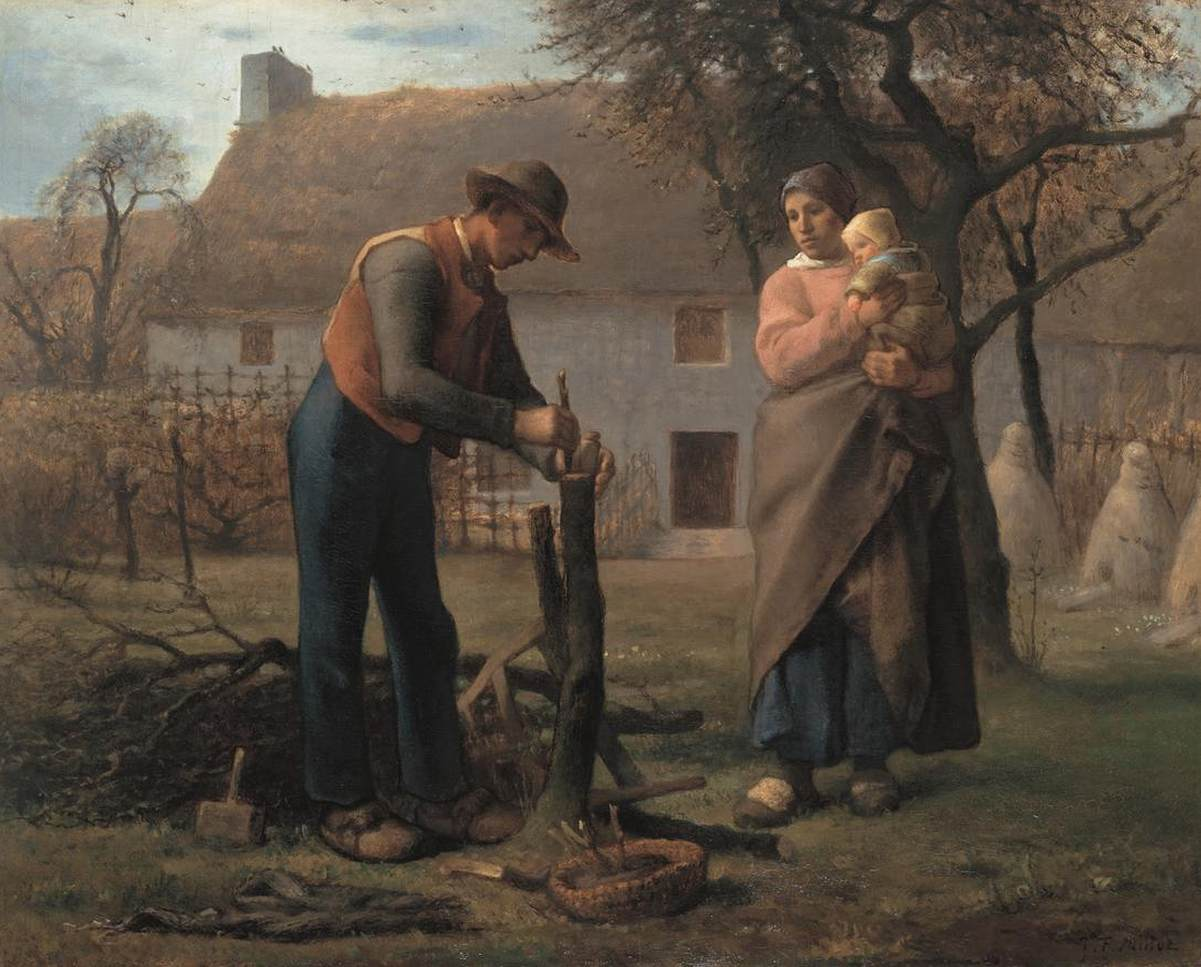
ジャン＝フランソワ・ミレー『接ぎ木をする農夫』1855年。油彩、キャンバス、81 × 100 cm。ノイエ・ピナコテーク。
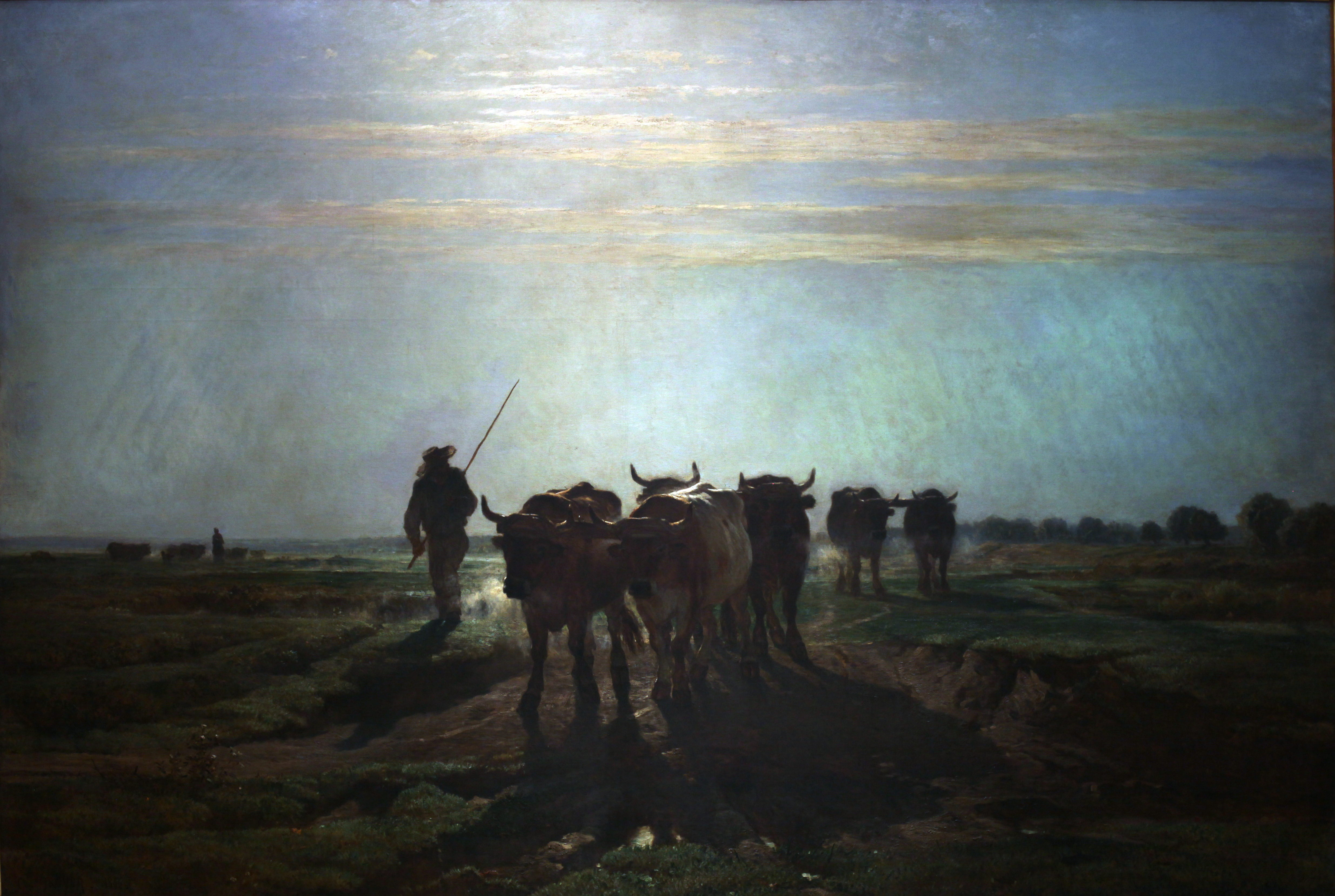
コンスタン・トロワイヨン『耕作に向かう牛、朝の印象』1855年。油彩、キャンバス、262 × 391 cm。オルセー美術館[190]。
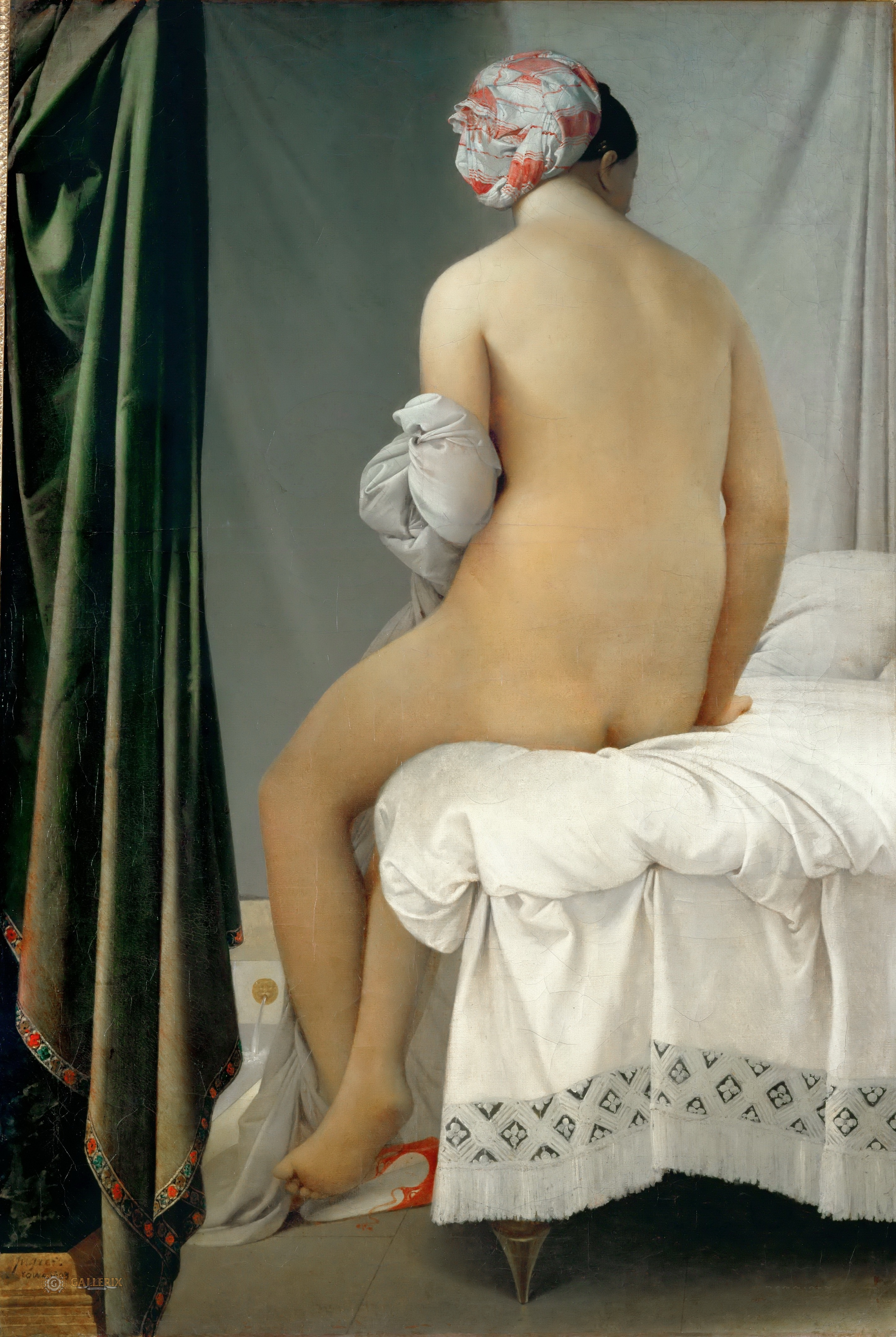
ドミニク・アングル『浴女』1808年。油彩、キャンバス、146 × 97.5 cm。ルーヴル美術館[191]。

### 1857年
1857年からは、サロンの審査委員はアカデミーの会員で独占されるようになった。サロンの審査は、ますます保守性を増していった。
ジャン・レオン・ジェロームの小品『仮面舞踏会の後の決闘』は1857年のサロンの最も人気ある絵画の1つとなった。ジャン＝フランソワ・ミレーは最下層の農民を描いた『落穂拾い』を出品したが、保守的な批評家からは、社会不安をあおるものとして批判された。

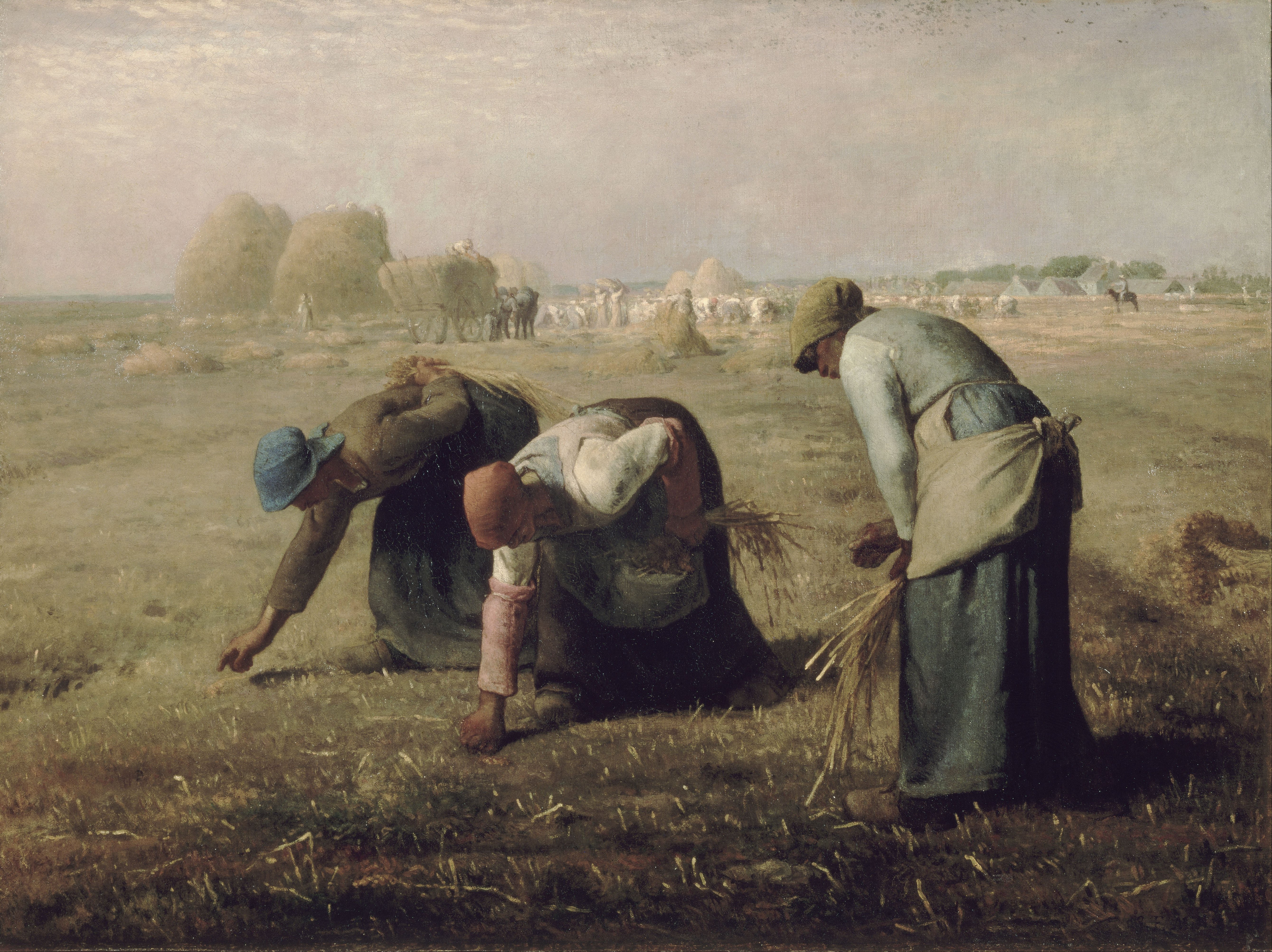
ジャン＝フランソワ・ミレー『落穂拾い』1857年。油彩、キャンバス、83.5 × 110 cm。オルセー美術館[195]。
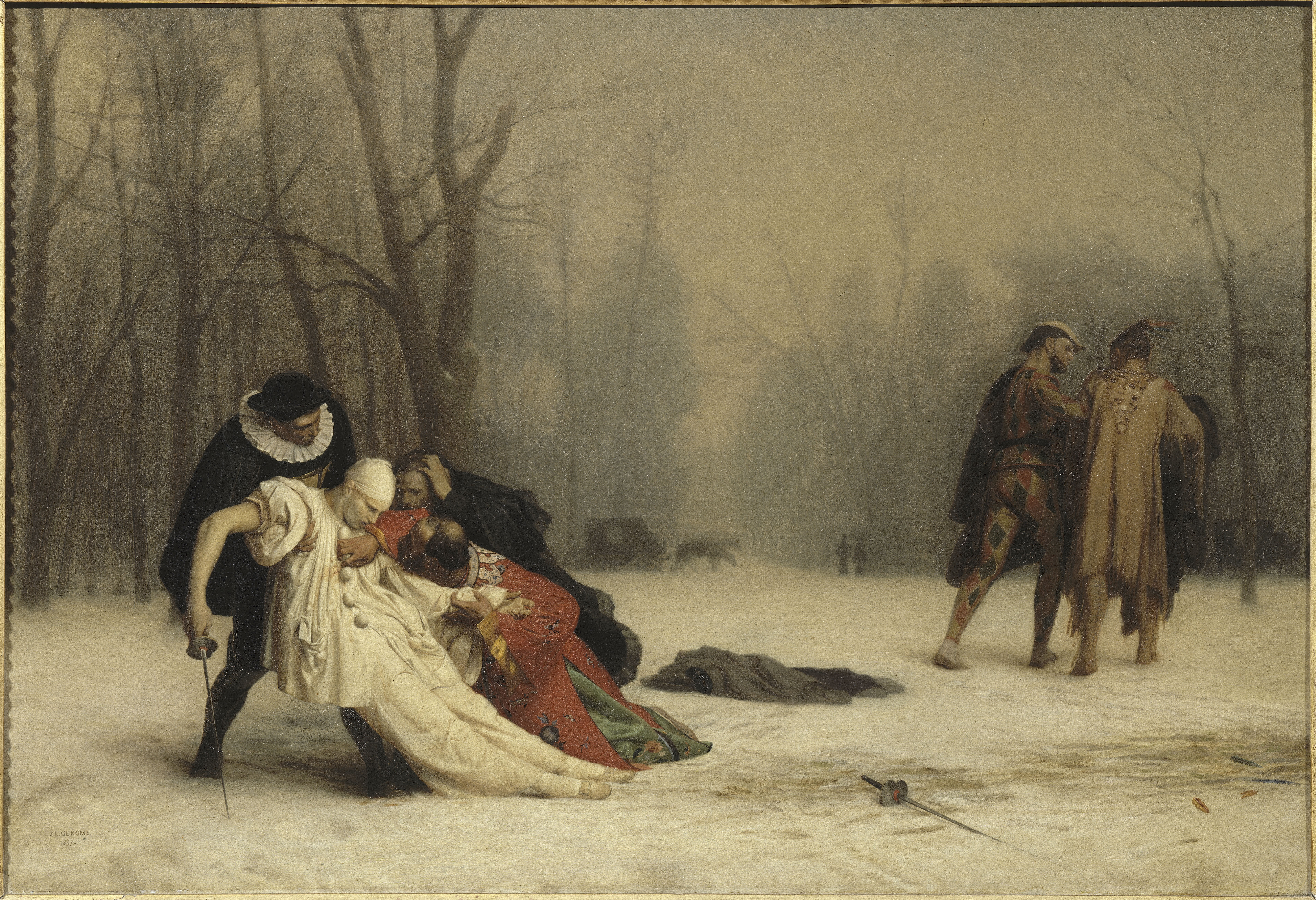
ジャン・レオン・ジェローム『仮面舞踏会の後の決闘』1857年。50 × 72cm。コンデ美術館
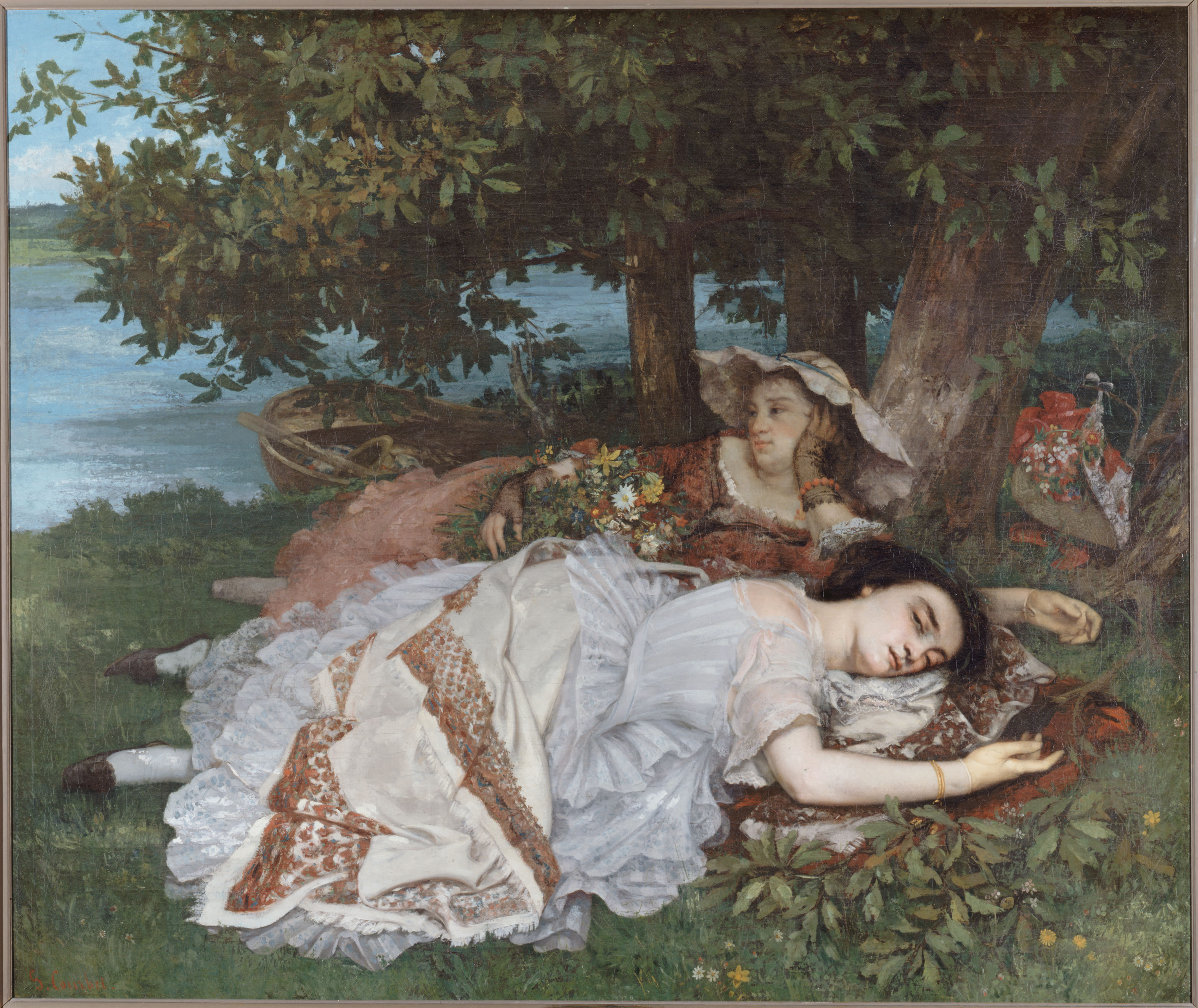
ギュスターヴ・クールベ『セーヌ川のほとりの少女たち』1857年。油彩、キャンバス、174 × 206cm。パリ市立プティ・パレ美術館

### 1859年
1859年のサロンは、3894点（うち絵画は3045点）の応募があったが、落選者が多く、ニューウェルケルクに対する抗議運動が起きた。アングルとドラクロワはもはやサロンを重視していなかったが、ボードリー、ジェローム、ブーグローといったアカデミズムの画家がサロンの中心的存在であった。また、ルソー、コロー、トロワイヨン、ドービニーなどのバルビゾン派は大衆から高い人気を得ていた。クールベは、作品が期限に間に合わず、提出しなかった。カミーユ・ピサロがこの年サロンに初入選したほか、将来の印象派の画家の多くはこの頃パリに集まってきていた。

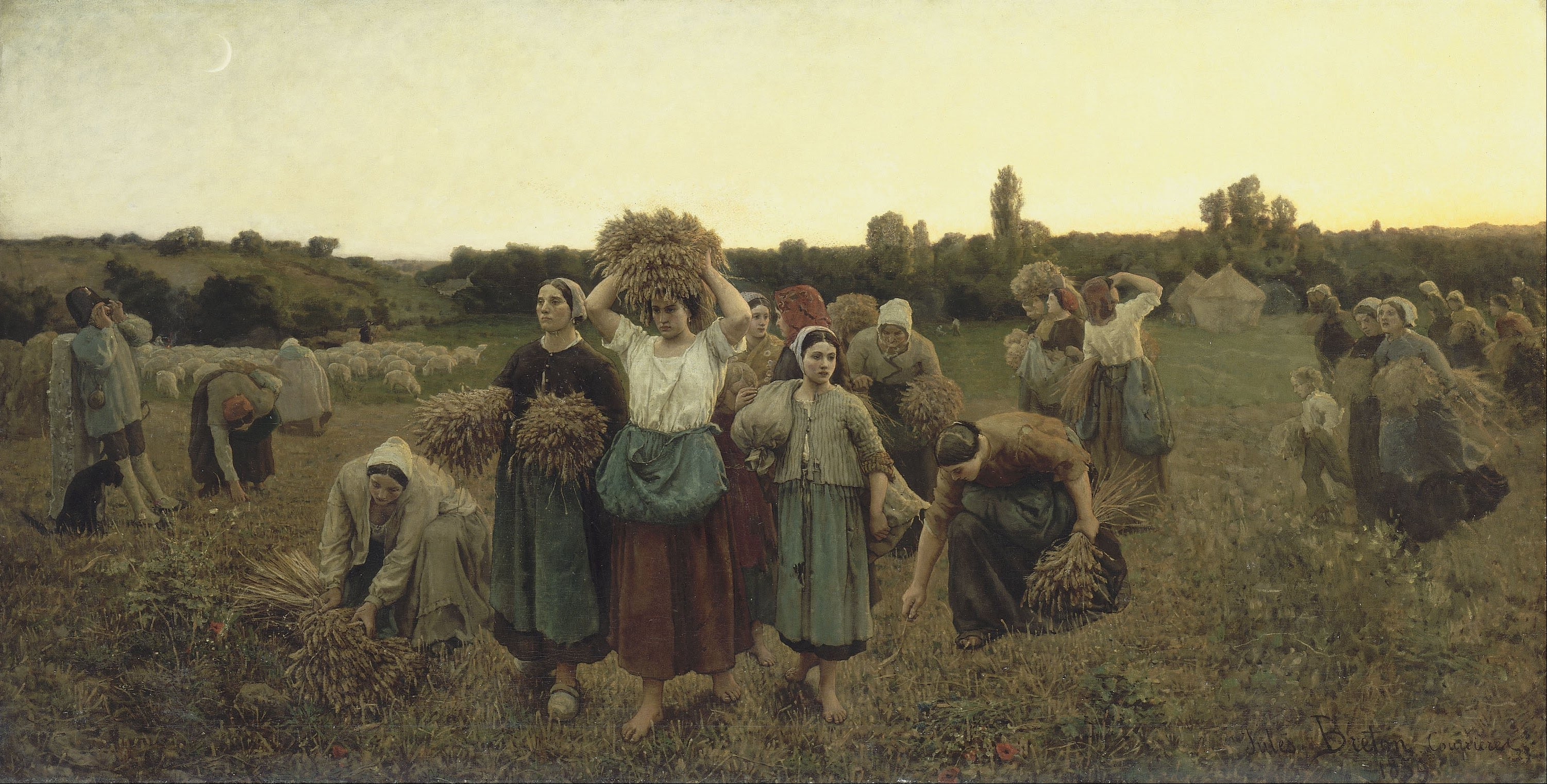
ジュール・ブルトン『落穂拾いの招集』1859年。油彩、キャンバス、90.5 × 176 cm。オルセー美術館[199]。
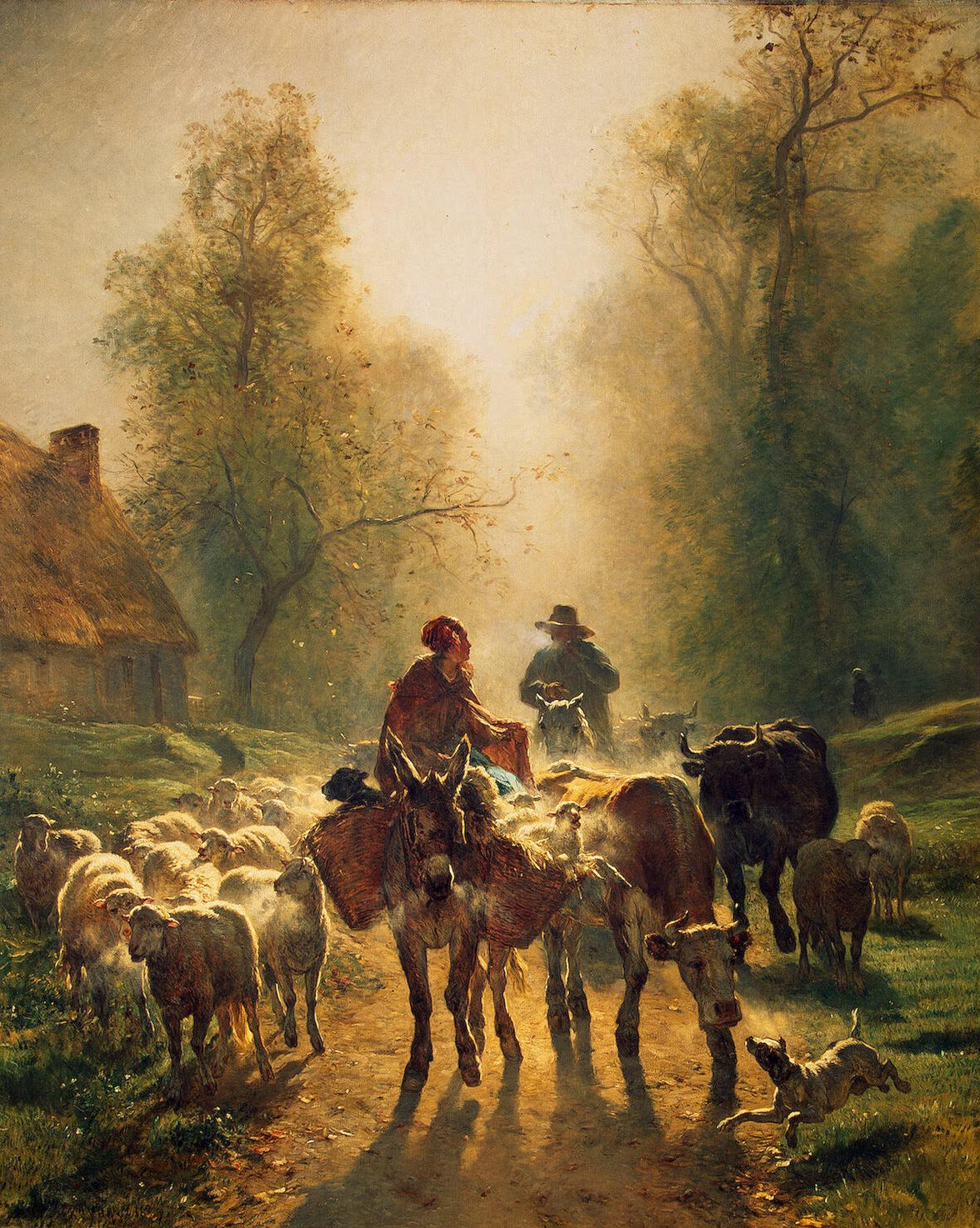
コンスタン・トロワイヨン『市場へ向かう道』1859年。油彩、キャンバス、260 × 211 cm。エルミタージュ美術館。
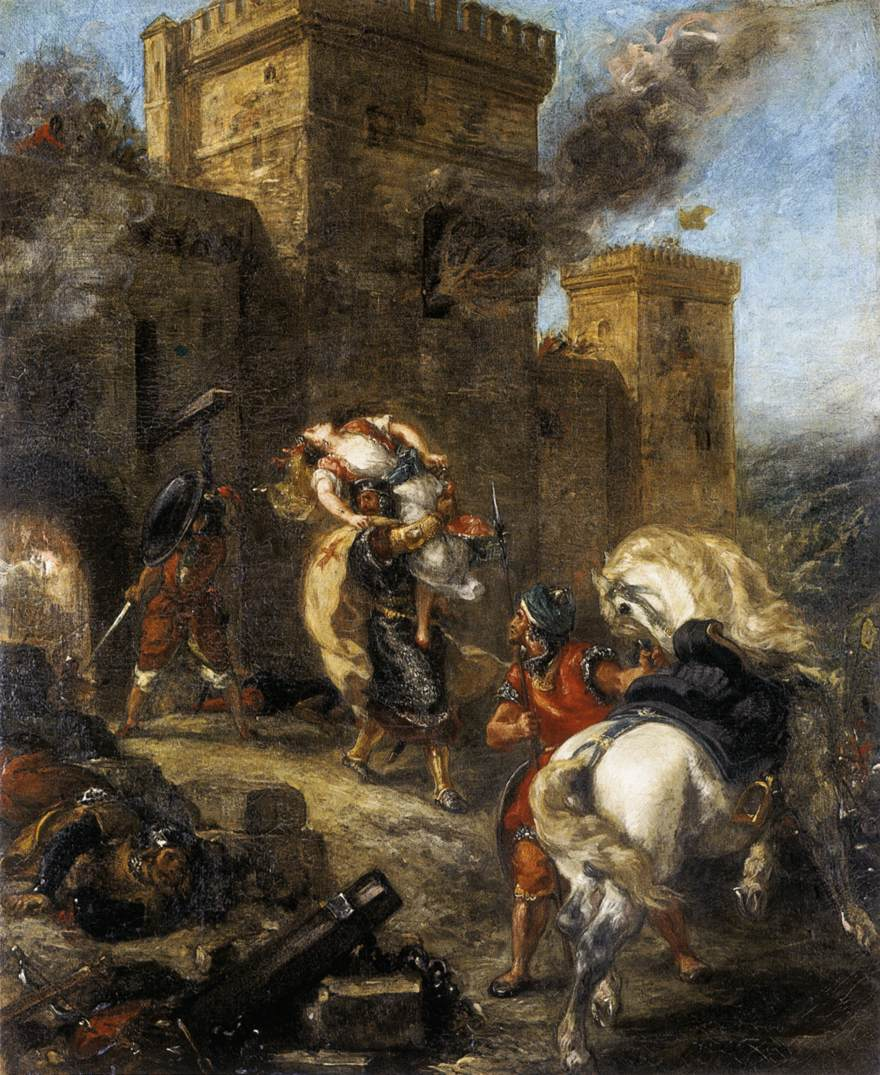
ウジェーヌ・ドラクロワ『レベッカの掠奪』1858年。油彩、キャンバス、105 × 81.5 cm。ルーヴル美術館[200]。
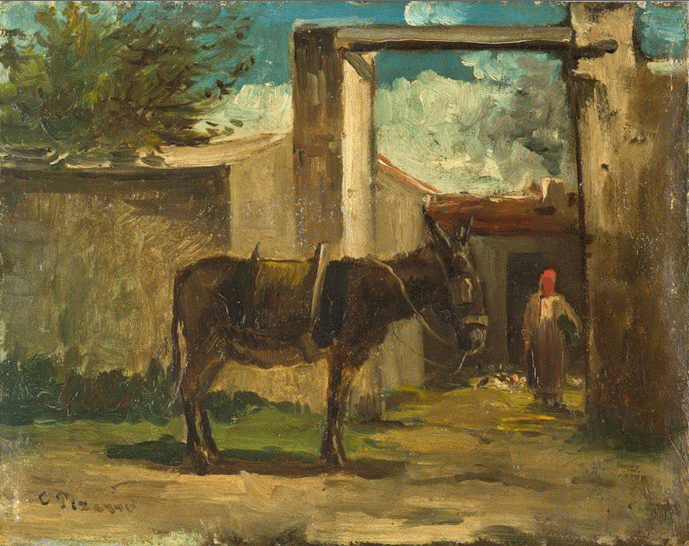
カミーユ・ピサロ『モンモランシーの風景』1859年頃。油彩、木、21.5 × 27.2 cm。オルセー美術館[201]。

### 1861年
1861年のサロンには、エドゥアール・マネが『スペインの歌手』と『オーギュスト・マネ夫妻の肖像』で初入選し、『スペインの歌手』は優秀賞を受賞した。この頃、マネ、アルフォンス・ルグロ、アンリ・ファンタン＝ラトゥール、カロリュス＝デュラン、フェリックス・ブラックモン、ジェームズ・マクニール・ホイッスラーといったポスト・レアリスムといえる画家たちのグループが形成されてきて、造形表現の革命を起こしていくことになる。

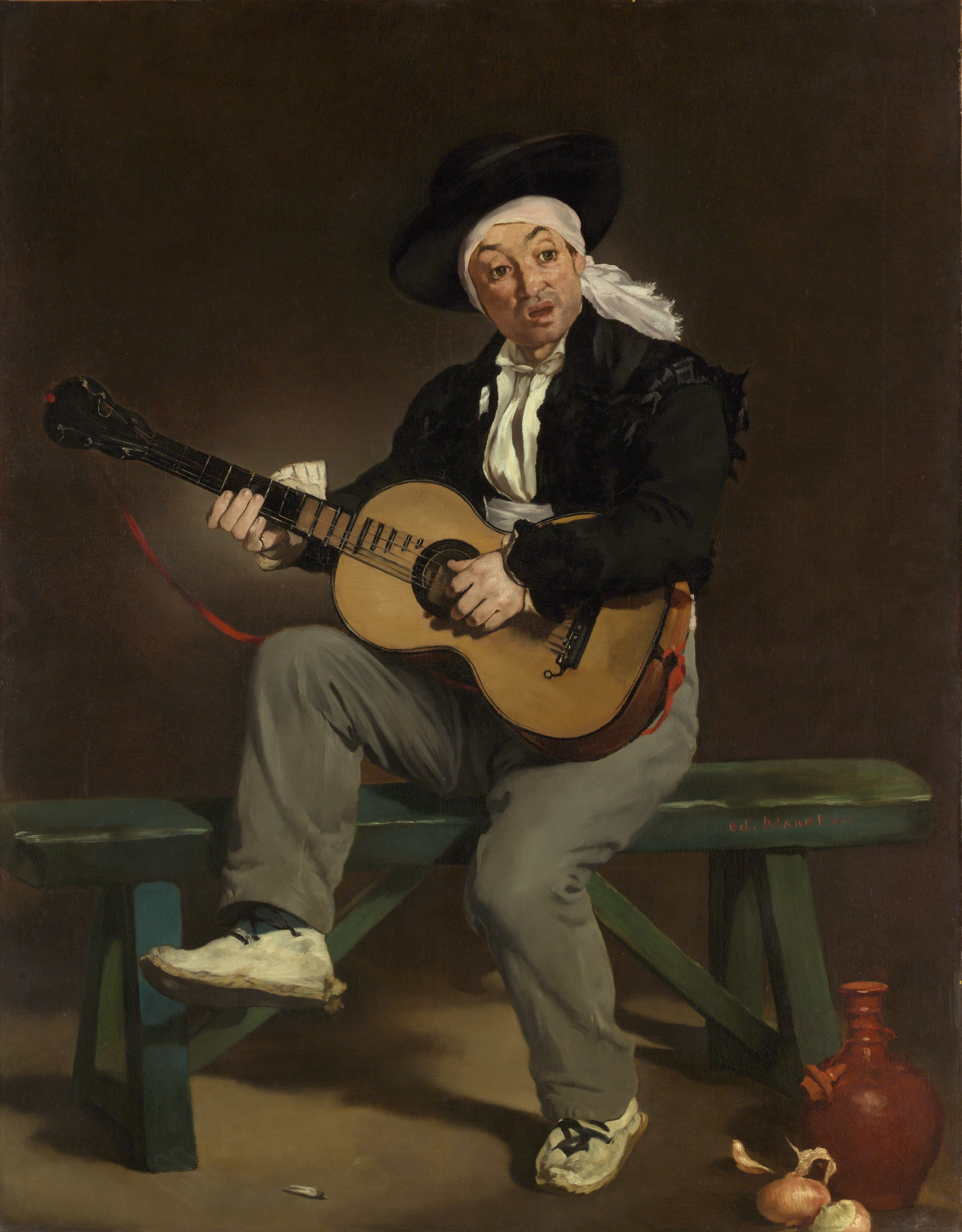
エドゥアール・マネ『スペインの歌手（英語版）』1860年。油彩、キャンバス、147.3 × 114.3 cm。メトロポリタン美術館[203]。
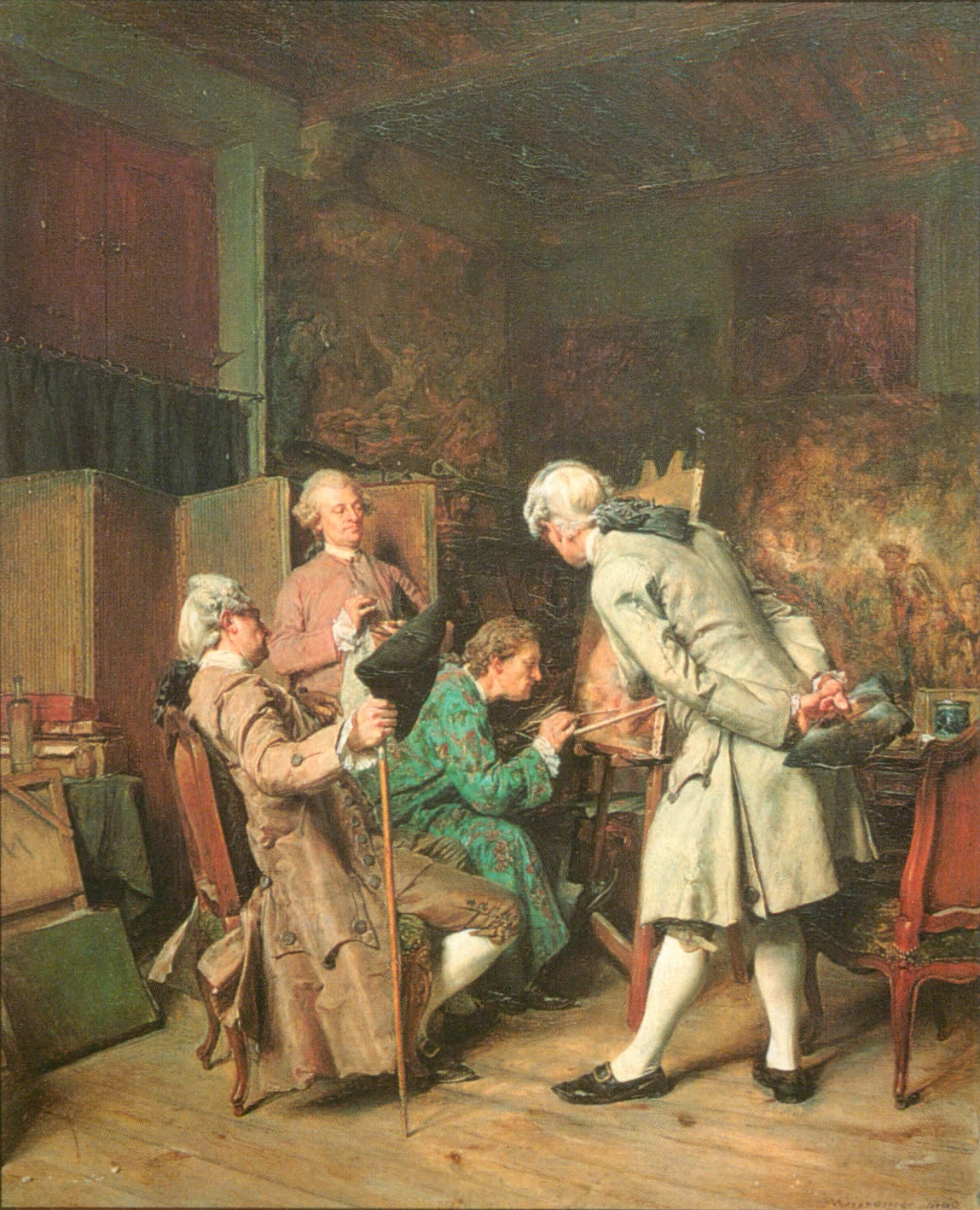
ジャン＝ルイ＝エルネスト・メソニエ『絵画愛好家たち』1860年。木、油彩、マホガニー、35.5 × 28.5 cm。オルセー美術館[204]。
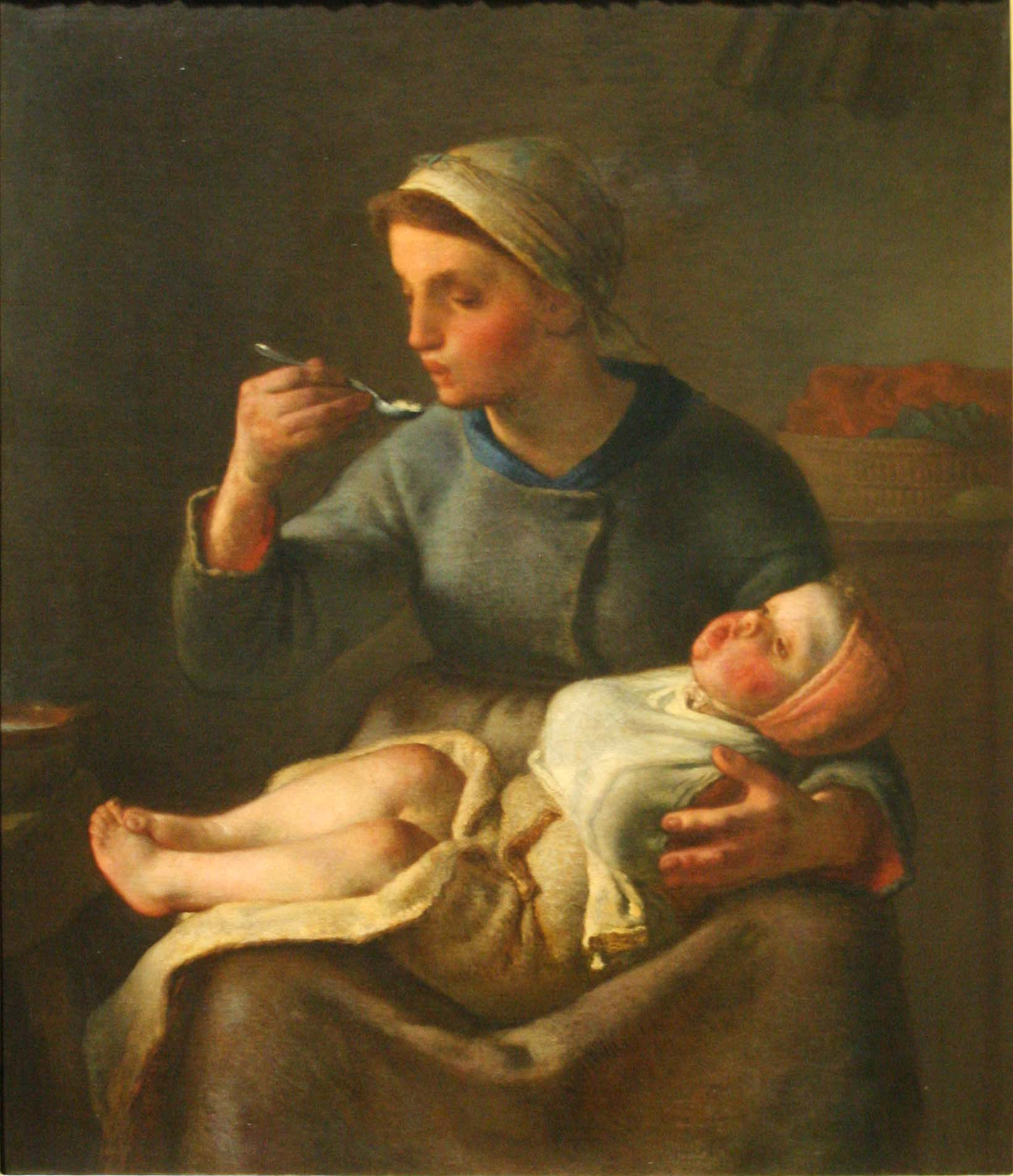
ジャン＝フランソワ・ミレー『ミルク粥』1861年。油彩、キャンバス、114 × 99 cm。マルセイユ美術館。

### 1863年
1863年のサロンの審査はとりわけ厳格で、絵画の入選作はわずか1915点であった。この年のサロンで絶賛されたのは、カバネルの『ヴィーナスの誕生』であり、第二帝政期における享楽性、女性ヌードの氾濫を象徴している。ジェロームの『囚人』に見られるようなオリエンタリズムもこの時期の流行である。
同年11月には、それまで芸術アカデミーが管轄していたエコール・デ・ボザールの校長を帝室美術大臣が任命することとなるなど、美術教育の権限を芸術アカデミーから美術行政に移す改革が断行された。ローマ賞コンクールも美術総監ニューウェルケルクを長とする評議会が管理することになった。サロンは、帝室美術省による美術行政の管轄下に入り、ニューウェルケルクは部下のフィリップ・ド・シェヌヴィエールをサロンの運営に当たらせた。カバネル、ジェローム、ピルスといったアカデミズムの画家は、次々アカデミー会員となるとともに、この年にエコール・デ・ボザールのアトリエ主任教授にも任命された。彼らは、画家たちによる選挙によってサロンの審査委員に選ばれることが多く、サロンの保守性を維持する役割を果たした。

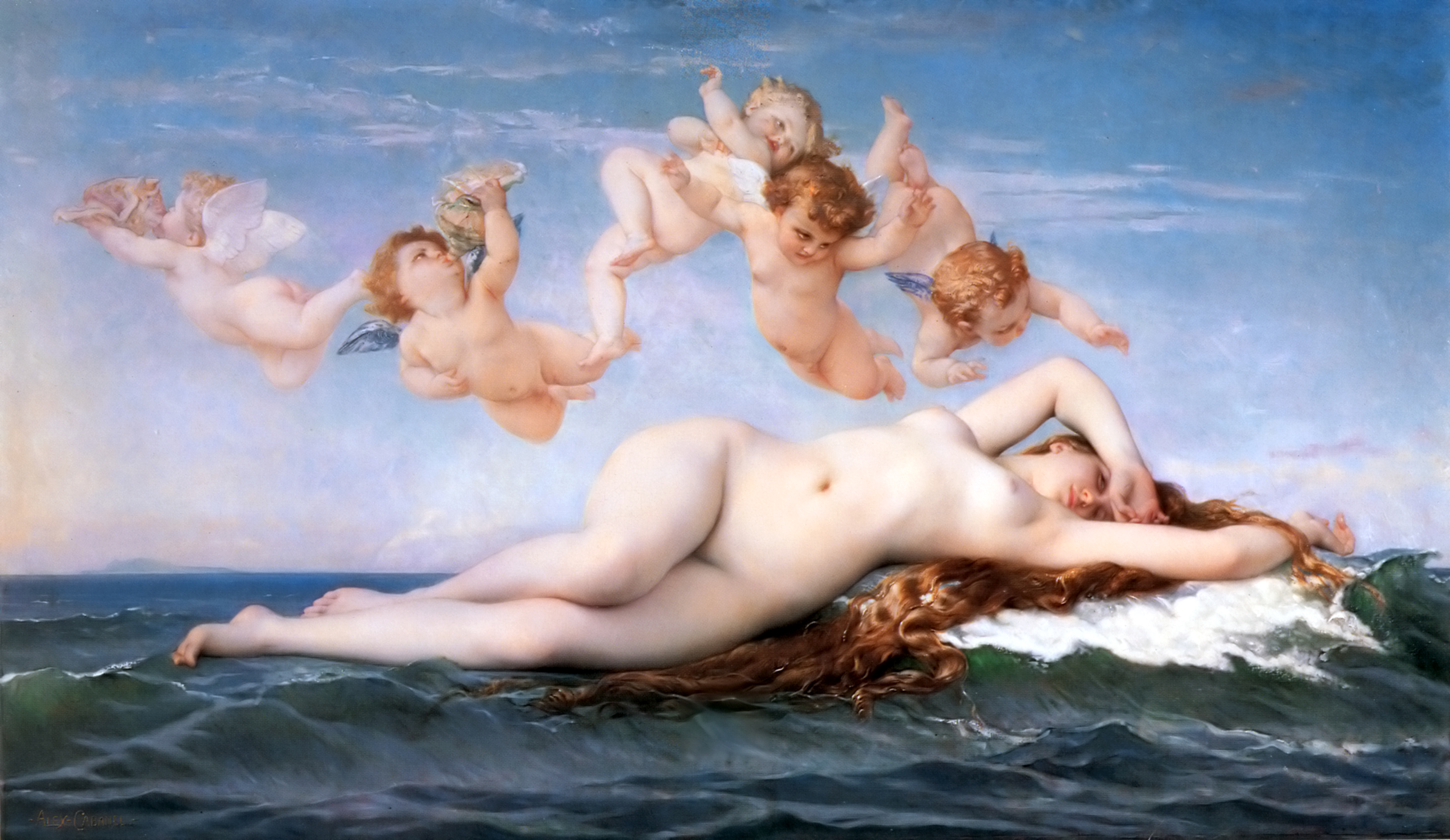
アレクサンドル・カバネル『ヴィーナスの誕生』1863年。油彩、キャンバス、177 × 272.5 cm。オルセー美術館[208]。
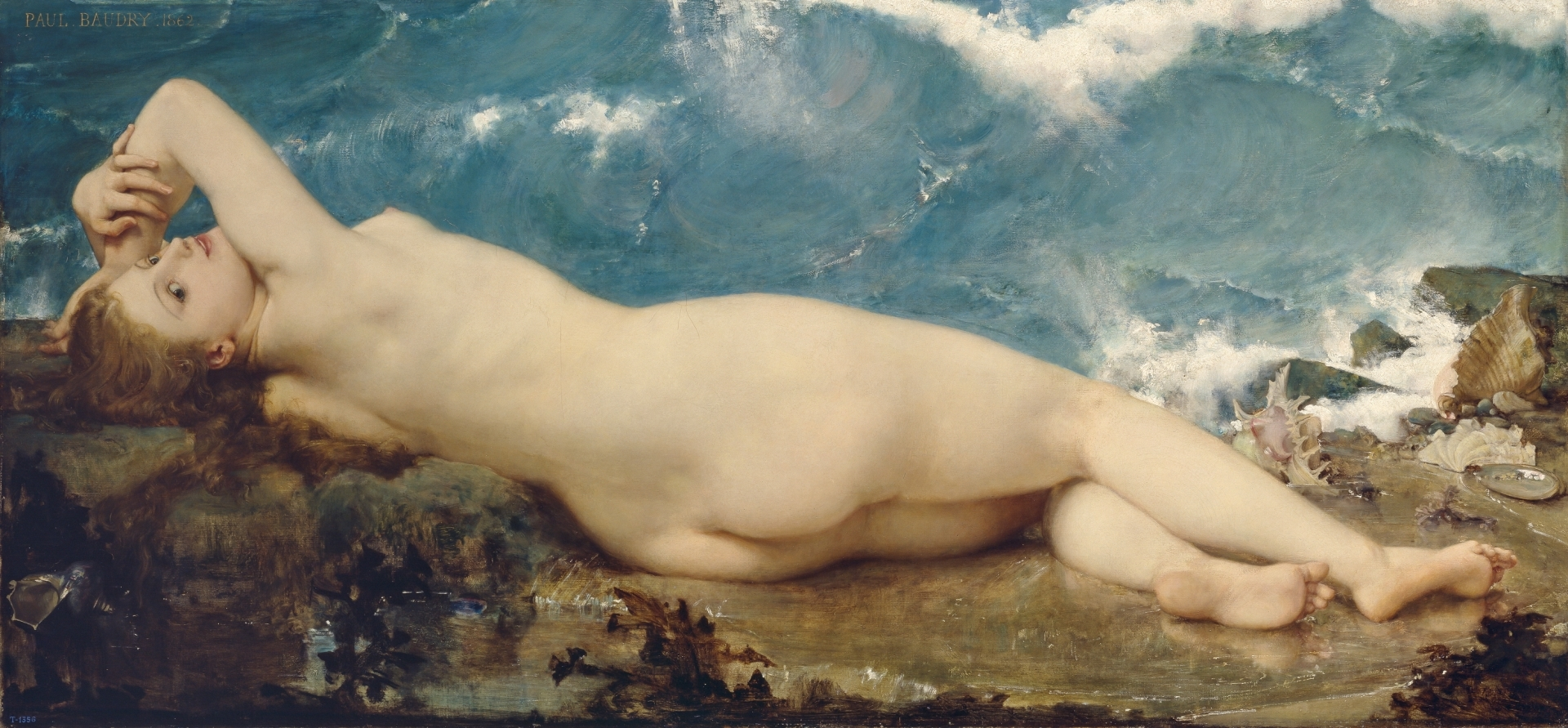
ポール・ボードリー『真珠と波』1862年。油彩、キャンバス、83.5 × 178 cm。プラド美術館[209]。
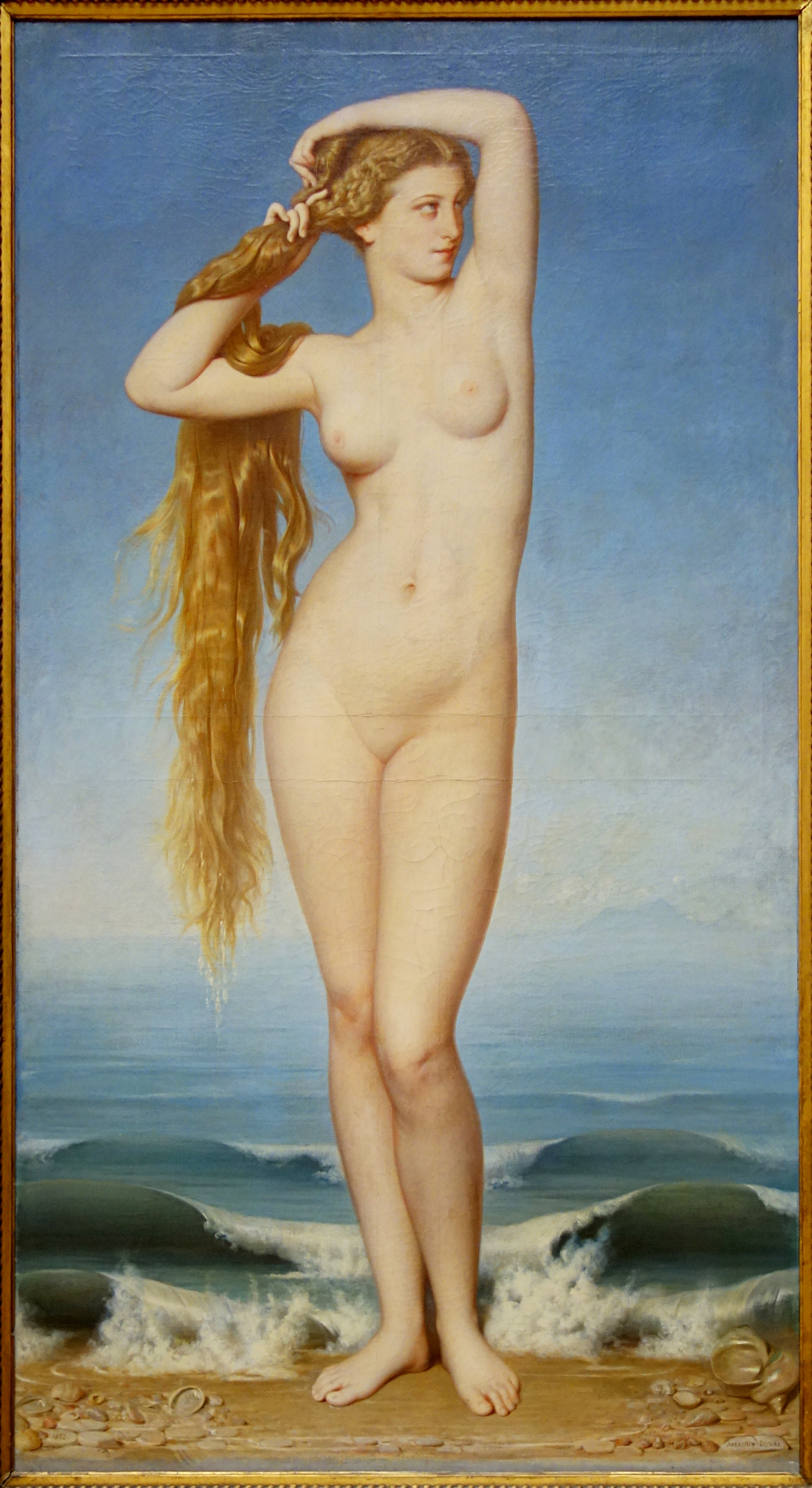
アモリー＝デュヴァル『ヴィーナスの誕生』1862年。油彩、キャンバス、197 × 109 cm。リール宮殿美術館[210]。
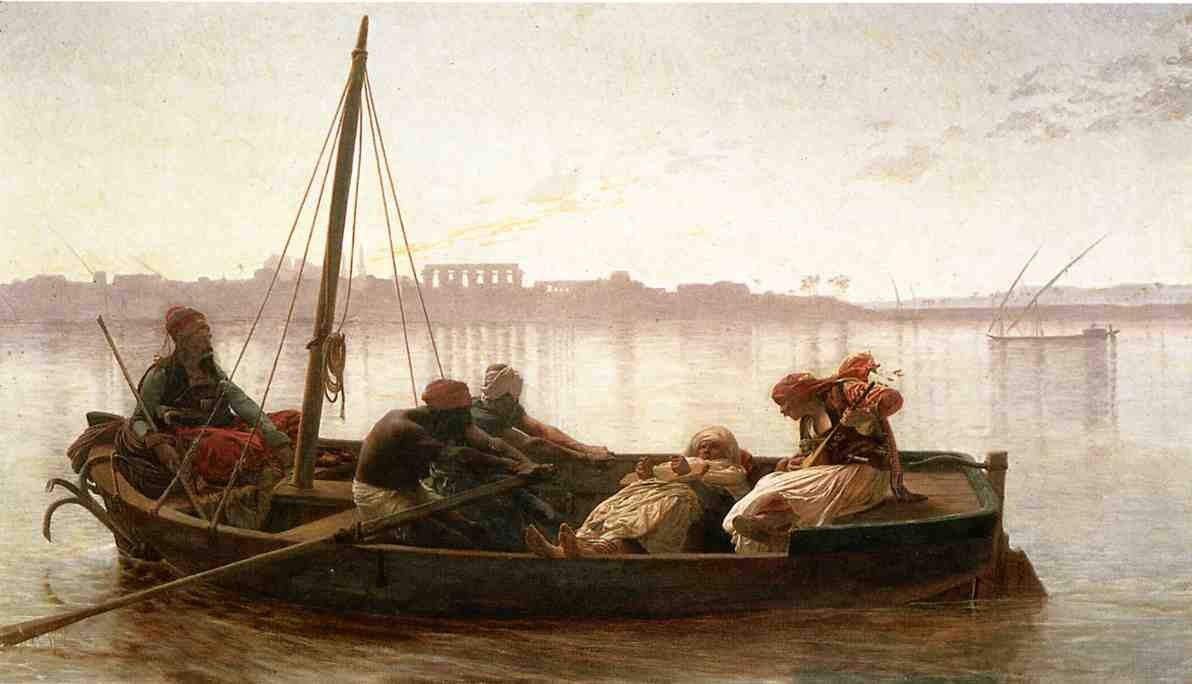
ジャン＝レオン・ジェローム『囚人』1861年。油彩、パネル、45 × 78 cm。ナント美術館。
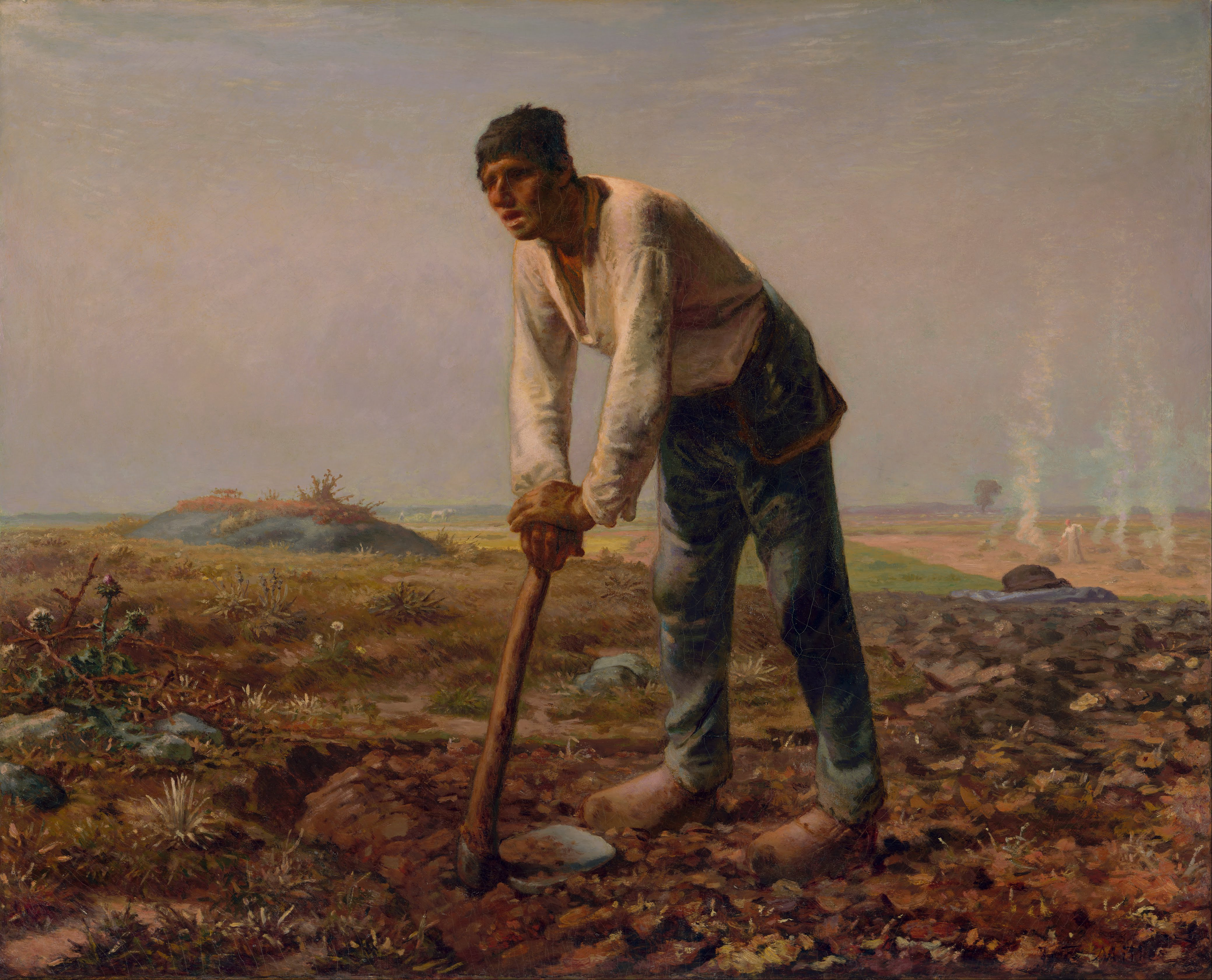
ジャン＝フランソワ・ミレー『鍬に寄りかかる男』1860-62年。油彩、キャンバス、81.9 × 100.3 cm。J・ポール・ゲティ美術館[211]。

#### 落選展
1863年のサロンの審査が余りに厳しかったことから、審査委員会に対して芸術家たちの非難の声が高まった。これを受けて、ナポレオン3世は、サロンとは別に、落選作のみを展示する落選展の開催を決定した。この年の落選展には、少なくとも687点が展示されたが、中でもエドゥアール・マネの『草上の昼食』が大スキャンダルを巻き起こした。ホイッスラーの『白のシンフォニー』も激しい批判を浴びた。

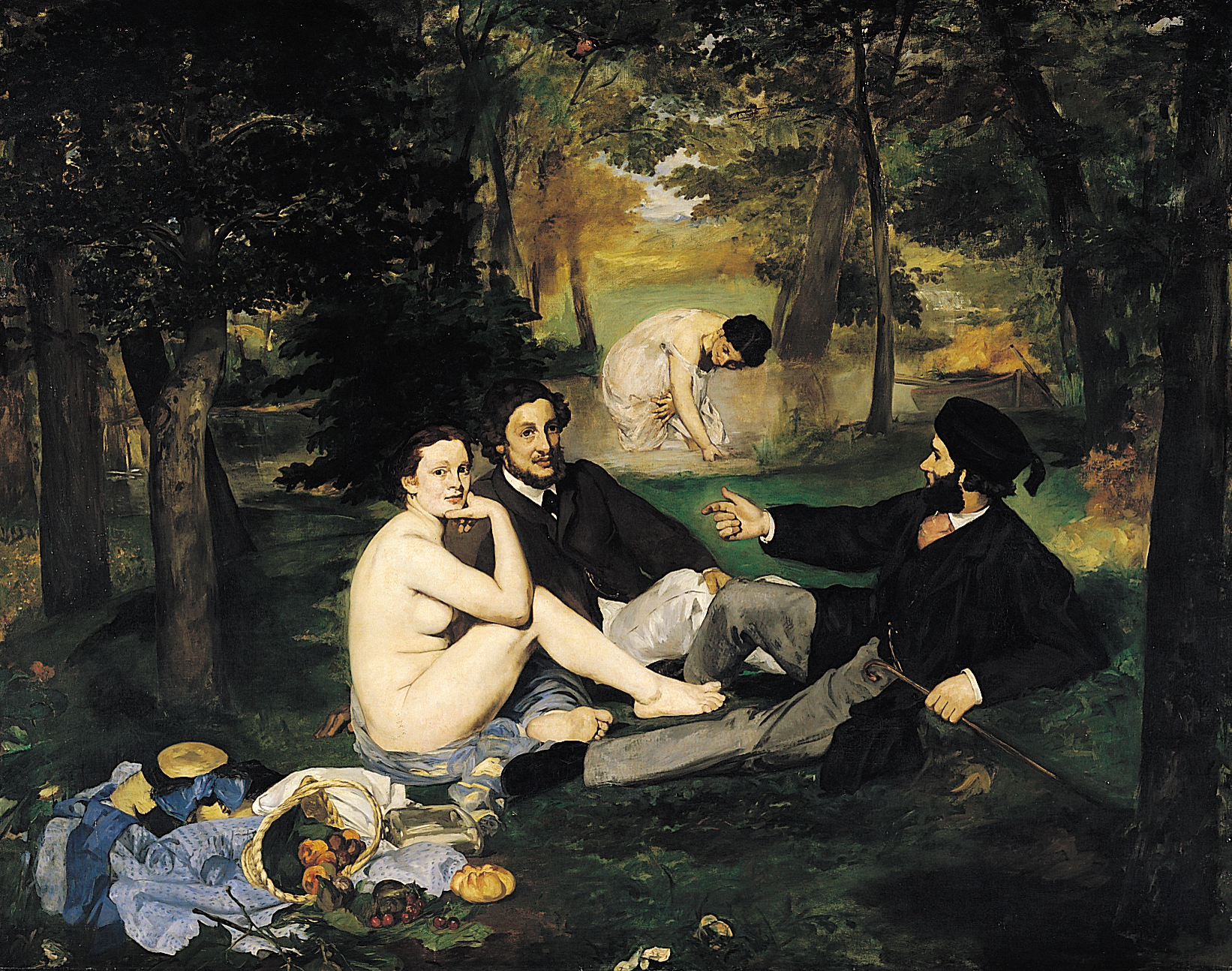
『草上の昼食』（当初の題は『水浴』）1863年。油彩、キャンバス、207 × 265 cm。オルセー美術館[214]。
ジェームズ・マクニール・ホイッスラー『白のシンフォニー第1番 - 白の少女』1862年。油彩、キャンバス、213 × 107.9 cm。ナショナル・ギャラリー（ワシントンD.C.）[215]。

### 1864年
サロンは、1864年から、再び毎年の開催となった。この年のサロンは、それ以前のサロン受賞者とレジオンドヌール勲章受章者が審査委員の4分の3を選挙し、美術行政が残りの4分の1を任命する方式に改められ、アカデミーの権限は後退を強いられた。それでも、審査委員の選出にアカデミー会員の影響が大きかったため、審査はそれほど緩和されず、再度の落選展の開催を求める声も上がった。また、この年のサロンから、審査部門が、絵画・素描、彫刻、建築、版画の4部門に分けられた。
ミレーの『羊飼いの少女』が1等賞をとり、政府買上げの申出がされるなど、ミレーに対する評価が高まった。コローは晩期の代表作『モルトフォンテーヌの思い出』を出品し、政府買上げとなった。この年、ギュスターヴ・モローは『オイディプスとスフィンクス』で画壇復帰を果たした。作品は高い評価を受けナポレオン・ジョゼフ・シャルル・ポール・ボナパルトによって購入された。一方、ピエール＝オーギュスト・ルノワールが『踊るエスメラルダ』で入選を果たしている。ベルト・モリゾも、コローの影響を受けた『オーヴェルの古い道』で初入選した。

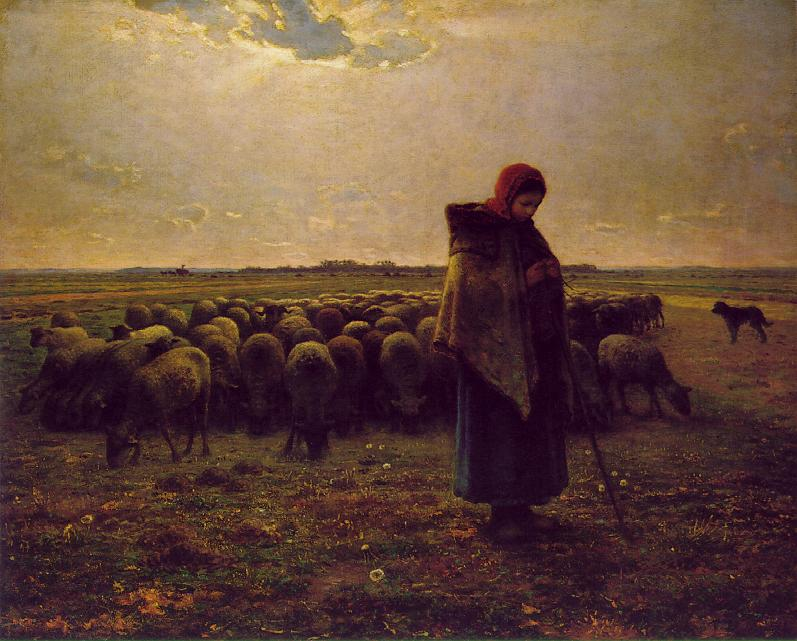
ジャン＝フランソワ・ミレー『羊飼いの少女』1863年頃。油彩、キャンバス、81 × 101 cm。オルセー美術館[222]。
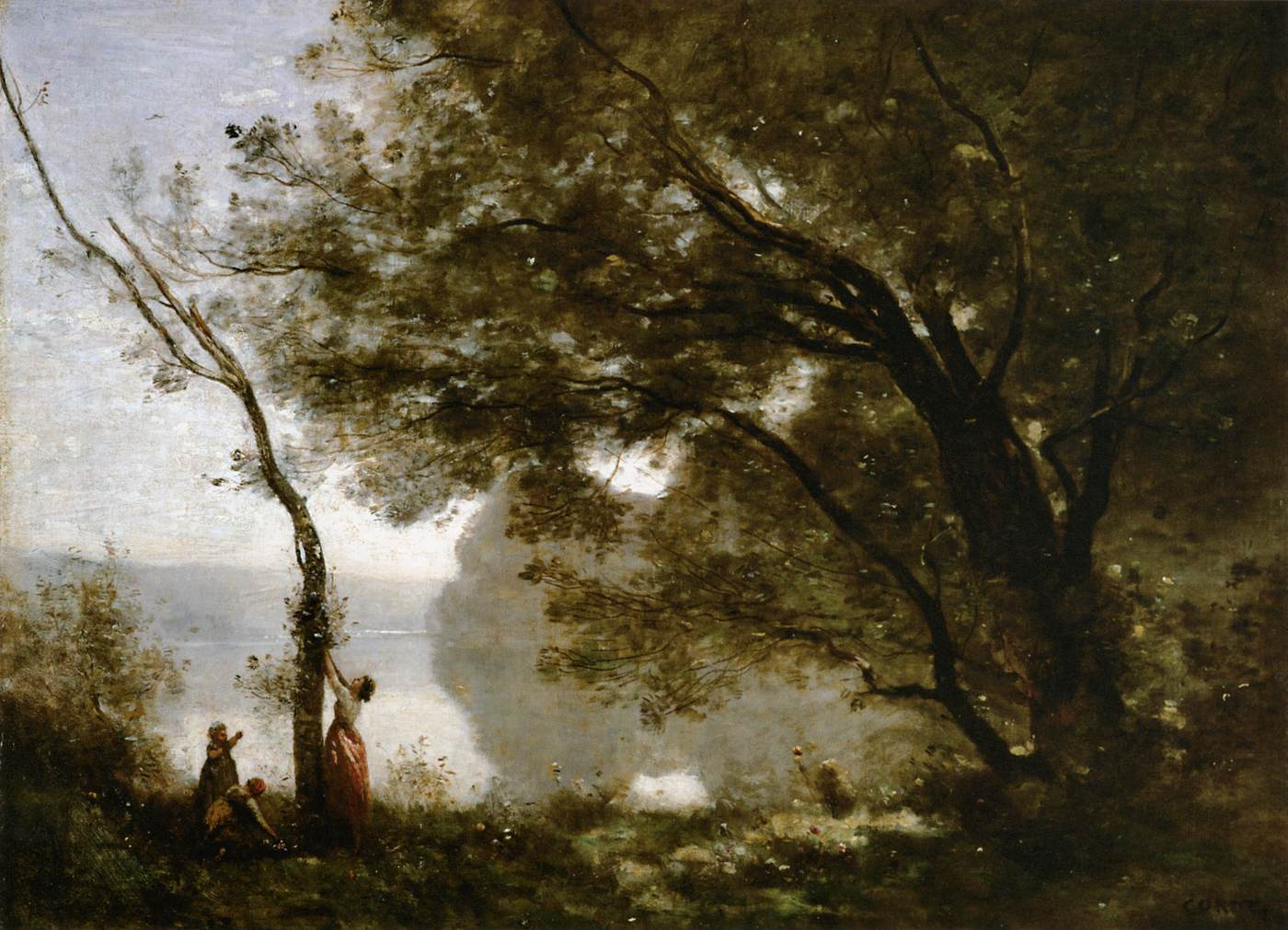
ジャン＝バティスト・カミーユ・コロー『モルトフォンテーヌの思い出』1864年頃。油彩、キャンバス、65 × 89 cm。ルーヴル美術館[223]。
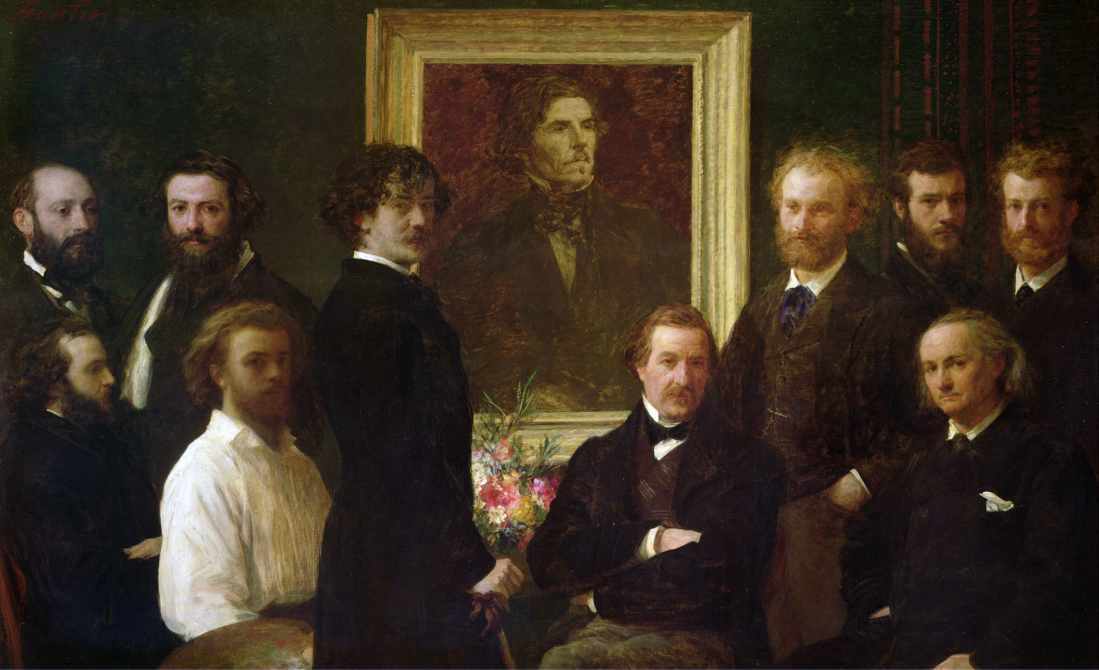
アンリ・ファンタン＝ラトゥール『ドラクロワ礼賛』1864年。油彩、キャンバス、160 × 250 cm。オルセー美術館[224]。
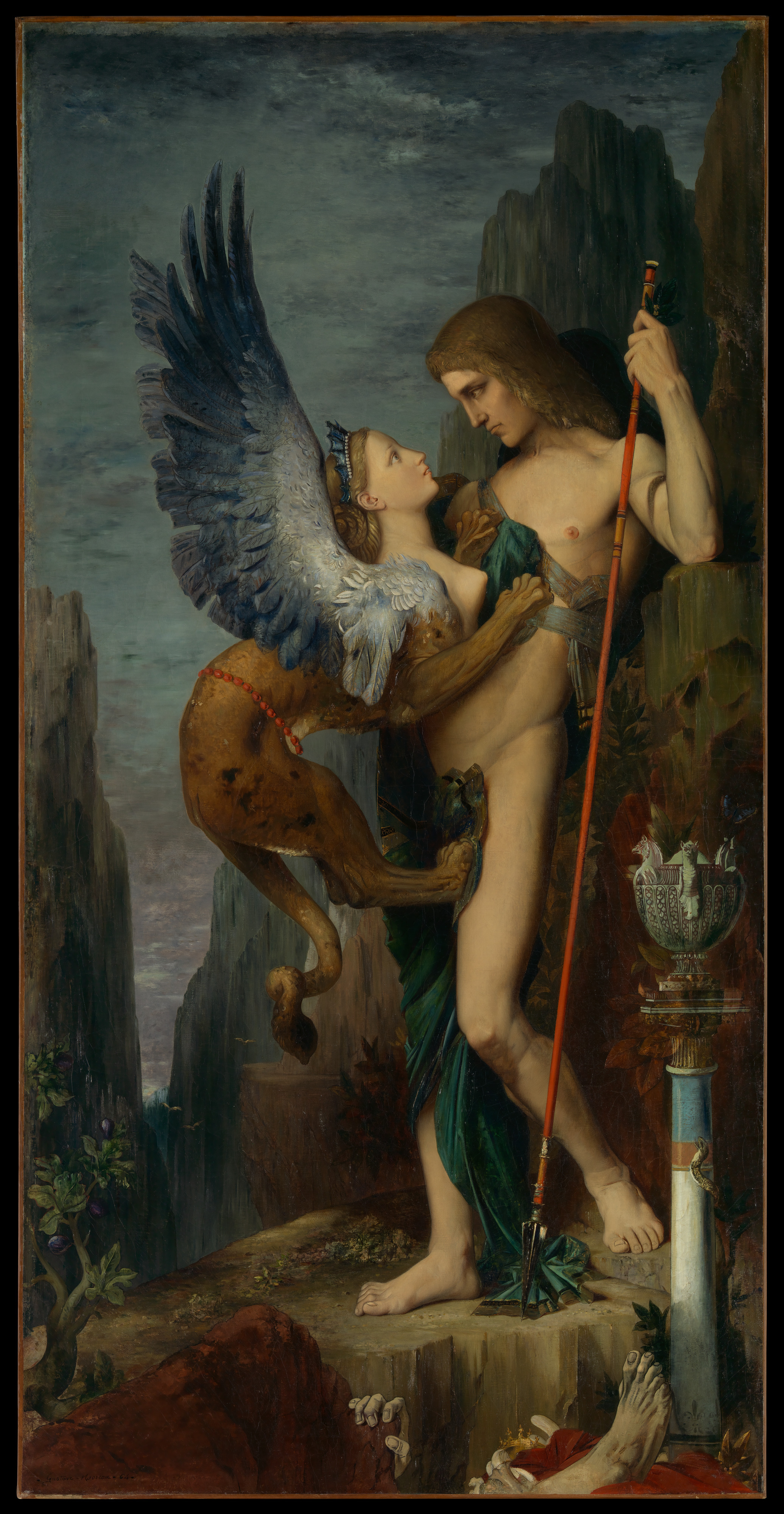
ギュスターヴ・モロー『オイディプスとスフィンクス』1864年。油彩、キャンバス、206×105cm。メトロポリタン美術館[225]。
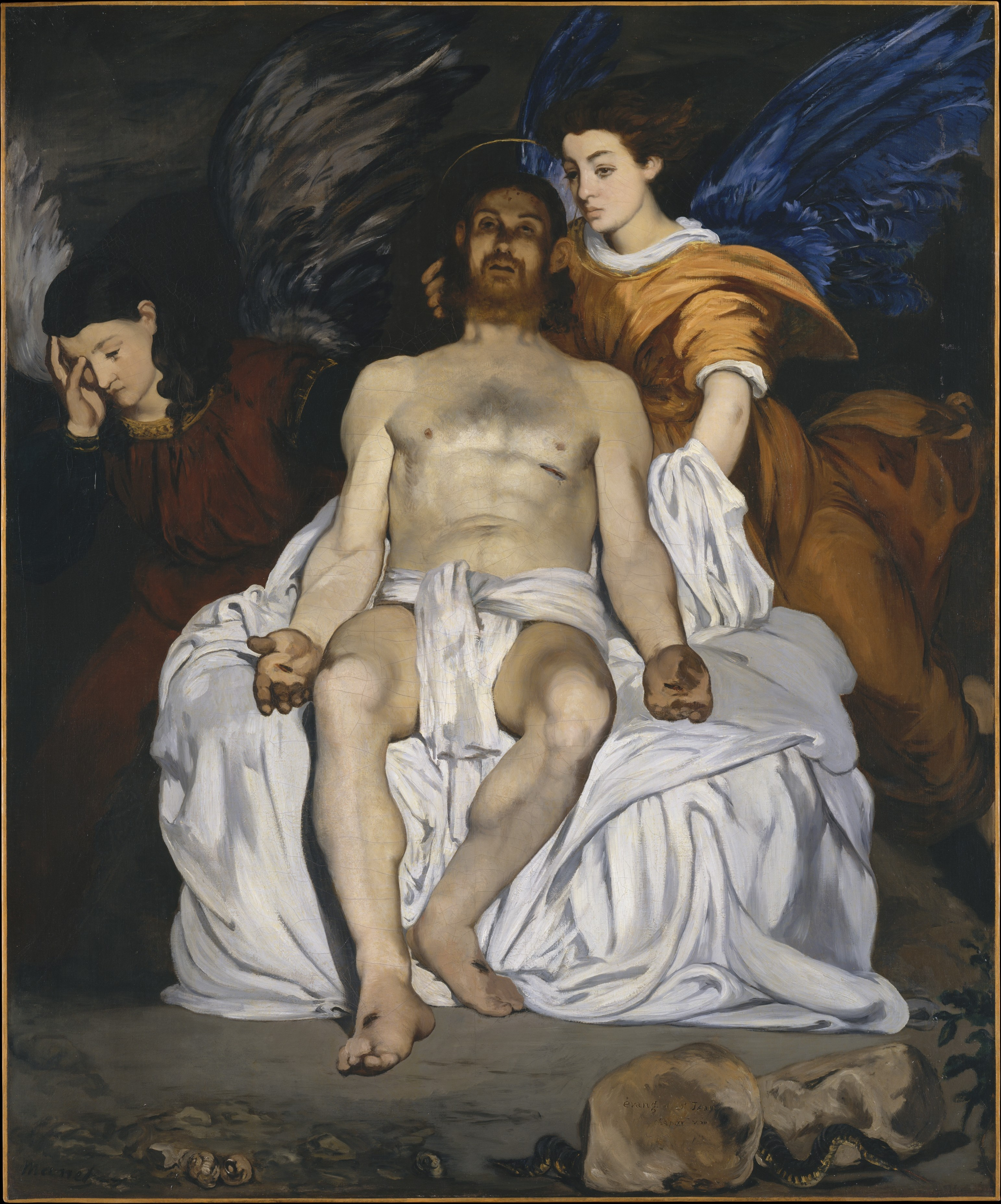
エドゥアール・マネ『死せるキリストと天使たち』1864年。油彩、キャンバス、179.4 × 149.9 cm。メトロポリタン美術館[226]。
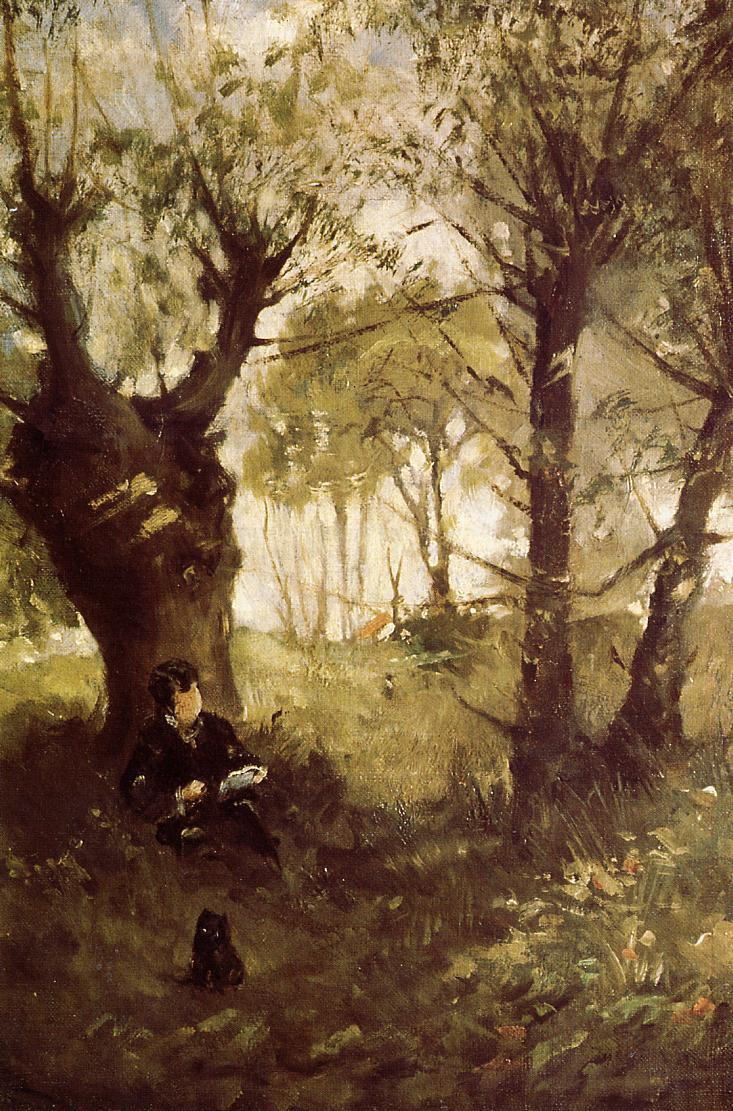
ベルト・モリゾ『オーヴェルの古い道』1863年。油彩、キャンバス、31 × 45 cm。私蔵[227]。

### 1865年
1865年のサロンでは、絵画・素描部門の審査委員12人のうち、選挙による委員が9人、美術行政による任命委員が3人であった。
カバネルがナポレオン3世の肖像画で大賞を受賞した1865年はマネが『オランピア』を出品し、1863年の『草上の昼食』を上回るスキャンダルを起こした。娼婦に顧客から花束が贈られている場面をあからさまに描き出したことが不道徳と非難された上、平面性の強い造形手法も批判された。クロード・モネは『オンフルールのセーヌ河口』ほか1点の海景画で、またエドガー・ドガも『中世の戦争の場面』でそれぞれ初入選を果たした。
ギュスターヴ・モローは前年に続いて『イアソン』を出品してメダルを獲得した。またジェームズ・マクニール・ホイッスラーはジャポニズムの影響の強い『バラと銀：陶磁の国の姫君』を出品した。

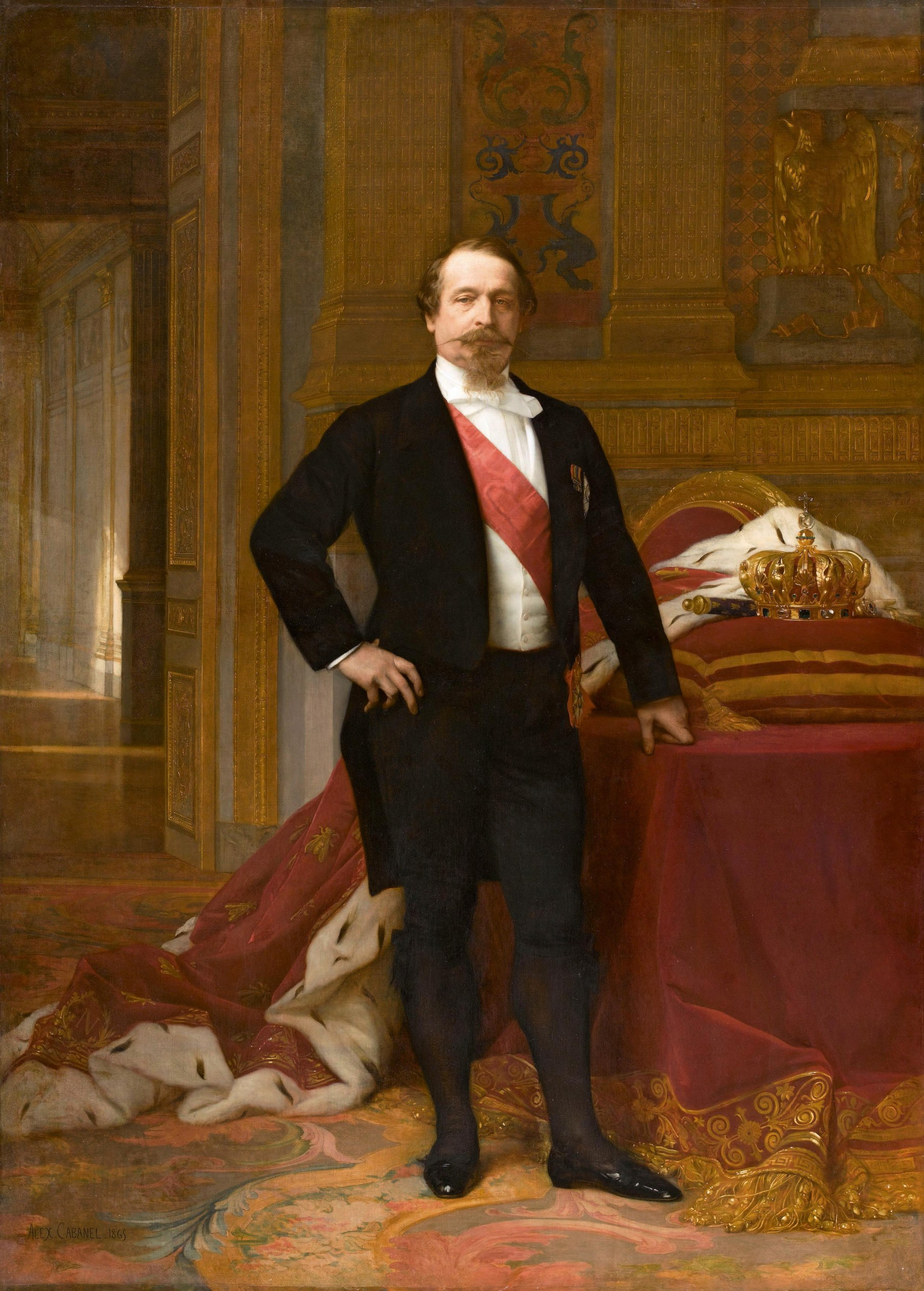
アレクサンドル・カバネル『ナポレオン3世の肖像』1865年。油彩、キャンバス、 230 × 171 cm。コンピエーニュ宮殿（英語版）[232]。
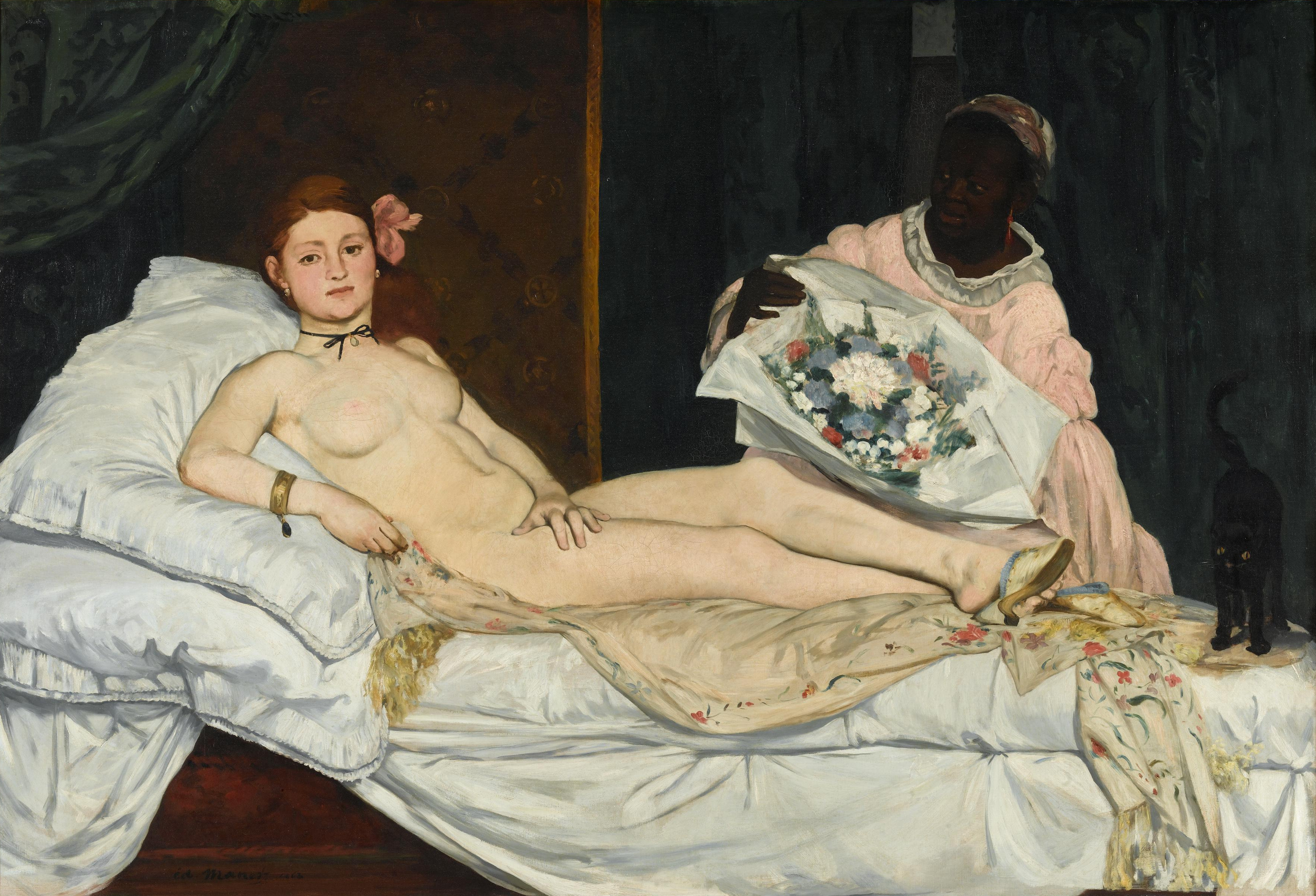
エドゥアール・マネ『オランピア』1863年。130.5 × 191 cm。オルセー美術館[233]。
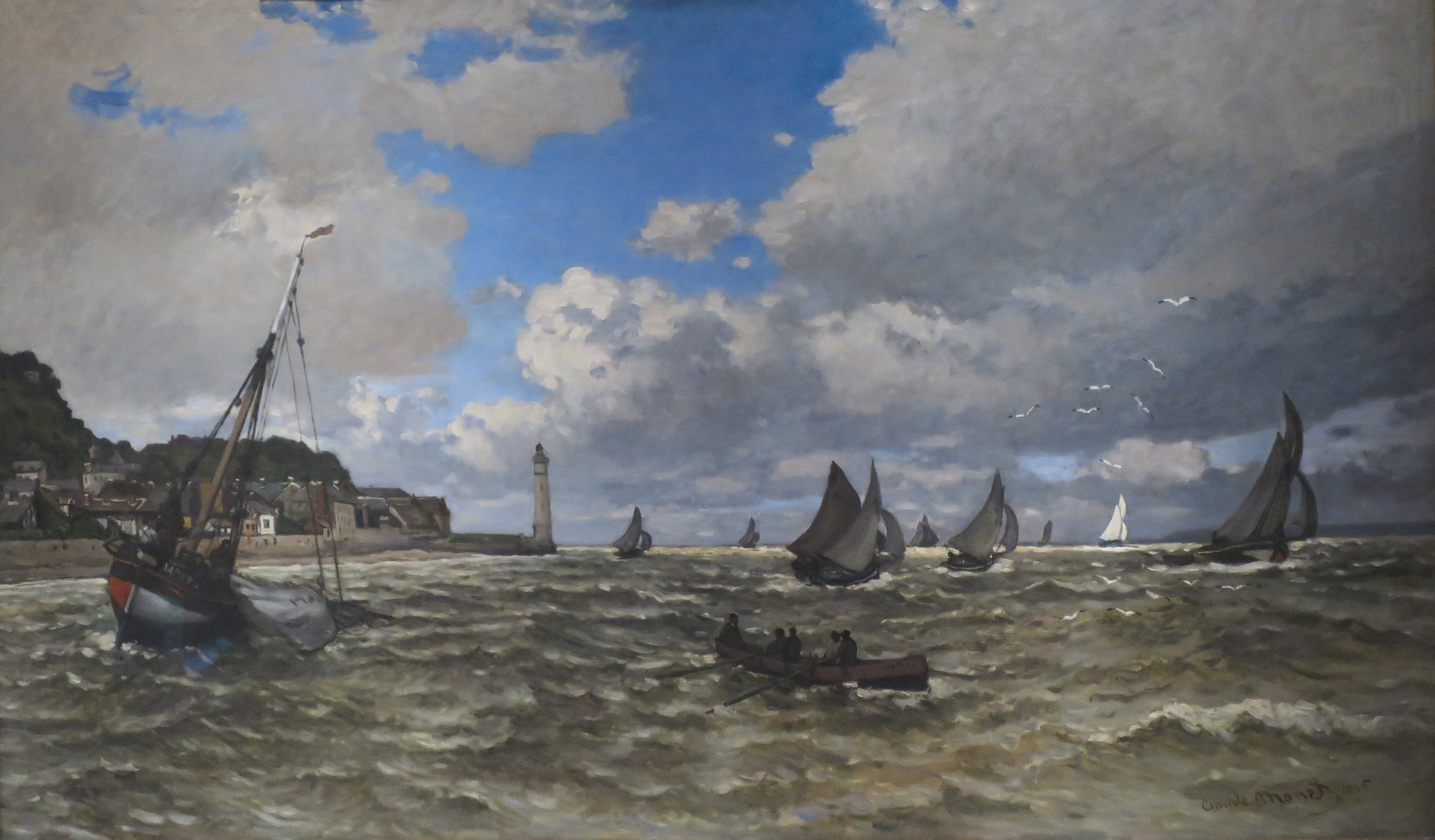
モネ『オンフルールのセーヌ河口』1865年。油彩、キャンバス、89.5 × 150.5 cm。ノートン・サイモン美術館[234]。
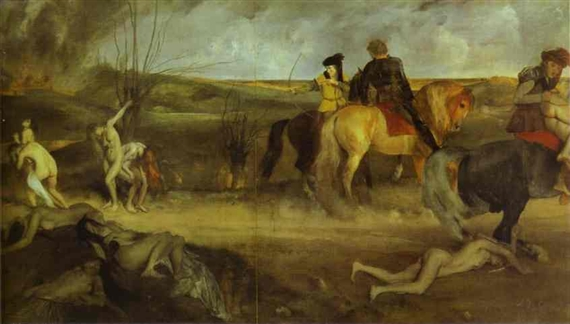
エドガー・ドガ『中世の戦争の場面』1865年。油彩、紙・キャンバス、83.5 × 148.5 cm。オルセー美術館[235]。
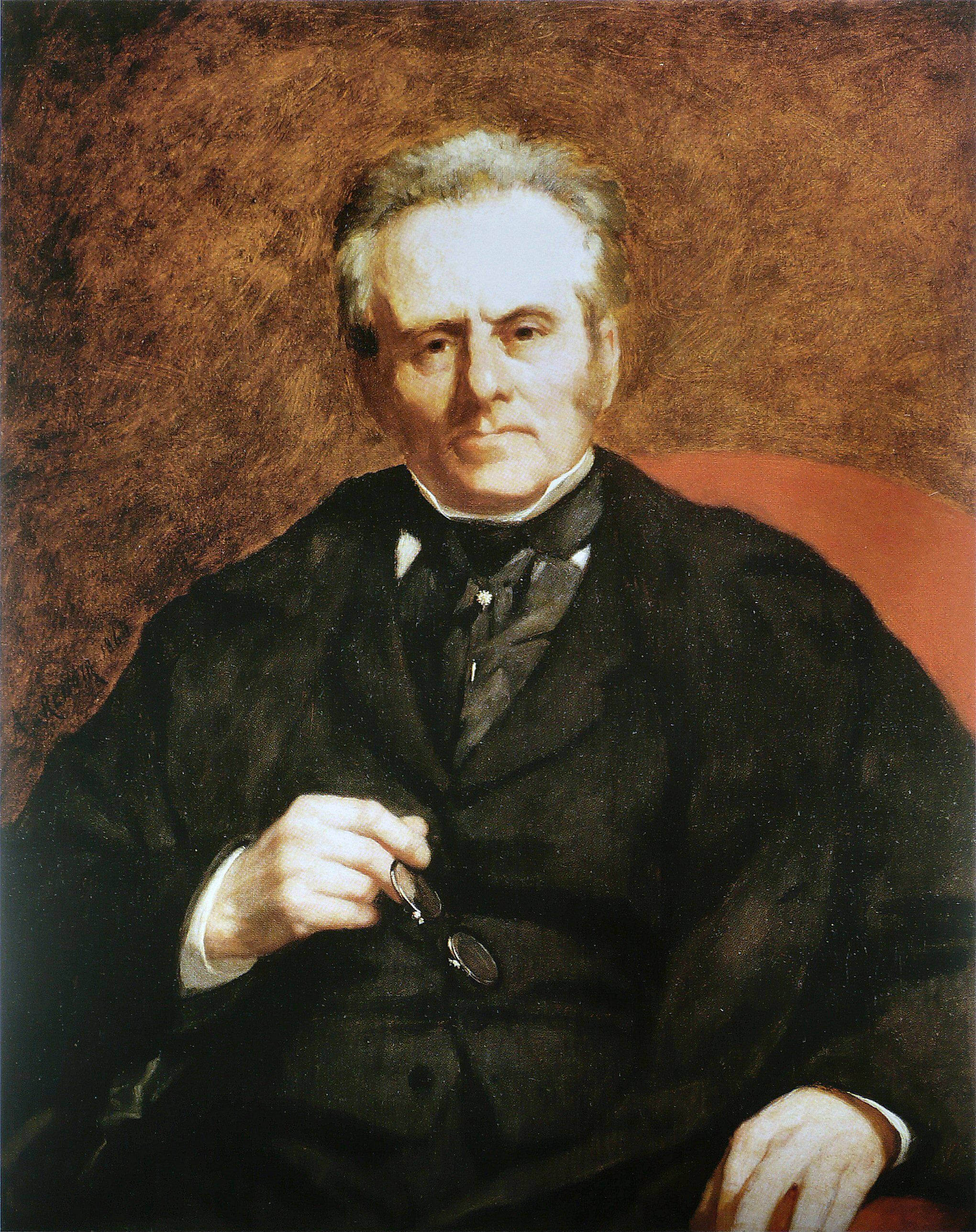
ルノワール『ウィリアム・シスレーの肖像』1864年。油彩、キャンバス、81.5 × 65.5 cm。オルセー美術館[236]。
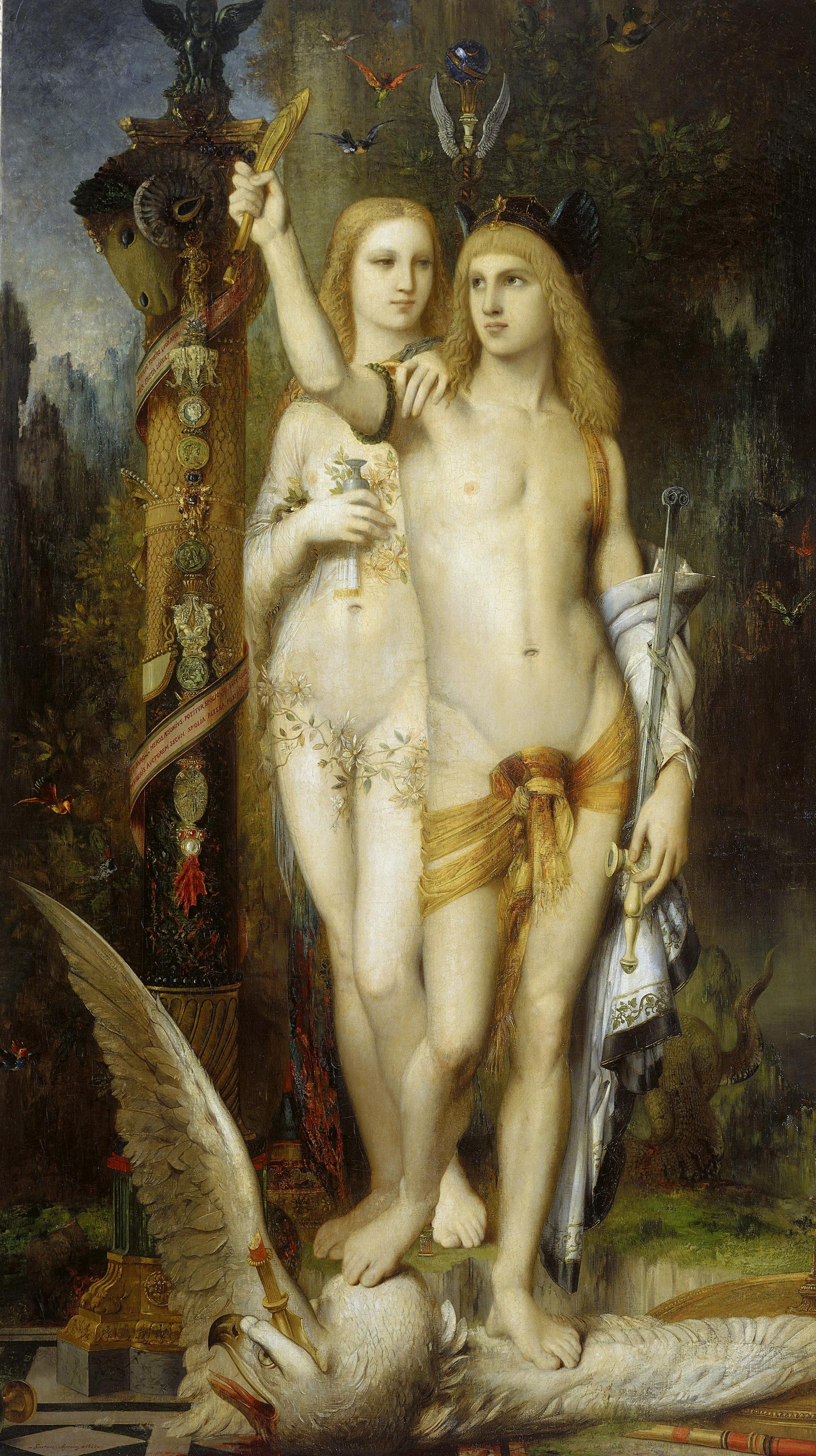
ギュスターヴ・モロー『イアソン』1865年。油彩、キャンバス、204 × 115.5cm。オルセー美術館[237]。
ジェームズ・マクニール・ホイッスラー『バラと銀：陶磁の国の姫君（英語版）』1863年-1865年。油彩、キャンバス、201.5 × 116cm。フリーア美術館[228]。

### 1866年
1866年のサロンでは、絵画・素描部門の審査委員は24人となり、選挙による委員が18人、美術行政による任命委員が6人であった。選挙による委員の上位3人はジェローム、カバネル、ピルスであったが、コローとドービニーも選挙で選ばれた。コローとドービニーが入ったこともあり、前衛的な画家に寛容な審査となった。エミール・レヴィとギュスターヴ・モローはいずれもギリシア神話のオルペウスを主題とする絵画『オルフェウスの死』と『オルフェウスの首を運ぶトラキアの娘』が好評を博して国家買い上げとなったが、モローの別の出品作『自らの馬に食い殺されるディオメデス』は厳しく批判された。クロード・モネ、ピエール＝オーギュスト・ルノワール、フレデリック・バジールといったバティニョール派の画家たちは入選した。他方、マネ、ポール・セザンヌは落選した。セザンヌは、この年、美術総監ニューウェルケルクに対し、落選展の開催を求める手紙を送っている。
モネは、マネの作品に着想を得た『草上の昼食』を出品しようとしたが、断念し、その代わりに『緑衣の女』ほか1点を出品して入選した。スペイン趣味が強かった当時の審査委員や批評家からは好評を得た。

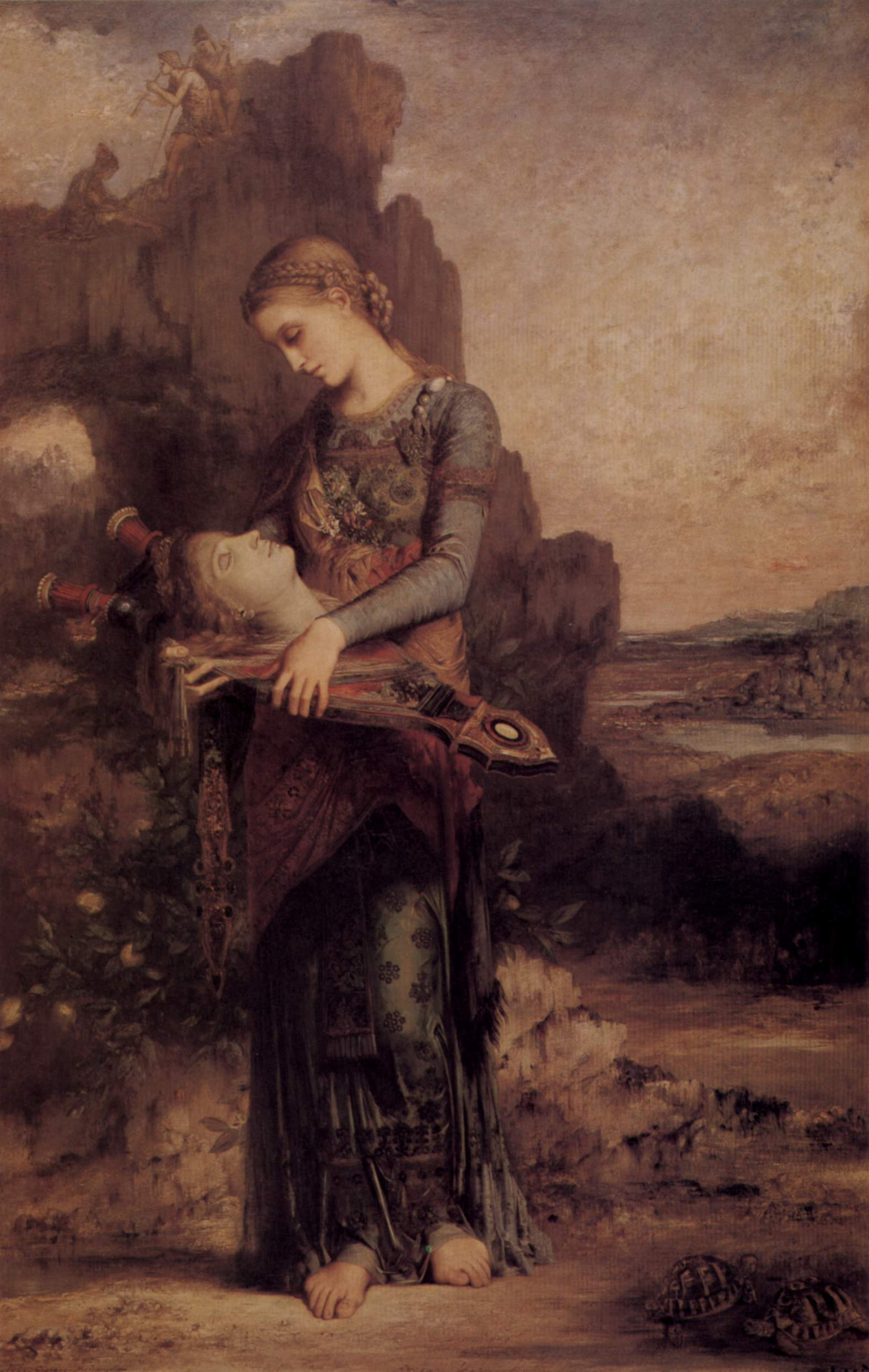
ギュスターヴ・モロー『オルフェウスの首を運ぶトラキアの娘』1865年。油彩、キャンバス、154 × 100cm。オルセー美術館[239]。
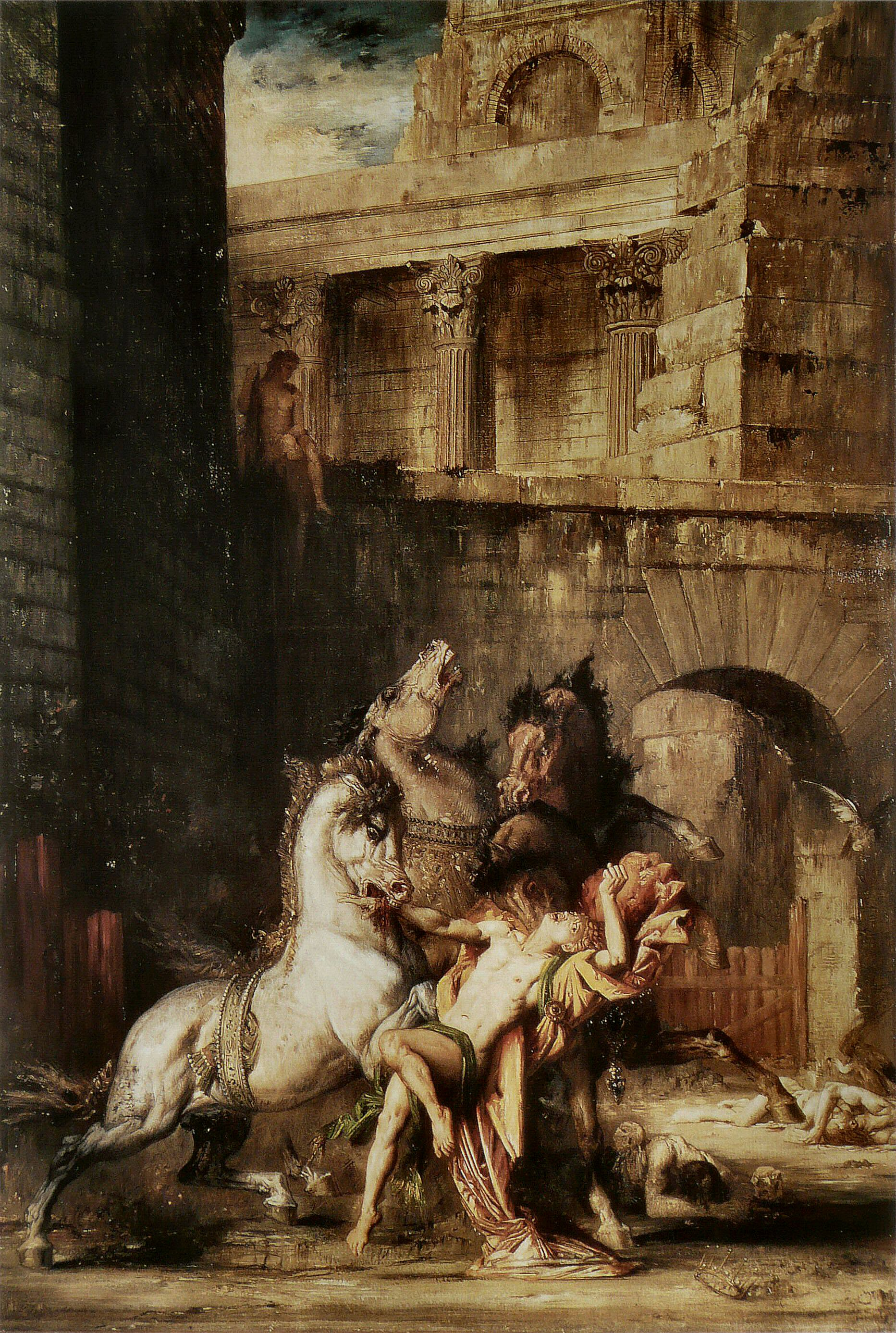
ギュスターヴ・モロー『自らの馬に食い殺されるディオメデス』1865年。油彩、キャンバス、140 × 95.5cm。ルーアン美術館[243]。
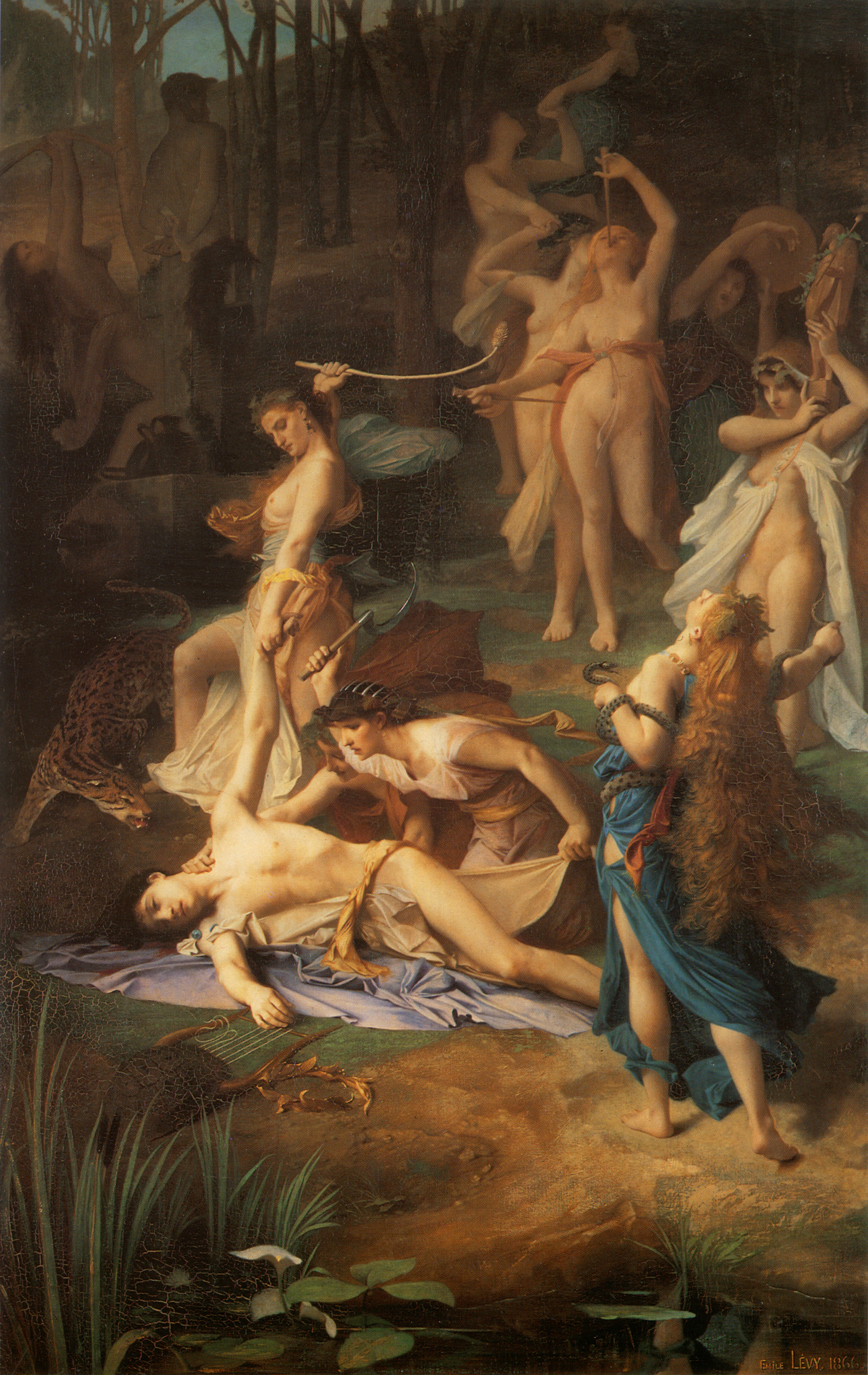
エミール・レヴィ『オルフェウスの死』1866年。油彩、キャンバス、235 × 168cm。オルセー美術館
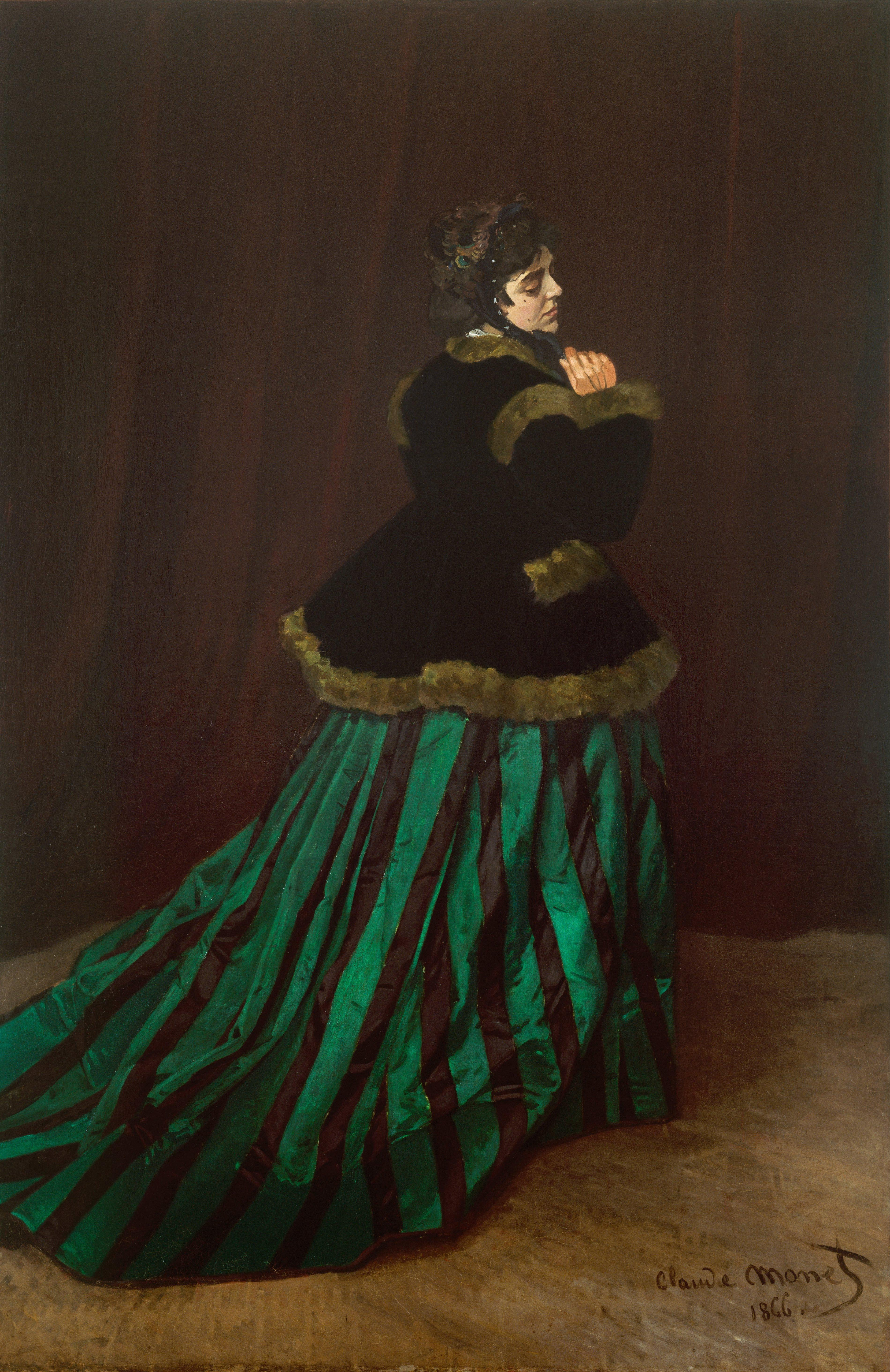
モネ『緑衣の女（フランス語版）』1866年。油彩、キャンバス、231 × 151 cm。ブレーメン美術館[244]。
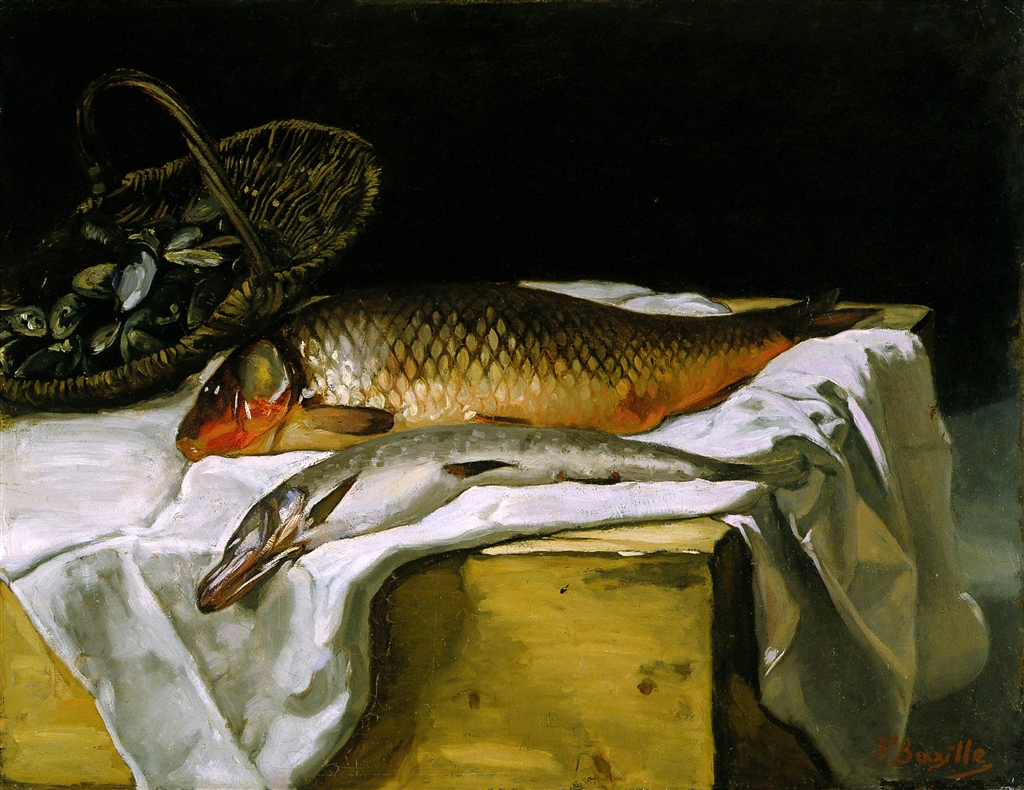
フレデリック・バジール『魚の静物』1866年。油彩、キャンバス、63.5 × 81.9 cm。デトロイト美術館[245]。
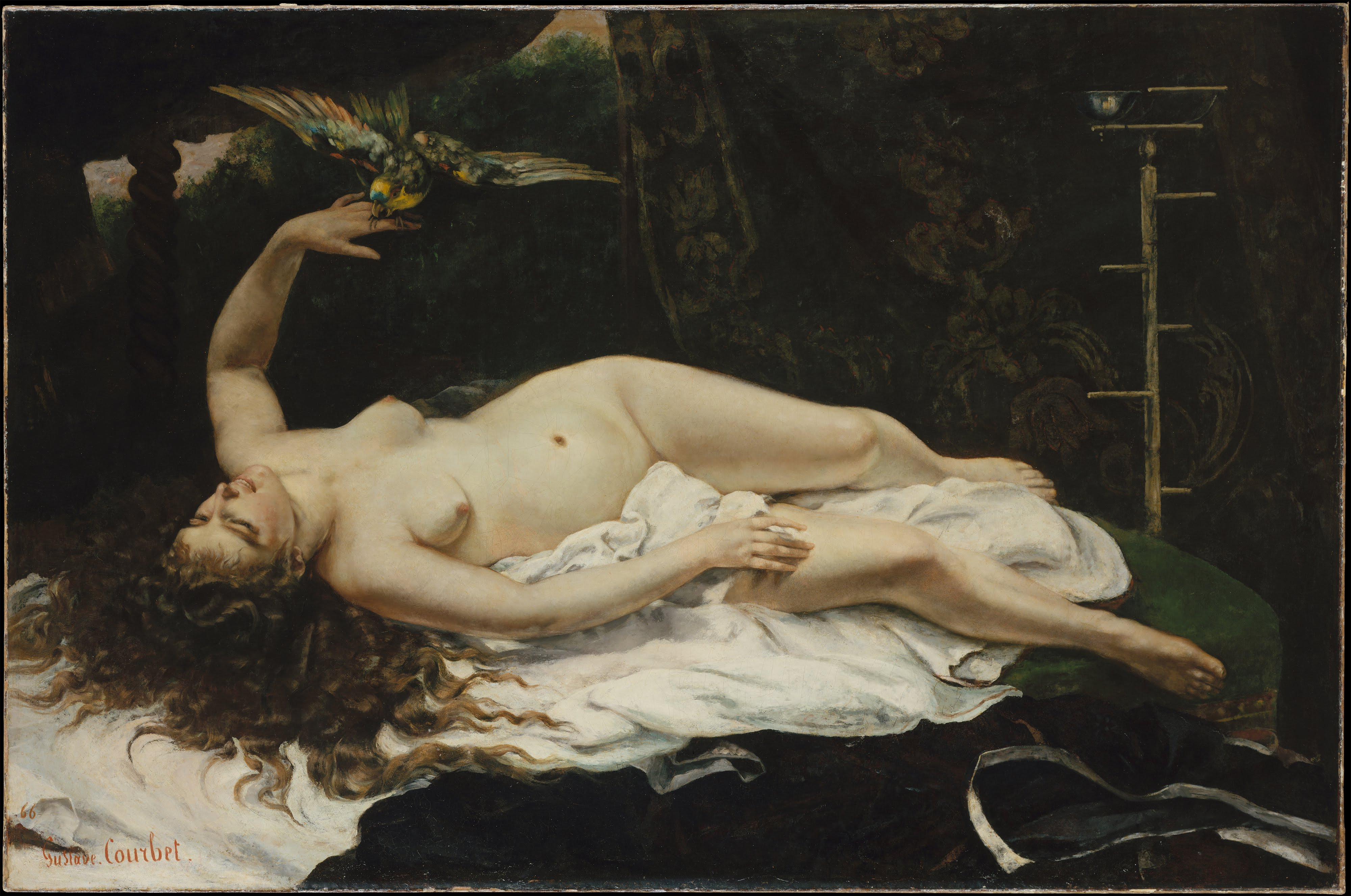
ギュスターヴ・クールベ『女とオウム』1866年。油彩、キャンバス、129.5 × 195.6 cm。メトロポリタン美術館[246]。
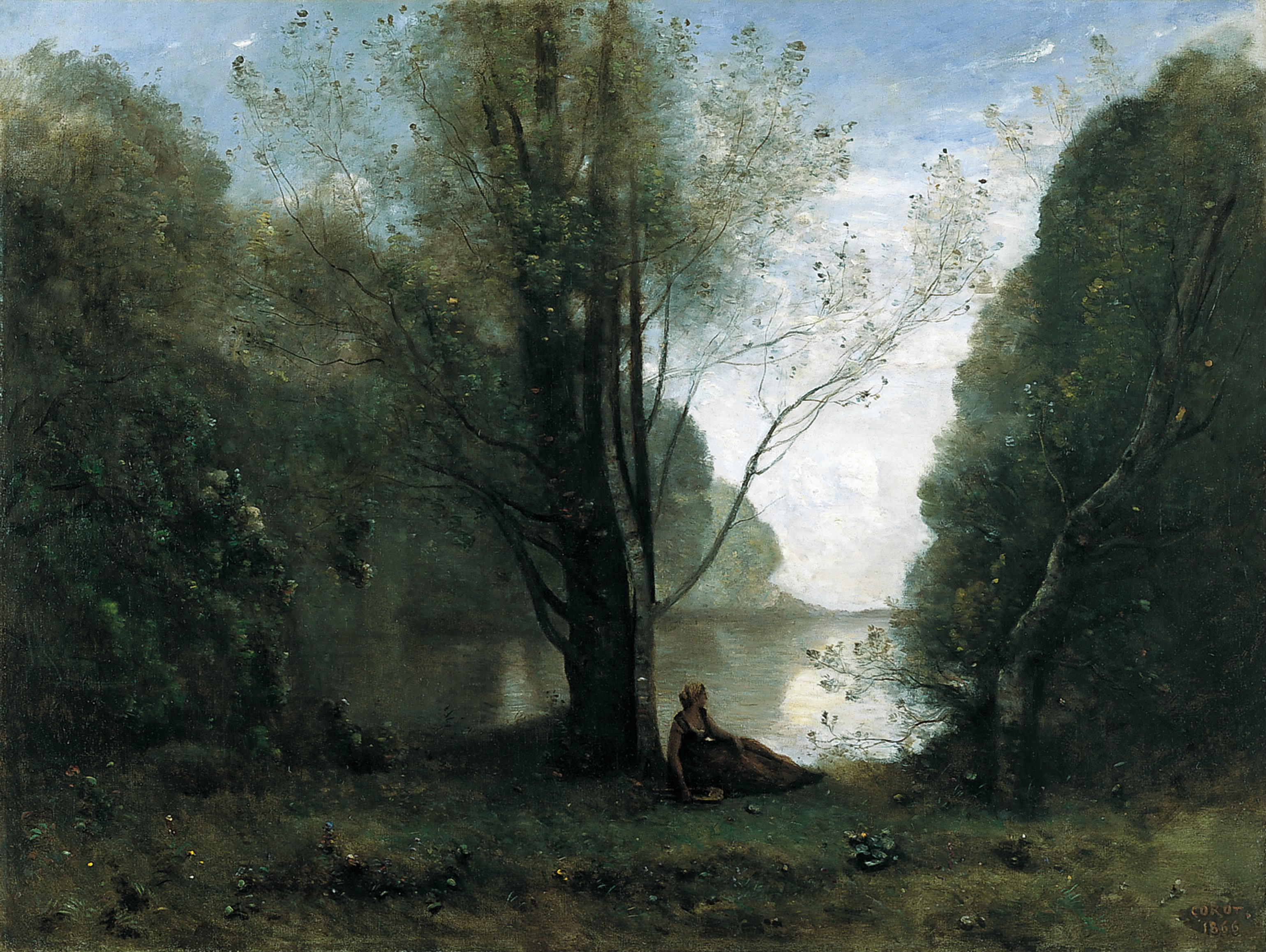
ジャン＝バティスト・カミーユ・コロー『孤独、リムーザン、ヴィジャンの思い出』1866年。油彩、キャンバス、95 × 130 cm。ティッセン＝ボルネミッサ美術館

### 1867年
1867年のサロンは、パリ万国博覧会と並行して開催された。そのため、サロンは補助的な役割にとどまった。絵画部門の審査委員は15人に減るとともに、画家の選挙による審査委員が3分の2（10人）、美術行政による任命が3分の1（5人）という制度に改められた。その結果は、画家選出委員の上位3名はカバネル、ジェローム、ピルスが占め、美術行政任命委員の構成も前回とほとんど変わらなかった。そのこともあって、前衛的な画家には厳しいサロンとなった。落選展開催の要望もあったが、美術総監ニューウェルケルクはそれを拒否した。エドガー・ドガとベルト・モリゾは入選したが、モネ、ルノワール、シスレー、バジールは落選した。そのため、彼らの間では、独自の展覧会を開催しようという案が出たが、資金不足のため立ち消えとなった。
ミレーは、『烏のいる冬景色』と『鵞鳥番の少女』で1等賞を与えられ、絶頂期を迎えた。他方、クールベとマネはサロンに応募せず、それぞれ万国博覧会会場近くで個展を開いた。

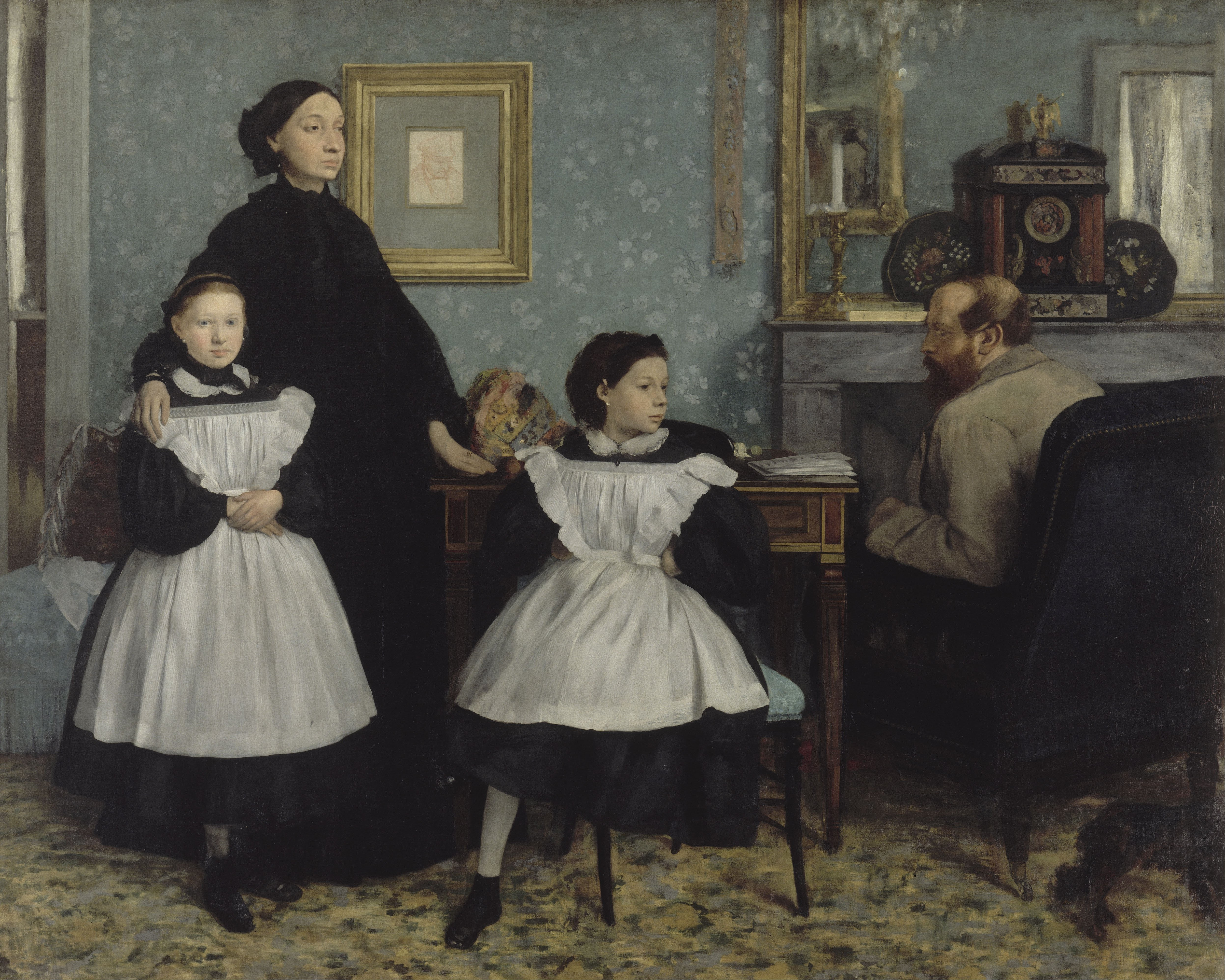
エドガー・ドガ『ベルレッリ家の肖像』1867年。油彩、キャンバス、201 × 249.5 cm。オルセー美術館[252]。
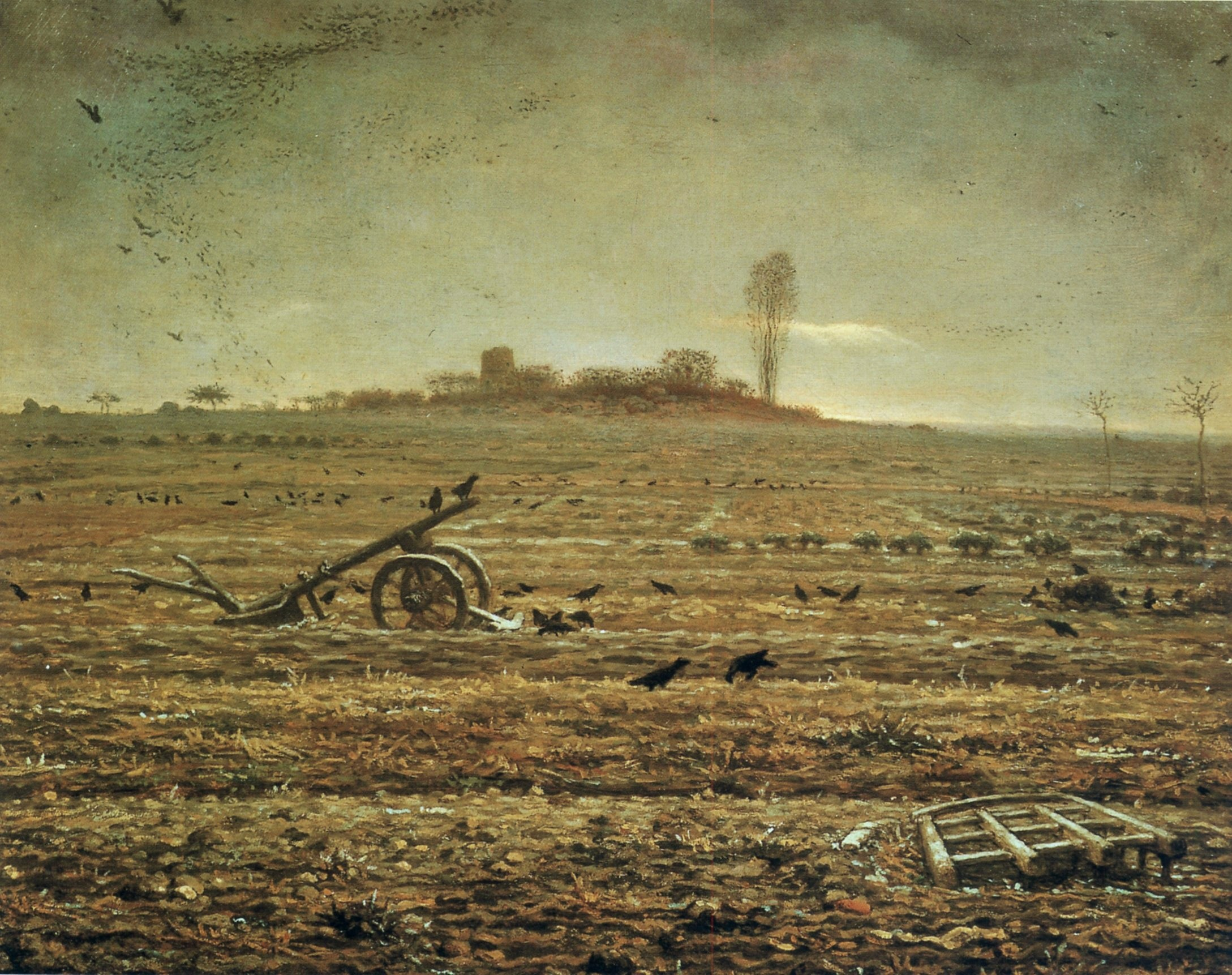
ジャン＝フランソワ・ミレー『烏のいる冬景色』1862年。油彩、キャンバス、60.3 × 73.6 cm。オーストリア・ギャラリー[253]。

### 1868年
1868年のサロンからは、過去のサロン（無審査であった1848年を除く）で入選経験のある画家であれば誰でも審査委員の投票に加わることができるようになった。これを反映して、コローやドービニーが審査委員に入り、前衛的な画家たちにとって寛容な審査となった。ルノワールも『日傘のリーズ』で好意的な評価を得ることができた。

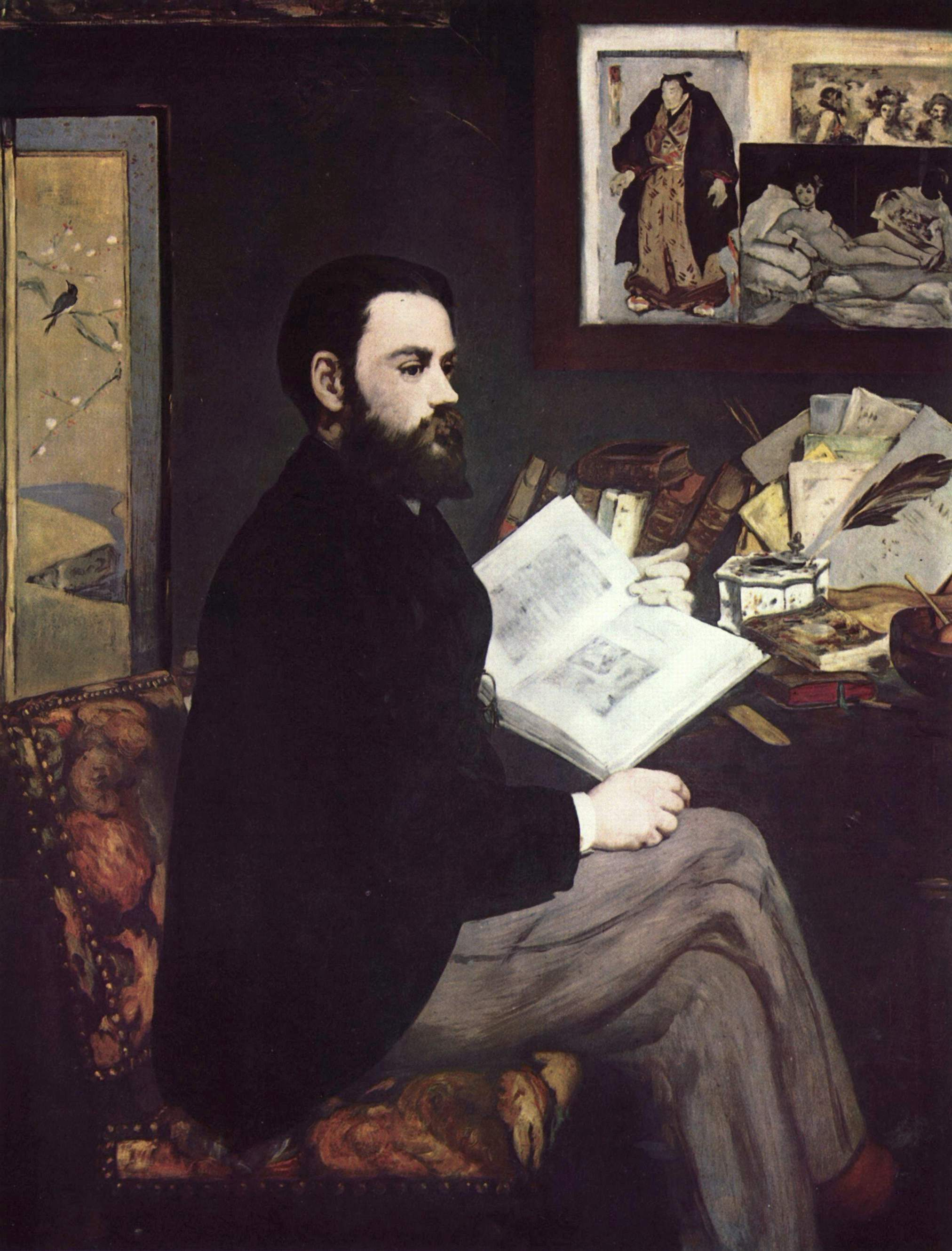
マネ『エミール・ゾラの肖像』1868年。油彩、キャンバス、146 × 114 cm。オルセー美術館[256]。
ルノワール『日傘のリーズ』1867年。油彩、キャンバス、184 × 115 cm。フォルクヴァンク美術館（エッセン）。
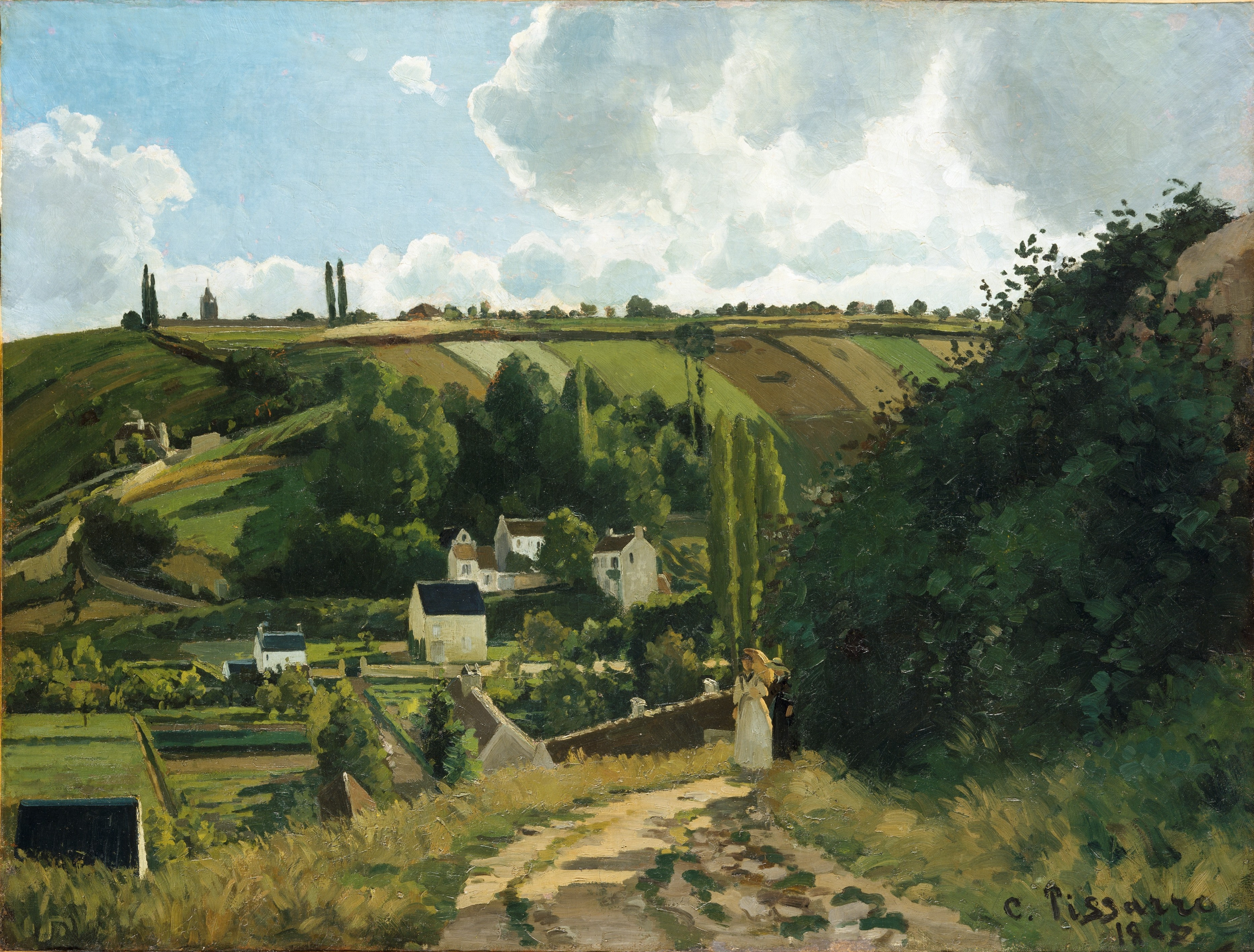
カミーユ・ピサロ『ジャレの丘』1867年。油彩、キャンバス、87 ×　114.9 cm。メトロポリタン美術館（ニューヨーク）[257]。
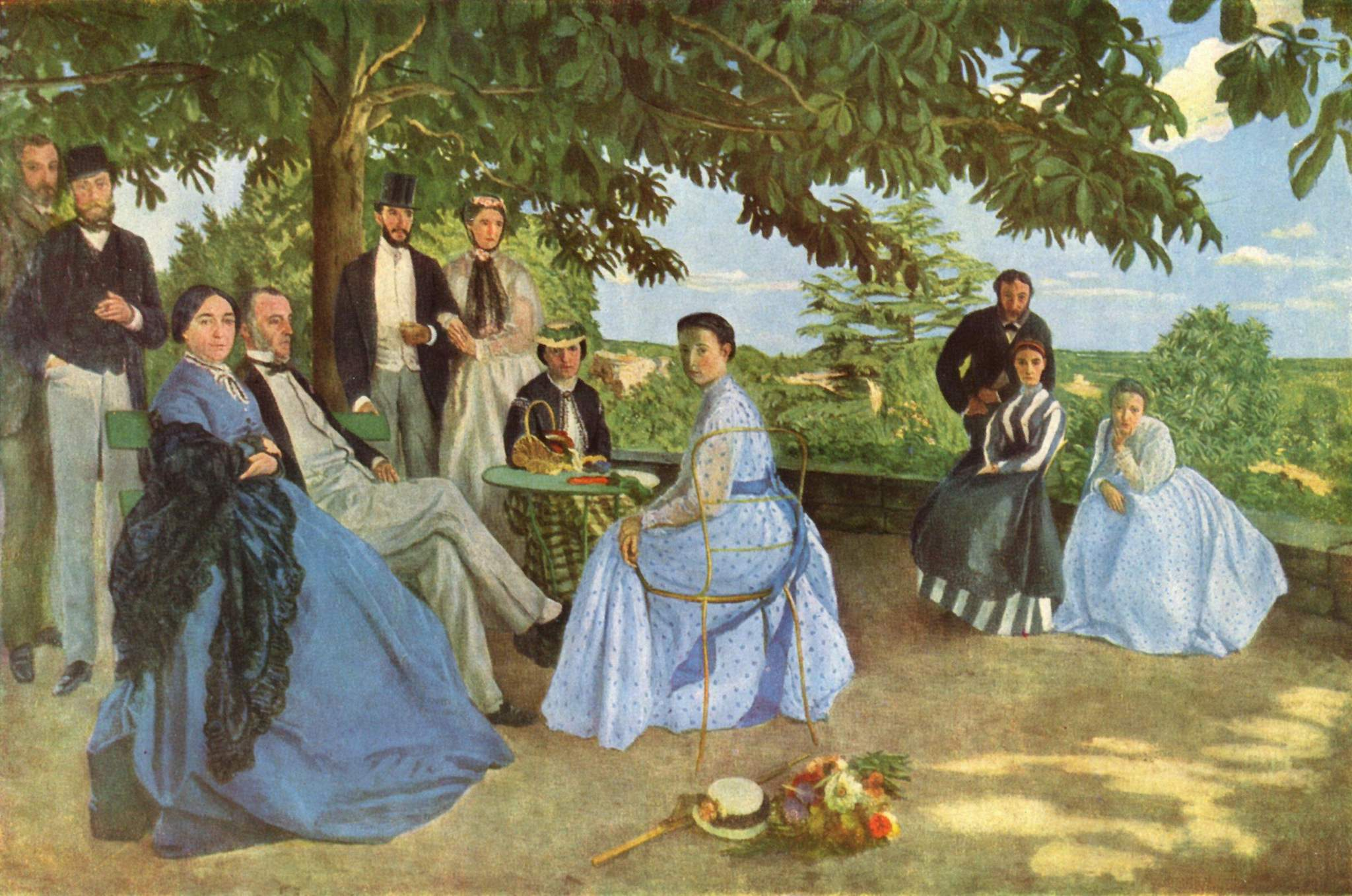
フレデリック・バジール『家族の集い』1867-68年。油彩、キャンバス、152 × 230 cm。オルセー美術館[258]。
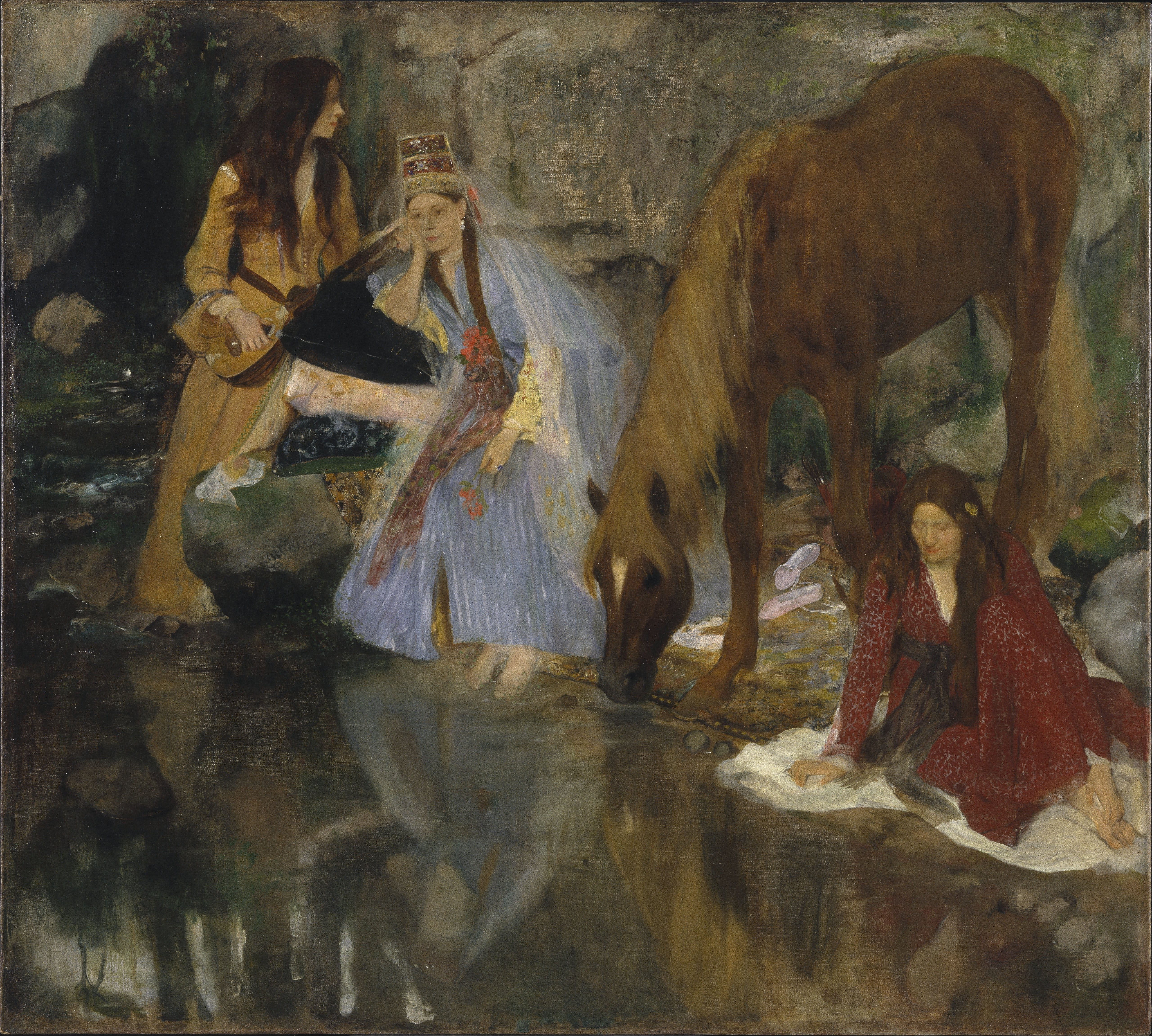
エドガー・ドガ『バレエ《泉》のフィオクル嬢』油彩、キャンバス、130.8 × 145.1 cm。ブルックリン美術館[259]。

### 1869年
1869年の審査委員の選出方法は前年と同じであったが、ジェローム、ボードリー、ピルス、ボナといったアカデミーの画家が審査委員の上位を占めた。

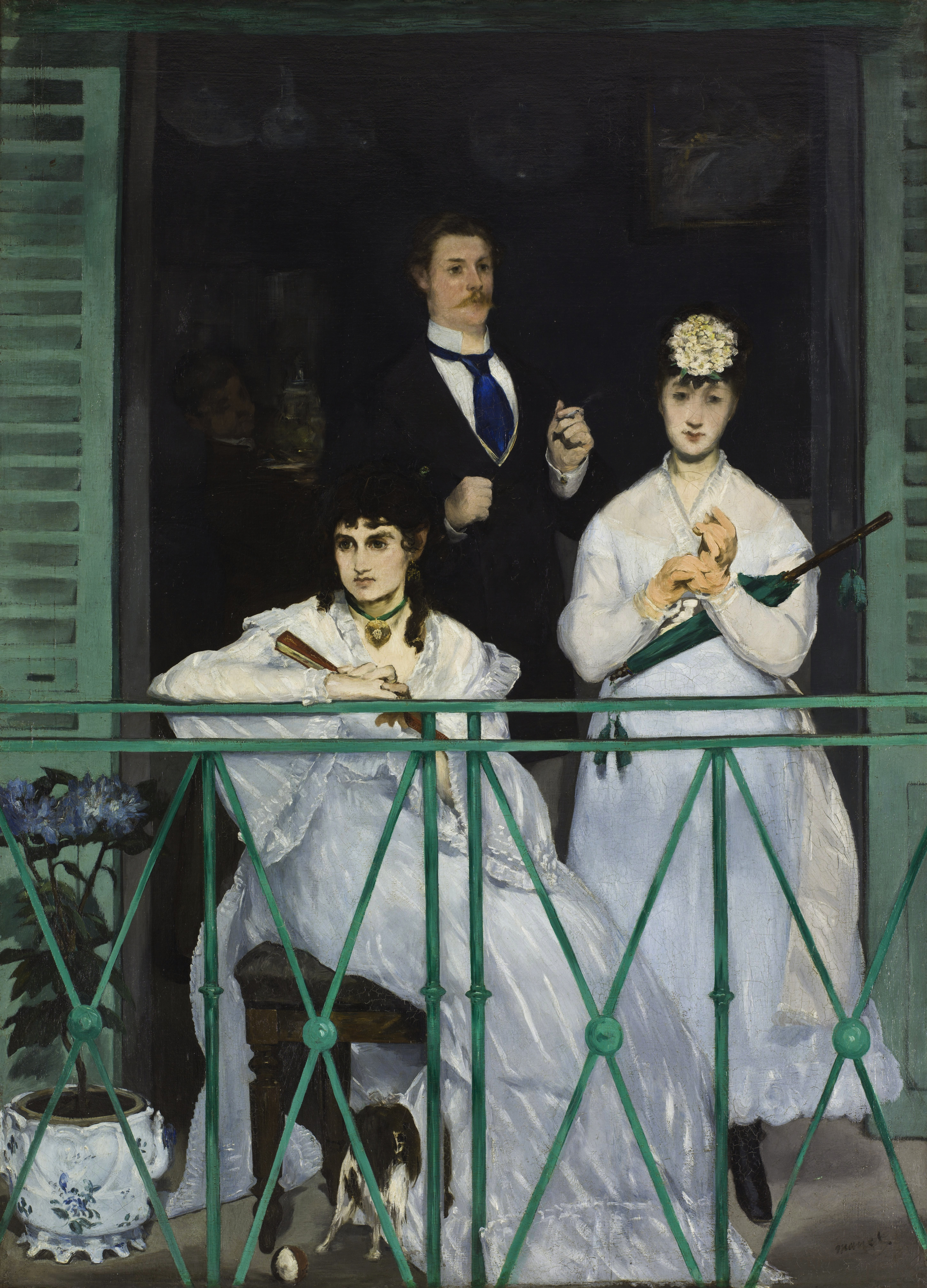
マネ『バルコニー』1868-69年。油彩、キャンバス、170 × 125 cm。オルセー美術館[261]。
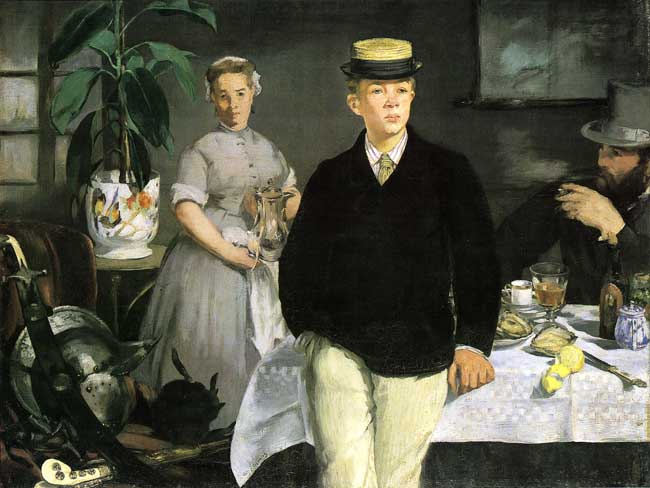
マネ『アトリエでの昼食（英語版）』1868年。油彩、キャンバス、118 × 153.9 cm。ノイエ・ピナコテーク。
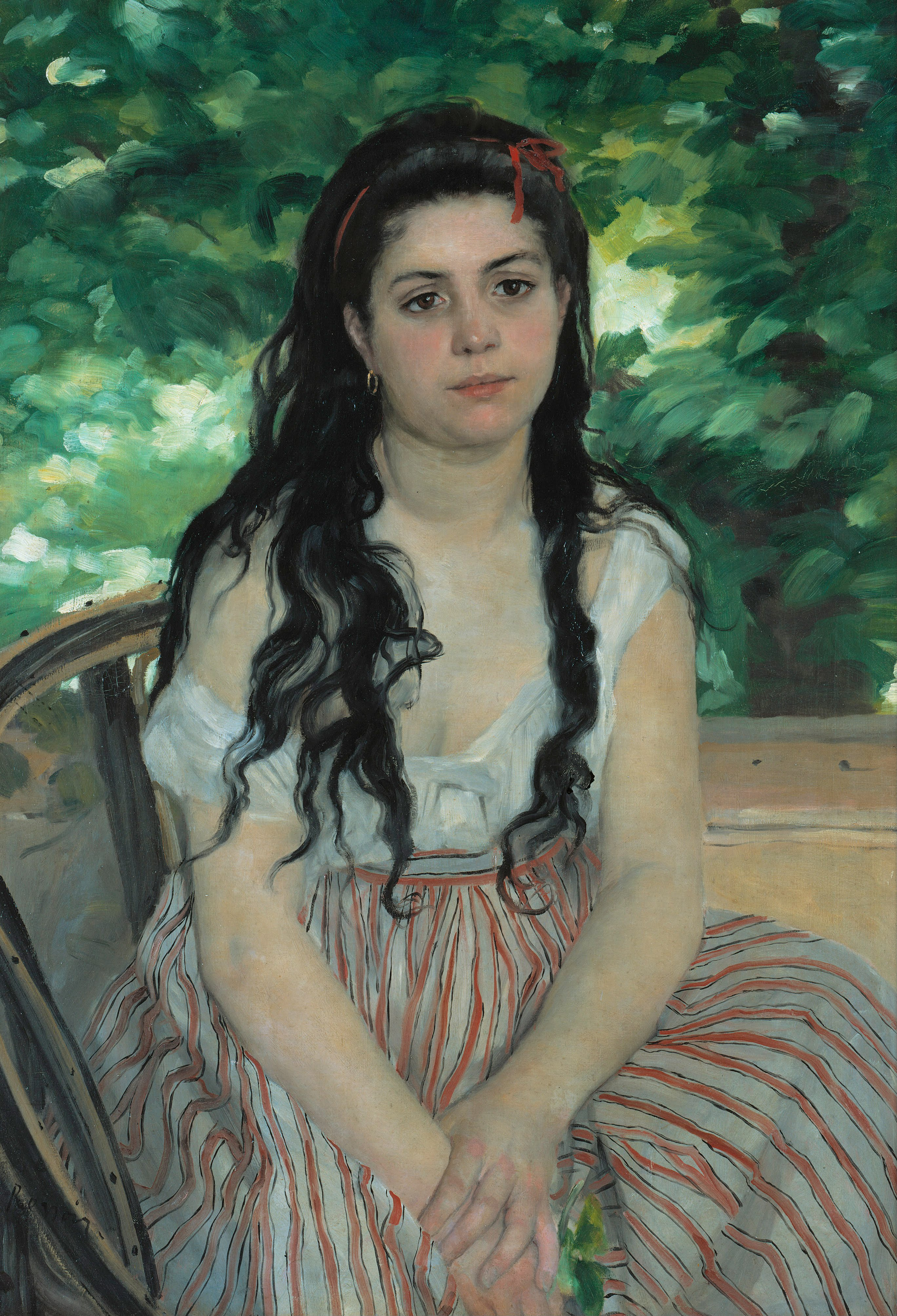
ルノワール『夏・習作（英語版）』1868年。油彩、キャンバス、85 × 59 cm。旧国立美術館 (ベルリン)[262]。
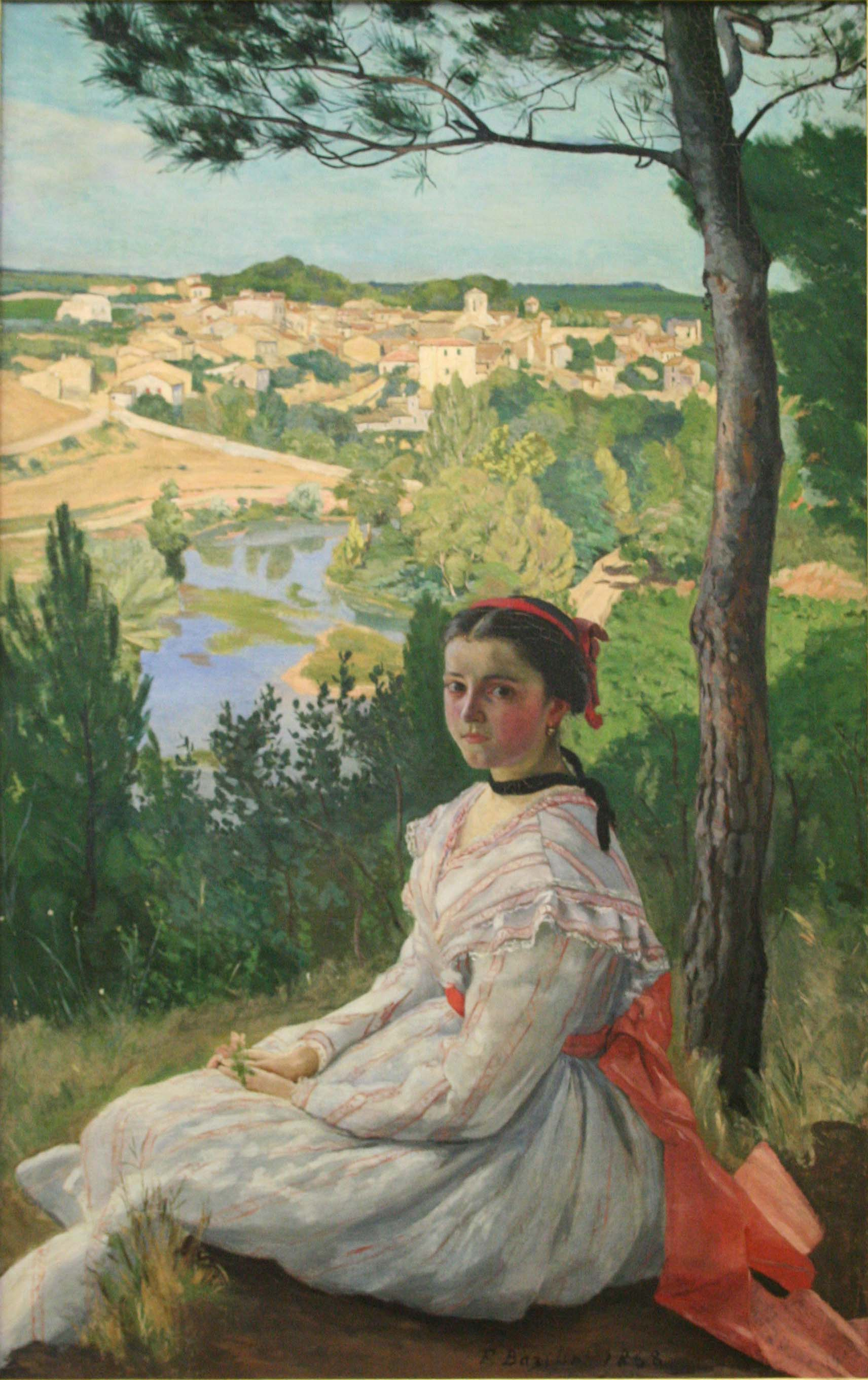
バジール『村の眺め』1868年。油彩、キャンバス、137.5 × 85 cm。ファーブル美術館（モンペリエ）。

### 1870年
1870年のサロンからは、美術行政による審査委員の任命がなくなり、過去のサロン（無審査であった1848年を除く）で入選経験のある全ての画家の中から全ての審査委員を選挙する仕組みとなり、民主化が進んだ。ドービニー、コロー、ミレーが審査委員に入り、バティニョール派の画家たちを擁護したが、モネは『ラ・グルヌイエール』などが落選してしまった。ドービニーは、モネの落選に抗議して、審査委員を辞任した。ファンタン＝ラトゥールの『バティニョールのアトリエ』は、当時マネを中心とする前衛的画家の集まりが成立していたことを物語る作品である。

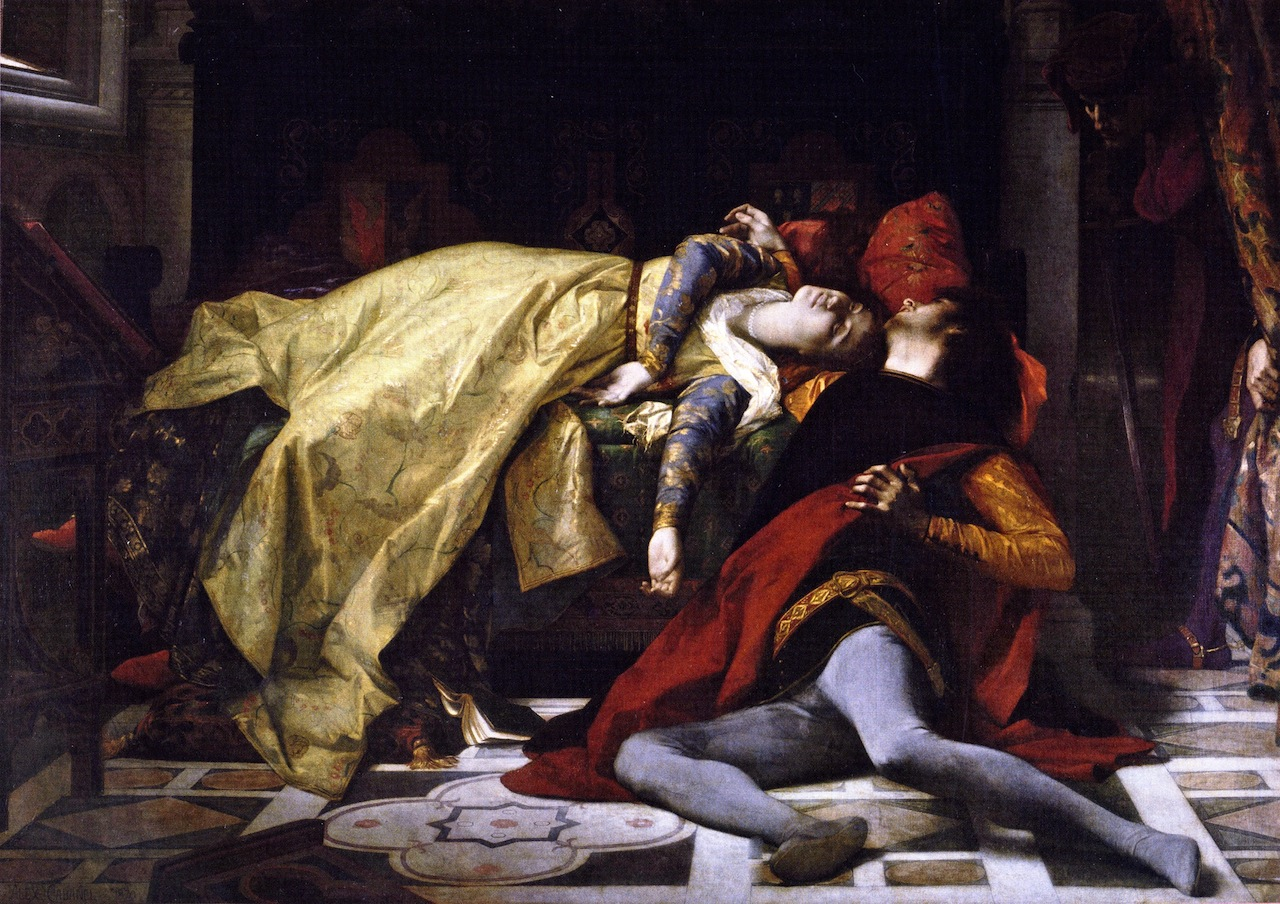
アレクサンドル・カバネル『パオロとフランチェスカ』1870年。油彩、キャンバス、184 × 255 cm。オルセー美術館[266]。
ルノワール『アルジェの女（オダリスク）』1870年。油彩、キャンバス、69.2 ×　122.6 cm。ナショナル・ギャラリー（ロンドン）[267]。
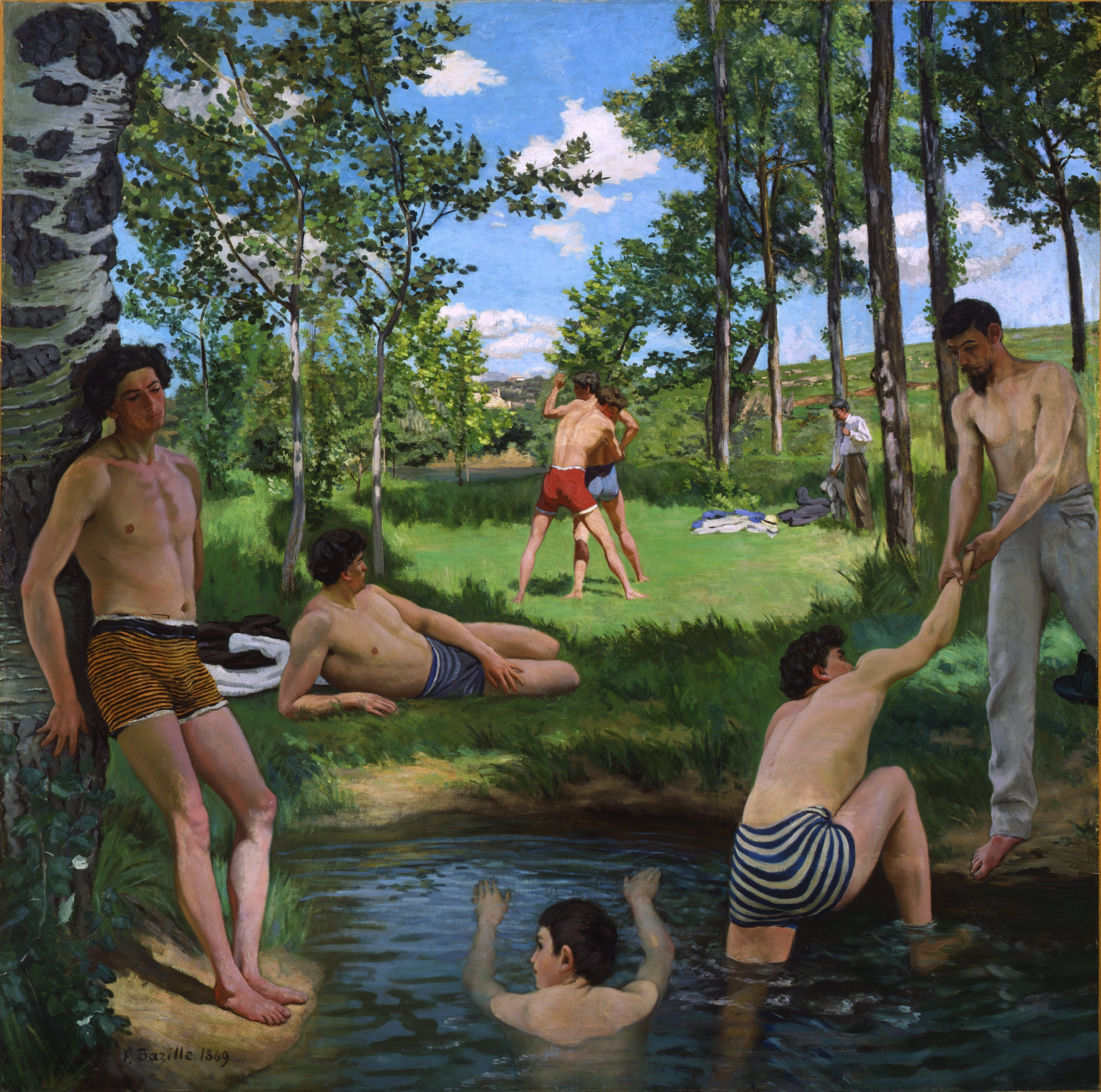
バジール『夏の情景（フランス語版）』1869年。油彩、キャンバス、160 × 160.7 cm。フォッグ美術館（マサチューセッツ州ケンブリッジ、ハーバード大学）[268]。
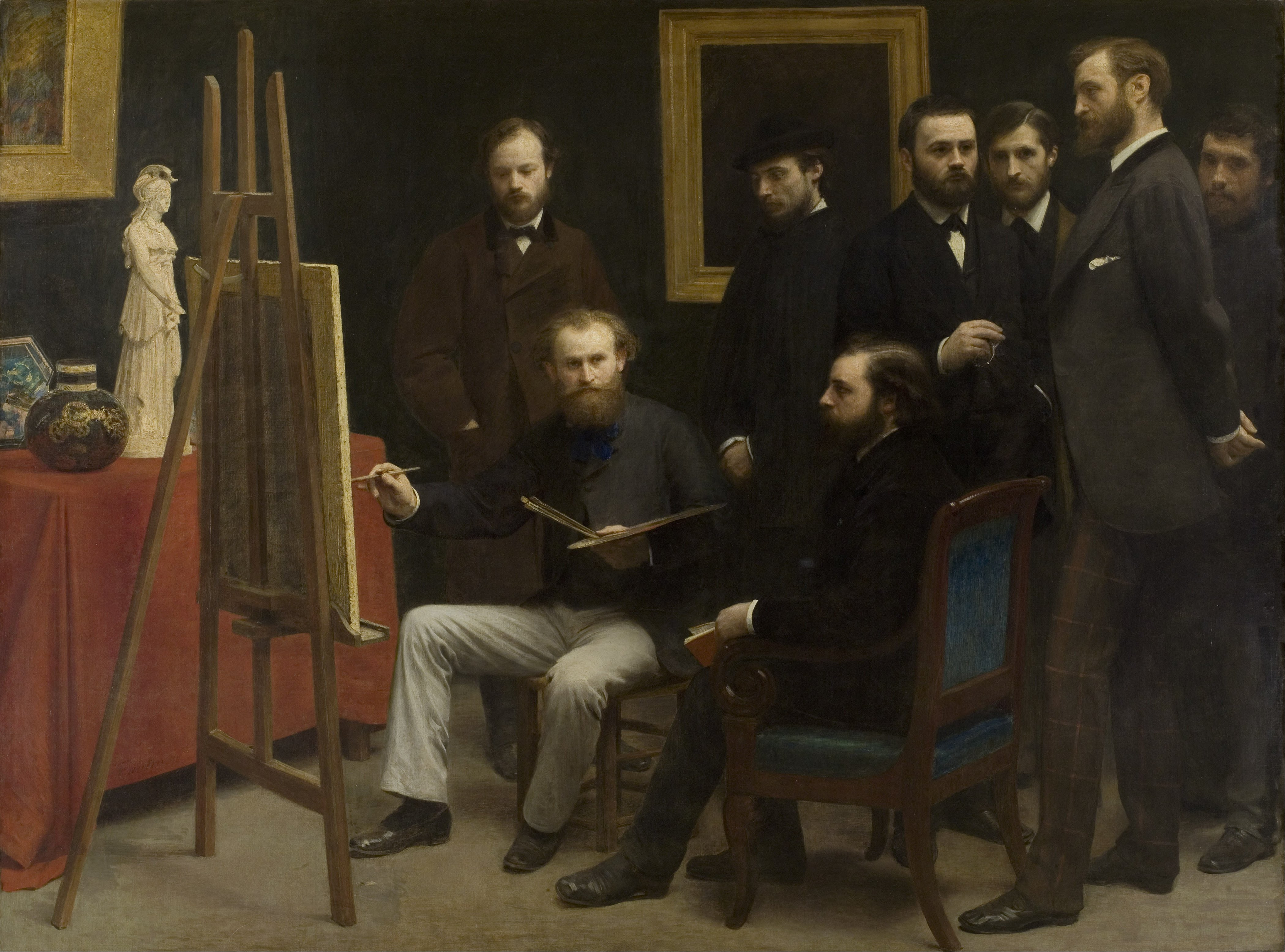
アンリ・ファンタン＝ラトゥール『バティニョールのアトリエ』1870年。油彩、キャンバス、204 × 273.5 cm。オルセー美術館[269]。
エドガー・ドガ『カミュ夫人の肖像』1869-70年。油彩、キャンバス、72.7 × 92.1 cm。ナショナル・ギャラリー（ワシントンD.C.）[270]。
エドゥアール・マネ『エヴァ・ゴンザレスの肖像』1870年。油彩、キャンバス、191.1 × 133.4 cm。ナショナル・ギャラリー（ロンドン）[271]。
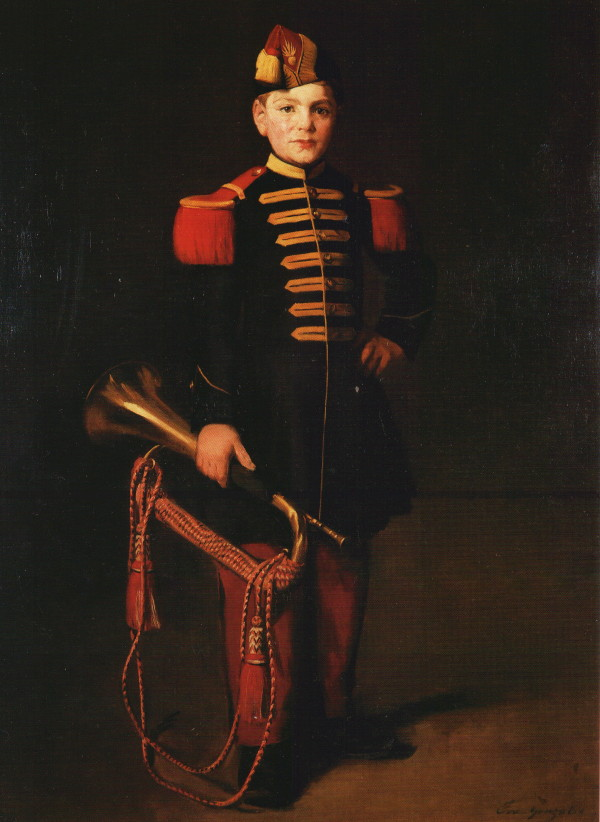
エヴァ・ゴンザレス『陸軍幼年学校生徒』1870年。ガストン・ラパン美術館。

## 第三共和政
1870年7月、ナポレオン3世とプロイセン王国との間で普仏戦争が勃発し、9月にフランス軍がセダンの戦いで敗北したことで第二帝政が崩壊した。その後、1871年1月にパリがプロイセン軍に占領されたが、3月に徹底抗戦を求めるパリ市民がパリ・コミューンを宣言し、内戦の末5月に鎮圧された。こうした混乱の末、フランス第三共和政が誕生した。第三共和政の下でも、サロンは画家たちの重要な発表の場として権威を保っていたが、徐々に商品展示場という様相が強くなり、作品の質の劣化が懸念されるようになった。サロンの審査は、その年の審査委員にコローやドービニーが入れば寛容になり、そうでない年は厳しくなるなど一定せず、若手の前衛画家たちは翻弄された。そうした中から、モネ、ルノワール、ピサロ、バジールといったバティニョール派の画家たちが、1874年以降、サロンから独立したグループ展を開催するようになり、印象派と呼ばれるようになる。

### 1872年
1872年に再開されたサロンは、美術長官シャルル・ブランの下、アカデミーの権限が再び強められ、保守性を増した。シャルル・ブランと公教育省大臣ジュール・シモンは、合理的・普遍的な美というフランス革命以来の共和主義者の理念を受け継ぐとともに、中央集権化した国家機関による芸術の統制を図るため、芸術アカデミーの権威を高める方針をとった。
マネは『キアサージ号とアラバマ号の海戦』が入選し、ルノワールは落選した。モネ、ピサロ、シスレー、ドガは応募していない。

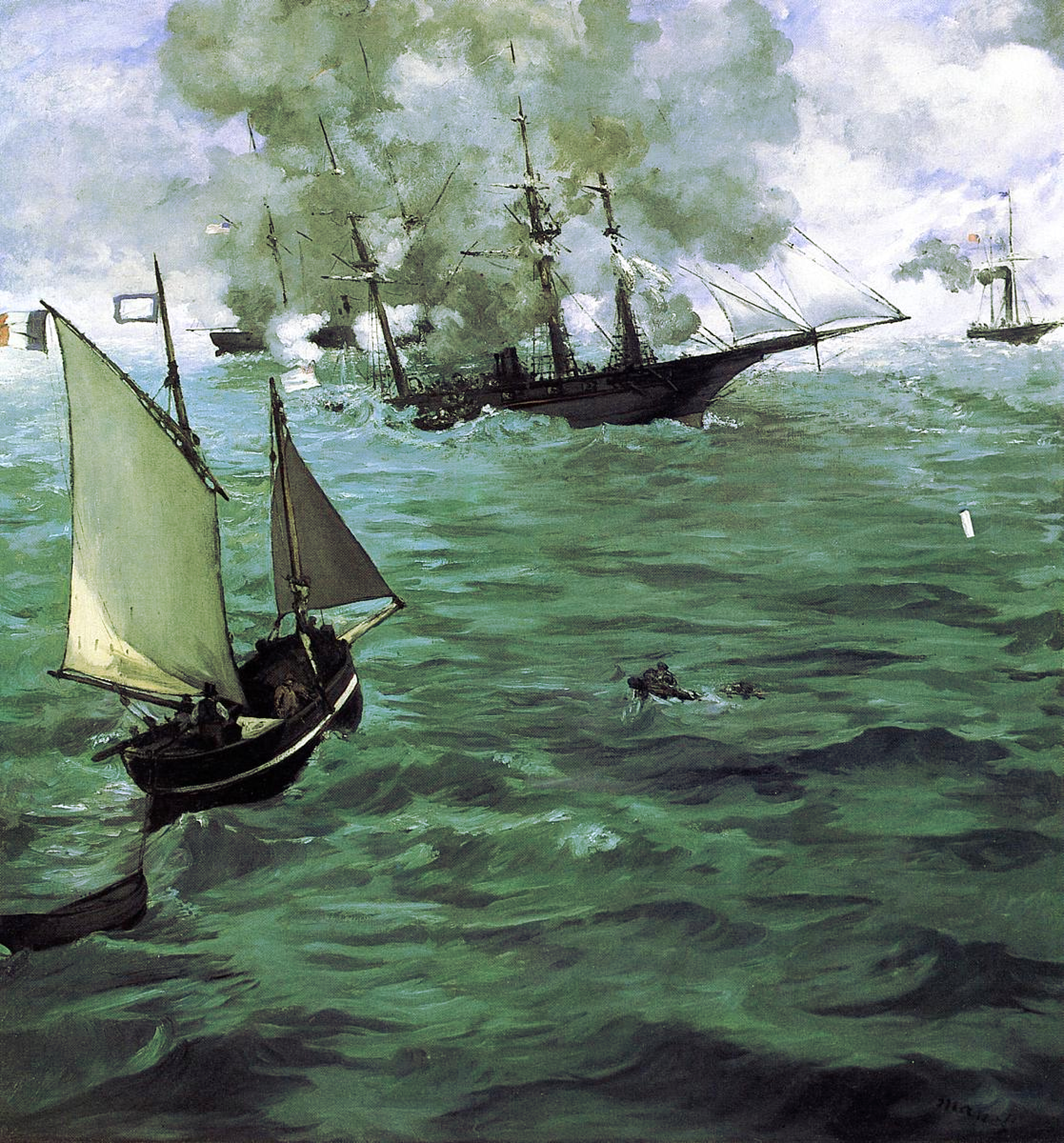
マネ『キアサージ号とアラバマ号の海戦』1864年。油彩、キャンバス、137.8 × 128.9 cm。フィラデルフィア美術館[276]。

### 1873年
1873年のサロンは、審査が更に厳格になり、落選者が続出した。この年には、10年ぶりとなる落選展も開かれた。マネは『ル・ボン・ボック』と『休息（ベルト・モリゾの肖像）』が入選し、『ル・ボン・ボック』はサロンで好評を得た。ベルト・モリゾ、メアリー・カサットも入選したが、ルノワールは落選し、『ブーローニュの森の朝の乗馬』を落選展に出展した。モネ、ピサロ、シスレー、ドガは、サロンに応募せず、独自のグループ展開催に向けて動き出した。

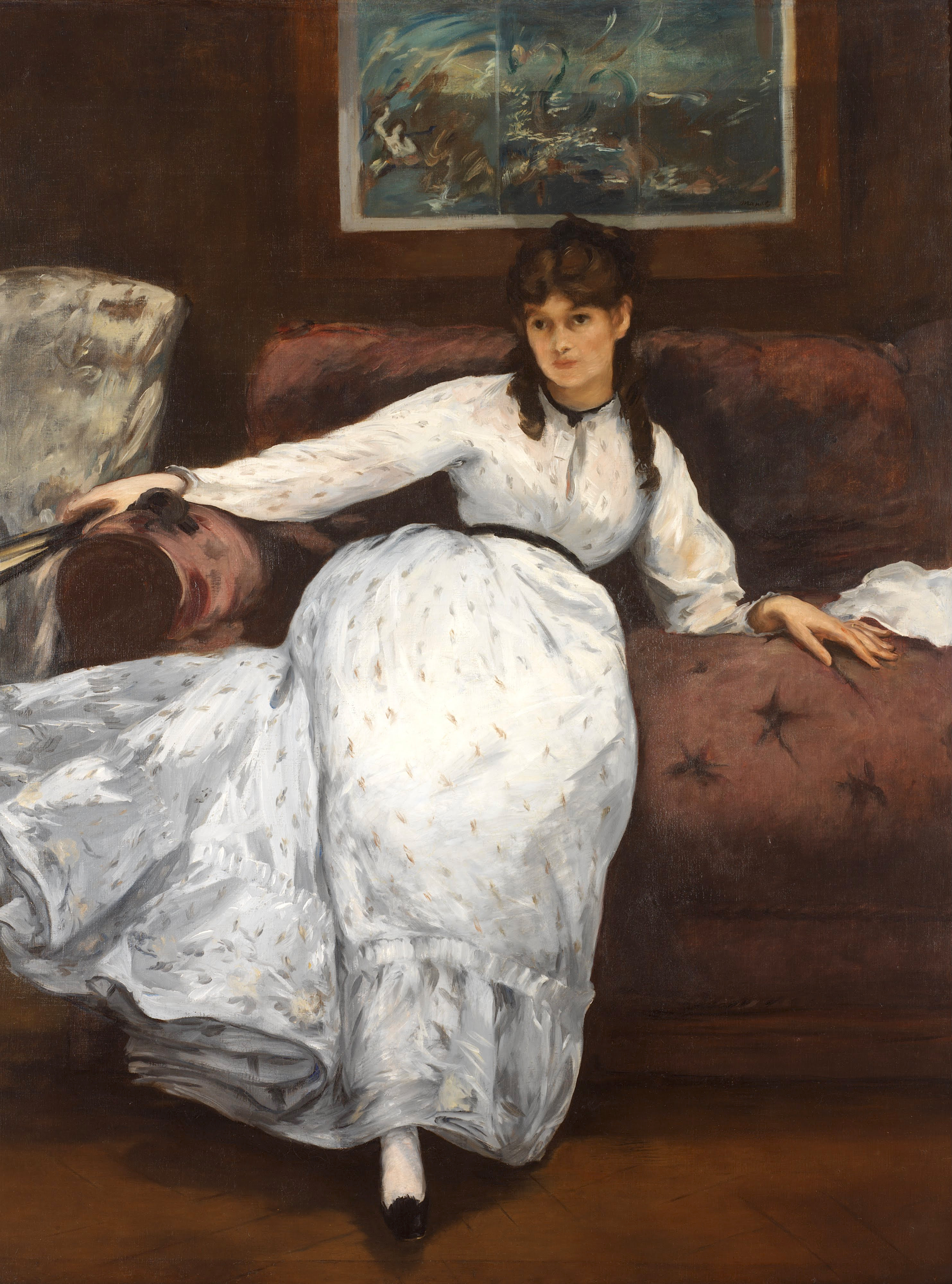
エドゥアール・マネ『休息（ベルト・モリゾの肖像）（フランス語版）』1871年頃。油彩、キャンバス、150.2 × 114 cm。ロードアイランド・スクール・オブ・デザイン付設美術館[280]。
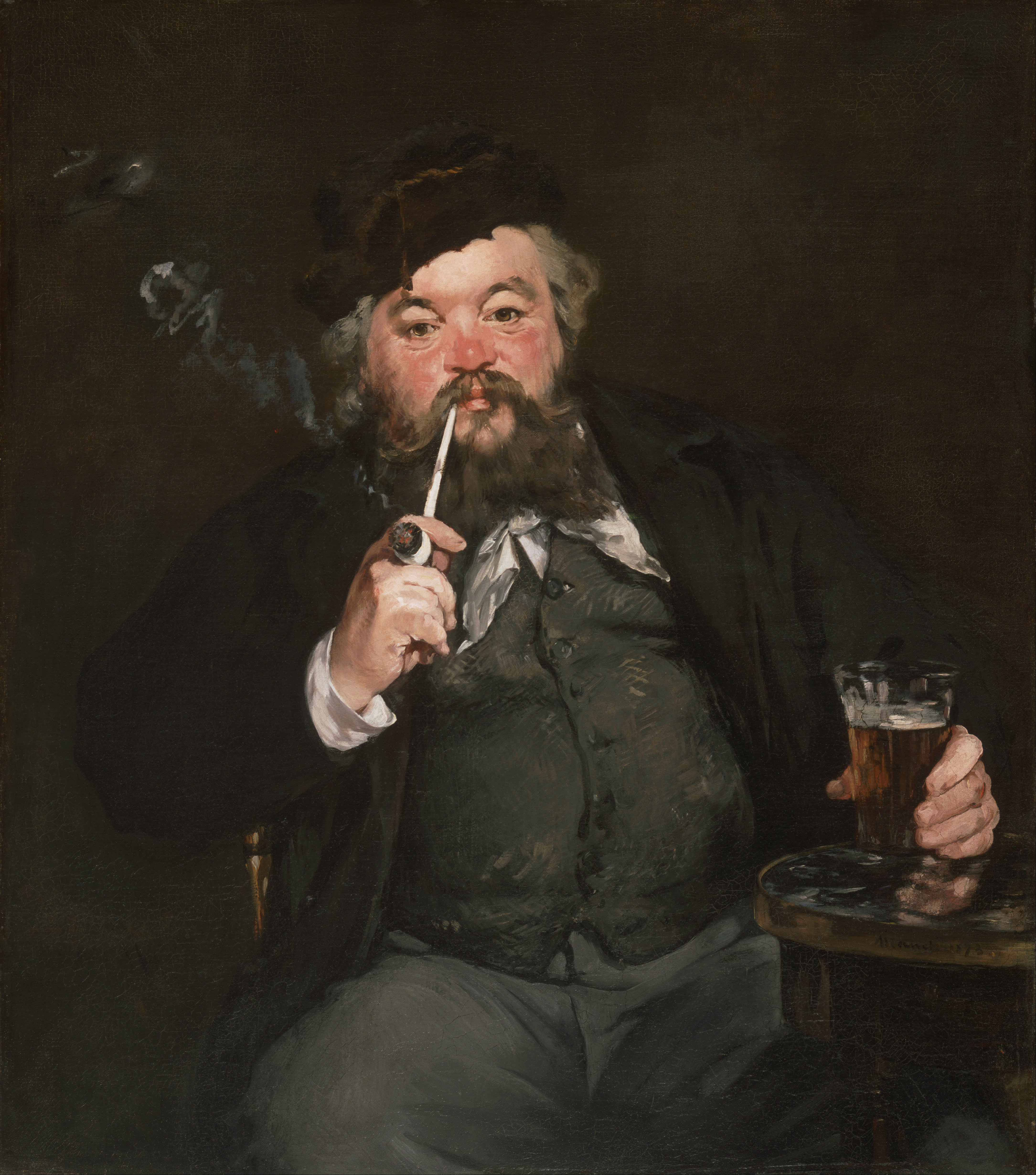
マネ『ル・ボン・ボック』1873年。油彩、キャンバス、94.6 × 83.3 cm。フィラデルフィア美術館[281]。

### 1874年
1873年12月、王党派から大統領に就いたパトリス・ド・マクマオンが美術長官シャルル・ブランを解任し、後任にフィリップ・ド・シェヌヴィエール＝ポワンテル侯爵を指名した。シェヌヴィエールは、サロン改革に着手し、偉大な物語画の復興を目指して、ほとんどアカデミー会員から成る美術委員会を設立したり、サロン賞を設けたりした。
1874年のサロンは5月1日から約1か月半開かれたが、この年の4月15日から5月15日までの間、モネ、ルノワール、ピサロ、バジール、ベルト・モリゾなどの前衛的な画家たちが、グループ展を開催した（第1回印象派展）。サロンから独立したグループ展という画期的な取組であったが、世間からは嘲笑と酷評を浴びた。他方、マネは、グループ展への参加を拒絶し、サロンでの成功を追求した。
当時、サロンの作品数は3657点（絵画1852点、素描1776点）、入場者は、平日が4000人、日曜・祭日はその10倍で、40日間の合計は50万人を超えていたと推定されている。一方、第1回印象派展の入場者は30日間で約3500人であり、サロンの影響力の大きさが表れている。

マネ『鉄道』1873年。油彩、キャンバス、93.3 × 111.5 cm 。ナショナル・ギャラリー（ワシントンD.C.）[285]。

### 1875年

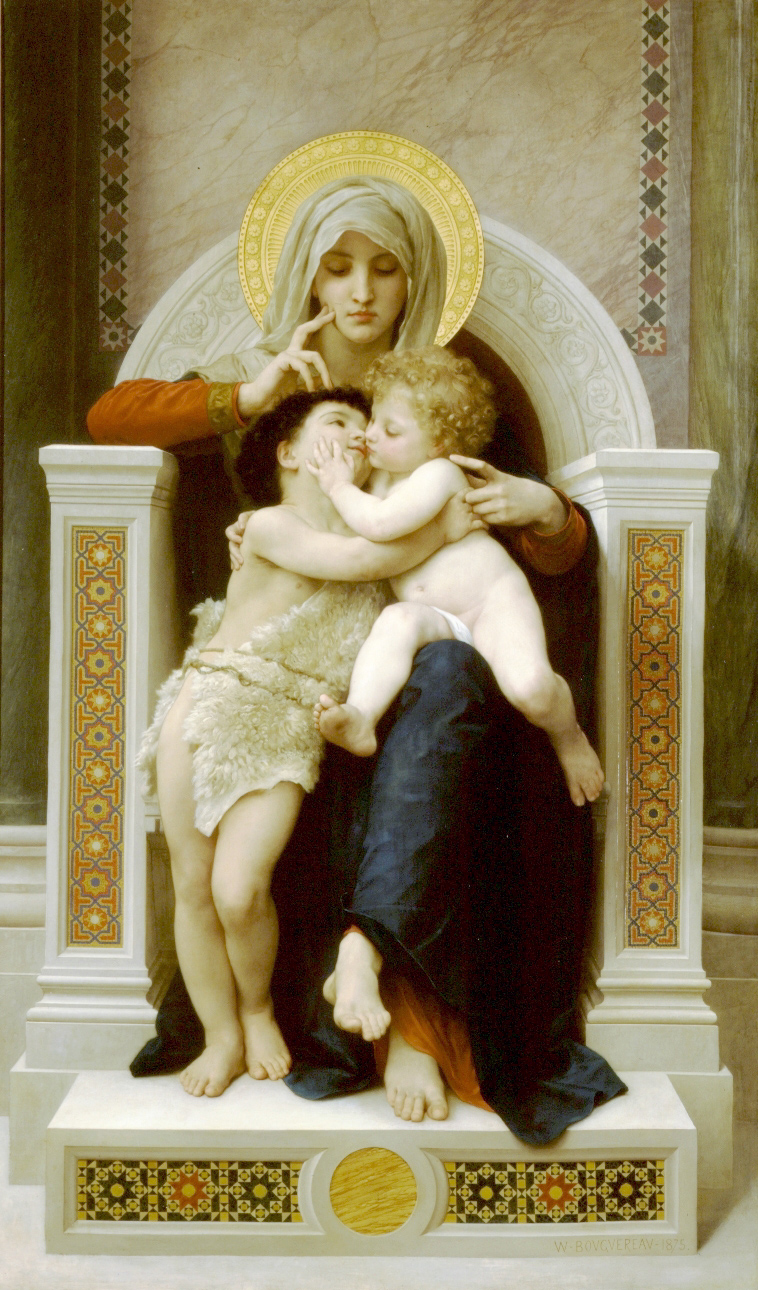
ウィリアム・アドルフ・ブグロー『聖母子と洗礼者ヨハネ』1875年。油彩、キャンバス、200 × 122 cm。個人蔵[286]。
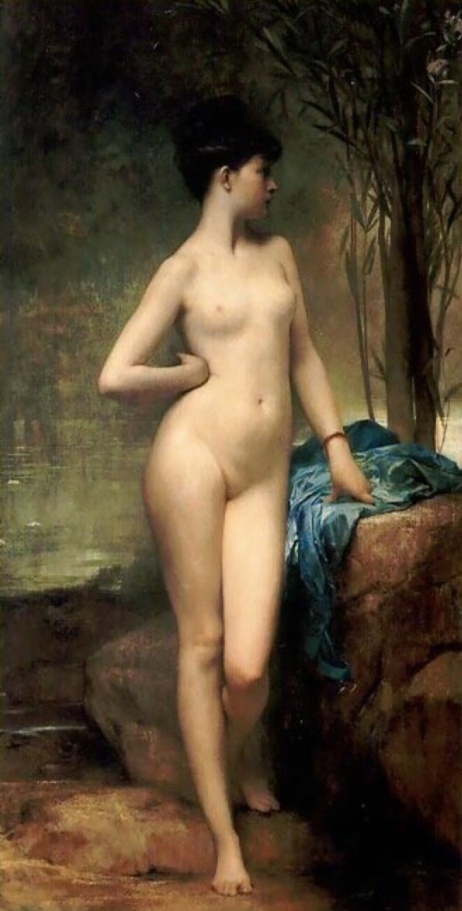
ジュール・ジョゼフ・ルフェーブル『クロエ』1875年。油彩、キャンバス、260 cm × 139 cm。ヤング・アンド・ジャクソンホテル（英語版）[286]。
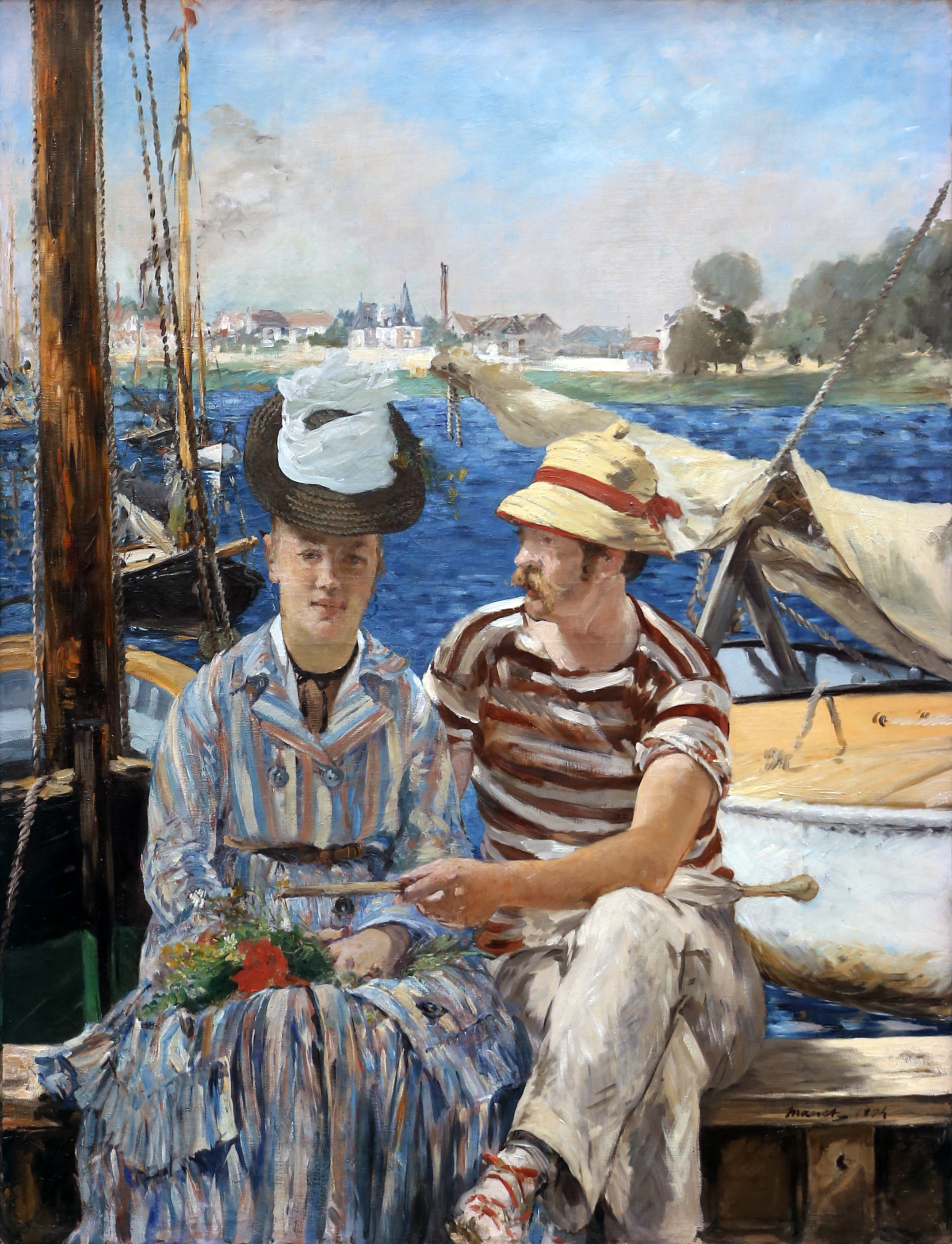
マネ『アルジャントゥイユ（フランス語版）』1874年。油彩、キャンバス、149 ×115 cm。トゥルネー美術館[286]。

### 1876年
1876年のサロンは同じ技法で制作された作品の出品は2つまでに限られたが、総数4033点ものエントリーがあった。この年の出品作についてエミール・ゾラが批評しており、ゾラの注意を引いた作品が他にもあったにせよ、偉大な画家として評価したのはピエール・ピュヴィス・ド・シャヴァンヌだけだった。7年ぶりにサロンに参加したギュスターヴ・モローは2つの大作『ヘロデ王の前で踊るサロメ』と『ヘラクレスとレルネのヒュドラ』、水彩画『出現』など4作品を出品した。1876年は第2回印象派展が開かれた年であり、印象派のメンバーはサロンに出展していない。ポール・ゴーギャンは風景画でサロンに初入選した。

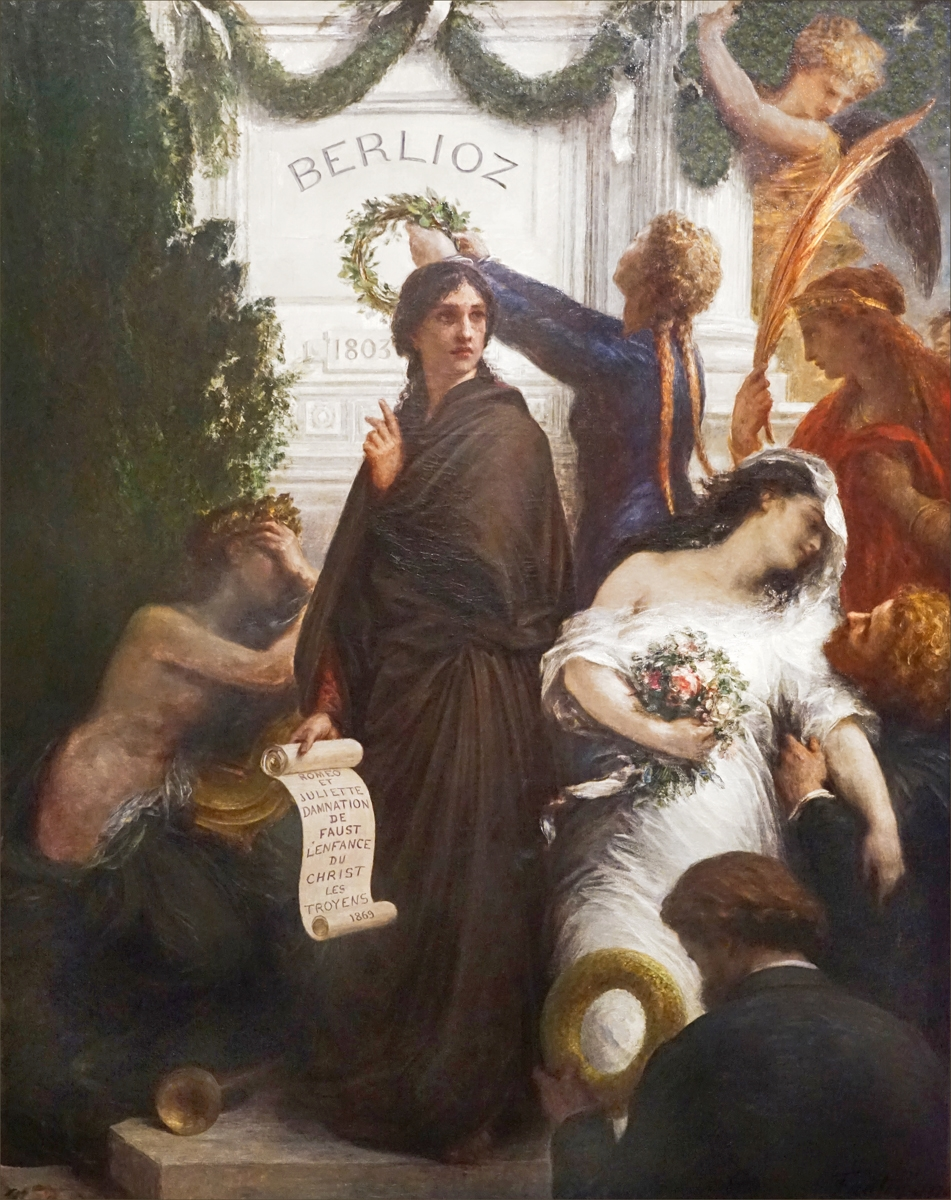
アンリ・ファンタン＝ラトゥール『記念日』1876年。油彩、キャンバス、220 x 170 cm。グルノーブル美術館[289]。
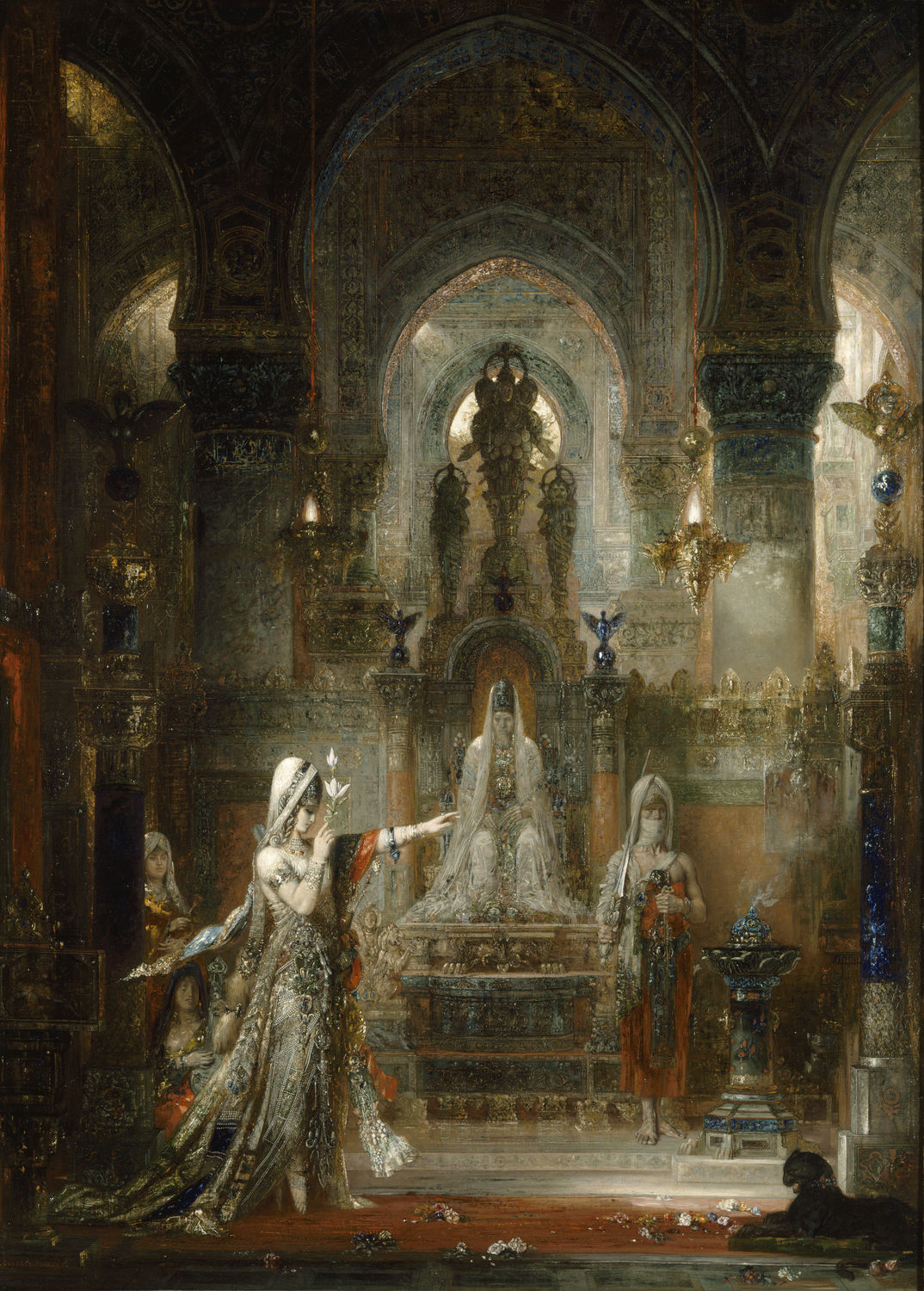
ギュスターヴ・モロー『ヘロデ王の前で踊るサロメ』1876年。油彩、キャンバス、143.5 × 104.3 cm。アーマンド・ハマー美術館（英語版）[290]。
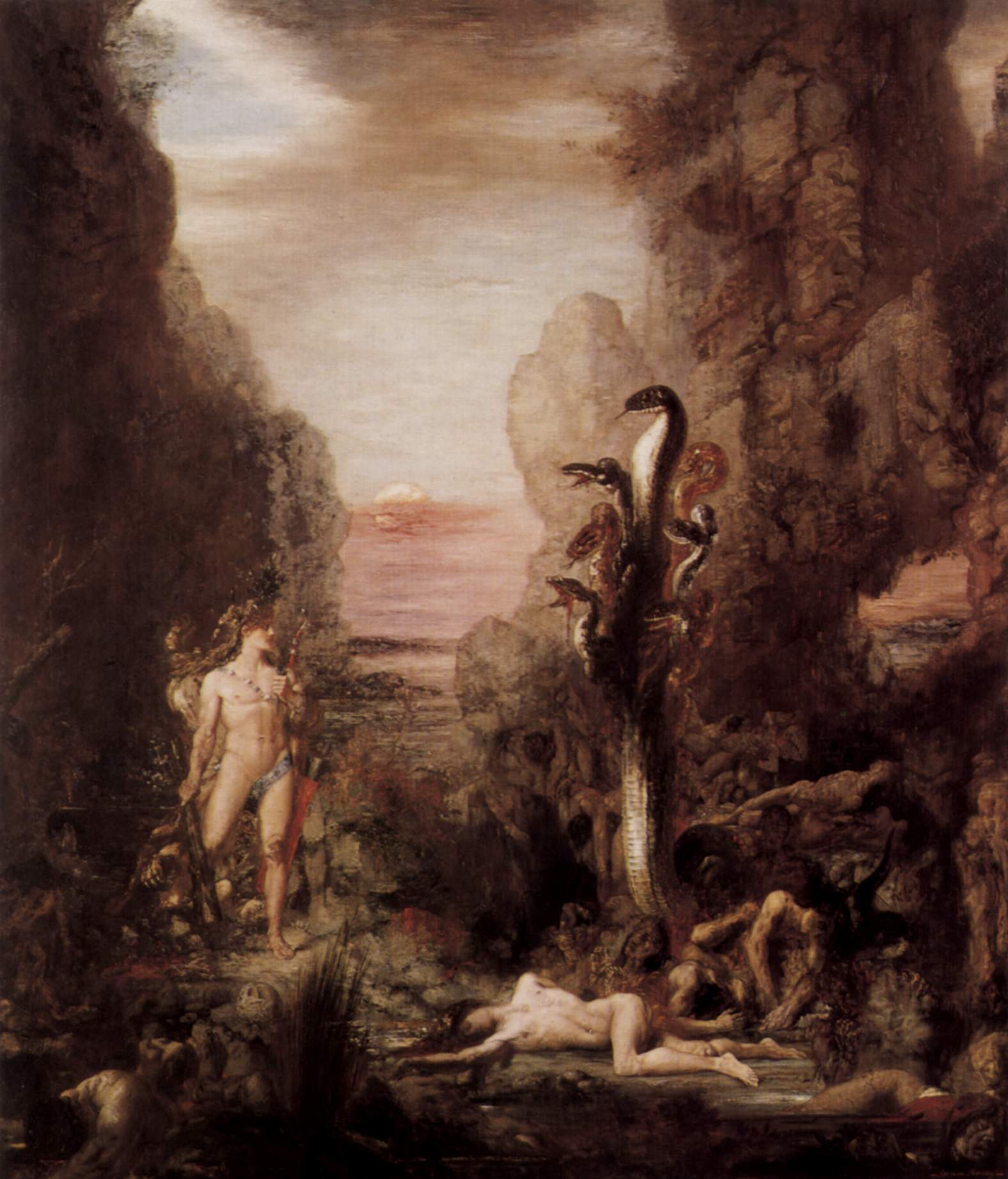
ギュスターヴ・モロー『ヘラクレスとレルネのヒュドラ』1876年。油彩、キャンバス、179.3 × 154 cm。シカゴ美術館[291]。

### 1877年

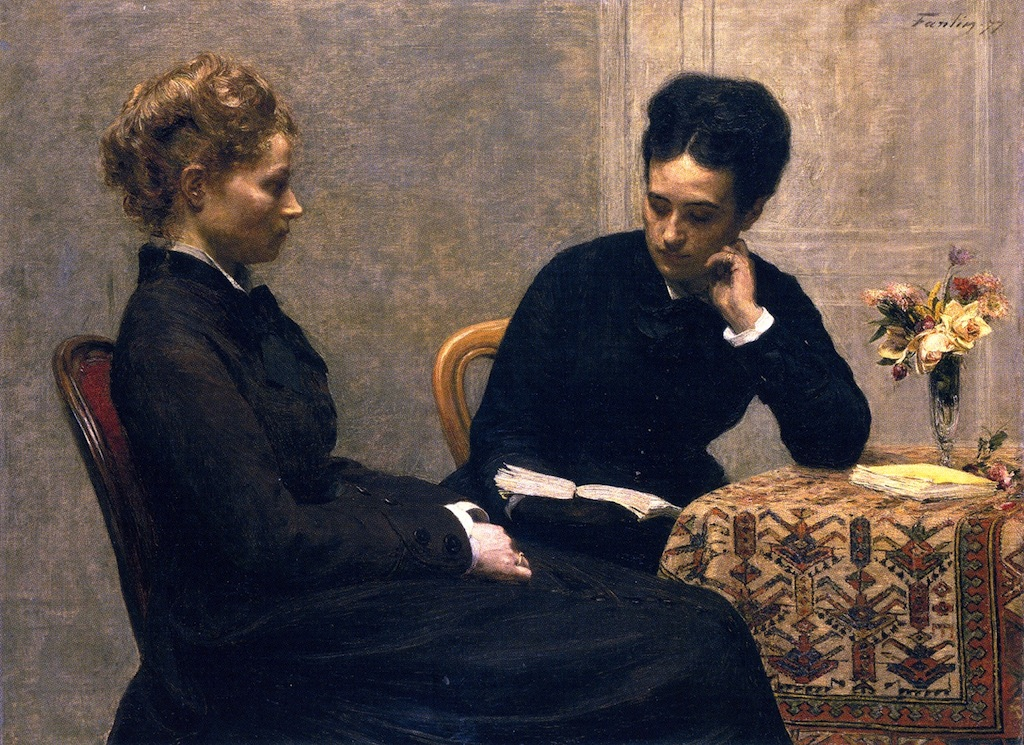
アンリ・ファンタン＝ラトゥール『読書』1877年。油彩、キャンバス、97 × 130 cm。リヨン美術館[292]。
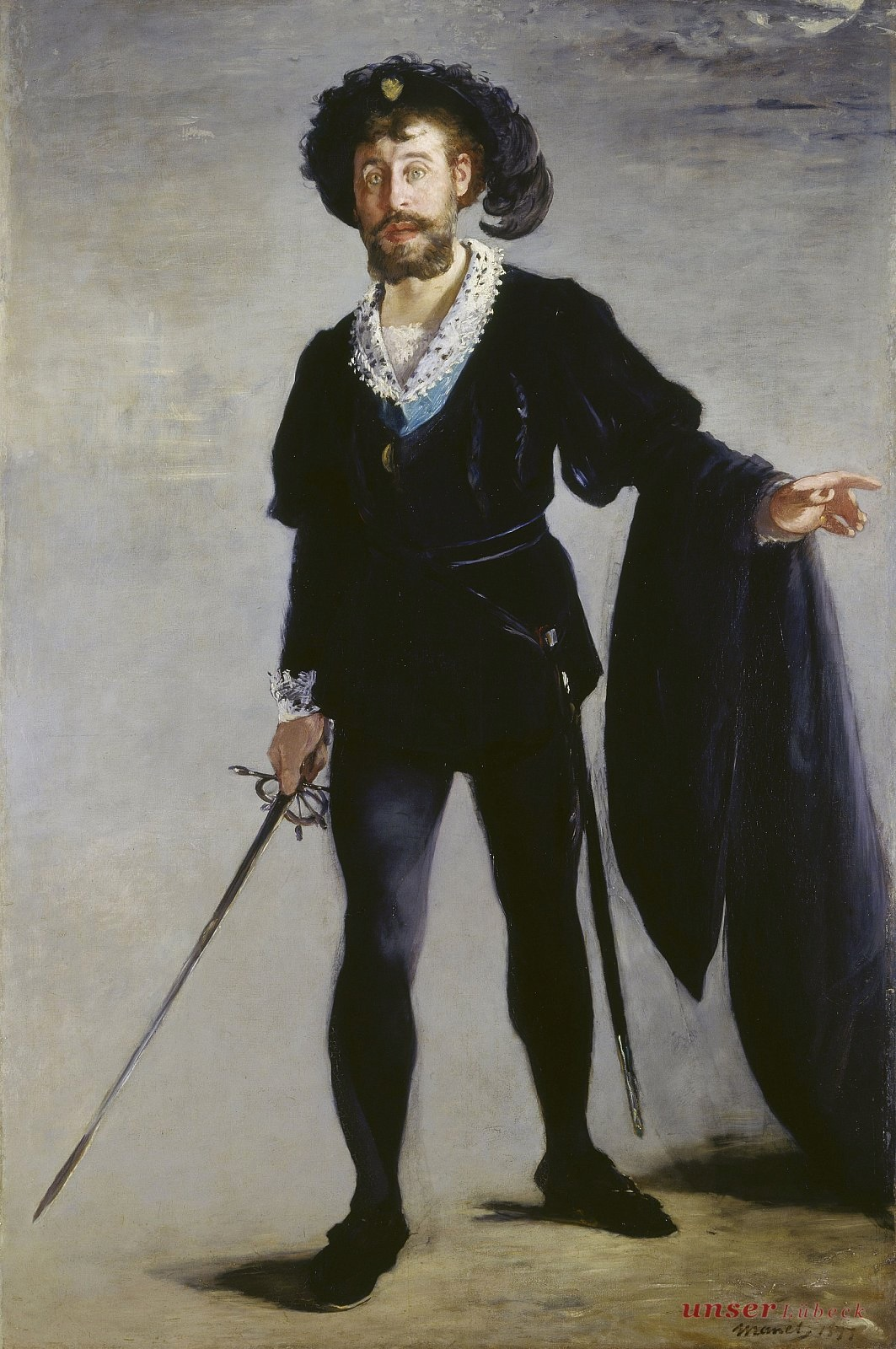
マネ『ハムレットを演じるフォール』1877年。油彩、キャンバス、196 × 131 cm。フォルクヴァンク美術館。

### 1878年
第3回までの印象派展に参加していたルノワールは、1878年から、サロンへの応募を再開するようになった。印象派展は、作品を売るという点では成功しておらず、経済的に厳しいことが理由であった。この年のサロンには、ルノワールの『一杯のショコラ』が入選している。しかし、ドガは、印象派展参加者はサロンに応募すべきでないという主張を持っており、印象派グループの中での意見の対立を招くことになった。

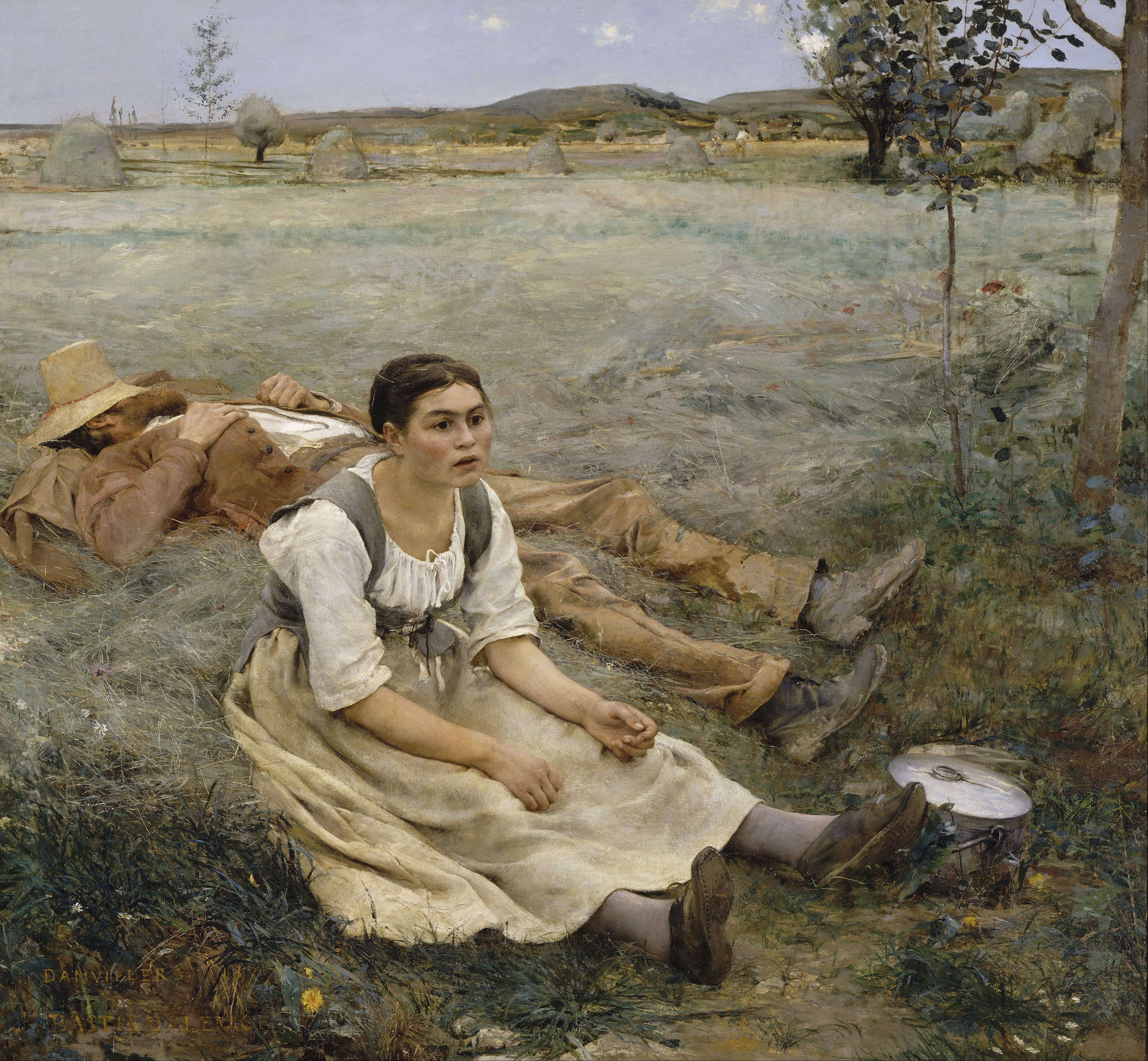
ジュール・バスティアン＝ルパージュ『干し草』1877年。油彩、キャンバス、180 × 195 cm。オルセー美術館[294]。
ジョン・シンガー・サージェント『カンカルで牡蠣をとる人々』1878年。油彩、キャンバス、78.8 × 122.8 cm。コーコラン美術館[295]。

### 1879年
1879年のサロンでは、ルノワールの『シャルパンティエ夫人とその子どもたち』が評判になり、経済的な成功を手にするようになっていった。シスレーとセザンヌも、ルノワールに触発されてサロンに応募したが、落選した。モネもサロン応募を考えたが、カミーユ・ピサロとギュスターヴ・カイユボットの説得で思いとどまった。
この年のサロンの授賞式で、共和派ジュール・グレヴィ政権の公教育省大臣ジュール・フェリーは、アカデミーが美術を形骸化したヒエラルキーと伝統的な手法に従わせようとしていると批判した。

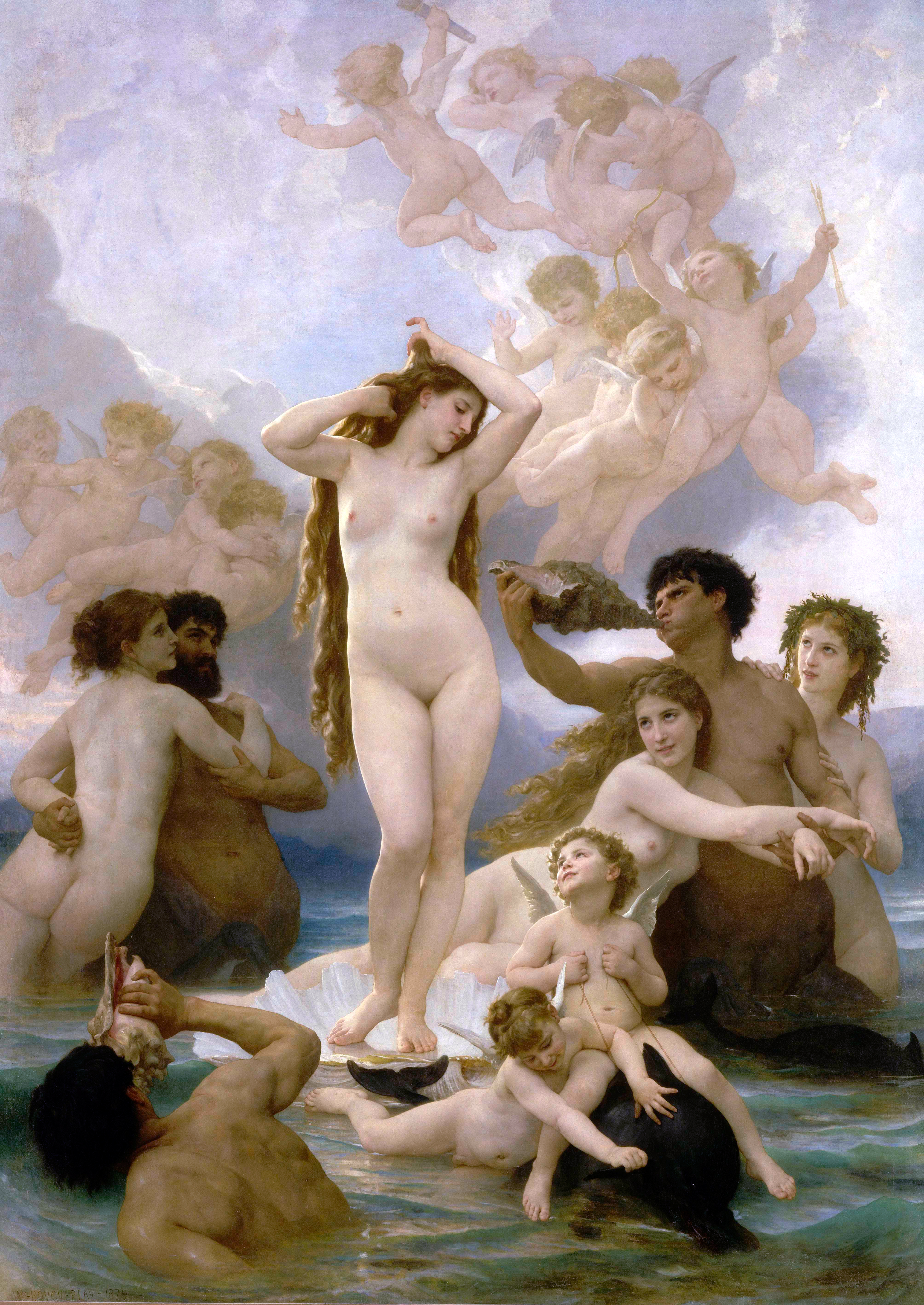
ブグロー『ヴィーナスの誕生』1879年。油彩、キャンバス、300 × 215 cm。オルセー美術館[299]。
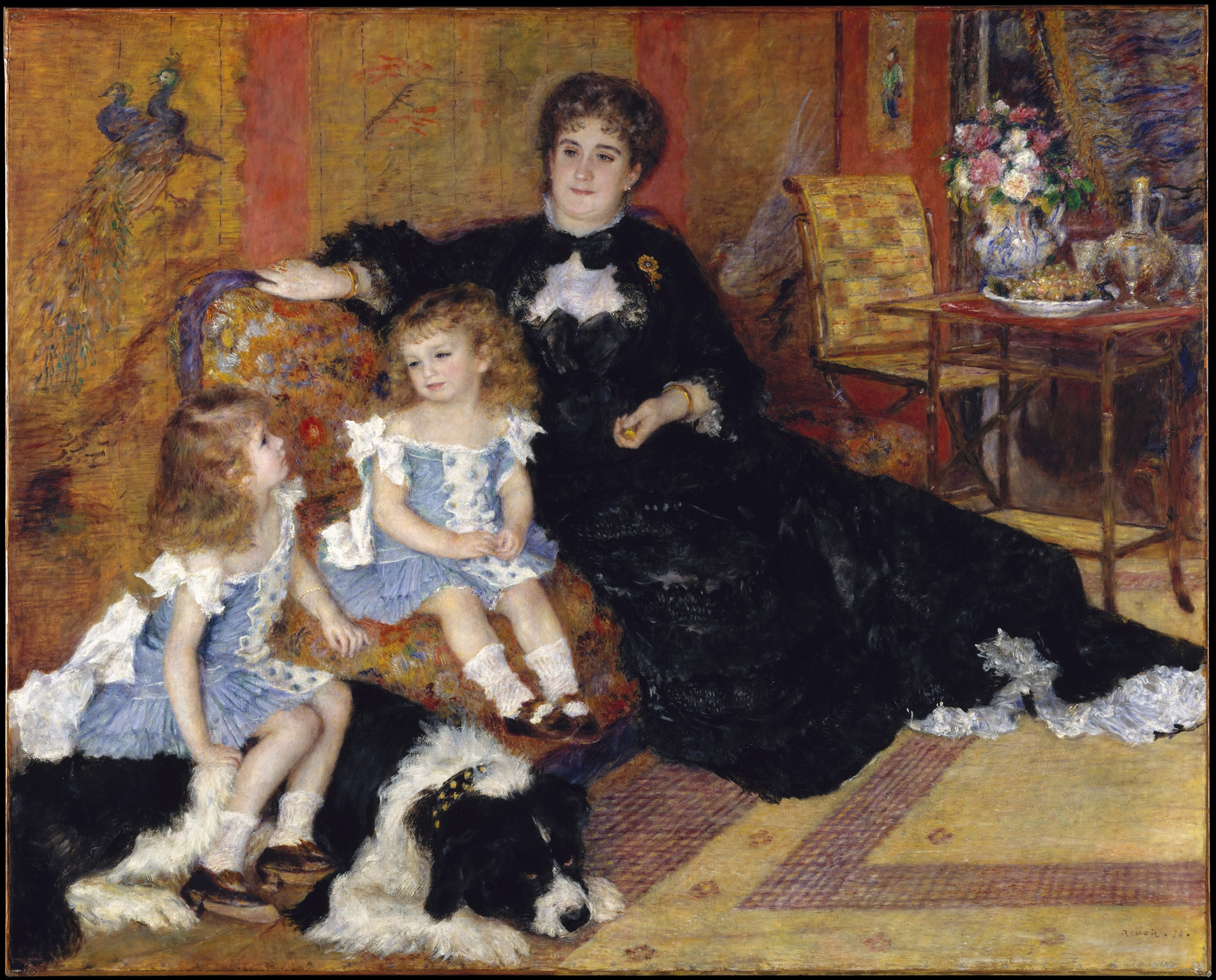
ルノワール『シャルパンティエ夫人とその子どもたち』1878年。油彩、キャンバス、153.7 × 190.2 cm。メトロポリタン美術館[300]。
エドゥアール・マネ『温室にて』1879年。油彩、キャンバス、115×150cm。旧国立美術館。
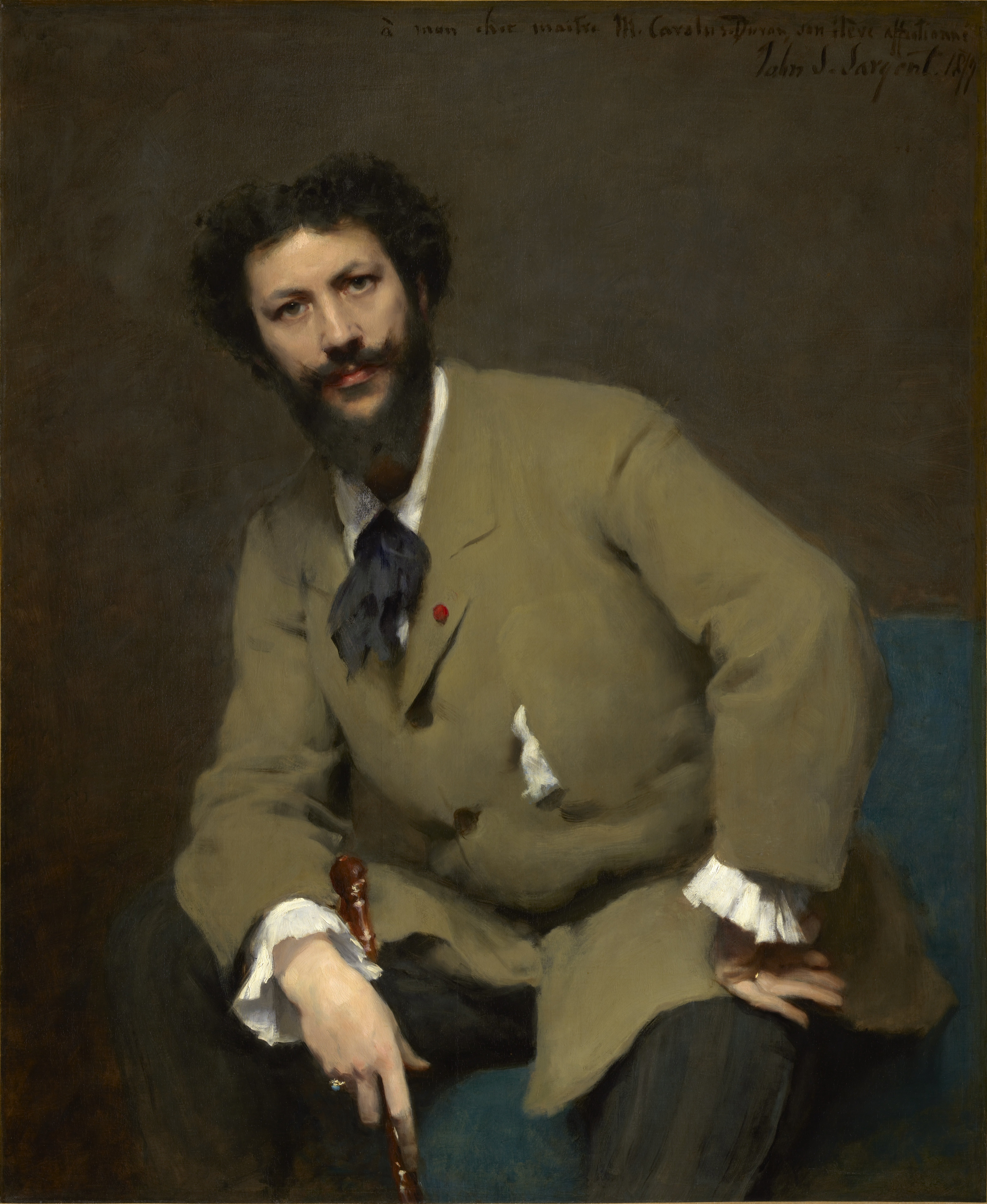
ジョン・シンガー・サージェント『カロリュス・デュランの肖像』1879年。油彩、キャンバス、116.8 x 96 cm。クラーク美術館（英語版）[301]。

### 1880年

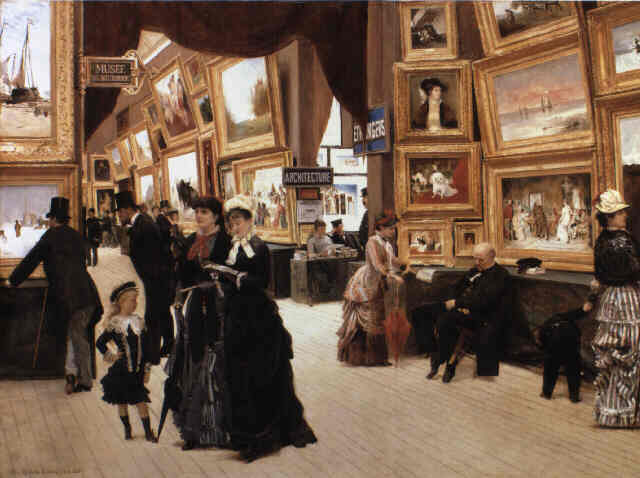
1880年のサロンの様子。

1879年以来、第三共和政の美術行政は、サロン審査委員会の審査の在り方を批判し、サロン会場に電気照明を用いること、審査委員の範囲を広げること、絵画部門をジャンルによって分けることなどの改革を示した。これに対し、審査委員会は反対し、ブーグローとボードリーが相次いで委員を辞任する事態になった。残った審査委員たちは、7289点という大量の作品を入選させる措置に出て、サロンは混乱した。
モネは、長年サロンへの出品をしていなかったが、経済的に逼迫する中、前年にルノワールがサロンで成功したこともあって、1880年のサロンに応募した。当時も、経済的成功を目指す上ではサロンは高い権威を持つものであった。モネは、サロン審査の基準に合うよう妥協した上で2点を提出したが、その結果は、『ラヴァクール』1点のみが入選というものであった。この頃には、印象派に対する肯定的評価も徐々に増えており、官展派の画家の中にも、印象派の影響を受けた折衷的な作品が出てきた。

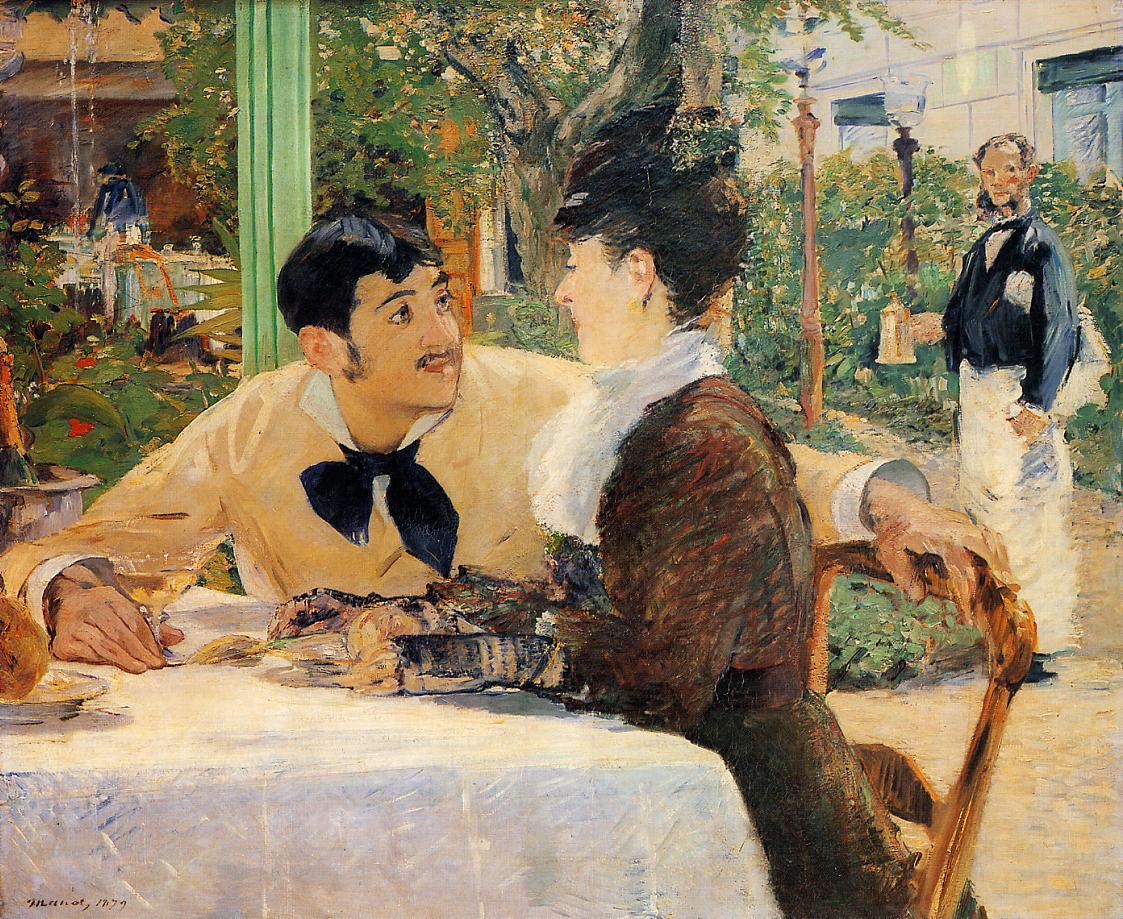
マネ『ラテュイユ親父の店』1879年。油彩、キャンバス、92 × 112 cm。トゥルネー美術館。
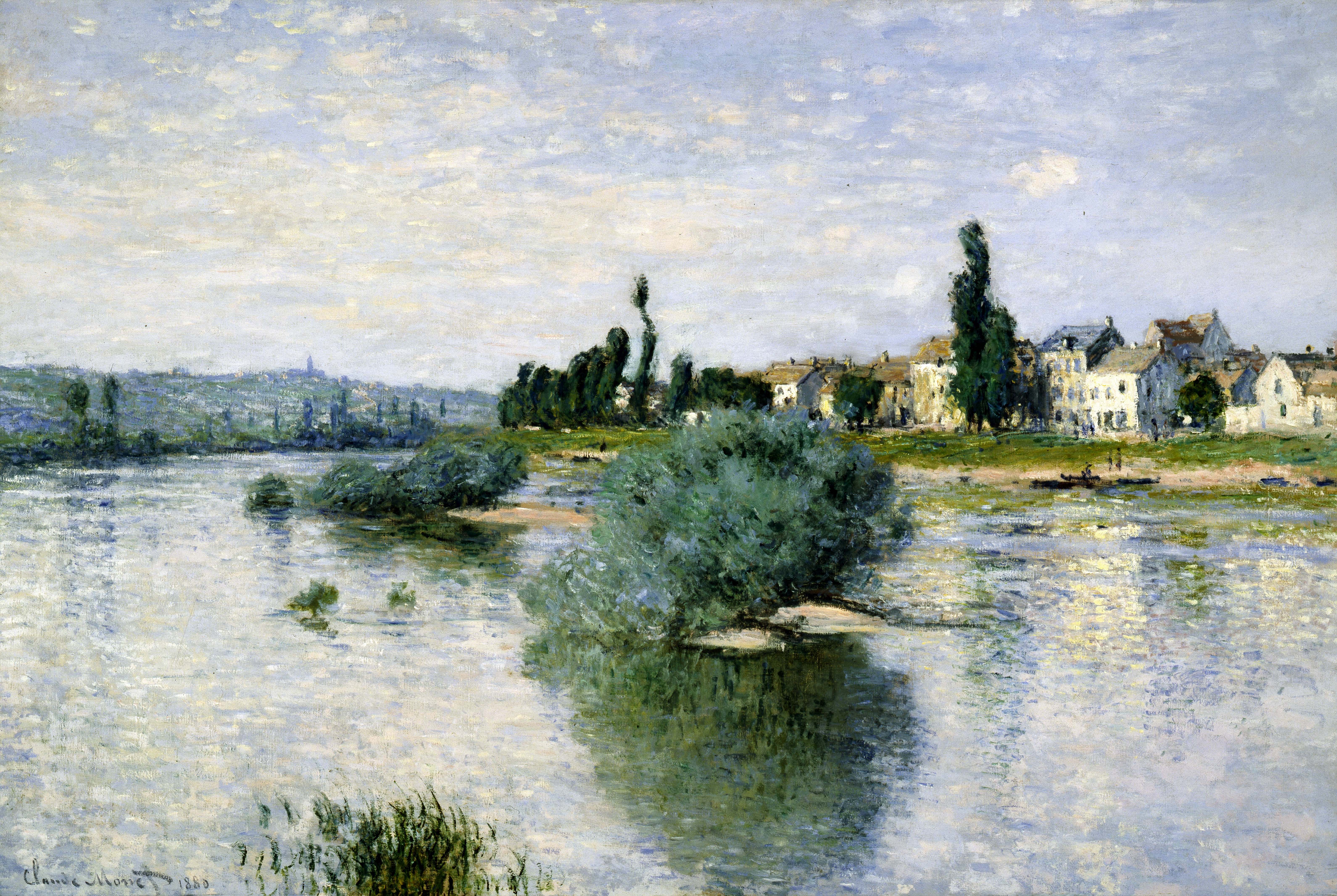
クロード・モネ『ラヴァクール』1880年。油彩、キャンバス、100 × 150 cm。ダラス美術館。
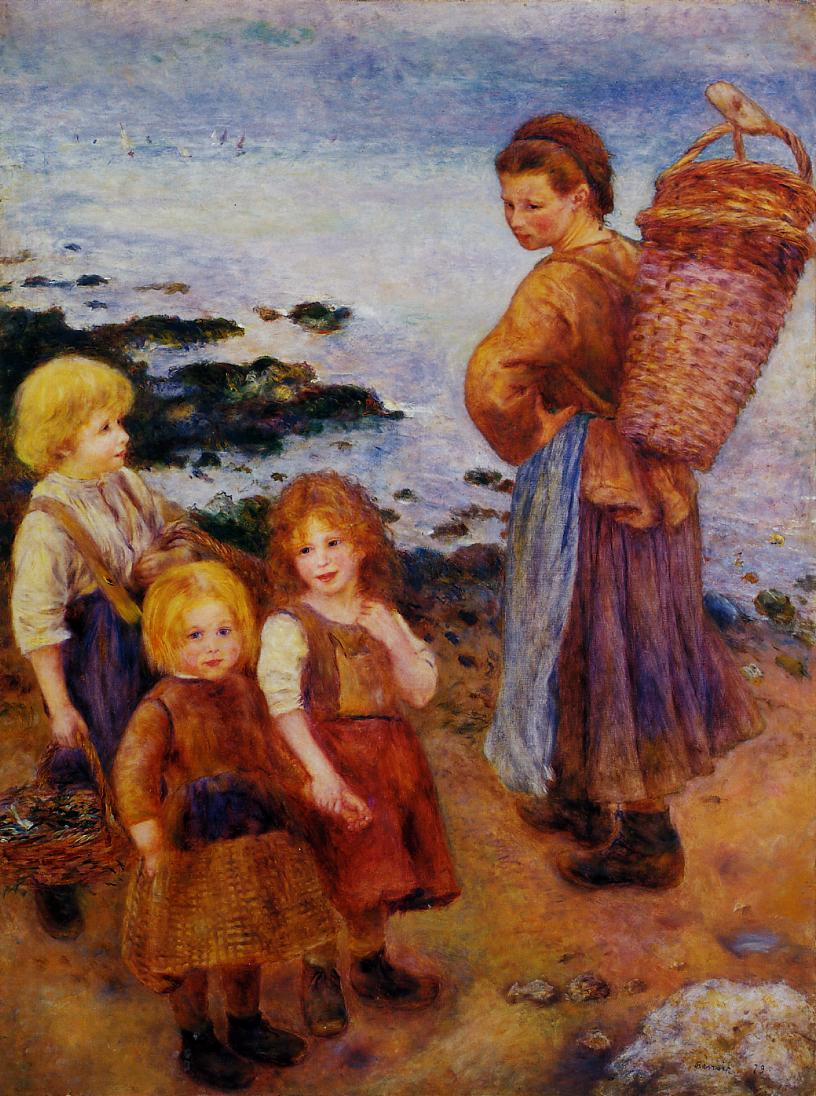
ピエール＝オーギュスト・ルノワール『ムール貝を採る海女、ベルヌヴァルにて』1879年。油彩、キャンバス、176.2 × 130.2 cm。バーンズ・コレクション[304]。

### 民営化
1880年、美術行政は、サロンの国家主催を取りやめ、民営化することを決定した。サロン改革に関する美術行政とアカデミーとの意見対立を背景とするものであった。1881年からは、フランス芸術家協会がサロンを開催したほか、1884年からは独立芸術家協会によるサロン（アンデパンダン展）が、1890年には国民美術協会によるサロンが分離独立し、政府も1883年と1886年にトリエンナーレ展を開催するなど、美術展覧会が乱立していった。
次第に、サロンやアカデミーの権威は低下し、画家がサロン入選によって作品を認められ、顧客を得ることができるというシステム自体が機能しなくなり、代わって画商と批評家が画家と顧客をつなぐ役割を果たしていくことになる。

## 現在
現在も「サロン・ド・パリ」から分離した各サロンのなかのいくつかは引き続き開催されている。2006年以降、パリに拠点を置く4つ（2006年の開始当時は5つ）のサロン展が合同で行う「Salon ART CAPITAL」がグラン・パレのLe Nefホールにて開催されるようになり、「ル・サロン展」として知られるフランス芸術家協会サロン展などが参加している。一方で、国民美術協会サロン展はルーヴル美術館に隣接したカルーゼル・ルーブル展示場にて、サロン・ドートンヌ展はシャンゼリゼ通り特設会場にて、現在も単独での開催を各々が継続している。